# Bunuri mobile din domeniul artă decorativă clasate în patrimoniul cultural național al României aflate în municipiul București (tezaur)
Acestă listă conține bunurile mobile din domeniul artă decorativă clasate în Patrimoniul cultural național al României aflate la momentul clasării în municipiul București.
| Foto | Informații generale                                                                                       | Detalii tehnice | Descriere | Deținător                                           | Legături |
| ---- | --- | --- | --- | --------------------------------------------------- | -------- |
|      | Nabederniță                                                                                               | Datare: prima jumătate a secolului al XVII-lea Material: broderie cu fir de argint aurit pe mătase | Broderie de mătase roșie brodată cu Coborârea la Limbi iar la colțuri câte un serafim. Pe margine este un chenar de flori și frunze stilizate. | Muzeul Național de Artă al României                 | Cimec    |
|      | Orar | Datare: cca. 1638 Material: broderie cu fir de argint, argint aurit și mătase colorată pe suport de catifea | Piesa este lucrată în două fâșii de catifea vișinie închisă, cu căptușeala verde, broșată cu motiv floral. La capete are franjuri din fir, apoi o bentiță din mătase vișinie cu un galon pe margine și terminată printr-un al doilea rând de franjuri. Cele două fâșii sunt împărțite în 7 registre, fiecare cu câte 2 figuri și despărțite unele de altele printr-o bentiță pe care este brodat cuvântul aghios, adică sfânt. Primul registru cuprinde Buna Vestire. În celelalte este câte un serafim, alternând cu un înger în picioare și ținând în mână o lance. Jos, inscripția „Io Vasile Voievoda” urmată de un ornament floral. Dăruită de voievodul Vasile Lupu, cel mai probabil Mănăstirii Trei Ierarhi din Iași. | Muzeul Național de Artă al României                 | Cimec    |
|      | Vas decorativ Art Deco (Cupă cu anse)                                                                     | Datare: 1924 Material: argint; presat; gravat; polisat | Cupă omagială, înaltă, piesă sobră, inspirată de forma anticelor kratere grecești trecută prin filtrul art deco-ului interbelic, cu ansele pornind de la nivelul buzei în contur unghiular îndulcit și prinse de baza vasului. Sub buza piesei, un bandou lat este gravat cu un rensou de acant, iar pe corp o inscripție gravată cu litere artistice ocupă aproape tot spațiul. Piesă cu incontestabilă valoare memorială, documentară și artistică realizată în spiritul art deco-ului american. | Muzeul Național „George Enescu”                     | Cimec    |
|      | Suport pentru creion                                                                                      | Datare: 4/4 sec. XIX - 1/4 sec. XX Material: aur; presat; gravat; email; fildeș | Piesă delicată, suportul de creion, cilindru miniatural din aur cu suprafața lisă matisată, are gravat cifrul Reginei Elisabeta, iar superior este finalizat în coroană regală cu interior emailat și un mic anou de prindere (posibil să fi făcut parte dintr-o garnitură de bal). Piesa este prezentată într-o cutiuță din fildeș ce poartă pe capac aplicată coroana regală, iar pe interior este prezentă emblema furnizorului. În semn de mare prețuire Regina Elisabeta i-a dăruit lui George Enescu un obiect personal. Bijuteria miniaturală, realizată de furnizorul autohton al Casei regale, amintește de strânsa legătură a marelui muzician cu regina Elisabeta. | Muzeul Național „George Enescu”                     | Cimec    |
|      | Ramură de stejar                                                                                          | Datare: 1898 Material: metal; turnat; presat; gravat; cizelat; argintat | Ramură de copac, lejer arcuită în „S”, cu frunze și fructe de stejar și laur, fin gravate și cizelate, la bază cu panglica înnodată și inscripționată:”Violonistului și compozitorului G. Enescu / 1898 Bucuresci”. Anul 1898 marchează debutul lui George Enescu în calitate de compozitor. Omagiul adus tânărului compozitor și talentatului interpret este subliniat prin prezența frunzelor de stejar, ce simbolizează forța fizică dar și înălțarea spirituală, asociate cu frunzele de laur, ca semn al nemurii, al gloriei și al cunoașterii tainice. Lucrare cu valențe artistice și memoriale deosebite. | Muzeul Național „George Enescu”                     | Cimec    |
|      | Cruce de procesiune Autor: Meșter Dosoftei                                                                | Datare: 1561 Material: Lemn sculptat, ferecătură de argint turnat, filigranat, gravat, aurit | Cruce de procesiune din lemn, sculptată cu ferecătură de argint turnat, filigranat, gravat, și aurit. Inscripție de danie în slavonă, pe mâner: „Această cruce au făcut-o pan Matei Crăciun postelnic și cneaghina lui, Maria, în anul 7069, iulie 5”. Inițiala C în grafie chirilică pe capătul mânerului. Inscripție de meșter în slavonă pe brațul longitudinal al crucii, avers – revers: „Eu Dosoftei maistor, locuitor în Mănăstirea Putna”. | Muzeul Național de Artă al României                 | Cimec    |
|      | Cruce de mână                                                                                             | Datare: sfârșitul sec. XVII – începutul sec. XVIII Material: Lemn sculptat; ferecătură de argint aurit, email, pietre roșii, perlă                                                                                          | Cruce de masă din lemn sculptat, ferecătură de argint aurit, email, pietre roșii și perlă. Sculptura în lemn prezintă scenele obișnuite pentru crucile de binecuvântare: pe una din fețe este redat Botezul Domnului, cu câte un evanghelist cu un ucenic căruia îi dictează textul Evangheliei de o parte și de alta. Deasupra este scena Bunei Vestiri, iar în partea inferioară Anastasis. Pe fața opusă sunt redate Răstignirea, alți doi evangheliști insoțiți de ucenici și Schimbarea la Față și Întâmpinarea Domnului. | Muzeul Național de Artă al României                 | Cimec    |
|      | Cruce de masă                                                                                             | Datare: 1793 Material: Lemn sculptat; ferecătură de argint filigranat, aurit, pietre (12 verzi, 21 roșii), 17 perle | Cruce de masă din lemn sculptat, ferecătură de argint filigranat, aurit, pietre (12 verzi, 21 roșii), 17 perle. Sculptura în lemn prezintă două scene principale, pe cele două fețe - Botezul și Răstignirea, alături de care se ordonează alte scene relevante legate de eveniment: Buna Vestire și Întâmpinarea Domnului pe o față și Anastasis și Necredința lui Toma pe cealaltă parte. Inscripție cu litere chirilice pe interiorul bazei: „Această sf(â)ntă cruce este a popi(i) Neculae Trăsnea și Țane; t(a)l(eri) 100; la leatu 1793 avg (ust) 30”. | Muzeul Național de Artă al României                 | Cimec    |
|      | Cruce de masă                                                                                             | Datare: Sec. XIX Material: Lemn sculptat; ferecătură de argint filigranat, parțial aurit, 13 corali, 4 sticle, pietre (6 verzi, 7 roșii)                                                                                    | Cruce de masă din lemn sculptat, cu ferecătură de argint filigranat, parțial aurit, decorată cu 13 corali, 4 sticle, pietre (6 verzi, 7 roșii). Are câte o scenă sculptată pe fiecare față - Botezul și Răstignirea, înconjurată de figurile a patru proroci. Inscripție cu litere chirilice pe interiorul bazei: Petru Anastasie Vărnav. | Muzeul Național de Artă al României                 | Cimec    |
|      | Bucată țesută                                                                                             | Datare: sec.al XVII-lea Material: țesătură broșată cu fir de argint aurit | Bucată țesută, decorată cu motivul florii de lalea, acesta se succede regulat în registre orizontale. Este realizată din fir de matase roșie și verde în alternanță cu fir de argint aurit. În partea inferioară au fost adăugați franjuri lungi de culoare roșie, verde și ocru. | Muzeul Național de Artă al României                 | Cimec    |
|      | Țesătură decorativă                                                                                       | Datare: a doua jumătate a sec.XVII Material: catifea broșată cu fir din argint aurit | Țesătură realizată din catifea broșată cu fir de argint aurit, decorată în câmpul central cu floarea de lalea și cea de garoafă, motive ornamentale specifice atelierelor din Asia Mică, dar și cu semipalmete, motiv raspândit în arta de tradiție bizantină. Rozete, flori stilizate și frunze penate, dispuse oblic, se succed simetric în decorul chenarului de catifea de culoare verde. | Muzeul Național de Artă al României                 | Cimec    |
|      | Țesătură decorativă                                                                                       | Datare: a doua jumătate a sec.XVII Material: catifea broșată cu fir din argint aurit | Țesătură realizată din catifea broșată cu fir de argint aurit, decorată în câmpul central cu floarea de lalea și cea de garoafă, motive ornamentale specifice atelierelor din Asia Mică, dar și cu semipalmete, motiv raspândit în arta de tradiție bizantină. Rozete, flori stilizate și frunze penate, dispuse oblic, se succed simetric în decorul chenarului de catifea de culoare verde. | Muzeul Național de Artă al României                 | Cimec    |
|      | Țesătură decorativă                                                                                       | Datare: a doua jumătate a sec.XVII Material: catifea broșată cu fir din argint aurit | Țesătură realizată din catifea broșată cu fir de argint aurit, decorată în câmpul central cu floarea de lalea și cea de garoafă, motive ornamentale specifice atelierelor din Asia Mică, dar și cu semipalmete, motiv raspândit în arta de tradiție bizantină. Rozete, flori stilizate și frunze penate, dispuse oblic, se succed simetric în decorul chenarului de catifea de culoare verde. | Muzeul Național de Artă al României                 | Cimec    |
|      | Țesătură decorativă                                                                                       | Datare: a doua jumătate a sec.XVII Material: catifea broșată cu fir din argint aurit | Țesătură realizată din catifea broșată cu fir de argint aurit, decorată în câmpul central cu floarea de lalea și cea de garoafă, motive ornamentale specifice atelierelor din Asia Mică, dar și cu semipalmete, motiv raspândit în arta de tradiție bizantină. Rozete, flori stilizate și frunze penate, dispuse oblic, se succed simetric în decorul chenarului de catifea de culoare verde. | Muzeul Național de Artă al României                 | Cimec    |
|      | Fragment de țesătură                                                                                      | Datare: sec. XVII Material: țesătură de mătase broșată cu fir din argint aurit | Fragment de țesătură. | Muzeul Național de Artă al României                 | Cimec    |
|      | Poală de icoană                                                                                           | Datare: sec.XVII-XVIII Material: țesătură din fir de aur cu mătase roșie | Fragment de țesătură. Model de vultur bicefal în centru. | Muzeul Național de Artă al României                 | Cimec    |
|      | Poală de icoană                                                                                           | Datare: sec.XVII-XVIII Material: țesătură din fir de aur cu mătase roșie | Fragment de țesătură. Model de vultur bicefal în centru. | Muzeul Național de Artă al României                 | Cimec    |
|      | Scaun-colțar Autor: Constantin Brâncuși                                                                   | Datare: primul sfert al secolului XX Material: lemn de nuc | scaun-colțar din lemn de nuc, lucrare din perioada artizanală a lui Constantin Brâncuși. | Colecție particulară                                | Cimec    |
|      | Serviciu aprins țigări                                                                                    | Datare: secolul al XIX lea Material: argint ciocănire; cizelare | Serviciu de aprins țigări format dintr-o talpă circulară de la care pornește un picior surmontat de o sferă-recipient acoperită de o porțiune tronconică cu vârful acoperit de un capac încoronat. Pe recipientul sferic și de rama capacului tronconic sunt lipite trei conuri alungite, răsturnate, cu vârful închis cu buton, iar baza închisă cu capac încoronat. Cele patru piese-capac încoronate sunt prevăzute în interior cu câte trei tije lungi. Tot de recipientul sferic este lipită toarta din bandă plată, în consolă. Pe talpa circulară a fost gravată inscripția - "H.R.H.THE DUKE OF EDINBORGH FOR MAJOR F. ALLISON MAY 1867 IN REMBRANCE OF A CRUISE IN THE GALATEA". Piesa este marcată cu ponsonul Marii Britanii, anul de realizare 1874, cel al orașului Londra, al meșterului - TWD și cel taxare a marcajului. | Muzeul Național de Istorie a României               | Cimec    |
|      | Serviciu „Hors d'oeuvre”                                                                                  | Datare: sfârșitul secolului al XIX-lea - începutul secolului XX Material: metal comun; argint; porțelan modelare; coacere; cizelare                                                                                         | Serviciu Hors d`oeuvre format dintr-un suport hexagonal alungit din bară de metal argintată, cu mâner orizontal sprijinit pe marginile acestuia, care suportă trei capsule de porțelan alb (una adăugată ulterior, nemarcată) cu marginile ondulate: 2 triunghiulare și una pătrată. Recipientele de porțelan poartă pe dos marca fabricii Coalport, England și cea a meșterilor H&H. | Muzeul Național de Istorie a României               | Cimec    |
|      | Covor „de Transilvania” cu dublă nișă                                                                     | Datare: sec. XVII Material: urzeala, băteala și nodul simetric (turcesc/Ghiordes) din lână | În câmpul central, dublă nișă pe fond roșu, decorată cu o compoziție alcătuită din motive florale stilizate, legate prin vrejuri geometrizate. În interiorul nișei este reprezentată o singură lampă de moschee. Ecoansoane pe fond albastru, decorate cu rozete și frunze stilizate. Bordura principală decorată cu medalione cu margini în feston, pe fond alb-ivoriu. Două borduri secundare. La capătul inferior este o bandă țesută, de culoare galben. | Muzeul Național de Artă al României                 | Cimec    |
|      | Covor de rugăciune „de Transilvania”                                                                      | Datare: sfârșitul sec. XVII Material: urzeala, băteala și nodul simetric (turcesc/Ghiordes) din lână | Câmpul mihrabului pe fond roșu, neornamentat, bordura principală decorată cu o alternanță de rozete și palmete, încadrate de frunze lanceolate. Din vârful mihrabului se înalță o floare care constituie axul de simetrie al unei compoziții alcătuite din garoafe și frunze zimțate, foarte stilizate. Ecoansoane în două culori, galben și albastru. | Muzeul Național de Artă al României                 | Cimec    |
|      | Vas cu toarte                                                                                             | Datare: sec. VII-VIII Material: ceramică argiloasă; decor aplicat; glazură | Vas de formă bulbară, cu pereți groși, gura largă, patru toarte simple și opt duble. Decor în formă de frânghie, aplicat pe umărul vasului. Glazură de culoare verde-albastru cu zone mari irizate. | Muzeul Național de Artă al României                 | Cimec    |
|      | Agrafă | Datare: a doua jumătate a secolului al XVII-lea Material: argint; aur; turcoaze; pastă de sticlă. | Agrafă pentru casulă sau orar hexalobată în plan pe care se înalță elemente decorative, succesive: între două fire torsionate se așează o bandă traforată cu motive vegetale, ușor retrasă în partea superioară, cu câte o casetă cu piatră roșie în mijloc; între lobi, la bază, pe o cochilie de melc se înalță câte un personaj cu piatră roșie la mijloc și perlă de argint deasupra capului. Suprafața centrală este ocupată de trei portaluri cu baldachin, în stil gotic, care adăpostesc câte un personaj - Fecioara Maria flancată de câte o figură încoronată și înarmată cu sabie. Deasupra capului fiecăruia este câte o rozetă cu pietre roșii, iar împrejur sunt montate câte o casetă rectangulară cu câte o foaie de argint care îi urmează profilul și este prevăzută cu un ac de închidere pe care a fost aplicată marca bijutierului. Deformare mecanică a unor elemente; rupturi cu lipsă de material în zona centrală; zgârieturi pe suprafața metalului; ciobituri pe suprafața pietrelor; lipsesc patru pietre mici, roșii, de la flori. | Muzeul Național de Istorie a României               | Cimec    |
|      | Panaghiar                                                                                                 | Datare: 1520-1521 Material: Argint turnat, cizelat, gravat, aurit, email verde și albastru | Face parte din ansamblul de 15 icoane prăznicar ce au decorat primul registru al tâmplei Bisericii Mitropoliei din Târgoviște. | Muzeul Național de Artă al României                 | Cimec    |
|      | Pocal | Datare: [1500] Material: Argint ciocănit, aurit, aplicații argint | | Muzeul Național de Artă al României                 | Cimec    |
|      | Cruce de procesiune                                                                                       | Datare: 1564 Material: lemn sculptat; ferecătură de argint ciocănit, gravat, aurit | inscripție de danie în limba slavonă, pe ferecătură: „Această cruce au făcut-o și au ferecat-o pan Maxin Burnar vornic și soția sa Antimia, și au dat-o la ruga lor la biserica din Iași unde este hramul Înălțarea Domnului nostru Iisus Hristos, în anul 7072”. Face parte din ansamblul de 15 icoane prăznicar ce au decorat primul registru al tâmplei Bisericii Mitropoliei din Târgoviște. | Muzeul Național de Artă al României                 | Cimec    |
|      | Necredința lui Toma Autor: Duzăgat zugrav (?)                                                             | Datare: 1674 Material: tempera pe lemn | Face parte din ansamblul de 15 icoane prăznicar ce au decorat primul registru al tâmplei Bisericii Mitropoliei din Târgoviște. | Muzeul Național de Artă al României                 | Cimec    |
|      | Prezentarea Fecioarei Maria la templu Autor: Duzăgat zugrav (?)                                           | Datare: 1674 Material: tempera pe lemn | Face parte din ansamblul de 15 icoane prăznicar ce au decorat primul registru al tâmplei Bisericii Mitropoliei din Târgoviște. | Muzeul Național de Artă al României                 | Cimec    |
|      | Pogorârea Sfântului Duh Autor: Duzăgat zugrav (?)                                                         | Datare: 1674 Material: tempera pe lemn | Face parte din ansamblul de 15 icoane prăznicar ce au decorat primul registru al tâmplei Bisericii Mitropoliei din Târgoviște. | Muzeul Național de Artă al României                 | Cimec    |
|      | Învierea lui Lazăr Autor: Duzăgat zugrav (?)                                                              | Datare: 1674 Material: tempera pe lemn | Face parte din ansamblul de 15 icoane prăznicar ce au decorat primul registru al tâmplei Bisericii Mitropoliei din Târgoviște. | Muzeul Național de Artă al României                 | Cimec    |
|      | Învierea (Coborârea la iad) Autor: Duzăgat zugrav (?)                                                     | Datare: 1674 Material: tempera pe lemn | Face parte din ansamblul de 15 icoane prăznicar ce au decorat primul registru al tâmplei Bisericii Mitropoliei din Târgoviște. | Muzeul Național de Artă al României                 | Cimec    |
|      | Botezul Domnului Autor: Duzăgat zugrav (?)                                                                | Datare: 1674 Material: tempera pe lemn | Face parte din ansamblul de 15 icoane prăznicar ce au decorat primul registru al tâmplei Bisericii Mitropoliei din Târgoviște. | Muzeul Național de Artă al României                 | Cimec    |
|      | Răstignirea Autor: Duzăgat zugrav (?)                                                                     | Datare: 1674 Material: tempera pe lemn | Face parte din ansamblul de 15 icoane prăznicar ce au decorat primul registru al tâmplei Bisericii Mitropoliei din Târgoviște. | Muzeul Național de Artă al României                 | Cimec    |
|      | Schimbarea la Față Autor: Duzăgat zugrav (?)                                                              | Datare: 1674 Material: tempera pe lemn | Face parte din ansamblul de 15 icoane prăznicar ce au decorat primul registru al tâmplei Bisericii Mitropoliei din Târgoviște. | Muzeul Național de Artă al României                 | Cimec    |
|      | Adormirea Maicii Domnului Autor: Duzăgat zugrav (?)                                                       | Datare: 1674 Material: tempera pe lemn | Face parte din ansamblul de 15 icoane prăznicar ce au decorat primul registru al tâmplei Bisericii Mitropoliei din Târgoviște. | Muzeul Național de Artă al României                 | Cimec    |
|      | Nașterea Fecioarei Maria Autor: Duzăgat zugrav (?)                                                        | Datare: 1674 Material: tempera pe lemn | Face parte din ansamblul de 15 icoane prăznicar ce au decorat primul registru al tâmplei Bisericii Mitropoliei din Târgoviște. | Muzeul Național de Artă al României                 | Cimec    |
|      | Înălțarea Domnului Autor: Duzăgat zugrav (?)                                                              | Datare: 1674 Material: tempera pe lemn | Face parte din ansamblul de 15 icoane prăznicar ce au decorat primul registru al tâmplei Bisericii Mitropoliei din Târgoviște. | Muzeul Național de Artă al României                 | Cimec    |
|      | Întâmpinarea Domnului Autor: Duzăgat zugrav (?)                                                           | Datare: 1674 Material: tempera pe lemn | Face parte din ansamblul de 15 icoane prăznicar ce au decorat primul registru al tâmplei Bisericii Mitropoliei din Târgoviște. | Muzeul Național de Artă al României                 | Cimec    |
|      | Buna Vestire Autor: Duzăgat zugrav (?)                                                                    | Datare: 1674 Material: tempera pe lemn | Face parte din ansamblul de 15 icoane prăznicar ce au decorat primul registru al tâmplei Bisericii Mitropoliei din Târgoviște. | Muzeul Național de Artă al României                 | Cimec    |
|      | Intrarea în Ierusalim Autor: Duzăgat zugrav (?)                                                           | Datare: 1674 Material: tempera pe lemn | Face parte din ansamblul de 15 icoane prăznicar ce au decorat primul registru al tâmplei Bisericii Mitropoliei din Târgoviște. | Muzeul Național de Artă al României                 | Cimec    |
|      | Nașterea Domnului Autor: Duzăgat zugrav (?)                                                               | Datare: 1674 Material: tempera pe lemn | Face parte din ansamblul de 15 icoane prăznicar ce au decorat primul registru al tâmplei Bisericii Mitropoliei din Târgoviște. | Muzeul Național de Artă al României                 | Cimec    |
|      | Covor | Datare: 1/2 sec. XVII Material: urzeala mătase; băteala bumbac; nodul asimetric (persan/Senneh) din lână | Compoziția câmpului central este alcătuită din palmete, flori de lotus, vrejuri, nori, pe fond roșu. Elementele respective sunt organizate în jurul unei axe de simetrie. Bordura principală, decorată cu palmete mari pe fond albastru închis, este încadrată de două benzi înguste, una pe fond verde închis, cealaltă, spre exterior, pe fond ocru oranj. Această piesă a făcut parte din tezaurul trimis la Moscova în 1916. | Muzeul Național de Artă al României                 | Cimec    |
|      | Ensi (covor portieră) Autor: Tribul Tekke, Asia Centrală                                                  | Datare: sf. sec. XIX - înc. sec. XX Material: urzeala lînă albă, băteala lînă roșie, nod asimetric (persan/Senneh) din lână                                                                                                 | Compoziția cvadripartită a câmpului central este caracteristică acestui tip de covor, folosit ca portieră (acoperitoare a intrării în iurtă) și numit uneori khacilu, după un termen de origine armeană, khaci, care înseamnă cruce. La partea superioară prezintă un arc asemănător celor de pe unele covoare de rugăciune. Cele patru câmpuri delimitate de cruce sunt decorate cu motive în formă de Y, caracteristice, ca și „coarnele de berbec” de pe bordura secundară exterioară, covoarelor lucrate de tribul turkmen Tekke. Această piesă a făcut parte din tezaurul trimis la Moscova în 1916. | Muzeul Național de Artă al României                 | Cimec    |
|      | Saf (Covor de rugăciune cu mai multe nișe)                                                                | Material: urzeala bumbac, băteala lînă și bumbac, nodul asimetric (persan/Senneh) din lână | Covor de rugăciune cu nouă nișe/mihraburi, fiecare având reprezentat în interior motivul arborelui vieții. Ecoansoanele a opt mihraburi sunt decorate cu rețele de romburi. Câteva borduri trădează influența artei chineze: la primul mihrab apare motivul budist al zvasticii, la altele, un motiv în formă de T, și el de origine chineză. | Muzeul Național de Artă al României                 | Cimec    |
|      | Covor de rugăciune                                                                                        | Datare: înc. sec. XIX Material: urzeala lînă albă, băteala lînă roșie, nod simetric (turcesc/Ghiordes) din lână | Mihrab pe fond roșu, cu laturile în trepte. Deasupra câmpului central, panou îngust cu „creneluri”. Vârful mihrabului este flancat în ecoansoane, pe fond verde, de două ibrice, și de două motive în formă de pieptene. Trei borduri, cea principală cu motive stelare concentrice. | Muzeul Național de Artă al României                 | Cimec    |
|      | Covor „de Transilvania” cu dublă nișă                                                                     | Datare: înc. sec. XVIII Material: urzeala, băteala și nodul simetric (turcesc/Ghiordes) din lână | În câmpul central este reprezentată o dublă nișă cu vârfurile în trepte și interiorul ocru, nedecorat. Bordura principală este decorată cu cartușe poligonale, separate prin octogoane. În partea inferioară și în colțul din dreapta sus, cartușele nu sunt complete. Bordurile secundare, decorate cu motive stelare, sunt încadrate de benzi înguste cu fond roșu și motive în formă de S. | Muzeul Național de Artă al României                 | Cimec    |
|      | Covor de rugăciune                                                                                        | Datare: 1/2 sec. XIX Material: urzeala, băteala și nodul simetric (turcesc/Ghiordes) din lână | Mihrab albastru cu vârful în trepte, de care atârnă o lampă care se continuă în jos cu o ghirlandă de flori care ocupă aproape întreaga suprafață a mihrabului. Ecoansoanele pe fond albastru deschis, cu rânduri de motive vegetale de culoare ocru, schematic reprezentate. Bordura principală este alcătuită din șapte benzi de tip cubukli, alternând fondul alb cu cel negru. Alături, spre mihrab, bordură secundară al cărei fond este albastru în jumătatea inferioară a covorului și ocru în rest. În jumătatea inferioară a covorului, pe stânga, o porțiune de circa 16 cm unde a fost utilizată lână roșie în locul ocrului sau albastrului. Câteva noduri roșii apar și în partea de sus a mihrabului, sub lampă, și pe latura dreaptă, în bordura secundară. | Muzeul Național de Artă al României                 | Cimec    |
|      | Bol | Datare: sf. sec. XII - înc. sec. XIII Material: Ceramică silicioasă, glazură opacă turcoaz, decor incizat în pastă | Bol cu picior și pereți înalți, drepți; buza ușor răsfrântă. Decor exterior cu linii verticale incizate în pastă. Glazură albastru turcoaz. | Muzeul Național de Artă al României                 | Cimec    |
|      | Jam | Datare: datat rabi’ II 1(0)82 A.H. (7 august - 4 septembrie 1671 A.D.) Material: cupru turnat; cositorit, decor gravat | Bol larg, cu picior, de tipul jam, decor tipic safavid cu arcuri semicirculare intersectate, medalioane trilobate, vrejuri și flori, dispuse în registre. Inscripția de sub buza ușor evazată a vasului, pe un registru de cca 3 cm lățime; inscripție în limba arabă, pe o bandă continuă: rugăciune prin care se invocă binecuvântarea lui Allah asupra celor „Patrusprezece Neprihăniți”. Textul se împletește cu vrejuri concentrice din care pornesc flori cu cinci petale și frunze trilobate. | Muzeul Național de Artă al României                 | Cimec    |
|      | Bādiye | Datare: sf. sec. XVI - înc. sec. XVII Material: cupru turnat; cositorit, decor gravat | Vas cu picior și pereți înalți, de un tip desemnat în epoca safavidă prin termenul bādiye. Pe buză, două distihuri persane în cinci cartușe separate prin motive polilobate. Versurile sunt urmate de numele posesorului: Mirzā Haydarbn Khwāja Sultāni. Registrul principal este decorat cu vrejuri de care sunt prinse semipalmete, flori mici, cartușe polilobate. | Muzeul Național de Artă al României                 | Cimec    |
|      | Bol | Datare: sf. sec. XII - înc. sec. XIII Material: ceramică silicioasă, pictură cu lustru, glazuri colorate | Bol cu pereții rotunjiți. În exterior, glazură albastru cobalt și pseudoinscripție. În interior, decor radiar cu opt zone: două cu motive ornitomorfe rezervate pe o suprafață pictată în lustru pe fond alb, două glazurate verde și patru albastru cobalt. Pe suprafețele albastre și verzi apar urmele de decor vegetal pictat peste glazură în tehnica lustrului. | Muzeul Național de Artă al României                 | Cimec    |
|      | Opait | Datare: primul sfert al secolului al II-lea p. Chr. Material: Ceramică Tipar bivalv, lut | Disc ornamentat cu Pallas Athena, cu un orificiu de alimentare amplasat în fața zeiței, delimitat de bordură prin două incizii circulare concentrice. Bordura este îngustă, decorată cu șnur incizat, ciocul este scurt, cu un arzător. Rezervorul este circular. Bază concavă are ștampila MAPKOY/TOMEITHC/EΠOIE[I], în relief, dispusă pe trei rânduri. Infra - reprezentarea unei păsări și o crenguță în relief. O ansă inelară este amplasată pe bordură și rezervor. Pasta este fină, de culoare Munsell 5YR 5/3 reddish brown cu firnis Munsell, 5 YR 5/6 yellowish red. | Muzeul Național de Istorie a României               | Cimec    |
|      | Opaiț | Datare: Secolele I – II p. Chr. Material: lut Tipar bivalv | Opaiț de tip Loeschcke I B., din pastă fină, de culoare roșie, deschis, (Munsell, 10 R 7/6 light red) și firnis de culoare roșie (Munsell, 2.5 YR 5/6 red). Prezintă ardere secundară pe cioc, datorată utilizării și ardere secundară și urme de la un obiect de fier topit pe bordură, bază și rezervor, datorată contactului cu focul. Discul este concav, ornamentat cu doi gladiatori. Cel din stânga este un hoplomachus, cu sabie scurtă ținută deasupra capului și un scut mic, rectangular care îi protejează partea stângă, pe cap poartă un coif, la brâu o bucată de pânză și apărătoare pentru picioare. Cel din dreapta, probabil de origine tracă, întors spre stânga, poartă pe cap un coif cu creastă, la brâu o bucată de pânză și apărătoare pentru picioare, în mâna dreaptă ține o sabie scurtă coborâtă în poziție de apărare, iar în mâna stângă un scut mic, rotund. Orificiul de alimentare este amplasat între cele două personaje. Bordura este înclinată, decorată cu trei cercuri concentric incizate. Ciocul este triunghiular, flancat de volute, cu un orificiu de ardere și unul de ventilație. Rezervorul este circular. Baza inelară are înscrisă în centru prin incizare litera M. | Muzeul Național de Istorie a României               | Cimec    |
|      | Opaiț | Datare: sec I - II p.chr Material: lut tipar bivalv, ceramică, tipar | Opaiț figurat cu cap uman, din pastă fină, de culoare cărămizie, (Munsell 5 YR 4/6 yellowish red) cu firnis ton negru, (Munsell, 5 YR 2.5/1 black). Capacul este ornamentat cu figură masculină. Orificiul de alimentare este amplasat în creștetul capului, iar cel de ardere reprezintă totodată și gura personajului. Baza este concavă (ușor ciobită). | Muzeul Național de Istorie a României               | Cimec    |
|      | Askos | Datare: Secolul al IV - lea a. Chr. Material: lut tipar bivalv, firnis | Vas de ceramică attică cu firnis negru și decor imprimat, pastă fină, de culoare roșu - deschis, (Munsell5 YR 5/4 weak red), firnis ton negru, (Munsell, 10 YR 2/1 black). Capacul este decorat cu figura unei Gorgone în relief, delimitat de corp printr-o profilatură externă. Corpul tronconic este decorat cu ove. Baza inelară are un mic umbo în centru. | Muzeul Național de Istorie a României               | Cimec    |
|      | Inel sigilar                                                                                              | Datare: sec. XVIII Material: argint; batere | Verigă lată și groasă, turnată, decorată cu sârmă simplă și răsucită, acestea fiind aplicate, iar în apropierea monturii, cu câte trei flori metalice. Montura octogonală, dispusă vertical, este decorată pe margine cu perle metalice și are gravată figura Sfântului Gheorghe ucigând balaurul. | Muzeul Național de Artă al României                 | Cimec    |
|      | Inel sigilar                                                                                              | Datare: sec. XVI Material: argint; batere | Verigă turnată împreună cu o montură ovală, dispusă orizontal. Veriga de secțiune semicirculară se turtește pentru a forma montura, pe care este incizată o pasăre cu cioc lung și o inscripție în limba greacă (?), dispusă circular în jurul ei; pe margini, decor incizat cu linii, abia vizibil. | Muzeul Național de Artă al României                 | Cimec    |
|      | Inel sigilar                                                                                              | Datare: sec. XVIII - XIX Material: argint; batere | Verigă lată, decorată cu sârmă răsucită și câte trei flori metalice aplicate la îmbinarea cu montura. Montură hexagonală, având pe margine perle metalice și un decor gravat cu acvila bicefală ținând în gheare sabia și sceptrul, fiind surmontată de o coroană deschisă. | Muzeul Național de Artă al României                 | Cimec    |
|      | Inel sigilar                                                                                              | Datare: sec. XIX Material: argint; batere; piatră gemă (intaglio) | Verigă cu capetele desfăcute în V, care susțin, prin sudare, un caboșon cu montură plată, fără dinți; pe capetele verigii se află câte o plăcuță metalică în formă de cap de bour stilizat. Pe piatră sunt incizate o serie de elemente variate:o coroană deschisă din măslin și palmier, în mijloc un scut pătrat având în centru un snop (?) surmontat de o coroană princiară cu egrete și flancată de literele F și I. | Muzeul Național de Artă al României                 | Cimec    |
|      | Inel sigilar                                                                                              | Datare: sec. XIX Material: argint; batere | Verigă turnată, ușor turtită și despicată în V la îmbinarea cu montura; decorație metalică în forma a trei flori și perle, applicate peste brațele verigii. Montura ovală este dispusă vertical și incizată cu o coroană cu cruce în partea superioară și două crenguțe de palmier și măslin în partea inferioară, iar în centru literele ɛИM; pe margine, décor punctiform. | Muzeul Național de Artă al României                 | Cimec    |
|      | Inel sigilar                                                                                              | Datare: sec. XVIII Material: argint; batere; piatră gemă (intaglio); ametist | Verigă cu capetele desfăcute în V, care susțin, prin sudare, o montură ovală cu dinți, cu o piatră gravată cu o inscripție araba. Pe capetele deschise ale verigii, de o parte și de alta a caboșonului, se află câte o montură ovală, de dimensiuni mai mici, cu dinți, cu ametiste fațetate. Pe toate monturile sunt prezente urme de aurire. | Muzeul Național de Artă al României                 | Cimec    |
|      | Inel sigilar                                                                                              | Datare: sec. XVI - XVII Material: argint; batere | Veriga turnată împreună cu montura ovală, dispusă orizontal. Veriga de secțiune semicirculară, se turtește pentru a forma montura, pe care sunt incizate o steluță flancată de două personaje alegorice (lei, bufoni) și surmontată de o coroană închisă și cu o cruce, precum și slovele ЛKДa (p ?). | Muzeul Național de Artă al României                 | Cimec    |
|      | Inel sigilar                                                                                              | Datare: sec. XVIII Material: argint; batere | Verigă ușor bombată spre exterior, turnată împreună cu montura ovală, plată, dispusă orizontal și incizată cu patru rânduri de slove, în negative. Veriga se lățește spre montură, cu un decor cu trei petale. | Muzeul Național de Artă al României                 | Cimec    |
|      | Inel sigilar                                                                                              | Datare: sec. XVIII (1700) Material: argint; batere; piatră gemă (intaglio) | Verigă profilată pe margine, incompletă, susține, prin sudare, un caboșon plat, montură trapezoidală, fără dinți, ovală, dispusă orizontal, piatră cu inscripție arabă. | Muzeul Național de Artă al României                 | Cimec    |
|      | Dulap de căsătorie                                                                                        | Datare: sf. sec. XVIII - înc. sec. XIX Material: lemn de stejar; sculptare; șilduri; balamale; îmbinare cu cepuri de lemn                                                                                                   | Dulap cu cornișă „en chapeau de jandarme” și două uși pe avers, bogat ornamentat cu elemente ale stilului înflorit (sculpturi fine și dese, cu motive vegetale), îmbinate cu motive ale stilurilor Ludovic XV (volute, profiluri arcuite) și Ludovic XVI (emblem, panglici răsucite, vas-urnă). Simbolurile iubirii și ale căsătoriei au un puternic impact vizual, fiind subliniate de sculptura altorelief: porumbeii afrontați așezați central și cei de deasupra ușilor, tolba cu săgeți și torța. Medalioanele ovale, înclinate, decorate cu instrumente muzicale, indică profesiunea sau preferința tatălui miresei pentru muzică, iar buchetul de trandafiri ce înconjoară porumbeii amintește cutuma buchetului plasat în vârful casei, la sfârșitul construcției. | Muzeul Național de Artă al României                 | Cimec    |
|      | Dulap de căsătorie                                                                                        | Datare: 1/2 sec. XIX Material: lemn de stejar; sculptare; șilduri; balamale; îmbinare cu cepuri de lemn | Dulap cu o bogată ornamentație, cu o cornișă dreaptă, cu patru registre de sculptură, decorat în alto și basorelief, cu un coș cu flori, buchete de flori deasupra ușilor, ramuri înflorite, godron, perle, panglici în torsadă, medalioane ovale, oblice. Coșul plin cu flori, un decor rustic prin excelență, este plasat întotdeauna deasupra și poate simboliza obiceiul buchetului de flori așezat în vârful casei, la sfârșitul construcției. Decorul emblemelor ne oferă informații despre comanditar, adică tatăl miresei, referitoare la meseria lui sau la anumite activități preferate. În acest caz, motivul cu păsări străpunse de o săgeată și goarna sugerează vânătoarea. | Muzeul Național de Artă al României                 | Cimec    |
|      | Birou de damă „Les Ombellules”                                                                            | Datare: după 1900 Material: lemn de nuc; sculptare; ajurare; marchetare | Piesa face parte din așa-numita categorie de „mobilier aux ombelles”, caracterizată de prezența predominantă a inflorescenței plantei brânca-ursului. Atât elementele structurale ale biroului, cât și cele decorative, realizate prin marchetărie și sculptură, sugerează tulpinile, frunzele și inflorescența acestei plante. Un exemplar aproape identic, prezentat la Expoziția Universală de la 1900, se află astăzi la Musée d’Orsay, Paris. Față de acesta, modelul din colecția Slătineanu are foarte mici diferențe în decorul marchetat, rezultate din exploatarea plastică a fibrelor de la diverse esențe de lemn. De asemenea, o altă diferență minoră este legată de amplasarea semnăturii, mai în muchia mesei. Este posibil ca în urma succesului înregistrat de această lucrare să i se fi comandat lui Gallé un alt exemplar ca și în cazul unor scaune (tot piese „aux ombelles”) pentru care au fost doi clienți diferiți. După calitatea ridicată, putem afirma că piesa din colecția Slătineanu a fost executată în mod cert în atelierul lui Gallé, la scurt timp după expoziție. | Muzeul Național de Artă al României                 | Cimec    |
|      | Scaun | Datare: 1899 (?) Material: lemn de nuc; sculptare | Scaun Art Nouveau cu spătar înalt, a cărui siluetă, de inspirație vegetală, este schițată prin baghete subțiri, drepte și curbate, pe o structură trapezoidală și două extensii laterale. Spătarul este marcat în partea superioară printr-un medalion compact, decorat cu o frunză de castan, surmontat de o volută dublă. Șezuta compactă se sprijină pe picioarele disimulate într-un sfert de cerc cu patru spițe, fixate lateral într-o talpă, ranforsată cu o traversă. Piesa este atribuită lui M. Dubuisson. | Muzeul Național de Artă al României                 | Cimec    |
|      | Scaun | Datare: 1899 (?) Material: lemn de nuc; sculptare | Scaun Art Nouveau cu spătar înalt, a cărui siluetă, de inspirație vegetală, este schițată prin baghete subțiri, drepte și curbate, pe o structură trapezoidală și două extensii laterale. Spătarul este marcat în partea superioară printr-un medalion compact, decorat cu o frunză de castan, surmontat de o volută dublă. Șezuta compactă, se sprijină pe picioarele disimulate într-un sfert de cerc cu patru spițe, fixate lateral într-o talpă, ranforsată cu o traversă. Piesa este atribuită lui M. Dubuisson. | Muzeul Național de Artă al României                 | Cimec    |
|      | Viziunea lui Ezechiel Autor: Cristopher Zefarovic                                                         | Datare: 1752 Material: catifea; fir de mătase; fir de argint aurit; broderie | Pe un suport de catifea verde închis este brodată, cu fir de mătase și fir de argint aurit, scena veterotestamentară a Viziunii lui Ezechiel ce pare a se profila în forma unei ferestre trilobate. Profetul Ezechiel îngenuncheat, cu brațele desfăcute privește spre cer, de unde i se arată Dumnezeu, deasupra norilor, pe tronul slavei, înconjurat de patru heruvimi care trâmbițează și de două medalioane conturate asemenea unor raze. Medalionul din stânga ilustrează, în detaliu, cap. 1:4-28 din cartea sa referitor la cele patru făpturi vii cu patru fețe (leu, bou, vultur, om), cu patru aripi, mâini sub acestea și picioare. Lângă fiecare astfel de făptură era câte o roată, sugerând că tronul ceresc ar fi fost purtat de un car. Acest pasaj din cartea lui Ezechiel este simbolic ilustrat în cadrul acestei broderii, prin reprezentarea a două roți, în medalionul din dreapta. Profetul se află într-un câmp înverzit iar în stânga sa este înfățișată propria viziune a văii oaselor în care doar Dumnezeu avea puterea de a-i ridica pe oameni din morminte. În partea dreaptă, jos, o inscripție cusută cuprinzând și datarea (1752). De jur împrejurul scenei centrale, aproape pictural brodată cu fire de mătase colorată, se află un chenar brodat cu fir de argint aurit, într-un ușor relief, descriind vrejuri vegetale (trandafiri, garoafe, lalele, floarea-soarelui, frunze). Colțurile inferioare ale broderiei sunt mai bogat decorate cu elemente vegetale baroce ce evidențiază o inscripție în limba greacă, cusută tot cu fir din argint aurit și pozițională central. Căptușeala de mătase de culoare verde deschis. Inscripție în limba greacă, brodată cu fir de aur, în partea inferioară: „În vedenie, Iezechil te-a văzut pe tine, rug arzător, ca Maică a lui Dumnezeu, de toți slăvită. Astfel și eu, robul tău, Brâncoveanu, te slăvesc neîncetat. 1752”; inscripție în limba greacă, în câmpul piesei, în colțul din stânga, brodat cu fir de aur: „S-a brodat de către ierodiaconul Hristofor Zefar, în anul 1752”; inscripție în limba greacă, în câmpul piesei, în colțul din stânga, brodat cu fir de argint: „Pomenește Doamne pe robul tău Constantin Brâncoveanu și pe ai lui”. | Muzeul Național de Artă al României                 | Cimec    |
|      | Val de tâmplă Autor: Cristopher Zefarovic                                                                 | Datare: sec. XVIII Material: catifea; fir de mătase; fir de argint aurit; broderie | Broderia cu fir metalic este executată pe un suport de catifea verde închis iar decorația se compune din volute ample cu frunze de viță de vie și ciorchini de struguri. La capătul acestor volute sunt 12 medalioane rotunde încadrate de o decorație în stil baroc care au în centru figurile bust ale celor 12 apostoli, brodate cu fire de mătase colorată. În partea superioară a vălului, într-un cadru dreptunghiular, este înfățișat Iisus pe tron, binecuvântând. Același tip de decorație vegetală somptuoasă, brodată cu fir din argint aurit, încadrează reprezentarea Mântuitorului. Căptușeala este din mătase verde deschis. Inscripțiile denominative sunt în limba greacă. | Muzeul Național de Artă al României                 | Cimec    |
|      | Val de tâmplă Autor: Cristopher Zefarovic                                                                 | Datare: sec. XVIII Material: catifea; fir de mătase; fir de argint aurit; paiete; broderie | Broderia cu fir metalic este executată pe un suport de catifea verde închis iar decorația se compune din volute ample cu frunze de viță de vie și ciorchini de struguri. La capătul acestor volute sunt 12 medalioane rotunde încadrate de o decorație în stil baroc care au în centru figurile bust ale prorocilor, brodate cu fire de mătase colorată. În partea superioară a vălului, într-un cadru dreptunghiular, este înfățișată Maica Domnului cu Pruncul, așezată pe un jilț bogat decorat. Mai jos, în axul compoziției, este reprezentată figura arhanghelului Mihail. Căptușeala este din mătase verde deschis. | Muzeul Național de Artă al României                 | Cimec    |
|      | Poală de icoană                                                                                           | Datare: sec. XVIII Material: catifea; fir de argint aurit; broderie | Pe suportul din catifea de culoare roșu închis, în zona centrală, stema Țării Românești și a Moldovei, încadrate de vrejuri vegetale ce susțin o coroană. Stema Moldovei are deasupra o stea cu opt colțuri iar cea a Țării Românești este flancată de soare și de lună. Acest motiv central este delimitat de un cadru dreptunghiular ce formează, în partea superioară o arcadă polilobată, neregulată. Împrejurul acestui cadru este un chenar lat, amplu decorat cu motive ornamentale compuse din vrejuri și flori mari stilizate (bujori, rozete) tipice repretoriului brâncovonesc. | Muzeul Național de Artă al României                 | Cimec    |
|      | Poală de icoană                                                                                           | Datare: sec. XVIII Material: catifea; fir de argint aurit; broderie | Pe suportul din catifea de culoare roșu închis, în zona centrală, stema Țării Românești și a Moldovei, încadrate de vrejuri vegetale ce susțin o coroană. Stema Moldovei are deasupra o stea cu opt colțuri iar cea a Țării Românești este flancată de soare și de lună. Acest motiv central este delimitat de un cadru dreptunghiular ce formează, în partea superioară o arcadă polilobată, neregulată. Împrejurul acestui cadru este un chenar lat, amplu decorat cu motive ornamentale compuse din vrejuri și flori mari stilizate (bujori, rozete) tipice repretoriului brâncovonesc. | Muzeul Național de Artă al României                 | Cimec    |
|      | Poală de icoană                                                                                           | Datare: sec. XVIII Material: catifea; fir de argint aurit; broderie | Pe suportul din catifea de culoare roșu închis, în zona centrală, stema Țării Românești și a Moldovei, încadrate de vrejuri vegetale ce susțin o coroană. Stema Moldovei are deasupra o stea cu opt colțuri iar cea a Țării Românești este flancată de soare și de lună. Acest motiv central este delimitat de un cadru dreptunghiular ce formează, în partea superioară o arcadă polilobată, neregulată. Împrejurul acestui cadru este un chenar lat, amplu decorat cu motive ornamentale compuse din vrejuri și flori mari stilizate (bujori, rozete) tipice repretoriului brâncovonesc. | Muzeul Național de Artă al României                 | Cimec    |
|      | Poală de icoană Autor: Cristopher Zefarovic                                                               | Datare: 1752 Material: catifea; fir de mătase; fir de argint aurit; broderie | Într-un medalion oval, înscris într-un cartuș dreptunghiular, este înfățișată Maica Domnului îngenuncheată, având de jur împrejur numeroase figuri de îngeri înaripați reprenzentați sub forma unor putti. Deasupra ei, Dumnezeu-Tatăl și Dumnezeu-Fiul poartă în mâini coroana, figurată chiar în centrul compoziției, pe una din razele aurii ce se răsfrâng asupra întregii scene ca o întrupare a Sfântului Duh, reprezentat sub forma unui porumbel, în medalionul susținut de numeroși putti. Acest cadru oval are o margine dantelată, brodată cu fir de aur. În interiorul cartușului central, de formă dreptubghiulară, colțurile sunt abundent decorate cu motive florale. Pe părțile laterale ale chenarului marginal sunt câte trei cartușe pătrate în care sunt ilustrate scene din viața Mântuitorului: Nașterea Domnului, Shimbarea la față, Învierea Domnului, Botezul, Răstignirea, Înălțarea. Toate aceste scene sunt brodate cu fir de mătase iar chenarele marginale au o decorație florală în stil baroc. Ornamentația florală brodată cu fir de aur, converge, partea superioară spre figura centrală a serafimului iar, în partea inferioară, încadrează inscripția. Inscripție în limba greacă, în partea inferioară: „Treime mai presus de fire, scapă-l, ocrotește-l de tot potrivnicul pe cel ce a făcut acestea, pe Constantin Brâncoveanu cu soția și copiii. În Viena, 1752”. În partea de jos a medalionului cu Sfânta Treime, inscripție în limba greacă: „S-a brodat de ierodiaconul Hristofor Zefar”. | Muzeul Național de Artă al României                 | Cimec    |
|      | Poală de icoană Autor: Cristopher Zefarovic                                                               | Datare: 1752 Material: catifea; fir de mătase; fir de argint aurit; paiete; broderie | Broderia cu fir metalic este executată pe un suport de catifea verde închis. Într-un medalion oval, înscris într-un cartuș dreptunghiular, este înfățișată Maica Domnului cu Pruncul în brațe, având de jur împrejur numeroase figuri de îngeri înaripați reprenzentați sub forma unor putti. Figura Maicii Domnului se detașează, ca o viziune, deasupra unui copac cu flori mari, asemănătoare trandafirilor. Acest cadru oval are o margine dantelată, brodată cu fir de aur. În interiorul cartușului central, de formă dreptunghiulară, colțurile sunt abundent decorate cu motive florale. Pe părțile laterale ale chenarului marginal sunt câte trei cartușe pătrate în care sunt ilustrate scene din viața Mântuitorului: Nașterea Domnului, Shimbarea la față, Învierea Domnului, Botezul, Răstignirea, Înălțarea. Toate aceste scene sunt brodate cu fir de mătase iar chenarele marginale au o decorație florală în stil baroc. Ornamentația florală brodată cu fir de aur, converge, partea superioară spre figura centrală a serafimului iar, în partea inferioară, încadrează inscripția. Inscripție în limba greacă, în partea inferioară: „Preasfântă Născătoare de Dumnezeu. Mijlocitoare pentru toți, acoperă, păzește pe cei ce te slăvesc și pe Constantin Basarab împreună cu copiii. 1752”. | Muzeul Național de Artă al României                 | Cimec    |
|      | Plângerea Domnului                                                                                        | Material: mătase; fir de mătase; fir de argint; fir de aur; broderie | Ca tip iconografic, scena „Plângerii lui Isus” respectă structura compozițională frecvent întâlnită începând din sec. XV, în care Sf. Fecioară stă la căpătâiul Fiului și îi ține capul în poală, apropiindu-și obrazul de cel al lui Isus într-un gest de profundă durere. Alături de Maica Domnului se află două mironosițe iar lateral, adânc prosternați, cu mâinile încrucișate pe piept, Ioan Teologul, Nicodim și Iosif din Arimateia. În plan secundar, în spatele grupului, doi îngeri înaripați purtând ripide și alți doi, de dimensiuni mai reduse, sunt înfățișați în partea de jos a lespedei funerare, la picioarele Maicii Domnului. În centrul compoziției, pe bolta cerească, Sf. Duh luând forma unui porumbel este un element al tipologiei occidentale. Chenarul marginal de culoare albastră este decorat cu 28 de medalioane cu reprezentări-bust ale apostolilor, mitropoliților și Sf. Părinți, despărțite de niște benzi roșii terminate la capete cu mici frunze stilizate. Inscripție de danie în limba slavonă: „Din mila lui Dumnezeu, în timpul stăpânirii domnului, țarului, marelui cneaz Boris Feodorovici al întregii Rusii și singur stăpănitor, și în timpul binecredincioase țarine, marii cneaghine Maria Grigorievna, și în timpul copiilor lor de bun neam, a țareviciului Feodor Borisovici și a țarinei Xenia Borisovna, au dat acest aer în mănăstirea Tihvin, a domnului, țarului, și marelui cneaz Boris Feodorovici al întregii Rusii, Hariton așa numit namestnic al treilea de postelnicei din Moscova și cu Toma Osifovici Brezobrazov, pentru sufletul său și al soției sale Ecaterina Petrovna, anul 7109”. | Muzeul Național de Artă al României                 | Cimec    |
|      | Plângerea Domnului Autor: Cristopher Zefarovic                                                            | Datare: 1752 Material: catifea; fir de mătase; fir de argint aurit; paiete; broderie | În cadrul acestui epitaf realizat la comanda lui Constantin Brâncoveanu, scenă tipică a “Plângerii Domnului” înfățișează, în jurul catafalcului, toate figurile menționate în Evanghelii ca martori ai răstignirii lui Iisus. Îngerii nu mai sunt reprezentați izolat ci în mulțime. Evangheliștii în cadre decorative, crucea plasată în axul compoziției, instrumentele Patimilor, vasele pentru uleiuri, serafimii și heruvimii, soarele și luna, suprasaturează fundalul acestei reprezentări. Locul rămas liber în extremitatea stângă și dreaptă a scenei este ocupat de mici scene arhitecturale cu Ierusalimul, Grădina Ghetsemani și Muntele Golgota. Întreaga imagine este înconjurată de un chenar elaborat cu frunze de acant în stil baroc. Inscripție de pomenire redactată în limba greacă: „Pomenește, Doamne, pe Constantin Brâncoveanu, 1752. S-a brodat de către preotul Hristofor Zefar”. | Muzeul Național de Artă al României                 | Cimec    |
|      | Plângerea Domnului                                                                                        | Datare: 6 iulie 1770 Material: catifea; fir de mătase; fir de argint aurit; paiete; broderie | În scena tipică a „Plângerii Domnului” dimensiunile personajelor sunt mult reduse. În spatele pietrei de la Efes, Fecioara Maria cu brațele întinse își privește îndurerată Fiul, în momentul în care Iosif și Nicodim se pregătesc să îl înfășoare în sfântul giulgiu. Doi îngeri îngenuncheați se află în prim plan, lângă catafalc. Ciboriumul și crucea Răstignirii încadrează reprezentarea Plângerii dezvoltată într-un cadru peisagistic, sugerat de nuanțele pastelate ale firului de mătase. În părțile laterale ale scenei centrale, în medalioane rotunde sunt reprezentați cei patru evangheliști; între aceste medalioane sunt reprezentate mici scene cu imaginea Ierusalimului, a grădinii Ghetsemani și a Golgotei. Inscripție în limba greacă: “Acest epitaf s-a făcut prin silința și cheltuiala preacinstitului domn Teodosie Zotu, 1770 iulie 6. Viena”. | Muzeul Național de Artă al României                 | Cimec    |
|      | Plângerea Domnului                                                                                        | Datare: 1823 Material: catifea; fir de mătase; fir de argint aurit; paiete; broderie | Iconografic, scena Plângerii Domnului reia modelul creat la jumătatea secolului al XVIII-lea de Cristopher Zefarovic și perpetuat, pentru mai bine de un secol, de atelierele de broderie vieneze. Aceeași tendință barocă va predomina și în cazul broderiilor liturgice realizate în sec. XIX, la care se adaugă însă o puternică notă de picturalitate, datorată utilizării firelor de mătase colorată; firul metalic este rezervat doar aureolelor și motivelor decorative ale chenarului ce capătă o pondere restrânsă în ansamblul compoziției. În cazul epitafului moldovenesc (1823) dăruit de Mitropolitul Veniamin, reprezentarea cu acuratețe a personajelor biblice si spiritul narativ capată o importanță deosebită în ansamblul compoziției, simetric constituite în jurul Crucii cu însemnele Patimilor. Chenarul marginal, medalioanele cu evangheștii și retorica gesturilor sunt trăsături stilistice specifice barocului târziu. Posibil opera unui atelier vienez, acest epitaf ilustrează înrâurirea picturii asupra artei broderiei. Inscripție de danie de la Mitropolitul Veniamin al Moldovei, redactată în limba greacă. | Muzeul Național de Artă al României                 | Cimec    |
|      | Plângerea Domnului                                                                                        | Datare: sf. sec. XVIII Material: mătase; fir metalic; fir de mătase; fir de argint aurit; șnur; paiete; broderie | Acest epitaf reproduce întocmai pe cel datat 20 februarie 1791, operă realizată într-un atelier vienez, la comanda unui anume Dimitrie Polidamas. Aceeași compoziție a scenei Plângerii Domnului, dispusă simetric în jurul axului reprezentat de sfânta Cruce, în interiorul unui ciborium amplu. În părțile laterale ale scenei, se observă medalioanele cu sfinții evangheliști între care sunt reprezentate, în miniatură, binecunoscutele scene cu Ierusalimul, grădina Ghetsemani și Golgota. Un chenar marginal cu bogate motive de inspirație barocă desparte scena centrală de inscripția liturgică ce se desfășoară de jur împrejurul epitafului. Spre deosebire de epitaful datat 1791, acesta este realizat pe un suport de mătase, personajele miniaturale sunt mai stângaci realizate iar nota de picturalitate ce s-a remarcat în cadrul epitafului vienez este prezentă sumar în piesa de față. Intensa circulație în lumea ortodoxiei a operelor datorate atelierelor vieneze, ar putea explica prezența acestui epitaf la mănăstirea Agapia, piesă realizată într-un atelier vienez sau într-unul moldovenesc care a folosit însă un model vienez. Inscripția liturgică redactată în limba greacă formează un chenar. | Muzeul Național de Artă al României                 | Cimec    |
|      | Plângerea Domnului                                                                                        | Datare: 20 februarie 1791 Material: catifea; fir de mătase; fir de argint și argint aurit; broderie | În scena centrală a Plângerii Domnului îngerii sunt înfățișați alături de personajele sfinte ce au participat la punerea în mormânt a Mântuitorului. Crucea Răstignirii cu însemnele Patimilor este plasată central, în planul secundar al compoziției, în spatele figurii îndurerate a Maicii Domnului. Doi îngeri îngenuncheați sunt reprezentați în prim plan, în fața catafalcului pe care stă întins trupul lui Iisus. Un amplu ciborium, decorat în părțile superioare cu câte șase serafimi și două ripide, adăpostește întrega scenă. În părțile laterale, medalioanele rotunde, cu vrejuri decorative, în care sunt înfățișați evangheliștii, sunt despărțite de reprezentări miniaturale ale Ierusalimului, Muntelui Golgota și Grădinii Ghetsemani. Inscripția cusută cu fir din argint aurit se află în partea inferioară, despărțind scena centrală de chenarul marginal, bogat decorat cu motive de factură vegetală. În secolul XVIII, negustorii greci, nu doar din Viena ci și din alte comunități ortodoxe din Balcani, au apelat la înfloritoarele ateliere vieneze pentru obiectele destinate marilor centre ale credinței lor, în special pentru somptuasele broderii liturgice necesare desfășurării ritului ortodox. Inscripție de danie redactată în limba greacă: „Dimitrie Polidamas a dat în dar pentru pomenirea sufletească ; 1791 februarie 20. Viena”. | Muzeul Național de Artă al României                 | Cimec    |
|      | Procovăț                                                                                                  | Datare: 20 august 1611 Material: mătase; fir de argint aurit; broderie | Inscripția de danie în slavonă, brodată cu fir de aur, este dispusă fragmentar, în cartușe dreptunghiulare și formează chenarul marginal. Cartușele cu inscripția sunt despărțite de câte o decorație floral-geometrică, stilizată, tipică repertoriului ornamental moldovenesc al epocii. Cele două tipare decorativ-florale dispuse la colțuri se repetă în diagonală. Câmpul central al acestui procovăț are o decorație de factură florală, alternând cu tije vegatale unduitoare ce se repetă pe întreaga suprafață. Inscripție: „Acest procovăț l-a făcut și l-a dat Mitrofana, soția panului Ureche mare vornic, întru cinstea și lauda sfântului și slăvitului prooroc și înainte-mergător și botezător Ioan și cinstitului lui picior, cel din a lor mănăstire Secul, și pentru pomenirea lor, în anul 7119 august 20”. | Muzeul Național de Artă al României                 | Cimec    |
|      | Sacos Autor: Cristopher Zefarovic                                                                         | Datare: 1751 Material: țesătură cu fir de argint; mătase; fir de argint aurit; broderie | Potrivit celor două inscripții, acest sacos arhieresc a aparținut lui lui Neofit, Mitropolitul Țării Românești și a fost realizat de binecunoscutul meșter Christopher Zefarovic. Pe fundalul brodat în întregime cu fir de argint se detașează simetric, într-o structură compozițională arborescentă, medalioanele baroce realizate cu fir de argint, înfășurat pe un miez de carton, în interiorul cărora sunt reprezentați bust, apostoli și profeți. Central, pe fața sacosului, sunt brodate cu fire de mătase colorată scenele Buna Vestire și Iisus Pantocrator, încadrate de arcade bogat decorate. Pe spate, în axul compoziției, imaginea Maicii Domnului cu Pruncul tronând este ilustrată în interiorul aceluiași tip de arcade ornamentale, iar lesei este reprezentat pe poale, deasupra inscripției ce menționează numele meșterului. Decorația sacosului respectă formula iconografică a Arborelui lui lesei, subiect frecvent întâlnit în epocă pe acest gen de veșminte. Inscripție în limba greacă, săpată într-un medalion din argint aurit, fixat în partea de superioară a veșmântului: „Proprietatea lui Neofit al Ungrovlahiei, cel din Creta, 1751”. Inscripție în limba greacă, brodată cu fir de aur în partea de jos a veșmântului: „S-a brodat de către ierodiaconul Hristofor Zefar și pictor-țesător (?) al sârbilor”. | Muzeul Național de Artă al României                 | Cimec    |
|      | Giulgiu                                                                                                   | Datare: sec. XV Material: mătase; fir de argint aurit; broderie; dantelă | Acest fragment de giulgiu (acoperământ de mormânt) a fost descoperit în urma săpăturilor arheologice de la paraclisul curții spătarului Gavril din localitatea Fântâna Mare (jud. Suceava). Piesa este un fragment dintr-un văl de mormânt, al cărui chenar era o broderie cu acul pe un fond de mătase și fir dintr-un aliaj din argint aurit de calitate superioară. Această dantelă din fir de argint aurit a fost realizată manual, fiind dispusă sub forma unui chenar, mai lat în partea superioară și mai îngust, în cele laterale. Motivul decorativ geometric, cu multiple axe de simetrie, are ca element fundamental rombul. Centrul vălului era liber, nebrodat, din mătase sau borangic. | Muzeul Național de Artă al României                 | Cimec    |
|      | Bonetă | Datare: sec. XVI Material: mătase; dantelă din fir de argint aurit; broderie | Această bonetă, confecționată dintr-o dantelă din fir de argint aurit, a fost descoperită în 1972, în urma săpăturilor arheologice de la Vad (jud. Cluj). Dantela este montată pe un suport de mătase naturală de culoare ocru. În părțile laterale, se observă câte trei registre decorative compuse din motive florale stilizate, înscrise într-un pătrat. La spate, boneta se continuă cu două panglici. În centrul calotei, o bandă lată din fire împletite unește cele două părți laterale. Boneta este un accesoriu vestimentar feminin, caracteristic modei occidentale renascentiste. | Muzeul Național de Artă al României                 | Cimec    |
|      | Plângerea Domnului                                                                                        | Datare: cca 1639 Material: mătase; fir de argint aurit; fir de mătase; broderie | Acest aer face parte din zestrea de broderii cu care domnitorul Vasile Lupu și-a înzestrat ctitoria sa, mănăstirea Trei Ierarhi din Iași, în 1638-1639. Pe fundalul din mătase roșie se detașează, în partea centrală, scena Punerii în mormânt a lui Iisus: trupul mântuitorului este întins pe giulgiul susținut de trei îngeri îndurerați. În fața catafalcului, încă un înger stă îngenuncheat. Crucea cu însemnele Patimilor este plasată în axul compoziției. Patru medalioane ovale, festonate cu un cadru similar unor vrejuri, au în interior figurile celor patru evangheliști. Stele mari cu câte șase colțuri sunt brodate în partea superioară a fundalului de mătase roșie. Pe spate este o căptușeală de culoare verde. | Muzeul Național de Artă al României                 | Cimec    |
|      | Epitrahil                                                                                                 | Datare: mai 1618 Material: mătase; fir de argint aurit; fir de mătase; broderie | La răscroiala gâtului este reprezentat Iisus în medalion iar primul registru decorativ al epitrahilului este ocupat de figurile a doi serafimi. Următoarele cinci registre cuprind, de sus în jos: Maica Domnului și Arhanghelul Gavriil ce formează scena Bunei Vestiri; Grigore și Vasile; Ioan Gură de Aur și Athanasie; Chirii și Silvestru; Nicolae și Spiridon. Toate aceste figuri de sfinți sunt figurate în interiorul unor arcade sprijinite de coloane. Spațiul din fundalul fiecărei arcade este suprasaturat cu o decorație florală ca și cel din partea superioară a arcadelor. În partea inferioară, un registru ornamental, format din cercuri împletite având în interior câte o cruce stilizată, precede inscripția de danie. Dispusă pe trei rânduri, inscripția remarcabil caligrafiată, este brodată cu fir de aur de fondul de mătase roșie. Inscripția din partea superioară a piesei care îl menționează ca donator pe chir Ioasaf, ca și cele denominative sunt, de asemenea brodate cu fir de aur. Inscripție brodată în limba greacă, în registrul inferior: “Este proprietatea sfintei mănăstiri numită Simopetra; a ajutat Ioasaf, preotul, cel preaneînsemnat, cu prebună dorință, cu truda și osteneala doamnei Elenuda. În anul 7126, indictionul 1”. Inscripție brodată în limba greacă, în registrul superior: „S-a făcut cu cheltuiala preacuviosului între ieromonahi, chir Ioasaf, 1618 mai”. | Muzeul Național de Artă al României                 | Cimec    |
|      | Epitrahil                                                                                                 | Datare: cca 1646 Material: mătase; fir de argint aurit; fir de mătase; broderie | Epitrahilul este decorat cu patru registre figurative, despărțite între ele prin benzi ornamentale florale. Pe răscroiala gâtului este înfățișat Iisus binecuvântând, având de-o parte și de alta câte un vas cu flori (garoafe și margarete). În registrul superior, Maica Domnului și Ioan Botezătorul, reprezentați fiecare sub câte un baldachin, formează scena Deisis. Următoarele trei registre sunt decorate cu figuri de sfinți - Petru și Pavel, Vasile și Athanasie, Nicolae și Spiridon - plasați și ei sub câte un baldachin sprijinit pe două coloane. Inscripțiile denotative sunt scrise în limba greacă. În interiorul arcadelor ultimelor două registre cu sfinți s-au păstrat urmele traseelor de mătase ce sugerează existența unei inscripții. Această inscripție are același conținut cu cea din partea inferioară a piesei, dar mult mai rudimentar realizată. Registrele figurative sunt separate de câte o vază cu flori, de diferite dimensiuni, brodate cu fir din argint aurit, în punct de broderie bizantină. Decorația epitrahilului se termină cu un astfel de motiv floral desfășurat într-un cadru mai amplu. Sub el, în partea inferioară a piesei, este inscripția scrisă în limba română cu caractere chirilice ce îl menționează ca donator pe Stroe Leurdeanu mare vistiernic și pe jupâneasa Vișa. La această inscripție s-a folosit un aliaj de aur și argint de o calitate superioară. Textul a fost datat cca 1646, în jurul anului la care a fost ridicată biserica din Golești (jud. Argeș), luând în considerare și perioadele în care Stroe Leurdeanu a deținut funcția de mare vistier, adică 1641-1651 și respectiv 1658-1659. Inscripție în limba română cu caractere chirilice: „Acestea le-au făcut robul lui Dumnezeu Stroe vel vistier logofătul și cu jupâneasa dumnealui Vișa”. | Muzeul Național de Artă al României                 | Cimec    |
|      | Plângerea Domnului                                                                                        | Datare: sec. XVII - XVIII Material: mătase; catifea; fir de mătase; fir de argint aurit; broderie | Tema iconografică reprezentată este Plângerea Domnului, specifică decorației acestui tip de odor liturgic. Iconografic și compozițional, asemănarea cu epitaful dăruit de Mitropolitul Ștefan (1661-1662) ar justifica atribuirea executării piesei unui atelier muntenesc. Întâlnim aceeași naivitate în execuția figurilor, mai numeroase în epitaful de față. Eliminarea oricărui motiv decorativ de prisos, scena fiind flancată doar de cei doi îngeri-diaconi ca reprezentanți ai liturghiei cerești, demonstrează reîntoarcerea la schema compozițională tradițională. Ciboriumul acoperă în piesa studiată crucea Răstignirii. Acest element, alături de îngerii diaconi - unul purtând o ripidă iar celălalt cu o mână cădind și în cealaltă susținând o făclie - de serafimi și de simbolurile evangheliștilor, amintește tema jertfei christice. Inscripția liturgică în limba greacă este dispusă sub forma unui chenar marginal. Epitaful are un chenar din catifea maronie, adăugată probabil mai târziu și o căptușeală din țesătură de in bleu. | Muzeul Național de Artă al României                 | Cimec    |
|      | Mânecuțe                                                                                                  | Datare: sec. XVII - XVIII Material: catifea; perle; fir de argint aurit; broderie | Cele două mânecuțe compun scena Bunei Vestiri, tipică pentru iconografia acestei categorii de broderii liturgice. Pe una dintre acestea este reprezentată Maica Domnului iar pe cealaltă arhanghelul Gavriil, ambele personaje fiind dispuse sub o arcadă sprijinită pe coloane, asemănându-se unui baldachin. Fecioara Maria are în spate un pupitru și stă cu picioarele pe o pernuță iar în fundal se profilează, în interiorul arcadei, niște structuri arhitecturale. Arhanghelul ține într-o mână crinul iar cu cealaltă binecuvântează în direcția Maicii Domnului. Patru mici cartușe de formă pătrată încadrează, două câte două, figurile celor două personaje sfinte. Motivele decorative florale - garoafe, lalele și frunze dispuse simetric, ce flanchează scena centrală, fac parte din repertoriul ornamental al stilului brâncovenesc. În partea superioară a fiecărei mânecuțe se află o inscripție în limba greacă. Perle foarte mici se observă pe aureola Maicii Domnului, la gât, pe cap și la mâna stângă. Romburile brodate pe veșmintele personajelor sfinte, alternând cu fire de mătase roșie, gri sau neagră care se pot remarca deopotrivă pe aripile arhanghelului și pe piesa de mobilier din fundalul reprezentării Maicii Domnului creează un efect decorativ de mare prețiozitate. Inelele metalice de prindere laterale sunt originale iar dublura și velcroul au fost montate în atelierul de restaurare. | Muzeul Național de Artă al României                 | Cimec    |
|      | Mânecuțe Autor: Despineta                                                                                 | Datare: 1699 Material: mătase; perle; fir de argint aurit; broderie | Cele două mânecuțe compun scena Bunei vestiri, tipică pentru decorul acestei categorii de broderii liturgice. Figura Maicii Domnului și a arhanghelului Gavriil ca și figurile celor patru profeți reprezentate până la mijloc, ce flancheză, două câte două, figurile centrale, sunt încadrate de vrejuri vegetale și florale (margarete, lalele). Acestea sunt dispuse laborios și simetric, sub forma unor medalioane ce înconjoară fiecare personaj în parte, pornind de la picioarele Maicii Domnului și ale arhanghelului. Numeroase perle conturează atât aureolele personajelor cât și motivele florale. Arhanghelul, înaripat, ține în mâna stângă crenguța de crin iar cu mâna dreaptă binecuvântează în direcția Maicii Domnului. Cei doi profeți din partea stângă poartă în mâini papirusuri iar pe cap au turbane. În partea stângă, cei doi profeți poartă de asemenea, în mâini papirusuri, cel din partea superioară fiind singurul fără turban pe cap. Sub cele două medalione, în partea inferioară se observă inscripția în limba greacă ce menționează numele donatorului - Atanasie ieromonahul. Pe cealaltă mânecuță Maica Domnului stă cu picioarele pe un covoraș iar în spatele ei se profilează un tron. În cele două medalione din partea superioară pot fi identificați împărații David și Solomon, purtând pe cap coroane și în mâini papirusuri. În partea inferioară ceilalți doi profeți, cu turbane pe cap și papirusuri în mâini, iar dedesubt, inscripția greacă ne dezvăluie numele Despinetei. Broderia cu fir de mătase a chipurilor se remarcă printr-o deosebită finețe ce conferă piesei o notă de mare picturalitate. Inscripție în limba greacă: "A lui Atanasie ieromonahul și osteneala Despinetei, 1699”. | Muzeul Național de Artă al României                 | Cimec    |
|      | Mânecuțe                                                                                                  | Datare: sec. XVII - XVIII Material: mătase; perle; fir de argint aurit; broderie | Scena Bunei Vestiri se rezumă la reprezentarea pe una dintre mânecuțe a Maicii Domnului iar pe cealaltă a arhanghelului Gavriil, detașându-se pe un fundal excesiv decorat cu motive florale, de diferite mărimi, caracteristice repertoriului ornamental brâncovenesc (garoafe mari, flori de rodie, crin, bujor). Aceeași decorație cu motive florale ce pornesc sub formă de vrej din partea inferioară, se întâlnește deopotrivă și pe mânecuța cu Maica Domnului ce stă în picioare, în fața unui tron, cu capul ușor aplecat într-o parte, în direcția arhanghelului. Un chenar de cca doi cm lățime, cu decorație vegetală, înconjoară fiecare mânecuță. Dublura de pe spatele mânecuțelor și velcroul s-au montat în atelierul de restaurare. Inelele de prindere aurii din părțile laterale și șnururile sunt originale. | Muzeul Național de Artă al României                 | Cimec    |
|      | Mânecuțe                                                                                                  | Datare: sec. XVII - XVIII Material: mătase; fir de argint aurit; broderie | Atât silueta arhanghelului Gavriil cât și cea a Maicii Domnului, ce compun iconografia tradițională a scenei Bunei Vestiri, se profilează fiecare, într-o arcadă trilobată, formată din motive vegetale, sprijinită pe coloane și postamente bogat decorate. Fundalul este brodat cu ample motive de factură vegetală sub forma unor vrejuri contorsionate, dispuse atât de jur împrejurul arcadelor, cât și sub forma unui chenar marginal, lat cca patru cm. Arhanghelul înaripat ține într-o mână floarea de crin iar cu cealaltă mână schițează semnul binecuvântării. Pe cealaltă mânecuță, Fecioara Maria îngenuncheată își ține ambele mâini pe piept și capul ușor aplecat într-o atitudine de adâncă pietate. Deasupra capului Maicii Domnului este reprezentat porumbelul ca simbol al Sfântului Duh. În interiorul celor două arcade sunt inscripțiile denominative. Abundența motivelor decorative este o notă caracteristică stilului baroc. | Muzeul Național de Artă al României                 | Cimec    |
|      | Mânecuțe                                                                                                  | Datare: sec. XVII - XVIII Material: catifea; pietre turcoaz; fir de argint aurit; broderie | Cele două mânecuțe sunt brodate cu fir de argint aurit pe catifea vișinie, în partea centrală evidențiindu-se un motiv ornamental floral conturat de un cadru din împletituri de aceeași factură. Motivul central se regăsește identic pe ambele mânecuțe, fiind redat într-un ușor relief iar în mijloc se găsește câte o pietricică de turcoaz. Un chenar marginal împletit brodat din fir metalic, lasă să se vadă central, materialul suport. Tot cu fir metalic este brodată și inscripția de danie în limba slavonă menționând numele Sfinților Împărați Constantin și Elena, în partea inferioară și IS XS NIKA, în partea superioară și mediană. Ambele mânecuțe sunt identice atât în ceea ce privește decorul cât și inscripția. | Muzeul Național de Artă al României                 | Cimec    |
|      | Mânecuțe                                                                                                  | Datare: sec. XVII - XVIII Material: catifea; perle; pietre roșii; fir de argint aurit; broderie | Cele două mânecuțe din catifea vișinie sunt identic decorate cu un motiv floral și vrejuri vegetale atent și sinuos împletite, dând naștere unui amplu medalion central. În interiorul acestuia este reprezentată o cruce formată dintr-o multitudine de perle mici albe, dispuse pe brațele crucii asemeni unor crenguțe, având în mijloc câte o piatră roșie. Perlele se regăsesc de asemenea și în partea centrală a florilor și parțial, în interiorul chenarului marginal brodat cu fir metalic sub forma unei împletituri. În colțurile superioare monograma lui Iisus (IC XC) iar în cele inferioare numele Sfinților Împărați Constantin și Elena (cu apelatiul slav „țârko” și respectiv „țîrța”), sfinții patroni ai lui Constantin Brâncoveanu. | Muzeul Național de Artă al României                 | Cimec    |
|      | Buna Vestire; Sfinții Împărați Constantin și Elena Autor: Despineta                                       | Datare: 1695 Material: mătase; perle; paiete; fir de mătase; fir de argint aurit; broderie | Una din mânecuțe are în centru scena Bunei Vestiri iar cealaltă, pe Sfinții Împărați Constantin și Elena ținându-și mâinile pe cruce. Cele două reprezentări iconografice sunt figurate într-un medalion rotund, compus dintr-un vrej floral realizat din perle și fir metalic lamelar. Broderia cu fir de mătase colorată acoperă chipurile personajelor sfinte, părul, mâinile, aripile arhanghelului Gavriil, crinul, bucata de cer albastru de unde zboară porumbelul. Iarba și florile conferă acestor scene religioase o notă de picturalitate, definitorie de altfel pentru creația Despinetei. Numele acesteia abia se poate citi la picioarele Elenei, iar anul este brodat chiar sub cruce. Pe ambele mânecuțe, de jur împrejurul medalionului central se desfășoară o decorație florală excesivă și exuberantă, putând fi identificate flori de rodie, de heliantus și trandafiri brodați cu fir de mătase albă. Celelalte flori sunt brodate cu fir metalic într-un ușor relief și cu paiete. | Muzeul Național de Artă al României                 | Cimec    |
|      | Văl de tâmplă                                                                                             | Material: catifea tunsă; mătase; fir de argint aurit; broderie | Realizat din catifea broșată, acest văl de tâmplă are un chenar lateral decorat cu flori de rodie și heliantus. Decorația din câmpul central este dispusă sub o arcadă trilobată sprijinită pe două coloane subțiri, adosate, al căror fus poartă o decorație florală miniaturală. Fondul aurit din interiorul arcadei are în partea superioară și în cea inferioară două reprezentări cu vulturul bicefal, stema familiei domnitoare, iar la mijloc este înfățișat un vultur zburând cu o cruce în cioc. În partea superioară, monograma lui Iisus flanchează coroana. Vulturul central are deasupra inscripția ce-i menționează pe Sfinții Împărați Constantin și Elena. În partea inferioară, sub stemă, se află inscripția de danie, în slavonă, menționând numele lui Constantin Brâncoveanu și al doamnei Maria și anul 1693-1694 (7202). | Muzeul Național de Artă al României                 | Cimec    |
|      | Epitrahil                                                                                                 | Datare: sec. XVII Material: atlas; fir de mătase; fir de argint aurit; broderie | Acest epitrahil, brodat cu fir din argint aurit și mătase, face parte din categoria celor decorate cu figurile celor 12 apostoli. La răscroiala gâtului, într-un medalion, este înfățișat Iisus Christos, flancat de patru serafimi. Apostolii, îmbrăcați în toga antică, sunt dispuși fiecare sub câte o arcadă, sprijinită pe două coloane și țin în mână o carte. În interiorul arcadei, de-o parte și de alta a fiecărui apostol este brodată, cu fir de mătase, câte o garoafă mare. Cinci nasturi unesc cele două părți laterale ale epitrahilului. În partea inferioară atârnă patru ciucuri mari din mătase roșie și fir metalic. Epitrahilul este căptușit cu mătase galbenă. | Muzeul Național de Artă al României                 | Cimec    |
|      | Epitrahil                                                                                                 | Datare: 1746 Material: catifea; fir de mătase; fir de argint aurit; broderie | Epitrahilul este brodat cu fir din argint aurit și mătase pe un suport din catifea maronie. La spate, în răscroiala gâtului este brodată din fir de argint aurit, o cruce. Singura reprezentare figurativă este scena Bunei Vestiri; Arhanghelul Gavriil și Maica Domnului sunt înfățișați fiecare, într-un cartuș dreptunghiular, ușor deformat în partea superioară, asemeni unei acolade și conturat de câte un vrej subțire. Deasupra celor două cartușe sunt inscripțiile denominative în limba slavonă, brodate cu fir din argint aurit iar pe umeri sunt dispuse, simetric, două vrejuri. Sub scena Bunei Vestiri, cele două părți laterale ale epitrahilului sunt unite prin șase nasturi din argint aurit, ajurați, dispuși doi câte doi; trei motive vegetale armonios împletite se succed până la poale, alternând cu câte o cruce și o floare asemănătoare celei de arin. În partea inferioară se află inscripția în limba slavonă care îl numește pe arhimandritul și ieromonahul Ioan și datarea (1746). | Muzeul Național de Artă al României                 | Cimec    |
|      | Poală de icoană                                                                                           | Datare: sec. XVIII Material: catifea; fir de argint aurit; broderie | Brodată cu fir din argint aurit pe catifea vișinie, această poală de icoană este decorată în centru cu stema dublă a Țării Românești și a Moldovei (vulturul cu crucea în cioc, având deasupra soarele și luna, iar alături capul de bour cu o stea între coame). Stemele, înconjurate de două ramuri, dispuse simetric și încununate de o coroană, sunt încadrate într-un dreptunghi care, în partea superioară, ia forma unei arcade sinuoase. Chenarul marginal lat este alcătuit din flori și frunze ample, compozite, dispuse sub forma unui vrej ce desenează volute. | Muzeul Național de Artă al României                 | Cimec    |
|      | Dveră | Datare: sec. XVII - XVIII Material: catifea; fir de argint aurit; broderie | Acest văl de tâmplă este decorat cu un chenar lat, ce desenează în partea superioară o arcadă trilobată, ușor alungită. Chenarul are o decorație florală compozită ce se succede sub forma unor vrejuri sinuoase. Pot fi identificate floarea de acant, heliantus, bujor brodate în întregime cu fir din argint aurit. În partea centrală a acestui chenar este reprezentată stema Țării Românești, acvila cruciată, în interiorul unei ghirlande din flori de răsură și lalea, surmontate de coroana princiară. Virtuozitatea tehnică a broderiei și reprezentarea herladică ne indică posibilitatea ca acest văl de tâmplă să fie o danie voievodală. | Muzeul Național de Artă al României                 | Cimec    |
|      | Dveră | Datare: sec. XVII - XVIII Material: catifea; fir de argint aurit; broderie | Acest văl de tâmplă este decorat cu un chenar lat, ce desenează în partea superioară o arcadă trilobată. Chenarul are o decorație florală compozită ce se succede sub forma unor vrejuri sinuoase, complicate dar cu un traseu simetric, ce se strâng la colțuri sub forma unor buchete. Pot fi identificate flori și frunze de acant, heliantus, bujor brodate în întregime cu fir din argint aurit. În partea centrală a acestui chenar bogat este reprezentată stema Țării Românești, acvila cruciată și stema Moldovei, alăturate în interiorul a două medalione ovale, decupate pe fondul de catifea vișinie, de două vrejuri ce se unduiesc simetric iar în partea superioară susțin coroana princiară. De o parte și de alta a acestei coroane somptuoase se pot identifica inițialele slave IO și N iar în partea inferioară inițialele A, respectiv B. În partea inferioară, acoperind cam trei sferturi din suprafața marginală, sunt dispuși franjuri din argint aurit. | Muzeul Național de Artă al României                 | Cimec    |
|      | Poală de icoană                                                                                           | Material: catifea tunsă; mătase; fir de argint aurit; broderie | Realizat dintr-o țesătură din fir de argint aurit cu mătase, această poală de icoană a făcut parte din ansamblul de broderii comandate de Constantin Brâncoveanu pentru ctitoria sa de la Hurezi. În câmpul central al compoziției apare acvila bicefală încoronată, ținând în gheare atributele domnești. Sub această reprezentare heraldică se află stema Țării Românești - acvila cu crucea în cioc, flancată de inscripția de danie ce îl menționează pe Constantin Brâncoveanu și pe Maria doamna. Sub acvila cruciată este scris anul 7202 (1693-1694). Cele două reprezentări heraldice se evidențiază pe fondul în întregime aurit, în interiorul unei arcade ca o acoladă, sprijinită pe două coloane subțiri, adosate și împodobite cu motive florale stilizate. Chenarul lat este bogat decorat cu vrejuri, frunze și flori de acant și bujori și fructe de ananas, motive tipice țesăturilor italienești din epocă. Inscripție în limba română cu caractere chirilice: „Io Constantin voievod, Maria doamna; leat 7202”. | Muzeul Național de Artă al României                 | Cimec    |
|      | Poală de icoană                                                                                           | Material: catifea tunsă; mătase; fir de argint aurit; broderie | Realizat dintr-o țesătură din fir de argint aurit cu mătase, această poală de icoană a făcut parte din ansamblul de broderii comandate de Constantin Brâncoveanu pentru ctitoria sa de la Hurezi. În câmpul central al compoziției apare acvila bicefală încoronată, ținând în gheare atributele domnești. Sub această reprezentare heraldică se află stema Țării Românești - acvila cu crucea în cioc, flancată de inscripția de danie ce îl menționează pe Constantin Brâncoveanu și pe Maria doamna. Sub acvila cruciată este scris anul 7202 (1693-1694). Cele două reprezentări heraldice se evidențiază pe fondul în întregime aurit, în interiorul unei arcade ca o acoladă, sprijinită pe două coloane subțiri, adosate și împodobite cu motive florale stilizate. Chenarul lat este bogat decorat cu vrejuri, frunze și flori de acant și bujori și fructe de ananas, motive tipice țesăturilor italienești din epocă. Inscripție în limba română cu caractere chirilice: „Io Constantin voievod, Maria doamna; leat 7202”. | Muzeul Național de Artă al României                 | Cimec    |
|      | Poală de icoană                                                                                           | Material: catifea tunsă; mătase; fir de argint aurit; broderie | Realizat dintr-o țesătură din fir de argint aurit cu mătase, această poală de icoană a făcut parte din ansamblul de broderii comandate de Constantin Brâncoveanu pentru ctitoria sa de la Hurezi. În câmpul central al compoziției apare acvila bicefală încoronată, ținând în gheare atributele domnești. Sub această reprezentare heraldică se află stema Țării Românești - acvila cu crucea în cioc, flancată de inscripția de danie ce îl menționează pe Constantin Brâncoveanu și pe Maria doamna. Sub acvila cruciată este scris anul 7202 (1693-1694). Cele două reprezentări heraldice se evidențiază pe fondul în întregime aurit, în interiorul unei arcade ca o acoladă, sprijinită pe două coloane subțiri, adosate și împodobite cu motive florale stilizate. Chenarul lat este bogat decorat cu vrejuri, frunze și flori de acant și bujori și fructe de ananas, motive tipice țesăturilor italienești din epocă. Inscripție în limba română cu caractere chirilice: „Io Constantin voievod, Maria doamna; leat 7202”. | Muzeul Național de Artă al României                 | Cimec    |
|      | Poală de icoană                                                                                           | Material: catifea tunsă; mătase; fir de argint aurit; broderie | Realizat dintr-o țesătură din fir de argint aurit cu mătase, această poală de icoană a făcut parte din ansamblul de broderii comandate de Constantin Brâncoveanu pentru ctitoria sa de la Hurezi. În câmpul central al compoziției apare acvila bicefală încoronată, ținând în gheare atributele domnești. Sub această reprezentare heraldică se află stema Țării Românești - acvila cu crucea în cioc, flancată de inscripția de danie ce îl menționează pe Constantin Brâncoveanu și pe Maria doamna. Sub acvila cruciată este scris anul 7202 (1693-1694). Cele două reprezentări heraldice se evidențiază pe fondul în întregime aurit, în interiorul unei arcade ca o acoladă, sprijinită pe două coloane subțiri, adosate și împodobite cu motive florale stilizate. Chenarul lat este bogat decorat cu vrejuri, frunze și flori de acant și bujori și fructe de ananas, motive tipice țesăturilor italienești din epocă. Inscripție în limba română cu caractere chirilice: „Io Constantin voievod, Maria doamna; leat 7202”. | Muzeul Național de Artă al României                 | Cimec    |
|      | Poală de icoană                                                                                           | Material: catifea tunsă; mătase; fir de argint aurit; broderie | Realizat dintr-o țesătură din fir de argint aurit cu mătase, această poală de icoană a făcut parte din ansamblul de broderii comandate de Constantin Brâncoveanu pentru ctitoria sa de la Hurezi. În câmpul central al compoziției apare acvila bicefală încoronată, ținând în gheare atributele domnești. Sub această reprezentare heraldică se află stema Țării Românești - acvila cu crucea în cioc, flancată de inscripția de danie ce îl menționează pe Constantin Brâncoveanu și pe Maria doamna. Sub acvila cruciată este scris anul 7202 (1693-1694). Cele două reprezentări heraldice se evidențiază pe fondul în întregime aurit, în interiorul unei arcade ca o acoladă, sprijinită pe două coloane subțiri, adosate și împodobite cu motive florale stilizate. Chenarul lat este bogat decorat cu vrejuri, frunze și flori de acant și bujori și fructe de ananas, motive tipice țesăturilor italienești din epocă. Inscripție în limba română cu caractere chirilice: „Io Constantin voievod, Maria doamna; leat 7202”. | Muzeul Național de Artă al României                 | Cimec    |
|      | Văl de tâmplă                                                                                             | Material: catifea tunsă; mătase; fir de argint aurit; broderie | Realizat din catifea broșată, acest văl de tâmplă are un chenar lateral decorat cu flori de rodie și heliantus. Decorația din câmpul central este dispusă sub o arcadă trilobată sprijinită pe două coloane subțiri, adosate, al căror fus poartă o decorație florală miniaturală. Fondul aurit din interiorul arcadei are în partea superioară și în cea inferioară două reprezentări cu vulturul bicefal, stema familiei domnitoare, iar la mijloc este înfățișat un vultur zburând cu o cruce în cioc. În partea superioară, monograma lui Iisus flanchează coroana. Vulturul central are deasupra inscripția ce-i menționează pe Sfinții Împărați Constantin și Elena. În partea inferioară, sub stemă, se află inscripția de danie, în limba slavonă, menționând numele lui Constantin Brâncoveanu și al doamnei Maria și anul 1693-1694 (7202). | Muzeul Național de Artă al României                 | Cimec    |
|      | Văl funerar                                                                                               | Datare: 1704 Material: catifea; fir de argint aurit; broderie | Broderia cu fir din argint aurit a acestui văl este dispusă pe chenarul marginal și în câmpul central unde este reprezentată stema Moldovei, într-un medalion oval, format din două ramuri înfrunzite, terminate sus și jos cu o rozetă. Coamele bourului susțin o coroană asemănătoare unei mitre arhierești. De-o parte și de alta a stemei Moldovei sunt scrise, cu majuscule, inițialele R D B D (Radul Beizadea). O bordură din franjuri din fir înconjoară parțial vălul, în jumătatea inferioară. Chenarul este străbătut de un vrej subțire cu ramificații din care se desprind flori mari stilizate (bujor, mac, lalaea, trandafir). În exterior, chenarul este mărginit de o bandă îngustă cu frunzulițe de acant iar în interior sunt mici frunze de trifoi a căror succesiune creează o rețea de x-uri. Două coloane subțiri, torsadate, cu bazele sprijinite pe câte trei frunze de acant iar capitelurile în formă de floare, susțin o arcadă pentalobată. Deasupra acestei arcade se află un cartuș dreptunghiular în care este menționat numele lui Radu Iliașco vodă și anul 1704 (7212). Asemănările dintre acest văl și piatra funerară a lui Radu Iliaș, decedat la București la 19 martie 1704, prezența franjurilor ca și multitudinea petelor de ceară remarcate, justifică funcționalitatea de văl funerar a acestei piese. | Muzeul Național de Artă al României                 | Cimec    |
|      | Văl de tâmplă                                                                                             | Material: catifea tunsă; mătase; fir de argint aurit; broderie | Realizat dintr-o țesătură din fir de argint aurit cu mătase, acest văl de tâmplă a făcut parte din ansamblul de broderii comandate de Constantin Brâncoveanu pentru ctitoria sa de la Hurezi. Decorația din câmpul central este dispusă sub o arcadă sprijinită pe două coloane subțiri, adosate, al căror fus poartă o decorație florală miniaturală. Fondul aurit din interiorul arcadei are în partea superioară și în cea inferioară două reprezentări ale vulturului bicefal încoronat, ținând în gheare atributele domnești. Între aceste reprezentări este înfățișată stema Țării Românești - vulturul zburând cu o cruce în cioc. În partea superioară, monograma lui Iisus flanchează coroana. Vulturul central are deasupra inscripția ce-i menționează pe Sfinții Împărați Constantin și Elena. Acvila cruciată din partea inferioară este flancată de inscripția de danie ce îl menționează pe Constantin Brâncoveanu și pe Maria doamna iar dedesubt este scris anul 7202 (1693-1694). Chenarul lat este bogat decorat cu vrejuri, frunze și flori de acant și bujori și fructe de ananas, motive tipice țesăturilor italienești din epocă. Căptușeală este din mătase verde deschis. În partea superioară, acestui văl i-a fost adăugată o bandă lată din catifea vișinie. Inscripție în limba română cu caractere chirilice: „Io Constantin voievod, Maria doamna; leat 7202”. | Muzeul Național de Artă al României                 | Cimec    |
|      | Bederniță                                                                                                 | Datare: sec. XVI Material: mătase; fir de aur; fir de mătase; broderie; kamha | Acest fragment de țesătură este lucrat în tehnica numită kamha, ce presupune broșarea firului de mătase colorată cu fir de aur. Tehnica este caracteristică pentru atelierele otomane din secolul XVI. Motivul decorativ se compune dintr-o rozetă mare formată din garoafe ce alternează cu flori mai mici, roșii ce răsar dintr-un bulb asemănător fructului de rodie. În centru, pe fundalul auriu, firul de mătase roșie desenează numeroase raze dispuse în jurul unui motiv floral. Cei doi ciucuri păstrați la colțuri sunt realizați din fire de argint aurit, cu nodus-uri deasupra și ne oferă totodată indiciul funcționalității acestui fragment de țesătură ca nabederniță. | Muzeul Național de Artă al României                 | Cimec    |
|      | Fragment de țesătură                                                                                      | Datare: sec. XVI Material: mătase; fir de aur; fir de mătase; broderie; kamha | Acest fragment de țesătură este lucrat în tehnica numită kamha, ce presupune broșarea firului de mătase colorată cu fir de aur. Tehnica este caracteristică pentru atelierele otomane din secolul XVI. Motivele decorative constau în așa-numitele palmete hataiy, un fel de palmete alungite ce își au originea într-o specie de lotus chinezesc. Palmetele închid flori de păr, măceș, caprifoi, lalele sau zambile, motive ornamentale ce fac parte, de asemenea din repertoriul artei turcești a epocii. Firele de mătase roșie, verde și crem țes aceste motive decorative, ce se repetă simetric și alternativ pe întreaga suprafață și sunt evidențiate pe fundalul auriu. | Muzeul Național de Artă al României                 | Cimec    |
|      | Vas decorativ                                                                                             | Datare: sfârșitul secolului al XIX-lea Material: argint; aur; ciocănire; cizelare; traforare | Vas decorativ format dintr-un recipient semisferic, așezat pe un picior conic pe talpă profilată, cu capac bombat și buton. Talpa este decorată cu ove și un șir de croșete. Suprafața sferică a vasului împreună cu cea a capacului sunt decorate cu trei șiruri de lobi, iar partea superioară a vasului, până la buză, este încojurată de o bandă lată, cizelată cu flori de dovleac înscrise într-un meandru, bandă flancată cu două șiruri de croșete. Butonul înalt, canelat, terminat cu o rodie, este petrecut la mijloc de un elipsoid traforat cu motive vegetale. Piesă marcată. Piesa a fost lovită și ușor deformată, încât capacul nu se poate fixa pe vas. | Muzeul Național de Istorie a României               | Cimec    |
|      | Potir cu capac                                                                                            | Datare: prima jumătate a secolului al XVII-lea Material: argint; aur; ciocănire; cizelare; gravare | Potir pe talpă circulară, supraînălțată în partea centrală, cu retrageri succesive, boselate, din care se înalță piciorul care susține prin capete de berbec cupa cilindrică, întreruptă de inele și boselată în apropiere de buză unde suportă capacul; capacul bombat, într-o retragere, cu butonul înalt, în forma unui buchet de frunze cu flori și fructe. Suprafețele boselate sunt decorate cu serafimi, motive vegetale și animale în fugă înscrise în cartușe și dispuse în benzi succesive. În interior, capacul este închis cu o placă circulară pe care a fost gravată o inscripție în alfabet gotic și anul 1635. | Muzeul Național de Istorie a României               | Cimec    |
|      | Candelă Autor: Thomas Klotsch                                                                             | Datare: 1689-1690 Material: argint turnat, ciocănit, ajurat, cizelat, gravat, aurit | Candelă piriformă, alcătuită din trei sfere turtite, din metal ajurat cu motive florale și vegetale dispuse în medalioane în spirală. În decorul ajurat se înscrie acvila bicefală. Gâtul candelei are aceeași decorație vegetală ajurată și o friză de fleuroni decupați la bază. Butonul inferior, piriform. Capacul se fixează cu patru lanțuri din zale simple, fiecare lanț având un clopoțel sferic din metal ajurat. Marcă-poanson de meșter. Inscripție de danie, datată, în limba română cu chirilice, de la Constantin Brâncoveanu pentru mănăstirea Bistrița. Lipsesc frunzulițe, metalul ușor deformat. | Muzeul Național de Artă al României                 | Cimec    |
|      | Chivot | Datare: 1691-1692 Material: argint ciocănit, ajurat, cizelat, gravat, aurit și email | Chivotul are forma unei biserici cu nava dreptunghiulară, absida altarului pentagonală și două absidiole; o turlă pe altar și alte două turle mai mici pe pronaos. Decorația se desfășoară pe corpul navei în două registre, delimitate pe un brâu, în care sunt dispuse nișe cu plăcuțe emailate, purtând portretele apostolilor, ale sfinților militari și ale celor trei ierarhi, respectiv inscripția de danie (în primul registru), precum și cele ale proorocilor sau reprezentând Praznicele Împărătești (în registrul superior). Întreaga decorație exterioară a chivotului reface, în linii generale, iconografia interioară a bisericii, conform Eriminiei. | Muzeul Național de Artă al României                 | Cimec    |
|      | Mitră | Datare: 1693 Material: broderie cu fir metalic din argint și argint aurit, aur, rubine, smaralde, sticle roșii, verzi, transparente, oerle, paiete metalice, urme de email verde                                            | Mitră în calotă închisă, surmontată de o cruce din aur cu rubine și smaralde. Întreaga suprafață decorată cu broderie cu fir din argint aurit, perle, paiete și pietre sau sticlă policromă, închipuind o cruce și cinci medalioane cu Iisus Hristos Emanuel și cei patru evangheliști. La bază, un cartuș metalic cu insripția de danie de la Constantin Brâncoveanu, datată, în limba română cu caractere chirilice. Patru monturi lipsă, metalul oxidat. | Muzeul Național de Artă al României                 | Cimec    |
|      | Rochie de copil                                                                                           | Datare: sec. XIX Material: mătase; dantelă; croit; cusut | Rochie de copil confecționată din mătase ripsată de culoare crem. Croiala în bié, mâneci lungi, manșete din mătase rose, pliată și pangblici cu funde. Guler rebordat, aplicat și tăietură „en coeur”. Se încheie pe față cu cinci nasturi metalici de formă cilindrică. Pe piepți câte cinci cusături longitudinale. Spre poale sunt aplicate două rânduri de volane din satin pliat și un volan de dantelă albă (Chantilly). | Muzeul Municipiului București                       | Cimec    |
|      | Bluză | Datare: sec. XIX Material: mătase; dantelă; mărgele; croit; cusut | Corsaj confecționat după moda „Art nouveau”, din material textil tip cashmir de culoare neagră, strâns pe talie, cu un mic en coeur la baza gâtului. Deschiderea pe față, cu un registru interpus, un entre-deux din dantelă, cu motive florale geometrizate pe suport de mătase policrom: negru, roșu, ecru, alb. De la umeri până la talie sunt tăieturi en bié. Mânecile lungi, drepte, cu manșete întoarse care au cusuți câte doi nasturi metalici. Căptușeala din atlaz negru. Poalele au colțurie rotunjite în față și au aplicate franjuri lungi negre din mărgele și panglici din mătase neagră. Atelierul francez avea magazin de desfacere la Bucuresti „Au bon goût – 8 Rue Lipscani-Bucharest”. | Muzeul Municipiului București                       | Cimec    |
|      | Bluză | Datare: sec. XIX Material: tul; dantelă; croit; cusut | Bluză femeiască confecționată din dantelă de culoare crem, cu motive florale (tip chantilly) suprapusă pe suport de tul în aceeași nuanță. Mâneca este scurtă, fără răscroială și se continuă cu piepții, suprapuși, formând un mic decolteu en coeur. Talia este marcată de un registru lat de dantelă. La liziere se păstrază linia serpantă a unduirii florale. | Muzeul Municipiului București                       | Cimec    |
|      | Rochie de mireasă (de bal)                                                                                | Datare: 2/2 sec. XIX Material: brocart; tul; dantelă; croit; cusut | Rochie de bal, cu crinolină, specifică celei de-a doua jumătăți a secolului al XIX-lea. Confecționată din mătase ecru, cu decolteu en bateau, cu corset, strâns pe șnur. Mâneca trei sferturi, bufantă la umăr și la manșete. Aplicație de dantelă, tul cu ochiuri hexagonale, din fir de mătase, trei rânduri de volane la baza gulerului și la liziera mânecilor. Corsajul are, la poale, croială în unghi. De la baza acestuia se prinde fusta largă (pentru crinolină), în clini, tip lalea, cu motiv floral stilizat, în relief (rozete din suportul textil) dispus longitudinal la fiecare cusătură, două rânduri la bordura gulerului, volane din același tip de tul la poale. | Muzeul Municipiului București                       | Cimec    |
|      | Mantilă                                                                                                   | Datare: sec. XIX Material: mătase; fir mătase; croit; cusut; brodat | Mantilă din mătase de culoare crem, croită cu cinci colțuri cu marginile ajurate la cere sunt prinși franjuri lungi de mătase de culoare aurie. Broderie cu fir de mătase în motiv floral (ghirlande de volbură) și cinci rânduri de decupaje cu marginile ajurate, care se desfășoară de la baza gâtului către unghiurile laterale. Mătasea friabilă prezintă rupturi. Compoziția exceptională era purtată de doamne din elita burgheziei române. | Muzeul Municipiului București                       | Cimec    |
|      | Mantilă                                                                                                   | Datare: sec. XIX Material: mătase; fir mătase; croit; cusut; brodat | Mantilă din mătase de culoare crem, de formă triunghiulară cu unghiurile rotunjite, cu marginile ajurate la care sunt prinși franjuri lungi de mătase de culoare aurie. Broderie cu fir de mătase în motiv floral stilizat (ghirlande de volbură) care se desfășoară de la baza gâtului către unghiurile laterale. Compoziția excepțională era purtată de doamne din elita burgheziei române. | Muzeul Municipiului București                       | Cimec    |
|      | Mantie de gală                                                                                            | Datare: sec. XIX Material: mătase; dantelă; fir metalic; croit; cusut; brodat | Mantie de gală confecționată din suport textil de mătase de culoare ecru, de calitate superioară, cu aplicație de dantelă și tul. Croiala tip pelerină, cu deschidere longitudinală, pe față, cu revere „en coeur”, largi, având funcție de plastron de care este atașat materialul amplu, mai scurt și încrețit la mâneci și mai lungă la poale. Gulerul cu revere în colț, cu broderie aplicată din dantelă cu fir argintiu în motiv floral se continuă cu plastronul dublul care are la lizieră aplicație de dantelă cu fir, în motiv floral stilizat tip baroc (ghirlande și volute în „C”). Se continuă aplicația de dantelă cu fir metalic pe poale. La liziera mânecilor este aplicată o bordură lată din voal plisat cu marginea brodată, formând o suită de reliefuri tip cochilie. | Muzeul Municipiului București                       | Cimec    |
|      | Jachetă                                                                                                   | Datare: sec. XIX Material: stofă; fir mătase; croit; cusut; brodat | Jachetă de damă confecționată din material textil (stofă) de culoare albastru-indigo cu dungi fine albe. Croiala este până în talie, cu mâneci lungi, drepte, cu manșete paspoalate cu alb și o mică fentă. Paspoal lat, alb la liziere și rever brodat ajourée cu fir de mătase în motiv vegetal stilizat. Se încheie cu nasturi de sidef. Căptușeala de satin de culoare crem. În interior are etichetă cu stema casei regale de România și numele magazinului de desfacere, furnizor al casei regale „Au bon goût – 8 Rue Lipscani-Bucharest”. | Muzeul Municipiului București                       | Cimec    |
|      | Jachetă                                                                                                   | Datare: sf. sec. XIX Material: catifea; satin; croit; cusut | Jachetă de damă aparținând perioadei de sfârșit de secol XIX (când pătrunde moda art nouveau) confecționată din catifea neagră cu reliefuri florale din repertoriul baroc (palmete). Croită pe forma taliei, la baza gâtului, cu poale mai lungi și rotujite în față, închisă cu trei nasturi cu butoniere. Mâneca lungă, strânsă pe braț, ușor evzată spre terminație. Căptușeala friabilă din satin negru. | Muzeul Municipiului București                       | Cimec    |
|      | Jachetă                                                                                                   | Datare: sec. XIX Material: stofă; dantelă; mărgele; croit; cusut; brodat | Corsaj Art Nouveau, atelier parizian, confecționat din suport textil de stofă fină de culoare gri cu garnitură ecru. Croiala la baza gâtului, cu mâneci lungi, drepte, înnădite la jumătate, cu plastron pe față dispus longitudinal. Plastronul are decupajul cu linii curbe și marginile paspoalate cu mătase de culoare crem. Broderie cu fir de mătase în motive florale stilizate, cu mărgele de sticlă cusute, linii serpante și ghirlande stilizate de culoare crem și turcoaze. Aceeași compoziție floarlă se repetă pe mâneci. Acestea sunt paspoalate și au garnitură de dantelă crem aplicată pe interior, care se distinge ca un volan foarte fin. Se încheie pe față cu copci ascunse. La terminație corsajul are din croi linie serpantă și se continuă cu un cordon lat din același suport textil ce se închide cu cataramă gen pafta, montată în piele, cu inserții metalice și pietre de sticlă aplicate (motiv vegetal stilizat). Pe interior are eticheta cu numele atelierului: Maison Laferriere-Robes & Manteaux 28 Rue Taitbout - Paris. | Muzeul Municipiului București                       | Cimec    |
|      | Mantilă                                                                                                   | Datare: sec. XIX Material: catifea; satin; fir metalic; pene; croit; cusut; brodat | Haină confecționată din catifea neagră, cu mărgele de sticlă cusute și compoziție vegetală stilizată cu fir metalic auriu în volute. La liziere aplicație de pene negre. Mâneca largă este croită tip kimono, largă, se încrețește pe o manșetă de pene negre. Șalul de pene negre cusut la deschizătură ascunde găicile de prindere. Poalele sunt mai lungi pe față. Căptușeala din satin negru. | Muzeul Municipiului București                       | Cimec    |
|      | Mantilă                                                                                                   | Datare: sec. XIX Material: mătase; dantelă; fir mătase; croit; cusut; brodat | Șal lat confecționat din mătase de culoare ecru, cu broderie florală (motivul palmetei stilizat) din fir de mătase dublat cu dantelă. Lizierele au aplicație din fire lungi de mătase de culoare maroniu-caramel (frajuri) din broderia ajur de la tivuri. | Muzeul Municipiului București                       | Cimec    |
|      | Costum de călătorie - rochie și pelerină                                                                  | Datare: sec. XIX Material: cașmir; fir mătase; croit; cusut; brodat | Costumație de călătorie alcătuită din două piese: rochia și pelerina, confecționat din aceeași țesătură de cașmir. Compoziție de tip baroc (inspirație orientală-motivul boteh) prin broderie din fir de mătase policromă pe câmp negru. La tivurile pelerinei și la poale sunt delimitate borduri cu același motiv decorativ (ghirlande stilizate). Rochia are mâneci lungi, largi cu manșete brodate, două buzunare cu clape și croială amplă, cloche, cu 12 nasturi îmbrăcați în țesătură. Pelerina scurtă, tip mantilă, reia motivul floral. | Muzeul Municipiului București                       | Cimec    |
|      | Pelerină de călătorie                                                                                     | Datare: sec. XIX Material: mătase; fir metalic; fir mătase; croit; cusut; brodat | Pelerină (de călătorie), croită în bie, cu glugă. La liziere aplicatție de pasmanterie din fir auriu. Bordură lată la tivuri cu broderie din fir de mătase policromă. Registre florale semicirculare formate de unduirea liniei serpante pe linia mediană a bordurilor (motivul boteh) pe suport textil din cașmir, brodate cu fir metalic și fir de mătase. Franjuri aurii. Căptușeala matlasată din satin de culoare galbenă. | Muzeul Municipiului București                       | Cimec    |
|      | Corsaj | Datare: 2/2 sec. XIX Material: catifea; dantelă; fir mătase; croit; cusut; brodat | Corsaj din catifea neagră cu aplicații de dantelă și mărgele negre de sticlă, la baza gâtului, pe piept și pe mânecile lungi, evazate, terminate cu volane suprapuse de dantelă (de Bruxelles). La lizierele corsajului compoziție florală stilizată din broderie cu fir de mătase și aplicație de mărgele mici de sticlă. Are forma taliei, poale scurte, deschidere pe față, longitudinală, revere înguste, tip șal, dublate de dantelă neagră. Căptușeala este din mătase neagră (friabilă). Croiala aparține midei art nouveau. | Muzeul Municipiului București                       | Cimec    |
|      | Jachetă                                                                                                   | Datare: sec. XIX Material: catifea; mătase; croit; cusut | Jachetă din catifea, tip Art Nouveau, din catifea de culoare maroniu-brun, cu mâneci lungi, drepte, cu răscroială la umeri. Guler drept, înalt, după model tunică. Se închide pe față, pe partea stângă, cu nasturi îmbrăcați și butoniere. Aplicată o fundă decorativă din același suport textil la baza gulerului. Căptușeala din mătase roșie. | Muzeul Municipiului București                       | Cimec    |
|      | Costum - jachetă și fustă                                                                                 | Datare: sec. XIX Material: catifea; atlaz; croit; cusut; brodat de mână | Rochie din catifea de culoare maro-castaniu și atlaz, alcătuită din două piese, jachetă și fustă, confecționate după modelul european Art Nouveau: corsajul strâns pe talie și fusta tip lalea. Corsajul din atlaz crem se închide pe față, longitudinal. Mâneca lungă, din atlaz, strânsă pe cot, are garnitură de catifea, aplicată bufant la umeri. La baza gâtului este legată o fundă decorativă de culoare crem, asortată cu reverele decoltate en bateau, din catifea. Fusta amplă, cu croială în bie, cu patru clini, din atlaz are garnitură suprapusă de catifea, croită în linie oblică, de forma unor fâșii (gen petale de lalea). | Muzeul Municipiului București                       | Cimec    |
|      | Jachetă de gală                                                                                           | Datare: sf. sec. XIX Material: catifea; mătase; fir mătase; mărgele de sticlă; croit; cusut; brodat | Jachetă confecționată din catifea neagră, după moda Art Nouveau. Croiala pe forma taliei, guler drept, înalt, poale răscroite, cu entre-deux de dantelă, deschidere pe față, mânecile lungi, drepte. Compoziție floral-stilizată din broderie cu fir de mătase peste care sunt cusute mărgele negre, pe piepți, pe mâneci și pe spate. Jachetă de gală, strălucitoare, ce evidențiază eleganța feminină de la sfârșitul secolului al XIX-lea. Căptușela matlasată, de mătase (friabilă). | Muzeul Municipiului București                       | Cimec    |
|      | Pelerină de călătorie                                                                                     | Datare: sec. XIX Material: mătase; satin; dantelă; mărgele de sticlă; croit; cusut; brodat | Pelernă confecționată din voal și mătase de culoare maroniu-castan. Croiala en bie, guler înalt cu garnitură de pene negre, dantelă neagră cu motiv floral aplicată deasupra suportului de mătase. Căptușeala din satin de culoare galben citron (friabilă). Aplicație de panglici din satin și mărgele negre de sticlă pe suportul de dantelă. | Muzeul Municipiului București                       | Cimec    |
|      | Costum de surugiu                                                                                         | Datare: sec. XVIII Material: postav; găitane; arnici; croit; cusut; brodat | Costum de surugiu, inspirat din portul popular din zona Ilfov (probabil realizat la Pociovaliște) confecționat din postav negru cu compoziție decorativă aplicată, la care se remarcă armonia cromatică. Găitane colorate aplicate pe haina scurtă tip mintean, pentru a crea o amplă compoziție geometrică, dominată de motivul spiralei. Este frapantă cromatica extrem de vie, bazată pe complememntaritatea dintre verde și roșu, care dobândește un plus de eleganță cu bordurile delimitate geometric cu alb și motivul floral stilizat de pe mâneci și piept. Manșetele sunt marcate de culorile vii grupate în figuri geometrice (triunghiuri cu arnici galben verde, roșu). Motivul floral se reia pe pantalonul larg, drept, cu chenare albe. | Muzeul Municipiului București                       | Cimec    |
|      | Ipingea de surugiu                                                                                        | Datare: sec. XVIII Material: postav; găitane; arnici; croit; cusut; brodat | Ipingea de surugiu (manta bărbătească cu glugă, confecționată din postav), împodobită cu găitane în motive florale și geometrice, dominând motivul spiralei, care se regăsesc în costumul țărănesc din zona Ilfovului. Unele elemente stilizate cum ar fi motivul șarpelui, al lancei, se regăsesc și în costumul popular din zona Gorjului. | Muzeul Municipiului București                       | Cimec    |
|      | Pelerină                                                                                                  | Datare: sec. XIX Material: stofă; satin; tul; fir de mătase; croit; cusut; brodat manual | Pelerină din stofă de culoare crem cu aplicație de volane din tul la lizierele decupate cu semicercuri. Platcă în bié marcată cu volănaș de tul la cusătură, guler înalt cu dublă garnitură de volănașe. Motiv floral stilizat, brodat cu fir alb de mătase pe suportul de stofă fină. Căptușeală de culoare ecru, din satin (friabilă). | Muzeul Municipiului București                       | Cimec    |
|      | Mantilă                                                                                                   | Datare: sec. XIX Material: mătase; dantelă; mărgele de sticlă; croit; cusut; brodat | Mantilă confecționată din mătase neagră prin suprapunerea mai multor rânduri de registre croite semicircular, de diferite lățimi, cu marginile decupate în forme vegetal-florale stilizate dublate de dantelă neagră semiindustrială. Motivele florale brodate pe suportul de mătase în zona umerilor și a gâtului sunt specifice decorației art nouveau. La baza gâtului este aplicată dantelă neagră în mai multe rânduri suprapuse. Specifică vestimentației purtată la serate. | Muzeul Municipiului București                       | Cimec    |
|      | Pelerină de gală                                                                                          | Datare: sec. XIX Material: catifea pan; mătase; mărgele de sticlă; croit; cusut; brodat | Pelerină confecționată din catifea neagră, cu broderie aplicată și fir de mătase și mărgele negre de sticlă. Face parte din tipologia costumului de gală. Croiala amplă, cloș, cu două volane suprapuse și motive florale stilizate formate de aplicarea de mărgele negre pe suport de mătase, linii serpante din mărgele negre care fac legătura între registrele florale. La tivuri franjuri lungi de mătase. Compoziția decorativă tip Art Nouveau. | Muzeul Municipiului București                       | Cimec    |
|      | Pelerină                                                                                                  | Datare: sec. XIX Material: stofă; fir mătase; șnur de mătase; croit; cusut; brodat | Pelerină confecționată din material textil de culoare ecru, de formă semicirculară, croială în bie, cu guleraș semicircular, șal, la baza gâtului care formează două mici revere cu colț după alăturarea celor două părți. Se încheie cu copci. Motivul decorativ este liniar-serpant, după moda Art Nouveau, prin broderie aplicată și șnur asortat cromatic cu țesătura. La lizieră aplicat un volan cu coială cloș. Tighelurile sunt cusute cu fir de mătase de aceeași culoare. | Muzeul Municipiului București                       | Cimec    |
|      | Bluză de copil                                                                                            | Datare: sec. XIX Material: mătase naturală; dantelă semiindustrială; croit; cusut; brodat | Bluză de fetiță ce face parte din trusoul unui nou născut. Este confecționată manual, din țesătură de mătase de culoare rose, cu mânecuțe lungi, cu platcă în jumătatea superioară formată din entre-deux-uri de dantelă, la fel ca și la terminația mânecuțelor, unde se repetă motivul în două registre. La baza gâtului are passe-poile din dantelă. Se încheie la spate, unde, pe linia mediană prezintă cute plisate longitudinale, încrețite la bază și prinse cu un năsturaș alb de sidef. | Muzeul Municipiului București                       | Cimec    |
|      | Jachetă                                                                                                   | Datare: sec. XIX Material: catifea; dantelă manuală; satin; croit; cusut | Jachetă (corsaj) confecționată din catifea de culoare roșu rubiniu, cu guler scurt, gen tunică. Cu mâneci lungi, drepte care, la terminație au aplicată dantelă albă, manuală (de Bruxelles), cloșată. Se încheie pe linia mediană, longitudinal cu 20 de nasturi mici, îmbrăcați în satin și găici. Croiala este pe forma taliei, cu terminație în unghi. Compoziția amintește de moda art nouveau. | Muzeul Municipiului București                       | Cimec    |
|      | Bluză de damă                                                                                             | Datare: sec. XIX Material: mătase; satin; tul; croit; cusut | Bluză de damă confecționată din mătase, cu motiv floral din țesătură, de culoare ecru, dublată pe suprafață de tul. Compoziție cu guler șal paspoalat cu satin de culoare rose, încrețit, croială dreaptă, cu nasturi pe față, îmbrăcați în mătase. Mânecile lungi cu manșete sunt paspoalate cu satin de culoare rose. Colțurile poalelor sunt rotunjite. Se închide logitudinal, pe față, cu patru nasturi îmbrăcați în țesătură de mătase. | Muzeul Municipiului București                       | Cimec    |
|      | Bluză de damă                                                                                             | Datare: sec. XIX Material: dantelă; satin; croit; cusut | Compoziție exceptională din dantelă de culoare crem cu motiv floral stilizat reprezentând o bluză de damă având croiala cu platcă dreaptă, decolteu pătrat, mâneci lungi, largi, bufante. Registre liniare din panglici rose, dispuse orizontal, separate de entre-deux-uri duble, verticale de dantelă. La poale are două benzi suprapuse de dantelă. | Muzeul Municipiului București                       | Cimec    |
|      | Corsaj | Datare: sec. XIX Material: stofă; dantelă; satin; fir de mătase; croit; cusut; brodat | Corsaj tip Art Nouveau, confecționat din stofă fină de culoare crem, cu revere ce au aplicată compoziție florală brodată pe suport de mătase, unul de culoare verde fistic, celălalt îmbinând culorile crem și rose pal. Plastronul este din dantelă și are bentiță de catifea la baza gâtului. Mâneci lungi, bufante, cu terminația în trei rânduri de volane de dantelă Chantilly în motiv floral de culoare crem. Umerii largi, croiți en bié, cu despicătură laterală și paspoalată cu mătase în două tonuri, crem și vernil, îmbinate în torsadă se suprapun peste mâneci. Gulerul înalt, cilindric, din volane suprepuse vertical, încrețite, de culoare verde. Pe piepți sunt pliuri înguste și compoziție florală brodată cu fir de mătase. Talia este marcată de o bentiță lată de culoare crem dublată de satin rose. Corsajul se încheie la spate cu copci metalice. | Muzeul Municipiului București                       | Cimec    |
|      | Corsaj | Datare: sec. XIX Material: stofă; mătase; satin; fir de mătase; croit; cusut; brodat | Corsaj din suport textil de mătase și stofă fină de culoare crem și verde-fistic dublat cu satin de culoare gri. Peste corsajul de mătase este aplicată o mantilă, tip bolero, cu poale scurte, în unghi, cu marginile dublu paspoalate cu mătase. Mânecile lungi, largi, croite în clopot au dublură de satin rose la terminație. Motiv floral stilizat, rozete și palmieri brodat cu fir de mătase pe toată compoziția. La baza gâtului se repetă motivul rozetei ân medalione circulare din fir de mătase brodat, care se continuă pe linia reverelor stilizate prin compoziția brodată. | Muzeul Municipiului București                       | Cimec    |
|      | Anteriu                                                                                                   | Datare: sec. XVIII Material: mătase fir de bumbac; croit; cusut | Anteriu boieresc, cu poale lugi, cu deschizătură pe laturi, mâneci lungi, din țesătură de mătase cu fir de bumbac, cu registre liniare, succedându-se una lată cu alta îngustă, dispuse vertical, din țesătură, de culoare rose-lilas, iar la mâneci fiind dispuse orizontal. Mânecile sunt despicate pe interior, încheindu-se fiecare cu bumbi și găici. Tehnică manuală. | Muzeul Municipiului București                       | Cimec    |
|      | Jachetă de damă                                                                                           | Datare: sec. XIX Material: satin; dantelă; croit; cusut | Jachetă de damă a cărei realizare respectă tiparele modelelor art nouveau europene. Confecționată din satin de culoare ecru, cu croiala pe talie, cu câte două tăieturi oblice pe piept, mâneci trei sferturi, cu volane de dantelă de Bruxelles (manuală) la terminație, pliuri orizontale din material (care sugerează o manșetă stilizată) la care se adugă câte o fundă încrețită și prinsă cu câte un nasture-buton îmbrăcat în satin. Se încheie pe față, longitudinal, cu nouă nasturi circulari îmbrăcați cu același suport textil. Aplicație de volan de dantelă la reverele șal. La spate se remarcă cele trei cusături cu balene care cambrează jacheta pe talie. Se termină cu o coada scurtă, cu despicătură pe mijloc și câte cinci cute verticale, cu volan pe margine. În interior are introduse mici greutăți (bănuți) de metal pentru a păstra fermitatea materialului, a compoziției poalelor. | Muzeul Municipiului București                       | Cimec    |
|      | Ilic | Datare: sec. XVIII Material: postav; fir metalic; croit; cusut; brodat | Ilic confecționat din aba cu fir de aur și lamelă metalică, compoziție ce reprezintă adaptarea stilului baroc turcesc la vestimentația din țările române. Paspoalat la tivuri: răscoiala de la umeri, la baza gâtului și poale cu lamelă aurie și aplicație de bumbi metalici la deschizătura de pe piept (câte nouă pe fiecare parte). Motivul decorativ de tip baroc turcesc este realizat prin broderie cu fir metalic: motive florale, în oglindă, discuri solare și simbolul semilunei se reiau și pe spate. Căptușeala este deteriorată. | Muzeul Municipiului București                       | Cimec    |
|      | Jachetă de damă                                                                                           | Datare: sec. XIX Material: mătase; catifea; croit; cusut; brodat | Jachetă de damă confecționată după modelul art nouveau (asimilat de țările europene, cu succes). Compoziție care îmbină cu mare finețe suportul textil de catifea de culoare roșu vișiniu și cel de mătase de culoare rose-frese. Croiala marchează talia, mânecile sunt lungi și strânse pe cot. Jacheta din mătase are revere duble, cel superior rotunjit, tip șal, cel inferior având colț. Tivurile reverelor sunt paspoalate (fr. passepoil) cu catifea. Pe interior, sub jachetă se remarcă la gât imitația de corsaj, realizată din catifea, care umple golul mini-decolteului format de revere și pe cel de la bază, din deschizătura răscroită a poalelor. Se încheie pe față, longitudinal cu nasturi îmbrăcați în mătase și catifea. Talia este marcată de o mică platcă cu două rânduri de nasturi (câte doi pe fiecare parte) îmbrăcați în mătase. La terminația mânecilor sunt volane din mătase plisată, paspoal vișiniu și câte o garnitură aplicată circular pe fiecare mânecă, registre late, tip manșoane. La spate se remarcă pliurile evazate, entre-deux-uri din mătase și catifea, mai lungi decât fața, formând o pseudo-trenă. | Muzeul Municipiului București                       | Cimec    |
|      | Ilic | Datare: sec. XVIII Material: mătase; pânză; fir metalic; croit; cusut; brodat | Ilic confecționat din mătase de culoare roșu rubiniu, cu căptușeală din pânză albă de bumbac, originală. Compoziția excepțională în stil baroc turcesc. Are guler scurt, drept, răscroială la umeri, se încheie pe față. Motivul decorativ brodat cu fir metalic auriu și lamelă metalică la umeri. Reprezentări ale discului solar, în oglindă, motive vegetale în volute în tonuri de albastru. Marginile deschizăturii verticale sunt decupate formând reliefuri semicirculare succesive, întărite cu broderie de fir auriu. Pe laterale mătasea friabilă prezintă rupturi, exceptând broderia. Piesa nu a fost încă supusă procesului de restaurare. | Muzeul Municipiului București                       | Cimec    |
|      | Anteriu                                                                                                   | Datare: sec. XVIII Material: mătase; fir metalic; croit; cusut; brodat | Veșmânt amplu confecționat din mătase ripsată albastră, cu mâneci lungi, largi, guler din catifea de culoare mov, paspoalat cu fir metalic auriu. Registre cu motiv floral stilizat în nuanțe de bleu și mov brodate la margini și pe mâneci. Pe piepți cusute galoane din fir metalic auriu având ciucuri cu franjuri la capete. | Muzeul Municipiului București                       | Cimec    |
|      | Rochie | Datare: 2/2 sec. XIX Material: tafta; dantelă; croit; cusut; brodat | Rochie cu turnură specifică celei de-a doua jumătăți a secolului al XIX-lea, confecționată din mătase ripsată de culoare crem. Jacheta strânsă pe talie, cu un mic guler, semicircular, dublat de dantelă crem, cu opt nasturi îmbrăcați, circulari, dispuși longitudinal la deschizătura de pe față. Pe piepți sunt două rânduri de bandouri cu volane duble dispuse în bie și panglici. Mâneca lungă, strânsă pe cot, are terminația în volane orizontale și pliuri dese la terminație. Fusta lungă, amplă, are cusături verticale care formează falduri orizontale. Se termină în mai multe rânduri de volane plisate aplicate. Trena amplă are la partea superioară un fald foarte amplu din croială care ascunde perna așezată imediat sub talie, dorsal. Este o rochie specifică modei art nouveau. | Muzeul Municipiului București                       | Cimec    |
|      | Rochie | Datare: sec. XIX Material: tafta; dantelă; croit; cusut; brodat | Rochie model art nouveau confecționată din dantelă neagră (Chantilly, cu motive florale, ateliere Franța) cu dublură de tafta de culoare crem. Corsajul este croit pe talie, mânecile lungi, drepte, se încheie la baza gâtului, lateral, pe umăr. Are aplicate oblic trei volane din aceeași dantelă. Mânecile strânse pe cot au volane la terminație. Fusta lungă, cu trenă, croită în clini, are la poale trei rânduri de volane din dantelă neagră. | Muzeul Municipiului București                       | Cimec    |
|      | Rochie | Datare: sec. XIX Material: tul; dantelă; matase; satin; croit; cusut; brodat | Rochie alcătuită din corsaj și fustă, confecționată din tul negru și mătase rose (țesătură de mătase, foarte fină, străvezie, alcătuită din ochiuri mici, poligonale - fr. Tulle). Corsajul are mâneci trei sferturi, platcă din dantelă neagră cu motive vegetale (volute și frunze de acant stilizate) brodate pe support de tul. La baza gâtului, volănașe mici din voal alb. Platca are un registru cu pliuri verticale de voal negru, încadrat de registrele dreptunghiulare cu motiv floral. Mânecile au bordura din dantela neagră, cu motiv floral pe suport de tul, dublat de un volan îngust alb de dantelă. Se încheie la spate cu copci dispuse longitudinal. Fusta lungă, cu trenă, confecționată din aceeași țesătură, are o compoziție vegetală pe o suprafață mai mare grupată în jumătatea inferioară, iar tivul este marcat de o bordură neagră, lată. Este pusă în evidență de o dublură din satin de culoare ivoire. | Muzeul Municipiului București                       | Cimec    |
|      | Haină femeiască                                                                                           | Datare: sec. XVIII Material: postav; fir metalic; mărgele; croit; cusut; brodat | Haină femeiască confecționată din catifea neagră, cu croiala în bié, mâneci lungi, evazate, poale cu ajur din fir de mătase și franjuri din fir de mătase. Registre cu mărgele de sticlă cusute la mâneci, la răscroiala de la gât, la poale și pe deschizătură. La tivuri sunt dubluri de panglici de mătase. Câte șase nasturi pe fiecare parte, prinși cu găici duble. | Muzeul Municipiului București                       | Cimec    |
|      | Cepchen femeiesc                                                                                          | Datare: sec. XIX Material: mătase; fir de aur; croit; cusut; brodat | Cepchen confeccționat din mătase de culoare crem cu broderie din fir de aur, compoziție barocă de tip otoman. Este realizat pentru a fi purtat de o doamnă, cunoscută fiind preferința elitelor pentru costumul tradițional (oriental-balcanic sau țărănesc în epoca formării națiunilor). Are mâneci lungi, despicate pe interior, cu aplicație de bumbi aurii și găici. La tivuri sunt aplicate galoane din lamelă metalică și la celelalte liziere. Se încheie cu bumbi dispuși la tiv. Broderie cu fir de aur în motiv floral stilizat (volbură), compoziție de tip baroc din repertoriul clasic otoman. | Muzeul Municipiului București                       | Cimec    |
|      | Pelerină de gală                                                                                          | Datare: sec. XIX Material: mătase; fir metalic; croit; cusut; brodat | Pelerină femeiască de gală confecționată din material textil din fir de mătase culoare ecru cu broderie în motiv floral cu fir de mătase și fir metalic auriu. Croiala este amplă, în bié, cu deschidere pe față și brandemburguri de fir metalic auriu. Paspoal din împletitură de fir de mătase. La poale ajour din fir de mătase completat cu trei rânduri de franjuri de culoare crem. | Muzeul Municipiului București                       | Cimec    |
|      | Mantie | Datare: sec. XIX Material: catifea; fir metalic; mărgele; croit; cusut; brodat | Mantie din catifea albastră, croială amplă, cloș, cu mâneci bufante la umăr, stânse pe cot, cu garnitură de hermină la manșetă și mărgele de sticlă. Guler alb tip de blană se continuă cu platcă aplicat peste umeri și piept, decupat după motiv floral stilizat și în față și spate. Marginile sunt evidențiate de șiruri de mărgele cusute cu fir metalic auriu după formele serpante reprezentate. | Muzeul Municipiului București                       | Cimec    |
|      | Rochie cu crinolină                                                                                       | Datare: sec. XIX Material: tafta; satin; rips; fir de mătase; croit; cusut; brodat | Rochie cu crinolină, confecționată din tafta de culoare albastru-turcoise, alcătuită din două piese: corsaj și fustă pentru crinolină. Corsajul este strâns pe talie, are mică răscroială la baza gâtului, fără decolteu. Se încheie longitudinal cu 12 nasturi mici îmbrăcați în același material textil. Are platcă de la umeri până în talie, delimitată de volănașe duble dispuse oblic și panglică de dantelă de culoare bleu-ciel. Mânecile sunt croite în bié și au aplicate două rânduri de volănașe dublate de panglică de dantelă. La spate se încheie cu șiret pe linia mediană, vertical. Fusta amplă, cloș, cu falduri se prinde în talie cu șiret și panglici, având prevăzută o mică fentă, are aplicată dantelă neagră și albă în registre succesive orizontale cu motive florale. Reliefuri cu motive florale din țesătură se disting doar pe compoziția fustei. | Muzeul Municipiului București                       | Cimec    |
|      | Pelerină                                                                                                  | Datare: sec. XIX Material: catifea; satin; mărgele; paiete; croit; cusut; brodat | Pelerină confecționată din catifea neagră, cloșată, cu platcă dreaptă la umeri și guler înalt. Umerii evidențiați prin aplicația de pene negre. Aceeași podoabă delimitează gulerul și poalele. Compoziție excepțională pe suport de satin negru având mărgele negre cusute în motiv floral stilizat și paiete. | Muzeul Municipiului București                       | Cimec    |
|      | Cepchen femeiesc                                                                                          | Datare: sec. XVIII Material: postav; fir de aur; galon; croit; cusut; brodat | Fermenea cu mâneci lungi, despicate pe interior (Cepchen), acoladate la partea inferioară, confecționată din postav de culoare albastru-marin. Compoziție de tip oriental, cu motive decorative vegetale stilizate în registre brodate cu fir metalic auriu pe piept se repetă și pe spate. Gulerul este marcat de galon metalic auriu, cu aplicație de șnur (torsadat) la liziere. Mânecile sunt detașabile, se prind cu bumbi aurii. Aplicație de galon pe piepți și spate, delimitând registrele florale. | Muzeul Municipiului București                       | Cimec    |
|      | Ceacșiri                                                                                                  | Datare: sec. XVIII Material: catifea; fir metalic; croit; cusut; brodat | Șalvari (ceacșiri) confecționați din catifea de culoare roșu rubiniu, foarte largi, cu două fente în lateralele taliei ce se strâng pe șiret. Broderie cu fir metalic auriu, baroc turcesc, compoziție în care predomină motivele boteh și cel al volburei stilizate, înlănțuite în ghirlande și vrejuri. Aplicație de pasmanterie metalică tip galon. | Muzeul Municipiului București                       | Cimec    |
|      | Bluză | Datare: sec. XIX Material: mătase; dantelă; croit; cusut; brodat | Bluză femeiască confecționată din mătase de culoare crem. Compoziție tip Art Nouveau, strânsă pe talie, cu pliuri longitudinale, mâneci lungi, bufante, cu volane mari din dantelă crem Chantilly, guler larg, amplu, din volane, cu colțuri, cu entre-deux-uri de dantelă la baza gâtului. Pe gât se conturează dantela strânsă cu o panglică de satin. Bluza se încheie cu mici nasturi de sidef pe față, longitudinal, ascunși de volanele duble de dantelă. Poalele cu colțuri se prelungesc cu entre-deux-uri de dantelă, succedându-se motivele geometrice cu cele florale, în buchete mici de trandafiri stilizați. Același volan amplu acoperă umerii și la spate. Se repetă compoziția pe spate (mătasea friabilă). | Muzeul Municipiului București                       | Cimec    |
|      | Rochie | Datare: sec. XIX Material: moar; tul; croit; cusut; brodat | Rochie confecționată din țesătură de mătase de culoare castanie cu reflexe lucioase și mate (mătase moar) compusă din corsaj strâns pe talie și fustă cloș. Mâneci lungi, bufante strânse la manșetă în volan. La baza gâtului volănaș scurt. Lizierele paspoalate cu mătase de culoare mov. Se încheie pe față cu patru nasturi îmbrăcați. Corsajul dublat de două revere tip scampolo, delimitate semicircular de paspoal mov și volănaș de mătase crem. Talia stâmtă, marcată de volănaș din același suport textil. Fusta amplă, cu coadă, croită cloș are la poale două rânduri de volane din același material textil. | Muzeul Municipiului București                       | Cimec    |
|      | Corn de praf de pușcă                                                                                     | Datare: a doua jumătate a secolului al XVII-lea Material: fildeș | Realizat dintr-un con de fildeș, gol în interior, ornamentat pe întreaga suprafață exterioară. Partea anterioară, vârful cornului, are forma unui cap de lup a cărui gură prezintă un orificiu de scurgere a pulberii, prafului de pușcă, care este astupat de un dop din fildeș, cu partea superioară, discoidală ornamentată marginal cu motive vegetale. Părțile laterale sunt și ele ornamentate cu scene cinegetice. Pe una din părți este redată scena unei plecări la vânătoare în care se remarcă pe fundalul unei intrări în castel fortificat, cu o poartă prevăzută cu o hersă în fața căreia două personaje călări ținând în mână o suliță de vânătoare și patru personaje pedestre. Trei dintre ei sunt și ei înarmați cu sulițe de vânătoare, unul și cu pumnal de vânătoare, în fața cărora se află trei câini de vânătoare, dintre care doi sunt ținuți în lesă, iar un personaj stând în genunchi prinde cu mâinile capul unui câine. Întreaga costumație a personajelor este în stilul secolului al XVII-lea. Partea posterioară a cornului are un al doilea orificiu de încărcare a cornului cu praf de pușcă. Orificiul este acoperit de un capac, tot din fildeș, care la exterior are ornamentat cu un brâu din frunze de stejar. Pe partea superioară cornul are fixat un lanț prins în două belciuge (lanțul nu datează din aceeași perioadă cu cornul, este de dată recentă). | Muzeul Național de Artă al României                 | Cimec    |
|      | Pumnal japonez cu teacă                                                                                   | Datare: începutul secolului al XIX-lea Material: oțel, alamă, fildeș, lemn | Lama din oțel, curbată, cu un tăiș și muchie netăioasă și o nervură spre muchia netăioasă. Spre mâner lama este acoperită cu o brățară din alamă. Garda din fildeș, simplă, dreaptă, de formă ovală este decorată marginal cu motive geometrice. O placă laterală este lipsă. Mânerul din oțel, continuare a lamei, este acoperit cu o plăsea din fildeș ornamentată prin gravare și reliefare cu personaje umane stând în picioare iar spre gardă cu un brâu cu motive vegetale. Teaca din lemn, acoperită în întregime din fildeș ornamentat prin gravare și reliefare cu personaje umane și motive vegetale dispuse în registre. Spre partea inferioară a tecii se remarcă și două berze. Potcoava tecii este lipsă. Starea de conservare, mediocră: porțiuni din fildeș lipsă (la brațul mânerului și gardă) iar unele sunt înlocuite cu o rășină (la capul mânerului). | Muzeul Național de Artă al României                 | Cimec    |
|      | Potir | Datare: a doua jumătate a secolului al XVII-lea Material: argint; aur; pastă de sticlă; ciocănire; cizelare | Potir din argint aurit, format din picior cu talpă, nod și cupă cu coș; talpa hexalobată este cizelată cu motive vegetale în relief plat, cu o retragere și înălțată la mijloc, unde se profilează hexagonal, este despărțită de picior printr-o piesă hexagonală. Nodul este turtit, decorat cu șase corole cu pastile de sticlă roșii în mijloc, iar coșul cupei ajurat cu motive florale. Pe porțiunea lisă a cupei a fost gravată o inscripție: MATHIAS MENENG SCHNEID MATT VEMRE TT DER CMRISTLIGER KIRCMEN AN D 1674. Piesa nu prezintă semne vizibile de degradare. | Muzeul Național de Istorie a României               | Cimec    |
|      | Pahar de breaslă                                                                                          | Datare: sfârșitul secolului al XVII-lea - începutul secolului al XVIII Material: argint; aur; ciocănire; cizelare | Pahar cilindric cu buza ușor evazată și talpă inelară plată, întrerupt la circa o treime față de bază de un inel boselat care marchează locul de lipire a fundului paharului. În jurul gurii și pe treimea de la talpă până la boselaj, piesa este decorată cu o serie de volute dispuse în cartușe, acestea sunt aurite. Sub decorul buzei se află un cartuș compus din două crengi cu frunze, în care se înscrie un grupaj cu unelte de dulgherie – o secure, un echer și un sfredel, surmontate de literele ZZ. Piesa este marcată pe fund cu literele SP, în cartuș oval încoronat. Talpa este puțin deformată, piesa prezintă o serie de zgârieturi pe întreaga suprafață, iar aurirea lipsește în mai multe locuri. | Muzeul Național de Istorie a României               | Cimec    |
|      | Pafta de mantie Autor: Petrescu, Costin                                                                   | Datare: 1922 Material: argint aurit și brunat, presare, turnare, gravare, poansonare, cizelare, sudură | Pafta de mantie de ceremonie, folosită la încoronarea din 1922, de formă aproximativ circulară, decorată, în zona centrală, cu reprezentarea unui vas cu flori, având în dreapta și stânga câte o pasăre, iar deasupra două păsări afrontate, ciugulind dintr-o pateră, având în jur vase cu flori, stilizate, realizate în tehnica au repousé și gravare. În câmp, de jur împrejurul vaselor cu flori și a păsărilor, se află risipite mai multe motive vegetale stilizate, realizate prin gravare. Pe marginea paftalei, în stânga, dreapta și jos, motive geometrice în formă de paranteze, decorate cu vegetale stilizate, realizate în tehnica au repousé și gravare. Bordura paftalei este decorată cu o ghirlandă de palmete stilizate, realizată prin poansonare. Paftaua este prevăzută cu un lanț având lungimea totală de 20,3 cm, alcătuit din 12 verigi plate, decorate cu modelul șnurului. Verigile au dimensiunile de 2,24x1,67 cm. De fiecare verigă a lanțului sunt sudate inele simple, având diametrul de 0,97 cm. Lanțul este fixat, prin sudură, de corpul paftalei, cu ajutorul unui inel. Pe spate, paftaua este prevăzută cu două găici, una lată de 1,36 cm și una îngustă, de 0,59 cm. Suprafața paftalei este aurită și patinată (brunată), pentru a sugera vechimea piesei. | Muzeul Național de Istorie a României               | Cimec    |
|      | Pafta de mantie Autor: Petrescu, Costin                                                                   | Datare: 1922 Material: argint aurit și brunat, presare, turnare, gravare, poansonare, cizelare, sudură | Pafta de mantie de ceremonie, folosită la încoronarea din 1922, de formă aproximativ circulară, decorată, în zona centrală, cu reprezentarea unui vas cu flori, având în dreapta și stânga câte o pasăre, iar deasupra două păsări afrontate, ciugulind dintr-o pateră, având în jur vase cu flori, stilizate, realizate în tehnica au repousé și gravare. În câmp, de jur împrejurul vaselor cu flori și a păsărilor, se află risipite mai multe motive vegetale stilizate, realizate prin gravare. Pe marginea paftalei, în stânga, dreapta și jos, motive geometrice în formă de paranteze, decorate cu vegetale stilizate, realizate în tehnica au repousé și gravare. Bordura paftalei este decorată cu o ghirlandă de palmete stilizate, realizată prin poansonare. Paftaua este prevăzută cu o închizătoare de forma literei U uncial, realizat prin turnare, decorat cu motive vegetale stilizate. Inelul este sudat de corpul piesei. Pe spate, paftaua este prevăzută cu două găici, una lată de 1,32 cm și una îngustă, de 0,68 cm. Suprafața paftalei este aurită și patinată (brunată), pentru a sugera vechimea piesei. | Muzeul Național de Istorie a României               | Cimec    |
|      | Scrumieră                                                                                                 | Datare: Sec. XX;1/4 Material: argint | Scrumieră format femeie nud, așezată pe pământ, susținând în mâini, pe genunchi, un vas rotund - scrumiera. Piesa este umplută în interior cu o pastă calcaroasă pentru stabilitate: Marcat pe fundul piesei: Gurschner. | Muzeul Național de Istorie a României               | Cimec    |
|      | Potir | Datare: sf. sec. XVI - înc. sec. XVII Material: argint | Potir sau caliciu format din recipient cu capac în ciorchine așezat pe piciorul cu talpă circulară în retrageri succesive, ovale. Piciorul este construit dintr-un nod ovoidal pe care se înalță un amoraș înaripat ce susține un lujer terminat cu un clopoțel pe care se așează recipientul. Capacul cu marginea decupată pe linia boabelor are un buton constituit din două arcuri încrucișate, pornind de la câte un cap de zgripțor, deasupra cărora se înalță un presonaj cu o ghirlandă în mâini. Pe talpă sunt cizelate în relief plat două scuturi/ cartușe dreptunghiulare dispuse opozite, pe unul dintre ele este gravat blazonul familiei Bochkay: un leu cu o săgeată în labă, coada bifurcată, flancat de doi lei, iar în celălalt este înscris: STEPHANUS BOCHKAY 1605. Pe talpă inscripționat: (APOLY) ARNOLD GYUIT. | Muzeul Național de Istorie a României               | Cimec    |
|      | Vas decorativ                                                                                             | Material: argint; aur | Vas în formă de amforă pe bază troncpiramidală cu pantele rotunjite, toartele în consolă supra-înălțate și buza evazată, cu caneluri adânci, curbată. La bază se formează patru prelungiri răsucite, iar suprafața cizelată cu scoici și motive vegetale stilizate dispuse de o parte și de alta a unui cartuș în care au fost fixate două steme, acum lipsă, sub care s-a păstrat inscripția: Nihil sine Deo. Corpul vasului a fost cizelat cu două scoici mari înconjurate de caneluri și folii răsucite. De la două măști ale lui Pan lipite pe pântecul vasului pornesc toartele din vrejuri de viță de vie răsucite care se așează pe burta vasului. În porțiunile dintre buză și vas sunt alte două măști ale lui Pan înconjurate tot de viță de vie și ciorchini care se răsucește pe vas prin două lăstare. Elementele decorative sunt parțial aurite. În vas se așează un dublou cilindric. Pe fundul bazei închise este o plăcuță cu inscripția: ED. Wollenweber/ KGL. Hofsilberarbeiter/ Munchen, iar dedesubt marca statului. Vasului îi lipsește stema sau cifra regală de pe bază unde s-au păstrat găurile pentru nituri. | Muzeul Național de Istorie a României               | Cimec    |
|      | Vas decorativ                                                                                             | Material: argint; aur | Vas în formă de amforă pe bază troncpiramidală cu pantele rotunjite, toartele în consolă supra-înălțate și buza evazată, cu caneluri adânci, curbată. La bază se formează patru prelungiri răsucite, iar suprafața cizelată cu scoici și motive vegetale stilizate dispuse de o parte și de alta a unui cartuș în care au fost fixate două steme, acum lipsă, sub care s-a păstrat inscripția: Nihil sine Deo. Corpul vasului a fost cizelat cu două scoici mari înconjurate de caneluri și folii răsucite. De la două măști ale lui Pan lipite pe pântecul vasului pornesc toartele din vrejuri de viță de vie răsucite care se așează pe burta vasului. În porțiunile dintre buză și vas sunt alte două măști ale lui Pan înconjurate tot de viță de vie și ciorchini care se răsucește pe vas prin două lăstare. Elementele decorative sunt parțial aurite. În vas se așează un dublou cilindric. Pe fundul bazei închise este o plăcuță cu inscripția: ED. Wollenweber/ KGL. Hofsilberarbeiter/ Munchen, iar dedesubt marca statului. Vasului îi lipsește stema sau cifra regală de pe bază unde s-au păstrat găurile pentru nituri. | Muzeul Național de Istorie a României               | Cimec    |
|      | Pocal cu capac                                                                                            | Datare: sfârșitul secolului al XVI-lea - începutul secolului al XVII-lea Material: argint; ciocănire; cizelare; gravare | Pocal cu capac, cizelat pentru a reproduce modelul unui con de brad, așezat pe piciorul cu talpa circulară este prezentă și o retragere ovală. Piciorul este de format balustru, cizelat cu caneluri și motive geometrice, în capătul căruia se află un personaj înaripat care ține în mâini un caliciu pe care se așează recipientul. Capacul, cu marginea decupată pe linia alveolelor, are un buton constituit din patru console arcuite, pornind de la câte un cap de dragon, deasupra cărora se înalță un personaj cu o ghirlandă în mâini. În partea de mijloc a pocalului se află cizelate în relief plat o serie de buchete de frunze și flori de smochine, dar și două scuturi opozite; pe unul dintre ele este gravat blazonul familiei Bocskai: un leu cu o săgeată în labă, iar pe celălalt este înscris: STEPHANUS BOCHKAY 1605. Pe talpă este inscripționat următorul text: (APOLY) ARNOLD GYUIT. Cupa are o ușoară deformare mecanică; în interiorul piesei se observă două fisuri și o pată de culoare maro; numeroase zgârieturi, în special în zona cupei; ștersături ale stratului aurit în unele zone; se observă urme de lac sau rășină în unele zone ale piesei. Capacul: fisură în interiorul piesei, în zona unei frunze cca 3,5 cm; mici crestături pe marginea frunzelor; în zona a două frunze se observă completări cu un alt material; zgârieturi; ștersături ale stratului aurit; figurina din vârful capacului prezintă o lipitură. | Muzeul Național de Istorie a României               | Cimec    |
|      | Lingură                                                                                                   | Datare: deceniul patru al sec. XVII Material: argint; turnare | Lingură cu căușul format calotă, mânerul drept dintr-o bară ușor ascuțită spre vârf, terminat cu un buton canelat. Pe reversul căușului este gravată stema Moldovei, iar pe mâner pe ambele fețe o inscripție în alfabet chirilic: „Io Vasile vo(e)vod” pe avers și „Gospoda ego Tudosca” pe revers. | Muzeul Național de Istorie a României               | Cimec    |
|      | Lingură                                                                                                   | Datare: deceniul patru al sec. XVII Material: argint; turnare | Lingură cu căușul format calotă, mânerul drept dintr-o bară ușor ascuțită spre vârf, terminat cu un buton canelat. Pe reversul căușului este gravată stema Moldovei, iar pe mâner o inscripție în alfabet chirilic: „Io Vasile voevod i gospoda ego Tudosca”. | Muzeul Național de Istorie a României               | Cimec    |
|      | Lingură                                                                                                   | Datare: deceniul patru al sec. XVII Material: argint; turnare | Lingură cu căușul format calotă, mânerul drept dintr-o bară ușor ascuțită spre vârf, terminat cu un buton canelat. Pe reversul căușului este gravată stema Moldovei, iar pe mâner o inscripție în alfabet chirilic: „Io Vasile voevod i gospoda ego Tudosca”. | Muzeul Național de Istorie a României               | Cimec    |
|      | Lingură                                                                                                   | Datare: deceniul patru al sec. XVII Material: argint; turnare | Lingură cu căușul format calotă, mânerul drept dintr-o bară ușor ascuțită spre vârf, unde lipsește butonul. Pe reversul căușului este gravată stema Moldovei, iar pe mâner o inscripție în alfabet chirilic: „Io Vasile voevoda i gospoda ego Tudosca”. | Muzeul Național de Istorie a României               | Cimec    |
|      | Lingură                                                                                                   | Datare: deceniul patru al sec. XVII Material: argint; turnare | Lingură cu căușul format calotă, mânerul drept dintr-o bară ușor ascuțită spre vârf, terminat cu un buton canelat. Pe reversul căușului este gravată stema Moldovei, iar pe mâner pe ambele fețe o inscripție în alfabet chirilic: „Io Vasile voevod” pe avers și „i Gospoda ego Tudosca” pe revers. | Muzeul Național de Istorie a României               | Cimec    |
|      | Lingură                                                                                                   | Datare: deceniul patru al sec. XVII Material: argint; turnare | Lingură cu căușul format calotă, mânerul drept dintr-o bară ușor ascuțită spre vârf, terminat cu un buton canelat. Pe reversul căușului este gravată stema Moldovei, iar pe mâner o inscripție în alfabet chirilic: „Io Vasile voevoda i gospoda ego Tudosca”. | Muzeul Național de Istorie a României               | Cimec    |
|      | Lingură                                                                                                   | Datare: deceniul patru al sec. XVII Material: argint; turnare | Lingură cu căușul format calotă, mânerul drept dintr-o bară ușor ascuțită spre vârf, unde lipsește butonul. Pe reversul căușului este gravată stema Moldovei, iar pe mâner o inscripție în alfabet chirilic: „Io Vasile voevoda i gospoda ego Tudosca”. | Muzeul Național de Istorie a României               | Cimec    |
|      | Lingură                                                                                                   | Datare: deceniul patru al sec. XVII Material: argint; turnare | Lingură cu căușul format calotă, mânerul drept dintr-o bară ușor ascuțită spre vârf, terminat cu un buton canelat. Pe reversul căușului este gravată stema Moldovei, iar pe mâner o inscripție în alfabet chirilic: „Io Vasile voevoda i gospoda ego Tudosca”. | Muzeul Național de Istorie a României               | Cimec    |
|      | Lingură                                                                                                   | Datare: deceniul patru al sec. XVII Material: argint; turnare | Lingură cu căușul format calotă, mânerul drept dintr-o bară ușor ascuțită spre vârf, terminat cu un buton canelat. Pe reversul căușului este gravată stema Moldovei, iar pe mâner o inscripție în alfabet chirilic: „Io Vasile voevoda i gospoda ego Tudosca”. | Muzeul Național de Istorie a României               | Cimec    |
|      | Lingură                                                                                                   | Datare: deceniul patru al sec. XVII Material: argint; turnare | Lingură cu căușul format calotă, mânerul drept dintr-o bară ușor ascuțită spre vârf, terminat cu un buton canelat. Pe reversul căușului este gravată stema Moldovei, iar pe mâner o inscripție în alfabet chirilic: „Io Vasile voevod” pe avers și „i Gospoda ego Tudosca” pe revers. | Muzeul Național de Istorie a României               | Cimec    |
|      | Lingură                                                                                                   | Datare: deceniul patru al sec. XVII Material: argint; turnare | Lingură cu căușul format calotă, mânerul drept dintr-o bară ușor ascuțită spre vârf, terminat cu un buton canelat. Pe reversul căușului este gravată stema Moldovei, iar pe mâner o inscripție în alfabet chirilic: „Io Vasile voevoda i Gospoda ego Tudosca”. | Muzeul Național de Istorie a României               | Cimec    |
|      | Lingură                                                                                                   | Datare: deceniul patru al sec. XVII Material: argint; turnare | Lingură cu căușul format calotă, mânerul drept dintr-o bară ușor ascuțită spre vârf, terminat cu un buton canelat. Pe reversul căușului este gravată stema Moldovei, iar pe mâner o inscripție în alfabet chirilic: „Io Vasile voevoda i Gospoda ego Tudosca”. | Muzeul Național de Istorie a României               | Cimec    |
|      | Lingură                                                                                                   | Datare: deceniul patru al sec. XVII Material: argint; turnare | Lingură cu căușul format calotă, mânerul drept dintr-o bară ușor ascuțită spre vârf, terminat cu un buton canelat. Pe reversul căușului este gravată stema Moldovei, iar pe mâner o inscripție în alfabet chirilic: „Io Vasile voevod” pe avers și „i Gospoda ego Tudosca” pe revers. | Muzeul Național de Istorie a României               | Cimec    |
|      | Lingură                                                                                                   | Datare: deceniul patru al sec. XVII Material: argint; turnare | Lingură cu căușul format calotă, mânerul drept dintr-o bară ușor ascuțită spre vârf, terminat cu un buton canelat. Pe reversul căușului este gravată stema Moldovei, iar pe mâner o inscripție în alfabet chirilic: „Io Vasile voevoda i gospoda ego Tudosca”. | Muzeul Național de Istorie a României               | Cimec    |
|      | Lingură                                                                                                   | Datare: deceniul patru al sec. XVII Material: argint; turnare | Lingură cu căușul format calotă, mânerul drept dintr-o bară ușor ascuțită spre vârf, terminat cu un buton canelat. Pe reversul căușului este gravată stema Moldovei, iar pe mâner o inscripție în alfabet chirilic: „Io Vasile voevoda i gospoda ego Tudosca”. | Muzeul Național de Istorie a României               | Cimec    |
|      | Lingură                                                                                                   | Datare: deceniul patru al sec. XVII Material: argint; turnare | Lingură cu căușul format calotă, mânerul drept dintr-o bară ușor ascuțită spre vârf, terminat cu un buton canelat. Pe reversul căușului este gravată stema Moldovei, iar pe mâner o inscripție în alfabet chirilic: „Io Vasile voevoda i gospoda ego Tudosca”. | Muzeul Național de Istorie a României               | Cimec    |
|      | Lingură                                                                                                   | Datare: deceniul patru al sec. XVII Material: argint; turnare | Lingură cu căușul format calotă, mânerul drept dintr-o bară ușor ascuțită spre vârf, terminat cu un buton canelat. Pe reversul căușului este gravată stema Moldovei, iar pe mâner o inscripție în alfabet chirilic: „Io Vasile voevoda i gospoda ego Tudosca”. | Muzeul Național de Istorie a României               | Cimec    |
|      | Lingură                                                                                                   | Datare: deceniul patru al sec. XVII Material: argint; turnare | Lingură cu căușul format calotă, mânerul drept dintr-o bară ușor ascuțită spre vârf, terminat cu un buton canelat. Pe reversul căușului este gravată stema Moldovei, iar pe mâner o inscripție în alfabet chirilic: „Io Vasile voevoda i gospoda ego Tudosca”. | Muzeul Național de Istorie a României               | Cimec    |
|      | Lingură                                                                                                   | Datare: deceniul patru al sec. XVII Material: argint; turnare | Lingură cu căușul format calotă, mânerul drept dintr-o bară ușor ascuțită spre vârf, terminat cu un buton canelat. Pe reversul căușului este gravată stema Moldovei, iar pe mâner o inscripție în alfabet chirilic: „Io Vasile voevoda i gospoda ego Tudosca”. | Muzeul Național de Istorie a României               | Cimec    |
|      | Lingură                                                                                                   | Datare: deceniul patru al sec. XVII Material: argint; turnare | Lingură cu căușul format calotă, mânerul drept dintr-o bară ușor ascuțită spre vârf, terminat cu un buton canelat. Pe reversul căușului este gravată stema Moldovei, iar pe mâner o inscripție în alfabet chirilic: „Io Vasile voevoda i gospoda ego Tudosca”. | Muzeul Național de Istorie a României               | Cimec    |
|      | Lingură                                                                                                   | Datare: deceniul patru al sec. XVII Material: argint; turnare | Lingură cu căușul format calotă, mânerul drept dintr-o bară ușor ascuțită spre vârf, terminat cu un buton canelat. Pe reversul căușului este gravată stema Moldovei, iar pe mâner o inscripție în alfabet chirilic: „Io Vasile voevoda i gospoda ego Tudosca”. | Muzeul Național de Istorie a României               | Cimec    |
|      | Lingură                                                                                                   | Datare: deceniul patru al sec. XVII Material: argint; turnare | Lingură cu căușul format calotă, mânerul drept dintr-o bară ușor ascuțită spre vârf, terminat cu un buton canelat. Pe reversul căușului este gravată stema Moldovei, iar pe mâner o inscripție în alfabet chirilic: „Io Vasile voevoda i gospoda ego Tudosca”. | Muzeul Național de Istorie a României               | Cimec    |
|      | Samovar cu stativ                                                                                         | Datare: a doua jumătate a secolului al XIX-lea Material: argint, argint aurit | Samovar așezat pe stativul cu spirtieră. Recipientul, cu partea inferioară semisferică, pe bază inelară evazată, completată în partea superioară printr-o zonă troncpiramidală, țurțure, capac conic cu buton și toartă-coș în acoladă. Capacul are butonul în formă de buchet de flori; țurțurele, terminat cu cap de pasăre; toarta batantă, ca un mănunchi de corzi răsucite, terminată pe vas cu elemente vegetale și porțiunea centrală din os. De o parte și de alta a recipientului sunt câte două tije care se așează pe stativ. Stativul circular pe trei picioare reduse, format discuri, lăcaș de spirtieră, în mijloc, și două brațe decorate cu elemente geometrice și vegetale. Spirtiera, format conic, cu două retrageri. Pe stativ, spirtieră și pe capacul ceainicului este gravată stema României din timpul domniei lui Alexandru Ioan Cuza, după 1862. Piesa aurită în interior. Pe samovar, ponsonul atelierului și inscripție cu numele meșterului. Piesa prezintă ușoare zgârieturi. | Muzeul Național de Istorie a României               | Cimec    |
|      | Ceainic                                                                                                   | Datare: a doua jumătate a secolului al XIX-lea Material: argint, argint aurit | Ceainic pe picior redus, cu talpa circulară, în retrageri succesive, țurțure, ansă în consolă și capac. Recipientul, cu porțiunea inferioară semisferică și troncpiramidală în partea superioară, capac conic, cu buton format buchet de flori, ansa înaltă din mănunchiuri de vrejuri terminată cu motive vegetale pe vas și întreruptă de două inele de os. Țurțurele, ușor curbat, decorat cu motive vegetale pe vas și terminat în cap de pasăre. Pe corpul vasului este gravată stema României din timpul domniei lui Alexandru Ioan Cuza, după 1862. Piesa aurită în interior. Pe samovar, ponsonul atelierului și inscripție cu numele meșterului. Lipsă cca 1 cm de material din inelul de os aflat în partea superioară a torții și cca 2 cm și 1 cm din inelul de os de la partea inferioară. Numeroase fisuri pe suprafața inelelor de os; crăpătură de cca 3 cm în zona balamalei capacului; zgârieturi pe toată suprafața metalului; urme de culoare neagră (ardere) în zona circumferinței vasului. | Muzeul Național de Istorie a României               | Cimec    |
|      | Cafetieră                                                                                                 | Datare: a doua jumătate a secolului al XIX-lea Material: argint, argint aurit | Cafetieră pe talpă circulară, cu picior redus, țurțure, capac și ansă în consolă. Recipientul, cu porțiunea inferioară semisferică și troncpiramidală în partea superioară, cu capac conic cu buton format buchet de flori, ansa înaltă din mănunchiuri de vrejuri, terminată cu motive vegetale pe vas și întreruptă de două inele de os. Țurțurele, ușor curbat, decorat cu motive vegetale pe vas și terminat în cap de pasăre. Pe corpul vasului este gravată stema României din timpul domniei lui Alexandru Ioan Cuza, după 1862. Piesa aurită în interior. Ponsonul atelierului și inscripție cu numele meșterului. Fisură de cca 0,05 cm în zona unei frunze din modelul floral de pe capac; ciobitură cu lipsă de material, cca 1 cm, din inelul de os de pe mâner în partea superioară; numeroase fisuri pe suprafața inelelor de os; zgârieturi pe toată suprafața metalului; puncte de culoare neagră în zona circumferinței vasului; urme de lac în interiorul capacului; notări cu vopsea roșie (nr. inv.) în interiorul tălpii vasului. | Muzeul Național de Istorie a României               | Cimec    |
|      | Letieră                                                                                                   | Datare: a doua jumătate a secolului al XIX-lea Material: argint, argint aurit | Letieră pe picior redus, cu talpa în retrageri succesive, cioc și ansă înaltă, în consolă. Recipientul semisferic, completat cu o porțiune troncpiramidală în partea superioară și cu cioc; ansa, dintr-un mănunchi de vrejuri, terminată pe vas cu elemente vegetale, este întreruptă de două inele de os. Pe corpul vasului este gravată stema României din timpul domniei lui Alexandru Ioan Cuza, după 1862. Piesa aurită în interior. Ponsonul atelierului și inscripție cu numele meșterului. | Muzeul Național de Istorie a României               | Cimec    |
|      | Zaharniță cu capac                                                                                        | Datare: a doua jumătate a secolului al XIX-lea Material: argint, argint aurit | Zaharniță pe talpă circulară, cu picior redus, două anse în consolă și capac cu buton. Recipientul, cu partea inferioară semisferică, completată în partea superioară printr-o zonă troncpiramidală, capac conic cu butonul în formă de buchet de flori, iar ansele din vrejuri răsucite se termină pe vas cu motive vegetale. Recipientul aurit în interior. Pe capacul vasului a fost gravată stema României din timpul domniei lui Alexandru Ioan Cuza, după 1862. Piesa aurită în interior. Ponsonul atelierului și inscripție cu numele meșterului. Butonul capacului este rupt. | Muzeul Național de Istorie a României               | Cimec    |
|      | Vas pentru pateuri                                                                                        | Datare: a doua jumătate a secolului al XIX-lea Material: argint, argint aurit | Vas cu capac pentru pateuri semisferic, așezat pe picior redus, cu talpa în retrageri succesive și două torți în consolă. Buza vasului se reduce printr-un guler tronconic, iar torțile formate din corzi răsucite, mai înalte decât vasul, se bifurcă pe vas, cele trei terminații – decorate cu aplicații de motive florale și chiorchini. Capacul piramidal cu profil rotunjit și buton format buchet de flori. Pe corpul vasului a fost gravată stema României din timpul domniei lui Alexandru Ioan Cuza, după 1862. Piesa aurită în interior. Ponsonul atelierului și inscripție cu numele meșterului. Butonul capacului a pierdut parte din motivul decorativ – floarea. | Muzeul Național de Istorie a României               | Cimec    |
|      | Polonic de sos                                                                                            | Datare: Sec. XIX Material: argint, turnare, gravare, granulare, cizelare | Lingură (polonic) pentru servit sosuri realizată din argint, cu o cupă ovală, adâncă, ce se lățește către zona de pornire a cozii, aceasta având la capăt o arcuire și un lob ornamental, iar pe margine, un chenar dublu profilat. Piesa are o decorație din motive vegetal florale (rozete și crini), redate în relief, identice pe ambele fețe ale cozii, dar și în partea decroșată, de pornire a cupei, aceasta având pe avers un fir de lalea, iar pe spate, o rozetă cu nouă petale, ce are la bază același motiv de pe avers. Pe spatele cozii, între cele două motive ornamentale a fost gravată o monogramă. Piesa are mărci de atelier, plasate pe reversul cupei, în dreapta vultur bicefal, redat din față, cu aripile desfăcute, într-un cartuș rotund, marca unui atelier de orfevrerie din Germania, Lϋbeck, în stânga, într-un cartuș dreptunghiular literele J C K, probabil artizanul realizator(neidentificat) și marca de carataj al argintului din Austro-Ungariei, Minerva, într-un cartuș hexagonal (900 ‰ ). În actele de transfer de la MAE la BNR, toate piesele serviciului figurează cu un titlu de 800‰. Oxizi de coroziune pe cupă. | Banca Națională a României                          | Cimec    |
|      | Polonic de sos                                                                                            | Datare: Sec. XIX Material: argint, turnare, gravare, granulare, cizelare | Lingură (polonic) pentru servit sosuri realizată din argint, cu o cupă ovală, adâncă, ce se lățește către zona de pornire a cozii, aceasta având la capăt o arcuire și un lob ornamental, iar pe margine, un chenar dublu profilat. Piesa are o decorație din motive vegetal florale (rozete și crini), redate în relief, identice pe ambele fețe ale cozii, dar și în partea decroșată, de pornire a cupei, aceasta având pe avers un fir de lalea, iar pe spate, o rozetă cu nouă petale, ce are la bază același motiv de pe avers. Pe spatele cozii, între cele două motive ornamentale a fost gravată o monogramă. Piesa are mărci de atelier, plasate pe reversul cupei, în dreapta vultur bicefal, redat din față, cu aripile desfăcute, într-un cartuș rotund, marca unui atelier de orfevrerie din Germania, Lϋbeck, în stânga, într-un cartuș dreptunghiular literele J C K, probabil artizanul realizator(neidentificat) și marca de carataj al argintului din Austro-Ungariei, Minerva, într-un cartuș hexagonal (900 ‰). În actele de transfer de la MAE la BNR, toate piesele serviciului figurează cu un titlu de 800‰. Oxizi de coroziune pe cupă. | Banca Națională a României                          | Cimec    |
|      | Lingură de salată                                                                                         | Datare: Sec. XIX Material: argint, fildeș, aurire, ștanțare, matisare, granulare, gravare, cizelare | Lingură pentru salată compusă din două segmente: o cupă realizată din foaie de argint aurit, în formă de pară, cu două mici pliuri laterale. Aceasta este ornamentată numai pe revers cu motive vegetal florale, crini și volute bine reliefate, totul pe un fond matisat și încadrat de un motiv geometric, care stilistic sugerează valul grecesc. Al doilea segment îl constituie coada din fildeș, arcuită, fațetată, și cu două inele terminale pe care s-au fixat două elemente tronconice, din argint aurit, decorate cu caneluri, volute inelare, unul, la capătul cozii, celălalt, în partea opusă, pe care s-a sudat o plăcuță cordiformă, decorată, la bază cu două granule perlate, plăcuță sudată pe spatele cupei, cupă acum ruptă (în vechime) de coadă. Piesa are mărci de atelier, plasate pe reversul cupei, în dreapta vultur bicefal, redat din față, cu aripile desfăcute, într-un cartuș rotund, marca unui atelier de orfevrerie din Germania, Lϋbeck, în stânga într-un cartuș dreptunghiular literele J C K, probabil artizanul realizator și marca Austro-Ungariei, Minerva, într-un cartuș hexagonal. Coada ruptă de cupă. | Banca Națională a României                          | Cimec    |
|      | Furculiță de salată                                                                                       | Datare: Sec. XIX Material: argint, fildeș, aurire, ștanțare, matisare, granulare, gravare, cizelare | Furculiță pentru servit salată compusă din două segmente: o cupă realizată din foaie de argint aurit, în formă de pară, cu două pliuri laterale și cu trei dinți centrali și alți doi marginali, mai lați la bază și ascuțiți în vârf. Cupa este ornamentată numai pe revers cu motive vegetal florale (crini), bine reliefate, încadrate de un chenar geometric, ornamente asemănătoare cu cele de pe lingura de salată. Al doilea segment îl constituie coada realizată din fildeș, arcuită fațetată și cu două inele terminale, pe care s-au fixat două elemente, tronconice, din argint aurit, decorate cu caneluri, volute inelare, unul la capătul cozii, celălalt în zona de contact cu cupa, prin sudarea pe spatele acesteia unei plăcuțe cordiforme, ce are la bază două granule perlate. Piesa are mărci de atelier, plasate pe reversul cupei, în dreapta vultur bicefal, redat din față, cu aripile desfăcute, într-un cartuș rotund, marca unui atelier de orfevrerie din Germania, Lϋbeck, în stânga într-un cartuș dreptunghiular literele JCK, probabil artizanul realizator și marca Austro-Ungariei, Minerva, într-un cartuș hexagonal. | Banca Națională a României                          | Cimec    |
|      | Paletă de tort                                                                                            | Datare: Sec. XIX Material: argint, ștanțare, turnare, ajurare, granulare, gravare, cizelare | Paletă din argint pentru tort, compusă din trei segmente: mâner realizat prin sudarea longitudinal a două fețe canelate încheiate cu un lob ornamental, mâner decorat pe ambele fețe, cu câte trei registre vegetal florale (rozete și crini), între ultimele două, pe avers, se află o monogramă incizată iar pe margine, un chenar dublu profilat. În partea superioară mânerul a fost prevăzut cu un inel cu profilaturi orizontale bine reliefate, în care s-a fixat al doilea segment, de legătură cu paleta, un pește al cărui corp este gravat și cizelat cu fine impresiuni. Paleta de formă rectangulară are vârful ascuțit și se încheie la celălalt capăt, cu arcaturi lobate. Marginea paletei este tăiată oblic, în centru fiind gravat un motiv vegetal, floral (crini și con de brad) ajurat, prezent numai pe avers. Pe marginea paletei, către mâner se regăsesc cele patru mărci, respectiv în stânga, vulturul bicefal, iar în dreapta, J C K, Minerva și spicul. Urme de oxizi de coroziune pe reversul mânerului. | Banca Națională a României                          | Cimec    |
|      | Paletă de pește                                                                                           | Datare: Sec. XIX Material: argint, ștanțare, turnare, ajurare, granulare, gravare, cizelare | Paletă din argint pentru pește, compusă din trei segmente: mâner realizat prin sudarea longitudinal, a două fețe canelate încheiate în partea terminală cu un lob ornamental și decorat pe ambele fețe, cu câte trei registre vegetal florale(rozete și crini), între cel din mijloc și cel de jos pe avers fiind incizată o monogramă iar pe margine un chenar dublu profilat. În partea superioară mânerul este prevăzut cu un inel cu profilaturi orizontale bine reliefate, în care s-a fixat al doilea segment, de legătură cu paleta, un cap de rață, cu penajul gravat și cizelat cu fine impresiuni. Paleta de formă rectangulară, cu decupajul specific tacâmurilor de pește are vârful ascuțit iar la celălalt capăt se închide cu arcaturi lobate. Marginea paletei este tăiată oblic, iar în centrul aversului, piesa are gravat un motiv vegetal floral(crini și con de brad) ajurat, cu spatele neted. În zona terminală a decorului ajurat, la exterior, către margine, apar cele patru mărci, respectiv în stânga, vulturul bicefal, iar în dreapta, J C K, Minerva și spicul. Lungime totală = 29,2 cm; mâner = 12,3 cm; cap de rață = 5,2 cm; paletă = 15,5 cm. Oxizi de coroziune pe revers. | Banca Națională a României                          | Cimec    |
|      | Lingură de înghețată                                                                                      | Datare: Sec. XIX Material: argint, turnare, aurire gravare, cizelare | Lingură mare pentru servit înghețată realizată din argint, cu o cupă ovală, tăiată drept în partea superioară și lățită către zona de pornire a cozii, aceasta având către capăt o arcuire și un lob ornamental și un chenar dublu profilat. Piesa are o decorație din motive vegetal florale (rozete și crini), redate în relief, identice pe ambele fețe, dar și în partea decroșată, de pornire a cupei, ce are pe față, într-un registru mic, un fir de lalea, iar pe spate același motiv suprapus de o rozetă cu nouă petale puternic reliefată, ce acoperă o porțiune din cupă. Pe reversul cozii, între cele două motive ornamentale a fost incizată o monogramă. Cupa mai păstrează urme de aurire pe avers iar pe spate cele patru mărci, în stânga J C K, Minerva, spicul, iar în dreapta vulturul bicefal. Mici zgârieturi pe spatele cupei. | Banca Națională a României                          | Cimec    |
|      | Clește | Datare: Sec. XIX Material: argint, ștanțare, turnare, ajurare, gravare, cizelare | Clește pentru servit prăjituri cu mânerul realizat dintr-o foaie de argint, îndoită la mijloc (pentru compunerea celor două brațe) mai subțire către palete și cu două arcuiri către partea terminală, decorat pe ambele brațe cu câte trei registre vegetal florale (rozete, crini, lalele), redate în relief, iar pe margine un chenar dublu profilat. Cleștele are pe un braț o monogramă incizată. Pe mâner au fost sudate două palete ajurate, cu un capăt tăiat semicircular, iar în partea superioară, una are marginea îndoită arcuit spre interior, cealaltă paletă cu marginea tăiată drept. Pe avers paletele sânt ornamentate prin gravare cu motive vegetal florale, crini și con de brad, ornamente realizate prin poansonare, spatele piesei fiind neted. Punctul de sudură cu mânerul a fost mascat printr-un ornament floral, rozeta cu nouă petale. Mânerul are fixat un inel canelat de susținere a celor două brațe, cu două mărci ovale ce au litera A. Pe exteriorul ambelor palete apar cele trei mărci, vulturul pe avers și J C K și MInerva, pe revers. Urme de oxizi de coroziune. | Banca Națională a României                          | Cimec    |
|      | Lingură de compot                                                                                         | Datare: Sec. XIX Material: argint, aurire, turnare, gravare, cizelare | Lingură mare pentru servit compot realizată din argint, cu o cupă ovală, aurită la interior, ce se lățește zona de pornire a cozii, aceasta mai îngustă la un capăt și cu o arcuire și cu un lob ornamental către partea terminală. Pe margine coada are un chenar dublu profilat, iar pe revers a fost gravată o monogramă. Piesa are o decorație cu motive vegetal florale (rozete, crini), bine reliefate, identice pe ambele fețe ale cozii, dar și în partea decroșată, de pornire a cupei, care are pe avers, într-un mic registru o lalea, iar pe spate o rozetă cu nouă petale, cu baza marcată de același motiv floral, laleaua. Mărcile de atelier sânt plasate pe spatele cupei, către mâner, în dreapta vulturul bicefal, iar în stânga, J C K și Minerva și spicul de grâu. Oxizi de coroziune pe reversul cupei. | Banca Națională a României                          | Cimec    |
|      | Lingură de compot                                                                                         | Datare: Sec. XIX Material: argint, aurire, turnare, gravare, cizelare | Lingură mare pentru servit compot realizată din argint, cu o cupă ovală, aurită la interior, ce se lățește zona de pornire a cozii, aceasta mai îngustă la un capăt și cu o arcuire și cu un lob ornamental către partea terminală. Pe margine coada are un chenar dublu profilat, iar pe revers a fost gravată o monogramă. Piesa are o decorație cu motive vegetal florale (rozete, crini), bine reliefate, identice pe ambele fețe ale cozii dar și în partea decroșată, de pornire a cupei, care are pe avers, într-un mic registru o lalea, iar pe spate o rozetă cu nouă petale, cu baza marcată de același motiv floral, laleaua. Piesa are mărci de atelier, plasate pe spatele cupei, către mâner, în dreapta vultur bicefal, iar în stânga, J C K și Minerva și spicul. Oxizi de coroziune pe reversul cupei. | Banca Națională a României                          | Cimec    |
|      | Polonic de sos                                                                                            | Datare: Sec. XIX Material: argint, turnare, granulare, gravare, cizelare | Polonic pentru servit supă realizat din argint, cu o cupă rotundă, adânca, sudată pe o coadă lățită către capăt cu o arcuire și un lob ornamental. Pe margine se regăsește chenarul dublu profilat, iar pe revers, între două motive ornamentale a fost gravată aceeași monogramă. Piesa are o decorație din motive vegetal florale (rozete, crini și lalele), redate în relief, identice pe ambele fețe ale cozii, iar punctul de contact cu cupa este acoperit de un motiv vrejurat, cu o granulă perlată în mijloc, pe spatele cupei fiind sudată o rozetă cu nouă petale puternic reliefată. Cele patru mărci sunt plasate pe reversul cupei, către coadă, în dreapta vulturul bicefal, iar în stânga, J C K și Minerva și spicul de grâu. Oxizi de coroziune pe spatele cupei. | Banca Națională a României                          | Cimec    |
|      | Furculiță pește                                                                                           | Datare: secol XIX Material: argint; ștanțare; turnare; granulare; gravare; cizelare | Furculiță din argint, compusă dintr-un mâner realizat din două fețe, sudate longitudinal, terminat cu un lob profilat, iar în partea superioară cu un inel caneluri orizontale, pe care apar două poansoane, pe avers Minerva, iar pe spate, J C K. Fețele mânerului sânt decorate cu câte trei registre vegetal florale (rozete și crini), pe revers, între cel din mijloc și cel de jos fiind incizată aceeași monogramă, iar pe margini un chenar dublu profilat. In inelul canelat s-a sudat cel deal doilea segment, furculița propriu-zisă, realizată dintr-un singur element, cu coada îngroșată și evazată către zona de contact cu mânerul, ce are în partea superioară, o placă ovală, ușor bombată, cu margini arcuite și cu patru dinți, mai lați la bază și ascuțiți în vârf. Spațiile dintre dinți au câte o tăietură în formă de acoladă. Pe spate furculița este ornamentată cu un motiv vegetal floral executat prin poansonare, vrejuri, volute și crini, ultimii acoperind și jumătate din lungimea dinților. Tot aici se regăsesc și cele trei mărci aliniate, în dreapta vulturul bicefal, la mijloc J C K, în stânga Minerva. | Banca Națională a României                          | Cimec    |
|      | Strecurătoare                                                                                             | Datare: secol XIX Material: argint; aurire ștanțare; turnare; ajurare; granulare; gravare; cizelare | Strecurătoare realizată din argint, cu o cupă rotundă, aurită la interior sudată pe o coadă îngustă ce se lățește către capăt, cu o arcuire și un lob ornamental, decorat pe ambele fețe cu motive vegetal florale(rozete, crini și lalele), redate în relief. Pe margine coada are un chenar dublu profilat, iar pe revers, între cele două motive ornamentale a fost incizată aceeași monogramă. Cupa are în zona de contact cu coada, pe avers o decorație florală, iar pe spate sudată o rozetă cu nouă petale, ce suprapune un fir de lalea, redat răsturnat. Marginea cupei este subliniată prin două șănțuiri exterioare, iar fundul ajurat cu trei registre decorative, în centru o rozetă cu opt petale, înconjurată de grupaje de crini, decorație care apare minuțios gravată și pe spatele piese. Piesa are mărci de atelier, plasate pe spatele cupei, către mâner, în dreapta vultur bicefal, iar în stânga, J C K și Minerva. | Banca Națională a României                          | Cimec    |
|      | Cuțit pentru tăiat brânză                                                                                 | Datare: secol XIX Material: argint; ștanțare; turnare; granulare; gravare; cizelare | Cuțit din argint pentru tăiat brânză, compus dintr-un mâner realizat din două fețe, sudate longitudinal, ce se închid în partea terminală cu un lob ornamental, iar în partea superioară cu un inel caneluri orizontale. Fețele mânerului sânt decorate cu câte trei registre vegetal florale, granulate (rozete și crini), pe avers, între cel din mijloc și cel de jos fiind incizată aceeași monogramă, iar pe margini un chenar dublu profilat. În inelul canelat (marcat cu Minerva) s-a fixat un element intermediar, îngroșat, evazat fațetat către zona de contact cu mânerul, care la rândul lui a fost sudat pe lama cuțitului de formă rectangulară, cu vârful ascuțit, și cu o latură arcuită (tăișul piesei), iar cealaltă, cu două mici tăieturi decorative. Lama cuțitului are marginea tăiată oblic și are pe avers cele patru ponsoane. | Banca Națională a României                          | Cimec    |
|      | Furculiță pentru servit legume                                                                            | Datare: secol XIX Material: argint; turnare; granulare; gravare; cizelare | Furculiță pentru servit legume realizată din argint, cu coada lățită spre capăt într-o arcuire și un lob terminal, decorată pe ambele fețe cu registre vegetal florale (rozete și crini), redate în relief, toate într-un chenar marginal dublu profilat. Pe revers, deasupra lobului terminal apare incizată aceeași monogramă. Placa ovală, cu trei dinți, mai lați la bază se subțiază către zona de sudură cu coada, spațiu acoperit pe față și pe spate cu un decor floral (rozete și lalele) puternic reliefat. Tot aici, de la dreapta la stânga se disting cele patru mărci, vulturul bicefal, J C K, Minerva și spicul de grâu. | Banca Națională a României                          | Cimec    |
|      | Furculiță pentru servit legume                                                                            | Datare: secol XIX Material: argint; turnare; granulare; gravare; cizelare | Furculiță pentru servit legume realizată din argint, cu coada lățită spre capăt într-o arcuire și un lob terminal, decorată pe ambele fețe cu registre vegetal florale (rozete și crini), redate în relief, toate într-un chenar marginal dublu profilat. Pe revers, deasupra lobului terminal apare incizată aceeași monogramă. Placa ovală, cu trei dinți, mai lați la bază se subțiază către zona de sudură cu coada, spațiu acoperit pe față și pe spate cu un decor floral (rozete și lalele) puternic reliefat. Tot aici, de la dreapta la stânga se disting cele patru mărci, vulturul bicefal, J C K, Minerva și spicul de grâu. | Banca Națională a României                          | Cimec    |
|      | Lingură pentru servit legume                                                                              | Datare: secol XIX Material: argint; turnare; gravare; cizelare | Lingură pentru servit legume realizată din argint, cu coada îngustă ce se lățește spre capăt într-o arcuire și un lob terminal, decorată pe ambele fețe cu registre vegetal florale (rozete și crini), redate în relief, toate într-un chenar marginal dublu profilat. Pe revers, deasupra lobului terminal apare incizată aceeași monogramă. Cupa ovală, ușor adâncită se subțiază către mâner, zonă acoperită pe față și pe spate cu un decor floral (rozete și lalele) puternic reliefat. Pe reversul cupei, de la dreapta la stânga se disting cele patru poansoane, vulturul bicefal, J C K, Minerva și spicul de grâu. | Banca Națională a României                          | Cimec    |
|      | Lingură pentru servit legume                                                                              | Datare: secol XIX Material: argint; turnare; gravare; cizelare | Lingură pentru servit legume realizată din argint, cu coada îngustă ce se lățește spre capăt într-o arcuire și un lob terminal, decorată pe ambele fețe cu registre vegetal florale (rozete și crini), identice, redate în relief, toate într-un chenar marginal dublu profilat. Pe revers, deasupra lobului terminal apare incizată aceeași monogramă. Cupa ovală, ușor adâncită se subțiază către mâner, zonă acoperită pe față și pe spate cu un decor floral (rozete și lalele) puternic reliefat. Pe reversul cupei, către mâner, se regăsesc cele patru poansoane, în stânga vulturul bicefal, iar în dreapta J C K, Minerva și spicul de grâu. | Banca Națională a României                          | Cimec    |
|      | Furculiță pentru fructe                                                                                   | Datare: secol XIX Material: argint; turnare; ștanțare; granulare; gravare; cizelare | Furculiță pentru servit fructe din argint, cu mâner realizat prin sudarea longitudinal a două fețe, încheiate cu un lob ornamental, mâner decorat cu registre vegetal florale (rozete și crini), redate în relief, identice pe ambele fețe ale mânerului, toate într-un chenar marginal dublu profilat. Pe revers, deasupra lobului terminal apare incizată aceeași monogramă. În partea superioară a mânerului a fost sudat un inel canelat (pe spate are poanson cu Minerva), în care s-a sudat furculița propriu zisă, alcătuită dintr-o coadă cordiformă, subțiată la mijloc și cu baza fațetată și evazată, ce se continuă cu o placă, în formă de potcoavă, având la capete, patru dinți ușor curbați, cu spațiul interior al plăcii tăiat într-un arc ogival. Pe spatele furculiței s-a aplicat un decor cu trei ghirlande poansonate, încadrate de un chenar punctiform, dar și cele patru mărci, în centru J C K, în dreapta vulturul bicefal, iar în stânga Minerva și spicul de grâu. | Banca Națională a României                          | Cimec    |
|      | Furculiță pentru fructe                                                                                   | Datare: secol XIX Material: argint; turnare; ștanțare; granulare; gravare; cizelare | Furculiță pentru servit fructe din argint, cu mâner realizat prin sudarea longitudinal a două fețe, încheiate cu un lob ornamental, mâner decorat cu registre vegetal florale (rozete și crini), redate în relief, identice pe ambele fețe ale mânerului, toate într-un chenar marginal dublu profilat. Pe revers, deasupra lobului terminal apare incizată aceeași monogramă. În partea superioară a mânerului a fost sudat un inel canelat (pe spate are poanson cu Minerva), în care s-a sudat furculița propriu zisă, alcătuită dintr-o coadă cordiformă, subțiată la mijloc și cu baza fațetată și evazată, ce se continuă cu o placă, în formă de potcoavă, având la capete, patru dinți ușor curbați, cu spațiul interior al plăcii tăiat într-un arc ogival. Pe spatele furculiței s-a aplicat un decor cu trei ghirlande poansonate, încadrate de un chenar punctiform, dar și cele patru mărci, în centru J C K, în dreapta vulturul bicefal, iar în stânga Minerva și spicul de grâu. | Banca Națională a României                          | Cimec    |
|      | Furculiță pentru fructe                                                                                   | Datare: secol XIX Material: argint; turnare; ștanțare; granulare; gravare; cizelare | Furculiță pentru servit fructe din argint, cu mâner realizat prin sudarea longitudinal a două fețe, încheiate cu un lob ornamental, mâner decorat cu registre vegetal florale (rozete și crini), redate în relief, identice pe ambele fețe ale mânerului, toate într-un chenar marginal dublu profilat. Pe revers, deasupra lobului terminal apare incizată aceeași monogramă. În partea superioară a mânerului a fost sudat un inel canelat (pe spate are poanson cu Minerva), în care s-a sudat furculița propriu zisă, alcătuită dintr-o coadă cordiformă, subțiată la mijloc și cu baza fațetată și evazată, ce se continuă cu o placă, în formă de potcoavă, având la capete, patru dinți ușor curbați, cu spațiul interior al plăcii tăiat într-un arc ogival. Pe spatele furculiței s-a aplicat un decor cu trei ghirlande poansonate, încadrate de un chenar punctiform, dar și cele patru mărci, în centru J C K, în dreapta vulturul bicefal, iar în stânga Minerva și spicul de grâu. | Banca Națională a României                          | Cimec    |
|      | Furculiță pentru fructe                                                                                   | Datare: secol XIX Material: argint; turnare; ștanțare; granulare; gravare; cizelare | Furculiță pentru servit fructe din argint, cu mâner realizat prin sudarea longitudinal a două fețe, încheiate cu un lob ornamental, mâner decorat cu registre vegetal florale (rozete și crini), redate în relief, identice pe ambele fețe ale mânerului, toate într-un chenar marginal dublu profilat. Pe revers, deasupra lobului terminal apare incizată aceeași monogramă. În partea superioară a mânerului a fost sudat un inel canelat (pe spate are poanson cu Minerva), în care s-a sudat furculița propriu zisă, alcătuită dintr-o coadă cordiformă, subțiată la mijloc și cu baza fațetată și evazată, ce se continuă cu o placă, în formă de potcoavă, având la capete, patru dinți ușor curbați, cu spațiul interior al plăcii tăiat într-un arc ogival. Pe spatele furculiței s-a aplicat un decor cu trei ghirlande poansonate, încadrate de un chenar punctiform, dar și cele patru mărci, în centru J C K, în dreapta vulturul bicefal, iar în stânga Minerva și spicul de grâu. | Banca Națională a României                          | Cimec    |
|      | Furculiță pentru fructe                                                                                   | Datare: secol XIX Material: argint; turnare; ștanțare; granulare; gravare; cizelare | Furculiță pentru servit fructe din argint, cu mâner realizat prin sudarea longitudinal a două fețe, încheiate cu un lob ornamental, mâner decorat cu registre vegetal florale (rozete și crini), redate în relief, identice pe ambele fețe ale mânerului, toate într-un chenar marginal dublu profilat. Pe revers, deasupra lobului terminal apare incizată aceeași monogramă. În partea superioară a mânerului a fost sudat un inel canelat (pe spate are poanson cu Minerva), în care s-a sudat furculița propriu zisă, alcătuită dintr-o coadă cordiformă, subțiată la mijloc și cu baza fațetată și evazată, ce se continuă cu o placă, în formă de potcoavă, având la capete, patru dinți ușor curbați, cu spațiul interior al plăcii tăiat într-un arc ogival. Pe spatele furculiței s-a aplicat un decor cu trei ghirlande poansonate, încadrate de un chenar punctiform, dar și cele patru mărci, în centru J C K, în dreapta vulturul bicefal, iar în stânga Minerva și spicul de grâu. | Banca Națională a României                          | Cimec    |
|      | Furculiță pentru fructe                                                                                   | Datare: secol XIX Material: argint; turnare; ștanțare; granulare; gravare; cizelare | Furculiță pentru servit fructe din argint, cu mâner realizat prin sudarea longitudinal a două fețe, încheiate cu un lob ornamental, mâner decorat cu registre vegetal florale (rozete și crini), redate în relief, identice pe ambele fețe ale mânerului, toate într-un chenar marginal dublu profilat. Pe revers, deasupra lobului terminal apare incizată aceeași monogramă. În partea superioară a mânerului a fost sudat un inel canelat (pe spate are poanson cu Minerva), în care s-a sudat furculița propriu zisă, alcătuită dintr-o coadă cordiformă, subțiată la mijloc și cu baza fațetată și evazată, ce se continuă cu o placă, în formă de potcoavă, având la capete, patru dinți ușor curbați, cu spațiul interior al plăcii tăiat într-un arc ogival. Pe spatele furculiței s-a aplicat un decor cu trei ghirlande poansonate, încadrate de un chenar punctiform, dar și cele patru mărci, în centru J C K, în dreapta vulturul bicefal, iar în stânga Minerva și spicul de grâu. | Banca Națională a României                          | Cimec    |
|      | Furculiță pentru fructe                                                                                   | Datare: secol XIX Material: argint; turnare; ștanțare; granulare; gravare; cizelare | Furculiță pentru servit fructe din argint, cu mâner realizat prin sudarea longitudinal a două fețe, încheiate cu un lob ornamental, mâner decorat cu registre vegetal florale (rozete și crini), redate în relief, identice pe ambele fețe ale mânerului, toate într-un chenar marginal dublu profilat. Pe revers, deasupra lobului terminal apare incizată aceeași monogramă. În partea superioară a mânerului a fost sudat un inel canelat (pe spate are poanson cu Minerva), în care s-a sudat furculița propriu zisă, alcătuită dintr-o coadă cordiformă, subțiată la mijloc și cu baza fațetată și evazată, ce se continuă cu o placă, în formă de potcoavă, având la capete, patru dinți ușor curbați, cu spațiul interior al plăcii tăiat într-un arc ogival. Pe spatele furculiței s-a aplicat un decor cu trei ghirlande poansonate, încadrate de un chenar punctiform, dar și cele patru mărci, în centru J C K, în dreapta vulturul bicefal, iar în stânga Minerva și spicul de grâu. | Banca Națională a României                          | Cimec    |
|      | Furculiță pentru fructe                                                                                   | Datare: secol XIX Material: argint; turnare; ștanțare; granulare; gravare; cizelare | Furculiță pentru servit fructe din argint, cu mâner realizat prin sudarea longitudinal a două fețe, încheiate cu un lob ornamental, mâner decorat cu registre vegetal florale (rozete și crini), redate în relief, identice pe ambele fețe ale mânerului, toate într-un chenar marginal dublu profilat. Pe revers, deasupra lobului terminal apare incizată aceeași monogramă. În partea superioară a mânerului a fost sudat un inel canelat (pe spate are poanson cu Minerva), în care s-a sudat furculița propriu zisă, alcătuită dintr-o coadă cordiformă, subțiată la mijloc și cu baza fațetată și evazată, ce se continuă cu o placă, în formă de potcoavă, având la capete, patru dinți ușor curbați, cu spațiul interior al plăcii tăiat într-un arc ogival. Pe spatele furculiței s-a aplicat un decor cu trei ghirlande poansonate, încadrate de un chenar punctiform, dar și cele patru mărci, în centru J C K, în dreapta vulturul bicefal, iar în stânga Minerva și spicul de grâu. | Banca Națională a României                          | Cimec    |
|      | Furculiță pentru fructe                                                                                   | Datare: secol XIX Material: argint; turnare; ștanțare; granulare; gravare; cizelare | Furculiță pentru servit fructe din argint, cu mâner realizat prin sudarea longitudinal a două fețe, încheiate cu un lob ornamental, mâner decorat cu registre vegetal florale (rozete și crini), redate în relief, identice pe ambele fețe ale mânerului, toate într-un chenar marginal dublu profilat. Pe revers, deasupra lobului terminal apare incizată aceeași monogramă. În partea superioară a mânerului a fost sudat un inel canelat (pe spate are poanson cu Minerva), în care s-a sudat furculița propriu zisă, alcătuită dintr-o coadă cordiformă, subțiată la mijloc și cu baza fațetată și evazată, ce se continuă cu o placă, în formă de potcoavă, având la capete, patru dinți ușor curbați, cu spațiul interior al plăcii tăiat într-un arc ogival. Pe spatele furculiței s-a aplicat un decor cu trei ghirlande poansonate, încadrate de un chenar punctiform, dar și cele patru mărci, în centru J C K, în dreapta vulturul bicefal, iar în stânga Minerva și spicul de grâu. | Banca Națională a României                          | Cimec    |
|      | Furculiță pentru fructe                                                                                   | Datare: secol XIX Material: argint; turnare; ștanțare; granulare; gravare; cizelare | Furculiță pentru servit fructe din argint, cu mâner realizat prin sudarea longitudinal a două fețe, încheiate cu un lob ornamental, mâner decorat cu registre vegetal florale (rozete și crini), redate în relief, identice pe ambele fețe ale mânerului, toate într-un chenar marginal dublu profilat. Pe revers, deasupra lobului terminal apare incizată aceeași monogramă. În partea superioară a mânerului a fost sudat un inel canelat (pe spate are poanson cu Minerva), în care s-a sudat furculița propriu zisă, alcătuită dintr-o coadă cordiformă, subțiată la mijloc și cu baza fațetată și evazată, ce se continuă cu o placă, în formă de potcoavă, având la capete, patru dinți ușor curbați, cu spațiul interior al plăcii tăiat într-un arc ogival. Pe spatele furculiței s-a aplicat un decor cu trei ghirlande poansonate, încadrate de un chenar punctiform, dar și cele patru mărci, în centru J C K, în dreapta vulturul bicefal, iar în stânga Minerva și spicul de grâu. | Banca Națională a României                          | Cimec    |
|      | Furculiță pentru fructe                                                                                   | Datare: secol XIX Material: argint; turnare; ștanțare; granulare; gravare; cizelare | Furculiță pentru servit fructe din argint, cu mâner realizat prin sudarea longitudinal a două fețe, încheiate cu un lob ornamental, mâner decorat cu registre vegetal florale (rozete și crini), redate în relief, identice pe ambele fețe ale mânerului, toate într-un chenar marginal dublu profilat. Pe revers, deasupra lobului terminal apare incizată aceeași monogramă. În partea superioară a mânerului a fost sudat un inel canelat (pe spate are poanson cu Minerva), în care s-a sudat furculița propriu zisă, alcătuită dintr-o coadă cordiformă, subțiată la mijloc și cu baza fațetată și evazată, ce se continuă cu o placă, în formă de potcoavă, având la capete, patru dinți ușor curbați, cu spațiul interior al plăcii tăiat într-un arc ogival. Pe spatele furculiței s-a aplicat un decor cu trei ghirlande poansonate, încadrate de un chenar punctiform, dar și cele patru mărci, în centru J C K, în dreapta vulturul bicefal, iar în stânga Minerva și spicul de grâu. | Banca Națională a României                          | Cimec    |
|      | Furculiță pentru fructe                                                                                   | Datare: secol XIX Material: argint; turnare; ștanțare; granulare; gravare; cizelare | Furculiță pentru servit fructe din argint, cu mâner realizat prin sudarea longitudinal a două fețe, încheiate cu un lob ornamental, mâner decorat cu registre vegetal florale (rozete și crini), redate în relief, identice pe ambele fețe ale mânerului, toate într-un chenar marginal dublu profilat. Pe revers, deasupra lobului terminal apare incizată aceeași monogramă. În partea superioară a mânerului a fost sudat un inel canelat (pe spate are poanson cu Minerva), în care s-a sudat furculița propriu zisă, alcătuită dintr-o coadă cordiformă, subțiată la mijloc și cu baza fațetată și evazată, ce se continuă cu o placă, în formă de potcoavă, având la capete, patru dinți ușor curbați, cu spațiul interior al plăcii tăiat într-un arc ogival. Pe spatele furculiței s-a aplicat un decor cu trei ghirlande poansonate, încadrate de un chenar punctiform, dar și cele patru mărci, în centru J C K, în dreapta vulturul bicefal, iar în stânga Minerva și spicul de grâu. | Banca Națională a României                          | Cimec    |
|      | Furculiță                                                                                                 | Datare: secol XIX Material: argint; turnare; gravare; granulare; cizelare | Furculiță din argint, medie ca dimensiune, cu o coadă subțire în partea superioară și cu o arcuire și un lob ornamental la capăt, decorată cu motive vegetal florale (rozete și crini), redate în relief, identice pe ambele fețe, iar pe revers deasupra rozetei din lobul terminal fiind incizată monograma care apare pe toate piesele serviciului. Coada are pe margine un chenar dublu profilat. Placa superioară, arcuită și subțiată în zona de sudură cu mânerul are patru dinți, mai lați la bază și ascuțiți la vârf fiind ornamentată pe avers cu un motiv floral, iar pe revers cu o rozetă cu nouă petale ce suprapune același motiv de pe avers, întreaga ornamentație fiind puternic reliefată. Deasupra rozetei de pe spatele furculiței se regăsesc aliniate, de la dreapta la stânga, cele patru mărci, vulturul bicefal, J C K, Minerva și spicul de grâu. | Banca Națională a României                          | Cimec    |
|      | Furculiță                                                                                                 | Datare: secol XIX Material: argint; turnare; gravare; granulare; cizelare | Furculiță din argint, medie ca dimensiune, cu o coadă subțire în partea superioară și cu o arcuire și un lob ornamental la capăt, decorată cu motive vegetal florale (rozete și crini), redate în relief, identice pe ambele fețe, iar pe revers deasupra rozetei din lobul terminal fiind incizată monograma care apare pe toate piesele serviciului. Coada are pe margine un chenar dublu profilat. Placa superioară, arcuită și subțiată în zona de sudură cu mânerul are patru dinți, mai lați la bază și ascuțiți la vârf fiind ornamentată pe avers cu un motiv floral, iar pe revers cu o rozetă cu nouă petale ce suprapune același motiv de pe avers, întreaga ornamentație fiind puternic reliefată. Deasupra rozetei de pe spatele furculiței se regăsesc aliniate, de la dreapta la stânga, cele patru mărci, vulturul bicefal, J C K, Minerva și spicul de grâu. | Banca Națională a României                          | Cimec    |
|      | Furculiță                                                                                                 | Datare: secol XIX Material: argint; turnare; gravare; granulare; cizelare | Furculiță din argint, medie ca dimensiune, cu o coadă subțire în partea superioară și cu o arcuire și un lob ornamental la capăt, decorată cu motive vegetal florale (rozete și crini), redate în relief, identice pe ambele fețe, iar pe revers deasupra rozetei din lobul terminal fiind incizată monograma care apare pe toate piesele serviciului. Coada are pe margine un chenar dublu profilat. Placa superioară, arcuită și subțiată în zona de sudură cu mânerul are patru dinți, mai lați la bază și ascuțiți la vârf fiind ornamentată pe avers cu un motiv floral, iar pe revers cu o rozetă cu nouă petale ce suprapune același motiv de pe avers, întreaga ornamentație fiind puternic reliefată. Deasupra rozetei de pe spatele furculiței se regăsesc aliniate, de la dreapta la stânga, cele patru mărci, vulturul bicefal, J C K, Minerva și spicul de grâu. | Banca Națională a României                          | Cimec    |
|      | Furculiță                                                                                                 | Datare: secol XIX Material: argint; turnare; gravare; granulare; cizelare | Furculiță din argint, medie ca dimensiune, cu o coadă subțire în partea superioară și cu o arcuire și un lob ornamental la capăt, decorată cu motive vegetal florale (rozete și crini), redate în relief, identice pe ambele fețe, iar pe revers deasupra rozetei din lobul terminal fiind incizată monograma care apare pe toate piesele serviciului. Coada are pe margine un chenar dublu profilat. Placa superioară, arcuită și subțiată în zona de sudură cu mânerul are patru dinți, mai lați la bază și ascuțiți la vârf fiind ornamentată pe avers cu un motiv floral, iar pe revers cu o rozetă cu nouă petale ce suprapune același motiv de pe avers, întreaga ornamentație fiind puternic reliefată. Deasupra rozetei de pe spatele furculiței se regăsesc aliniate, de la dreapta la stânga, cele patru mărci, vulturul bicefal, J C K, Minerva și spicul de grâu. | Banca Națională a României                          | Cimec    |
|      | Furculiță                                                                                                 | Datare: secol XIX Material: argint; turnare; gravare; granulare; cizelare | Furculiță din argint, medie ca dimensiune, cu o coadă subțire în partea superioară și cu o arcuire și un lob ornamental la capăt, decorată cu motive vegetal florale (rozete și crini), redate în relief, identice pe ambele fețe, iar pe revers deasupra rozetei din lobul terminal fiind incizată monograma care apare pe toate piesele serviciului. Coada are pe margine un chenar dublu profilat. Placa superioară, arcuită și subțiată în zona de sudură cu mânerul are patru dinți, mai lați la bază și ascuțiți la vârf fiind ornamentată pe avers cu un motiv floral, iar pe revers cu o rozetă cu nouă petale ce suprapune același motiv de pe avers, întreaga ornamentație fiind puternic reliefată. Deasupra rozetei de pe spatele furculiței se regăsesc aliniate, de la dreapta la stânga, cele patru mărci, vulturul bicefal, J C K, Minerva și spicul de grâu. | Banca Națională a României                          | Cimec    |
|      | Furculiță                                                                                                 | Datare: secol XIX Material: argint; turnare; gravare; granulare; cizelare | Furculiță din argint, medie ca dimensiune, cu o coadă subțire în partea superioară și cu o arcuire și un lob ornamental la capăt, decorată cu motive vegetal florale (rozete și crini), redate în relief, identice pe ambele fețe, iar pe revers deasupra rozetei din lobul terminal fiind incizată monograma care apare pe toate piesele serviciului. Coada are pe margine un chenar dublu profilat. Placa superioară, arcuită și subțiată în zona de sudură cu mânerul are patru dinți, mai lați la bază și ascuțiți la vârf fiind ornamentată pe avers cu un motiv floral, iar pe revers cu o rozetă cu nouă petale ce suprapune același motiv de pe avers, întreaga ornamentație fiind puternic reliefată. Deasupra rozetei de pe spatele furculiței se regăsesc aliniate, de la dreapta la stânga, cele patru mărci, vulturul bicefal, J C K, Minerva și spicul de grâu. | Banca Națională a României                          | Cimec    |
|      | Furculiță                                                                                                 | Datare: secol XIX Material: argint; turnare; gravare; granulare; cizelare | Furculiță din argint, medie ca dimensiune, cu o coadă subțire în partea superioară și cu o arcuire și un lob ornamental la capăt, decorată cu motive vegetal florale (rozete și crini), redate în relief, identice pe ambele fețe, iar pe revers deasupra rozetei din lobul terminal fiind incizată monograma care apare pe toate piesele serviciului. Coada are pe margine un chenar dublu profilat. Placa superioară, arcuită și subțiată în zona de sudură cu mânerul are patru dinți, mai lați la bază și ascuțiți la vârf fiind ornamentată pe avers cu un motiv floral, iar pe revers cu o rozetă cu nouă petale ce suprapune același motiv de pe avers, întreaga ornamentație fiind puternic reliefată. Deasupra rozetei de pe spatele furculiței se regăsesc aliniate, de la dreapta la stânga, cele patru mărci, vulturul bicefal, J C K, Minerva și spicul de grâu. | Banca Națională a României                          | Cimec    |
|      | Furculiță                                                                                                 | Datare: secol XIX Material: argint; turnare; gravare; granulare; cizelare | Furculiță din argint, medie ca dimensiune, cu o coadă subțire în partea superioară și cu o arcuire și un lob ornamental la capăt, decorată cu motive vegetal florale (rozete și crini), redate în relief, identice pe ambele fețe, iar pe revers deasupra rozetei din lobul terminal fiind incizată monograma care apare pe toate piesele serviciului. Coada are pe margine un chenar dublu profilat. Placa superioară, arcuită și subțiată în zona de sudură cu mânerul are patru dinți, mai lați la bază și ascuțiți la vârf fiind ornamentată pe avers cu un motiv floral, iar pe revers cu o rozetă cu nouă petale ce suprapune același motiv de pe avers, întreaga ornamentație fiind puternic reliefată. Deasupra rozetei de pe spatele furculiței se regăsesc aliniate, de la dreapta la stânga, cele patru mărci, vulturul bicefal, J C K, Minerva și spicul de grâu. | Banca Națională a României                          | Cimec    |
|      | Furculiță                                                                                                 | Datare: secol XIX Material: argint; turnare; gravare; granulare; cizelare | Furculiță din argint, medie ca dimensiune, cu o coadă subțire în partea superioară și cu o arcuire și un lob ornamental la capăt, decorată cu motive vegetal florale (rozete și crini), redate în relief, identice pe ambele fețe, iar pe revers deasupra rozetei din lobul terminal fiind incizată monograma care apare pe toate piesele serviciului. Coada are pe margine un chenar dublu profilat. Placa superioară, arcuită și subțiată în zona de sudură cu mânerul are patru dinți, mai lați la bază și ascuțiți la vârf fiind ornamentată pe avers cu un motiv floral, iar pe revers cu o rozetă cu nouă petale ce suprapune același motiv de pe avers, întreaga ornamentație fiind puternic reliefată. Deasupra rozetei de pe spatele furculiței se regăsesc aliniate, de la dreapta la stânga, cele patru mărci, vulturul bicefal, J C K, Minerva și spicul de grâu. | Banca Națională a României                          | Cimec    |
|      | Furculiță                                                                                                 | Datare: secol XIX Material: argint; turnare; gravare; granulare; cizelare | Furculiță din argint, medie ca dimensiune, cu o coadă subțire în partea superioară și cu o arcuire și un lob ornamental la capăt, decorată cu motive vegetal florale (rozete și crini), redate în relief, identice pe ambele fețe, iar pe revers deasupra rozetei din lobul terminal fiind incizată monograma care apare pe toate piesele serviciului. Coada are pe margine un chenar dublu profilat. Placa superioară, arcuită și subțiată în zona de sudură cu mânerul are patru dinți, mai lați la bază și ascuțiți la vârf fiind ornamentată pe avers cu un motiv floral, iar pe revers cu o rozetă cu nouă petale ce suprapune același motiv de pe avers, întreaga ornamentație fiind puternic reliefată. Deasupra rozetei de pe spatele furculiței se regăsesc aliniate, de la dreapta la stânga, cele patru mărci, vulturul bicefal, J C K, Minerva și spicul de grâu. | Banca Națională a României                          | Cimec    |
|      | Furculiță                                                                                                 | Datare: secol XIX Material: argint; turnare; gravare; granulare; cizelare | Furculiță din argint, medie ca dimensiune, cu o coadă subțire în partea superioară și cu o arcuire și un lob ornamental la capăt, decorată cu motive vegetal florale (rozete și crini), redate în relief, identice pe ambele fețe, iar pe revers deasupra rozetei din lobul terminal fiind incizată monograma care apare pe toate piesele serviciului. Coada are pe margine un chenar dublu profilat. Placa superioară, arcuită și subțiată în zona de sudură cu mânerul are patru dinți, mai lați la bază și ascuțiți la vârf fiind ornamentată pe avers cu un motiv floral, iar pe revers cu o rozetă cu nouă petale ce suprapune același motiv de pe avers, întreaga ornamentație fiind puternic reliefată. Deasupra rozetei de pe spatele furculiței se regăsesc aliniate, de la dreapta la stânga, cele patru mărci, vulturul bicefal, J C K, Minerva și spicul de grâu. | Banca Națională a României                          | Cimec    |
|      | Furculiță                                                                                                 | Datare: secol XIX Material: argint; turnare; gravare; granulare; cizelare | Furculiță din argint, medie ca dimensiune, cu o coadă subțire în partea superioară și cu o arcuire și un lob ornamental la capăt, decorată cu motive vegetal florale (rozete și crini), redate în relief, identice pe ambele fețe, iar pe revers deasupra rozetei din lobul terminal fiind incizată monograma care apare pe toate piesele serviciului. Coada are pe margine un chenar dublu profilat. Placa superioară, arcuită și subțiată în zona de sudură cu mânerul are patru dinți, mai lați la bază și ascuțiți la vârf fiind ornamentată pe avers cu un motiv floral, iar pe revers cu o rozetă cu nouă petale ce suprapune același motiv de pe avers, întreaga ornamentație fiind puternic reliefată. Deasupra rozetei de pe spatele furculiței se regăsesc aliniate, de la dreapta la stânga, cele patru mărci, vulturul bicefal, J C K, Minerva și spicul de grâu. | Banca Națională a României                          | Cimec    |
|      | Lingură mare de supă                                                                                      | Datare: secol XIX Material: argint; turnare; gravare; cizelare | Lingură mare pentru supă realizată din argint, cu o coadă îngustă ce se lățește spre capăt cu o arcuire și un lob ornamental, coadă decorată pe ambele fețe cu registre vegetal florale (rozete și crini), identice, redate în relief, toate într-un chenar marginal dublu profilat. Pe revers, deasupra lobului terminal apare incizată aceeași monogramă. Cupa ovală, ușor adâncită prezintă, către coadă, o prelungire dreptunghiulară, acoperită atât pe față cât și pe spate, cu motive florale (rozete și lalele), puternic reliefate. Pe reversul cupei se regăsesc cele patru mărci, în stânga vulturul bicefal, iar în dreapta J C K, Minerva și spicul de grâu. | Banca Națională a României                          | Cimec    |
|      | Lingură mare de supă                                                                                      | Datare: secol XIX Material: argint; turnare; gravare; cizelare | Lingură mare pentru supă realizată din argint, cu o coadă îngustă ce se lățește spre capăt cu o arcuire și un lob ornamental, coadă decorată pe ambele fețe cu registre vegetal florale (rozete și crini), identice, redate în relief, toate într-un chenar marginal dublu profilat. Pe revers, deasupra lobului terminal apare incizată aceeași monogramă. Cupa ovală, ușor adâncită prezintă, către coadă, o prelungire dreptunghiulară, acoperită atât pe față cât și pe spate, cu motive florale (rozete și lalele), puternic reliefate. Pe reversul cupei se regăsesc cele patru mărci, în stânga vulturul bicefal, iar în dreapta J C K, Minerva și spicul de grâu. | Banca Națională a României                          | Cimec    |
|      | Lingură mare de supă                                                                                      | Datare: secol XIX Material: argint; turnare; gravare; cizelare | Lingură mare pentru supă realizată din argint, cu o coadă îngustă ce se lățește spre capăt cu o arcuire și un lob ornamental, coadă decorată pe ambele fețe cu registre vegetal florale (rozete și crini), identice, redate în relief, toate într-un chenar marginal dublu profilat. Pe revers, deasupra lobului terminal apare incizată aceeași monogramă. Cupa ovală, ușor adâncită prezintă, către coadă, o prelungire dreptunghiulară, acoperită atât pe față cât și pe spate, cu motive florale (rozete și lalele), puternic reliefate. Pe reversul cupei se regăsesc cele patru mărci, în stânga vulturul bicefal, iar în dreapta J C K, Minerva și spicul de grâu. | Banca Națională a României                          | Cimec    |
|      | Lingură mare de supă                                                                                      | Datare: secol XIX Material: argint; turnare; gravare; cizelare | Lingură mare pentru supă realizată din argint, cu o coadă îngustă ce se lățește spre capăt cu o arcuire și un lob ornamental, coadă decorată pe ambele fețe cu registre vegetal florale (rozete și crini), identice, redate în relief, toate într-un chenar marginal dublu profilat. Pe revers, deasupra lobului terminal apare incizată aceeași monogramă. Cupa ovală, ușor adâncită prezintă, către coadă, o prelungire dreptunghiulară, acoperită atât pe față cât și pe spate, cu motive florale (rozete și lalele), puternic reliefate. Pe reversul cupei se regăsesc cele patru mărci, în stânga vulturul bicefal, iar în dreapta J C K, Minerva și spicul de grâu. | Banca Națională a României                          | Cimec    |
|      | Lingură mare de supă                                                                                      | Datare: secol XIX Material: argint; turnare; gravare; cizelare | Lingură mare pentru supă realizată din argint, cu o coadă îngustă ce se lățește spre capăt cu o arcuire și un lob ornamental, coadă decorată pe ambele fețe cu registre vegetal florale (rozete și crini), identice, redate în relief, toate într-un chenar marginal dublu profilat. Pe revers, deasupra lobului terminal apare incizată aceeași monogramă. Cupa ovală, ușor adâncită prezintă, către coadă, o prelungire dreptunghiulară, acoperită atât pe față cât și pe spate, cu motive florale (rozete și lalele), puternic reliefate. Pe reversul cupei se regăsesc cele patru mărci, în stânga vulturul bicefal, iar în dreapta J C K, Minerva și spicul de grâu. | Banca Națională a României                          | Cimec    |
|      | Lingură mare de supă                                                                                      | Datare: secol XIX Material: argint; turnare; gravare; cizelare | Lingură mare pentru supă realizată din argint, cu o coadă îngustă ce se lățește spre capăt cu o arcuire și un lob ornamental, coadă decorată pe ambele fețe cu registre vegetal florale (rozete și crini), identice, redate în relief, toate într-un chenar marginal dublu profilat. Pe revers, deasupra lobului terminal apare incizată aceeași monogramă. Cupa ovală, ușor adâncită prezintă, către coadă, o prelungire dreptunghiulară, acoperită atât pe față cât și pe spate, cu motive florale (rozete și lalele), puternic reliefate. Pe reversul cupei se regăsesc cele patru mărci, în stânga vulturul bicefal, iar în dreapta J C K, Minerva și spicul de grâu. | Banca Națională a României                          | Cimec    |
|      | Lingură mare de supă                                                                                      | Datare: secol XIX Material: argint; turnare; gravare; cizelare | Lingură mare pentru supă realizată din argint, cu o coadă îngustă ce se lățește spre capăt cu o arcuire și un lob ornamental, coadă decorată pe ambele fețe cu registre vegetal florale (rozete și crini), identice, redate în relief, toate într-un chenar marginal dublu profilat. Pe revers, deasupra lobului terminal apare incizată aceeași monogramă. Cupa ovală, ușor adâncită prezintă, către coadă, o prelungire dreptunghiulară, acoperită atât pe față cât și pe spate, cu motive florale (rozete și lalele), puternic reliefate. Pe reversul cupei se regăsesc cele patru mărci, în stânga vulturul bicefal, iar în dreapta J C K, Minerva și spicul de grâu. | Banca Națională a României                          | Cimec    |
|      | Lingură mare de supă                                                                                      | Datare: secol XIX Material: argint; turnare; gravare; cizelare | Lingură mare pentru supă realizată din argint, cu o coadă îngustă ce se lățește spre capăt cu o arcuire și un lob ornamental, coadă decorată pe ambele fețe cu registre vegetal florale (rozete și crini), identice, redate în relief, toate într-un chenar marginal dublu profilat. Pe revers, deasupra lobului terminal apare incizată aceeași monogramă. Cupa ovală, ușor adâncită prezintă, către coadă, o prelungire dreptunghiulară, acoperită atât pe față cât și pe spate, cu motive florale (rozete și lalele), puternic reliefate. Pe reversul cupei se regăsesc cele patru mărci, în stânga vulturul bicefal, iar în dreapta J C K, Minerva și spicul de grâu. | Banca Națională a României                          | Cimec    |
|      | Lingură mare de supă                                                                                      | Datare: secol XIX Material: argint; turnare; gravare; cizelare | Lingură mare pentru supă realizată din argint, cu o coadă îngustă ce se lățește spre capăt cu o arcuire și un lob ornamental, coadă decorată pe ambele fețe cu registre vegetal florale (rozete și crini), identice, redate în relief, toate într-un chenar marginal dublu profilat. Pe revers, deasupra lobului terminal apare incizată aceeași monogramă. Cupa ovală, ușor adâncită prezintă, către coadă, o prelungire dreptunghiulară, acoperită atât pe față cât și pe spate, cu motive florale (rozete și lalele), puternic reliefate. Pe reversul cupei se regăsesc cele patru mărci, în stânga vulturul bicefal, iar în dreapta J C K, Minerva și spicul de grâu. | Banca Națională a României                          | Cimec    |
|      | Lingură mare de supă                                                                                      | Datare: secol XIX Material: argint; turnare; gravare; cizelare | Lingură mare pentru supă realizată din argint, cu o coadă îngustă ce se lățește spre capăt cu o arcuire și un lob ornamental, coadă decorată pe ambele fețe cu registre vegetal florale (rozete și crini), identice, redate în relief, toate într-un chenar marginal dublu profilat. Pe revers, deasupra lobului terminal apare incizată aceeași monogramă. Cupa ovală, ușor adâncită prezintă, către coadă, o prelungire dreptunghiulară, acoperită atât pe față cât și pe spate, cu motive florale (rozete și lalele), puternic reliefate. Pe reversul cupei se regăsesc cele patru mărci, în stânga vulturul bicefal, iar în dreapta J C K, Minerva și spicul de grâu. | Banca Națională a României                          | Cimec    |
|      | Lingură mare de supă                                                                                      | Datare: secol XIX Material: argint; turnare; gravare; cizelare | Lingură mare pentru supă realizată din argint, cu o coadă îngustă ce se lățește spre capăt cu o arcuire și un lob ornamental, coadă decorată pe ambele fețe cu registre vegetal florale (rozete și crini), identice, redate în relief, toate într-un chenar marginal dublu profilat. Pe revers, deasupra lobului terminal apare incizată aceeași monogramă. Cupa ovală, ușor adâncită prezintă, către coadă, o prelungire dreptunghiulară, acoperită atât pe față cât și pe spate, cu motive florale (rozete și lalele), puternic reliefate. Pe reversul cupei se regăsesc cele patru mărci, în stânga vulturul bicefal, iar în dreapta J C K, Minerva și spicul de grâu. | Banca Națională a României                          | Cimec    |
|      | Lingură mare de supă                                                                                      | Datare: secol XIX Material: argint; turnare; gravare; cizelare | Lingură mare pentru supă realizată din argint, cu o coadă îngustă ce se lățește spre capăt cu o arcuire și un lob ornamental, coadă decorată pe ambele fețe cu registre vegetal florale (rozete și crini), identice, redate în relief, toate într-un chenar marginal dublu profilat. Pe revers, deasupra lobului terminal apare incizată aceeași monogramă. Cupa ovală, ușor adâncită prezintă, către coadă, o prelungire dreptunghiulară, acoperită atât pe față cât și pe spate, cu motive florale (rozete și lalele), puternic reliefate. Pe reversul cupei se regăsesc cele patru mărci, în stânga vulturul bicefal, iar în dreapta J C K, Minerva și spicul de grâu. | Banca Națională a României                          | Cimec    |
|      | Lingură medie de supă                                                                                     | Datare: secol XIX Material: argint; turnare; gravare; cizelare | Lingură medie pentru supă realizată din argint, cu o coadă îngustă ce se lățește spre capăt cu o arcuire și un lob ornamental, coadă decorată pe ambele fețe cu registre vegetal florale (rozete și crini), identice, redate în relief, toate într-un chenar marginal dublu profilat. Pe revers, deasupra lobului terminal apare gravată aceeași monogramă. Cupa ovală, ușor adâncită, cu vârful teșit din turnare prezintă, către coadă, o prelungire dreptunghiulară, acoperită atât pe față cât și pe spate, cu motive florale (rozete și lalele), puternic reliefate. Pe reversul cupei, către bază, se regăsesc cele patru mărci, în stânga vulturul bicefal, iar în dreapta Minerva, J C K și spicul de grâu. | Banca Națională a României                          | Cimec    |
|      | Lingură medie de supă                                                                                     | Datare: secol XIX Material: argint; turnare; gravare; cizelare | Lingură medie pentru supă realizată din argint, cu o coadă îngustă ce se lățește spre capăt cu o arcuire și un lob ornamental, coadă decorată pe ambele fețe cu registre vegetal florale (rozete și crini), identice, redate în relief, toate într-un chenar marginal dublu profilat. Pe revers, deasupra lobului terminal apare gravată aceeași monogramă. Cupa ovală, ușor adâncită, cu vârful teșit din turnare prezintă, către coadă, o prelungire dreptunghiulară, acoperită atât pe față cât și pe spate, cu motive florale (rozete și lalele), puternic reliefate. Pe reversul cupei, către bază, se regăsesc cele patru mărci, în stânga vulturul bicefal, iar în dreapta Minerva, J C K și spicul de grâu. | Banca Națională a României                          | Cimec    |
|      | Lingură medie de supă                                                                                     | Datare: secol XIX Material: argint; turnare; gravare; cizelare | Lingură medie pentru supă realizată din argint, cu o coadă îngustă ce se lățește spre capăt cu o arcuire și un lob ornamental, coadă decorată pe ambele fețe cu registre vegetal florale (rozete și crini), identice, redate în relief, toate într-un chenar marginal dublu profilat. Pe revers, deasupra lobului terminal apare gravată aceeași monogramă. Cupa ovală, ușor adâncită, cu vârful teșit din turnare prezintă, către coadă, o prelungire dreptunghiulară, acoperită atât pe față cât și pe spate, cu motive florale (rozete și lalele), puternic reliefate. Pe reversul cupei, către bază, se regăsesc cele patru mărci, în stânga vulturul bicefal, iar în dreapta Minerva, J C K și spicul de grâu. | Banca Națională a României                          | Cimec    |
|      | Lingură medie de supă                                                                                     | Datare: secol XIX Material: argint; turnare; gravare; cizelare | Lingură medie pentru supă realizată din argint, cu o coadă îngustă ce se lățește spre capăt cu o arcuire și un lob ornamental, coadă decorată pe ambele fețe cu registre vegetal florale (rozete și crini), identice, redate în relief, toate într-un chenar marginal dublu profilat. Pe revers, deasupra lobului terminal apare gravată aceeași monogramă. Cupa ovală, ușor adâncită, cu vârful teșit din turnare prezintă, către coadă, o prelungire dreptunghiulară, acoperită atât pe față cât și pe spate, cu motive florale (rozete și lalele), puternic reliefate. Pe reversul cupei, către bază, se regăsesc cele patru mărci, în stânga vulturul bicefal, iar în dreapta Minerva, J C K și spicul de grâu. | Banca Națională a României                          | Cimec    |
|      | Lingură medie de supă                                                                                     | Datare: secol XIX Material: argint; turnare; gravare; cizelare | Lingură medie pentru supă realizată din argint, cu o coadă îngustă ce se lățește spre capăt cu o arcuire și un lob ornamental, coadă decorată pe ambele fețe cu registre vegetal florale (rozete și crini), identice, redate în relief, toate într-un chenar marginal dublu profilat. Pe revers, deasupra lobului terminal apare gravată aceeași monogramă. Cupa ovală, ușor adâncită, cu vârful teșit din turnare prezintă, către coadă, o prelungire dreptunghiulară, acoperită atât pe față cât și pe spate, cu motive florale (rozete și lalele), puternic reliefate. Pe reversul cupei, către bază, se regăsesc cele patru mărci, în stânga vulturul bicefal, iar în dreapta Minerva, J C K și spicul de grâu. | Banca Națională a României                          | Cimec    |
|      | Lingură medie de supă                                                                                     | Datare: secol XIX Material: argint; turnare; gravare; cizelare | Lingură medie pentru supă realizată din argint, cu o coadă îngustă ce se lățește spre capăt cu o arcuire și un lob ornamental, coadă decorată pe ambele fețe cu registre vegetal florale (rozete și crini), identice, redate în relief, toate într-un chenar marginal dublu profilat. Pe revers, deasupra lobului terminal apare gravată aceeași monogramă. Cupa ovală, ușor adâncită, cu vârful teșit din turnare prezintă, către coadă, o prelungire dreptunghiulară, acoperită atât pe față cât și pe spate, cu motive florale (rozete și lalele), puternic reliefate. Pe reversul cupei, către bază, se regăsesc cele patru mărci, în stânga vulturul bicefal, iar în dreapta Minerva, J C K și spicul de grâu. | Banca Națională a României                          | Cimec    |
|      | Lingură medie de supă                                                                                     | Datare: secol XIX Material: argint; turnare; gravare; cizelare | Lingură medie pentru supă realizată din argint, cu o coadă îngustă ce se lățește spre capăt cu o arcuire și un lob ornamental, coadă decorată pe ambele fețe cu registre vegetal florale (rozete și crini), identice, redate în relief, toate într-un chenar marginal dublu profilat. Pe revers, deasupra lobului terminal apare gravată aceeași monogramă. Cupa ovală, ușor adâncită, cu vârful teșit din turnare prezintă, către coadă, o prelungire dreptunghiulară, acoperită atât pe față cât și pe spate, cu motive florale (rozete și lalele), puternic reliefate. Pe reversul cupei, către bază, se regăsesc cele patru mărci, în stânga vulturul bicefal, iar în dreapta Minerva, J C K și spicul de grâu. | Banca Națională a României                          | Cimec    |
|      | Lingură medie de supă                                                                                     | Datare: secol XIX Material: argint; turnare; gravare; cizelare | Lingură medie pentru supă realizată din argint, cu o coadă îngustă ce se lățește spre capăt cu o arcuire și un lob ornamental, coadă decorată pe ambele fețe cu registre vegetal florale (rozete și crini), identice, redate în relief, toate într-un chenar marginal dublu profilat. Pe revers, deasupra lobului terminal apare gravată aceeași monogramă. Cupa ovală, ușor adâncită, cu vârful teșit din turnare prezintă, către coadă, o prelungire dreptunghiulară, acoperită atât pe față cât și pe spate, cu motive florale (rozete și lalele), puternic reliefate. Pe reversul cupei, către bază, se regăsesc cele patru mărci, în stânga vulturul bicefal, iar în dreapta Minerva, J C K și spicul de grâu. | Banca Națională a României                          | Cimec    |
|      | Lingură medie de supă                                                                                     | Datare: secol XIX Material: argint; turnare; gravare; cizelare | Lingură medie pentru supă realizată din argint, cu o coadă îngustă ce se lățește spre capăt cu o arcuire și un lob ornamental, coadă decorată pe ambele fețe cu registre vegetal florale (rozete și crini), identice, redate în relief, toate într-un chenar marginal dublu profilat. Pe revers, deasupra lobului terminal apare gravată aceeași monogramă. Cupa ovală, ușor adâncită, cu vârful teșit din turnare prezintă, către coadă, o prelungire dreptunghiulară, acoperită atât pe față cât și pe spate, cu motive florale (rozete și lalele), puternic reliefate. Pe reversul cupei, către bază, se regăsesc cele patru mărci, în stânga vulturul bicefal, iar în dreapta Minerva, J C K și spicul de grâu. | Banca Națională a României                          | Cimec    |
|      | Lingură medie de supă                                                                                     | Datare: secol XIX Material: argint; turnare; gravare; cizelare | Lingură medie pentru supă realizată din argint, cu o coadă îngustă ce se lățește spre capăt cu o arcuire și un lob ornamental, coadă decorată pe ambele fețe cu registre vegetal florale (rozete și crini), identice, redate în relief, toate într-un chenar marginal dublu profilat. Pe revers, deasupra lobului terminal apare gravată aceeași monogramă. Cupa ovală, ușor adâncită, cu vârful teșit din turnare prezintă, către coadă, o prelungire dreptunghiulară, acoperită atât pe față cât și pe spate, cu motive florale (rozete și lalele), puternic reliefate. Pe reversul cupei, către bază, se regăsesc cele patru mărci, în stânga vulturul bicefal, iar în dreapta Minerva, J C K și spicul de grâu. | Banca Națională a României                          | Cimec    |
|      | Lingură medie de supă                                                                                     | Datare: secol XIX Material: argint; turnare; gravare; cizelare | Lingură medie pentru supă realizată din argint, cu o coadă îngustă ce se lățește spre capăt cu o arcuire și un lob ornamental, coadă decorată pe ambele fețe cu registre vegetal florale (rozete și crini), identice, redate în relief, toate într-un chenar marginal dublu profilat. Pe revers, deasupra lobului terminal apare gravată aceeași monogramă. Cupa ovală, ușor adâncită, cu vârful teșit din turnare prezintă, către coadă, o prelungire dreptunghiulară, acoperită atât pe față cât și pe spate, cu motive florale (rozete și lalele), puternic reliefate. Pe reversul cupei, către bază, se regăsesc cele patru mărci, în stânga vulturul bicefal, iar în dreapta Minerva, J C K și spicul de grâu. | Banca Națională a României                          | Cimec    |
|      | Lingură medie de supă                                                                                     | Datare: secol XIX Material: argint; turnare; gravare; cizelare | Lingură medie pentru supă realizată din argint, cu o coadă îngustă ce se lățește spre capăt cu o arcuire și un lob ornamental, coadă decorată pe ambele fețe cu registre vegetal florale (rozete și crini), identice, redate în relief, toate într-un chenar marginal dublu profilat. Pe revers, deasupra lobului terminal apare gravată aceeași monogramă. Cupa ovală, ușor adâncită, cu vârful teșit din turnare prezintă, către coadă, o prelungire dreptunghiulară, acoperită atât pe față cât și pe spate, cu motive florale (rozete și lalele), puternic reliefate. Pe reversul cupei, către bază, se regăsesc cele patru mărci, în stânga vulturul bicefal, iar în dreapta Minerva, J C K și spicul de grâu. | Banca Națională a României                          | Cimec    |
|      | Cuțit pentru fructe                                                                                       | Datare: secol XIX Material: argint; aurire; turnare; ștanțare; granulare; gravare; cizelare | Cuțit din argint pentru fructe, compus dintr-un mâner realizat din două fețe, sudate longitudinal, ce se închid în partea terminală cu un lob ornamental, iar în partea superioară cu un inel fațetat și cu șănțuiri orizontale, pe reversul căruia s-a aplicat poansonul hexagonal cu Minerva. Fețele mânerului sunt decorate cu câte trei registre vegetal florale granulate (rozete și crini), redate în relief, pe revers, între cel din mijloc și cel de jos fiind gravată aceeași monogramă, iar pe margini, un chenar dublu profilat. Lama cuțitului, din argint aurit (aurire acum în mare parte ștearsă) este dreptunghiulară, cu vârful rotunjit. Cele patru poansoane au fost marcate pe reversul lamei, către mâner. | Banca Națională a României                          | Cimec    |
|      | Cuțit pentru fructe                                                                                       | Datare: secol XIX Material: argint; aurire; turnare; ștanțare; granulare; gravare; cizelare | Cuțit din argint pentru fructe, compus dintr-un mâner realizat din două fețe, sudate longitudinal, ce se închid în partea terminală cu un lob ornamental, iar în partea superioară cu un inel fațetat și cu șănțuiri orizontale, pe reversul căruia s-a aplicat poansonul hexagonal cu Minerva. Fețele mânerului sunt decorate cu câte trei registre vegetal florale granulate (rozete și crini), redate în relief, pe revers, între cel din mijloc și cel de jos fiind gravată aceeași monogramă, iar pe margini, un chenar dublu profilat. Lama cuțitului, din argint aurit (aurire acum în mare parte ștearsă) este dreptunghiulară, cu vârful rotunjit. Cele patru poansoane au fost marcate pe reversul lamei, către mâner. | Banca Națională a României                          | Cimec    |
|      | Cuțit pentru fructe                                                                                       | Datare: secol XIX Material: argint; aurire; turnare; ștanțare; granulare; gravare; cizelare | Cuțit din argint pentru fructe, compus dintr-un mâner realizat din două fețe, sudate longitudinal, ce se închid în partea terminală cu un lob ornamental, iar în partea superioară cu un inel fațetat și cu șănțuiri orizontale, pe reversul căruia s-a aplicat poansonul hexagonal cu Minerva. Fețele mânerului sunt decorate cu câte trei registre vegetal florale granulate (rozete și crini), redate în relief, pe revers, între cel din mijloc și cel de jos fiind gravată aceeași monogramă, iar pe margini, un chenar dublu profilat. Lama cuțitului, din argint aurit (aurire acum în mare parte ștearsă) este dreptunghiulară, cu vârful rotunjit. Cele patru poansoane au fost marcate pe reversul lamei, către mâner. | Banca Națională a României                          | Cimec    |
|      | Cuțit pentru fructe                                                                                       | Datare: secol XIX Material: argint; aurire; turnare; ștanțare; granulare; gravare; cizelare | Cuțit din argint pentru fructe, compus dintr-un mâner realizat din două fețe, sudate longitudinal, ce se închid în partea terminală cu un lob ornamental, iar în partea superioară cu un inel fațetat și cu șănțuiri orizontale, pe reversul căruia s-a aplicat poansonul hexagonal cu Minerva. Fețele mânerului sunt decorate cu câte trei registre vegetal florale granulate (rozete și crini), redate în relief, pe revers, între cel din mijloc și cel de jos fiind gravată aceeași monogramă, iar pe margini, un chenar dublu profilat. Lama cuțitului, din argint aurit (aurire acum în mare parte ștearsă) este dreptunghiulară, cu vârful rotunjit. Cele patru poansoane au fost marcate pe reversul lamei, către mâner. | Banca Națională a României                          | Cimec    |
|      | Cuțit pentru fructe                                                                                       | Datare: secol XIX Material: argint; aurire; turnare; ștanțare; granulare; gravare; cizelare | Cuțit din argint pentru fructe, compus dintr-un mâner realizat din două fețe, sudate longitudinal, ce se închid în partea terminală cu un lob ornamental, iar în partea superioară cu un inel fațetat și cu șănțuiri orizontale, pe reversul căruia s-a aplicat poansonul hexagonal cu Minerva. Fețele mânerului sunt decorate cu câte trei registre vegetal florale granulate (rozete și crini), redate în relief, pe revers, între cel din mijloc și cel de jos fiind gravată aceeași monogramă, iar pe margini, un chenar dublu profilat. Lama cuțitului, din argint aurit (aurire acum în mare parte ștearsă) este dreptunghiulară, cu vârful rotunjit. Cele patru poansoane au fost marcate pe reversul lamei, către mâner. | Banca Națională a României                          | Cimec    |
|      | Cuțit pentru fructe                                                                                       | Datare: secol XIX Material: argint; aurire; turnare; ștanțare; granulare; gravare; cizelare | Cuțit din argint pentru fructe, compus dintr-un mâner realizat din două fețe, sudate longitudinal, ce se închid în partea terminală cu un lob ornamental, iar în partea superioară cu un inel fațetat și cu șănțuiri orizontale, pe reversul căruia s-a aplicat poansonul hexagonal cu Minerva. Fețele mânerului sunt decorate cu câte trei registre vegetal florale granulate (rozete și crini), redate în relief, pe revers, între cel din mijloc și cel de jos fiind gravată aceeași monogramă, iar pe margini, un chenar dublu profilat. Lama cuțitului, din argint aurit (aurire acum în mare parte ștearsă) este dreptunghiulară, cu vârful rotunjit. Cele patru poansoane au fost marcate pe reversul lamei, către mâner. | Banca Națională a României                          | Cimec    |
|      | Cuțit pentru fructe                                                                                       | Datare: secol XIX Material: argint; aurire; turnare; ștanțare; granulare; gravare; cizelare | Cuțit din argint pentru fructe, compus dintr-un mâner realizat din două fețe, sudate longitudinal, ce se închid în partea terminală cu un lob ornamental, iar în partea superioară cu un inel fațetat și cu șănțuiri orizontale, pe reversul căruia s-a aplicat poansonul hexagonal cu Minerva. Fețele mânerului sunt decorate cu câte trei registre vegetal florale granulate (rozete și crini), redate în relief, pe revers, între cel din mijloc și cel de jos fiind gravată aceeași monogramă, iar pe margini, un chenar dublu profilat. Lama cuțitului, din argint aurit (aurire acum în mare parte ștearsă) este dreptunghiulară, cu vârful rotunjit. Cele patru poansoane au fost marcate pe reversul lamei, către mâner. | Banca Națională a României                          | Cimec    |
|      | Cuțit pentru fructe                                                                                       | Datare: secol XIX Material: argint; aurire; turnare; ștanțare; granulare; gravare; cizelare | Cuțit din argint pentru fructe, compus dintr-un mâner realizat din două fețe, sudate longitudinal, ce se închid în partea terminală cu un lob ornamental, iar în partea superioară cu un inel fațetat și cu șănțuiri orizontale, pe reversul căruia s-a aplicat poansonul hexagonal cu Minerva. Fețele mânerului sunt decorate cu câte trei registre vegetal florale granulate (rozete și crini), redate în relief, pe revers, între cel din mijloc și cel de jos fiind gravată aceeași monogramă, iar pe margini, un chenar dublu profilat. Lama cuțitului, din argint aurit (aurire acum în mare parte ștearsă) este dreptunghiulară, cu vârful rotunjit. Cele patru poansoane au fost marcate pe reversul lamei, către mâner. | Banca Națională a României                          | Cimec    |
|      | Cuțit pentru fructe                                                                                       | Datare: secol XIX Material: argint; aurire; turnare; ștanțare; granulare; gravare; cizelare | Cuțit din argint pentru fructe, compus dintr-un mâner realizat din două fețe, sudate longitudinal, ce se închid în partea terminală cu un lob ornamental, iar în partea superioară cu un inel fațetat și cu șănțuiri orizontale, pe reversul căruia s-a aplicat poansonul hexagonal cu Minerva. Fețele mânerului sunt decorate cu câte trei registre vegetal florale granulate (rozete și crini), redate în relief, pe revers, între cel din mijloc și cel de jos fiind gravată aceeași monogramă, iar pe margini, un chenar dublu profilat. Lama cuțitului, din argint aurit (aurire acum în mare parte ștearsă) este dreptunghiulară, cu vârful rotunjit. Cele patru poansoane au fost marcate pe reversul lamei, către mâner. | Banca Națională a României                          | Cimec    |
|      | Cuțit pentru fructe                                                                                       | Datare: secol XIX Material: argint; aurire; turnare; ștanțare; granulare; gravare; cizelare | Cuțit din argint pentru fructe, compus dintr-un mâner realizat din două fețe, sudate longitudinal, ce se închid în partea terminală cu un lob ornamental, iar în partea superioară cu un inel fațetat și cu șănțuiri orizontale, pe reversul căruia s-a aplicat poansonul hexagonal cu Minerva. Fețele mânerului sunt decorate cu câte trei registre vegetal florale granulate (rozete și crini), redate în relief, pe revers, între cel din mijloc și cel de jos fiind gravată aceeași monogramă, iar pe margini, un chenar dublu profilat. Lama cuțitului, din argint aurit (aurire acum în mare parte ștearsă) este dreptunghiulară, cu vârful rotunjit. Cele patru poansoane au fost marcate pe reversul lamei, către mâner. | Banca Națională a României                          | Cimec    |
|      | Cuțit pentru fructe                                                                                       | Datare: secol XIX Material: argint; aurire; turnare; ștanțare; granulare; gravare; cizelare | Cuțit din argint pentru fructe, compus dintr-un mâner realizat din două fețe, sudate longitudinal, ce se închid în partea terminală cu un lob ornamental, iar în partea superioară cu un inel fațetat și cu șănțuiri orizontale, pe reversul căruia s-a aplicat poansonul hexagonal cu Minerva. Fețele mânerului sunt decorate cu câte trei registre vegetal florale granulate (rozete și crini), redate în relief, pe revers, între cel din mijloc și cel de jos fiind gravată aceeași monogramă, iar pe margini, un chenar dublu profilat. Lama cuțitului, din argint aurit (aurire acum în mare parte ștearsă) este dreptunghiulară, cu vârful rotunjit. Cele patru poansoane au fost marcate pe reversul lamei, către mâner. | Banca Națională a României                          | Cimec    |
|      | Cuțit pentru fructe                                                                                       | Datare: secol XIX Material: argint; aurire; turnare; ștanțare; granulare; gravare; cizelare | Cuțit din argint pentru fructe, compus dintr-un mâner realizat din două fețe, sudate longitudinal, ce se închid în partea terminală cu un lob ornamental, iar în partea superioară cu un inel fațetat și cu șănțuiri orizontale, pe reversul căruia s-a aplicat poansonul hexagonal cu Minerva. Fețele mânerului sunt decorate cu câte trei registre vegetal florale granulate (rozete și crini), redate în relief, pe revers, între cel din mijloc și cel de jos fiind gravată aceeași monogramă, iar pe margini, un chenar dublu profilat. Lama cuțitului, din argint aurit (aurire acum în mare parte ștearsă) este dreptunghiulară, cu vârful rotunjit. Cele patru poansoane au fost marcate pe reversul lamei, către mâner. | Banca Națională a României                          | Cimec    |
|      | Cuțit pentru pește                                                                                        | Datare: secol XIX Material: argint; turnare; ștanțare; granulare; gravare; cizelare | Cuțit din argint pentru pește, compus dintr-un mâner realizat din două fețe, sudate longitudinal, ce se închid în partea terminală cu un lob ornamental, iar în partea superioară cu un inel fațetat și cu șănțuiri orizontale, pe reversul căruia s-a aplicat poansonul hexagonal cu Minerva. Fețele mânerului sunt decorate cu câte trei registre vegetal florale granulate (rozete și crini), redate în relief, pe revers, între cel din mijloc și cel de jos fiind gravată aceeași monogramă, iar pe margini, un chenar dublu profilat. Lama cuțitului, mai îngustă către mâner, se lățește către vârf cu arcuirea și tăietura tipică pieselor pentru servit pește. Lama este decorată numai pe latura opusă tăișului, pe avers, cu un motiv vegetal incizat, iar pe revers, cu aceleași ornamente vegetale, redate în relief, legate printr-un chenar profilat de un alt motiv decorativ, un crin plasat către mâner. Cele patru poansoane au fost marcate pe reversul lamei, către mâner. | Banca Națională a României                          | Cimec    |
|      | Cuțit pentru pește                                                                                        | Datare: secol XIX Material: argint; turnare; ștanțare; granulare; gravare; cizelare | Cuțit din argint pentru pește, compus dintr-un mâner realizat din două fețe, sudate longitudinal, ce se închid în partea terminală cu un lob ornamental, iar în partea superioară cu un inel fațetat și cu șănțuiri orizontale, pe reversul căruia s-a aplicat poansonul hexagonal cu Minerva. Fețele mânerului sunt decorate cu câte trei registre vegetal florale granulate (rozete și crini), redate în relief, pe revers, între cel din mijloc și cel de jos fiind gravată aceeași monogramă, iar pe margini, un chenar dublu profilat. Lama cuțitului, mai îngustă către mâner, se lățește către vârf cu arcuirea și tăietura tipică pieselor pentru servit pește. Lama este decorată numai pe latura opusă tăișului, pe avers, cu un motiv vegetal incizat, iar pe revers, cu aceleași ornamente vegetale, redate în relief, legate printr-un chenar profilat de un alt motiv decorativ, un crin plasat către mâner. Cele patru poansoane au fost marcate pe reversul lamei, către mâner. | Banca Națională a României                          | Cimec    |
|      | Cuțit pentru pește                                                                                        | Datare: secol XIX Material: argint; turnare; ștanțare; granulare; gravare; cizelare | Cuțit din argint pentru pește, compus dintr-un mâner realizat din două fețe, sudate longitudinal, ce se închid în partea terminală cu un lob ornamental, iar în partea superioară cu un inel fațetat și cu șănțuiri orizontale, pe reversul căruia s-a aplicat poansonul hexagonal cu Minerva. Fețele mânerului sunt decorate cu câte trei registre vegetal florale granulate (rozete și crini), redate în relief, pe revers, între cel din mijloc și cel de jos fiind gravată aceeași monogramă, iar pe margini, un chenar dublu profilat. Lama cuțitului, mai îngustă către mâner, se lățește către vârf cu arcuirea și tăietura tipică pieselor pentru servit pește. Lama este decorată numai pe latura opusă tăișului, pe avers, cu un motiv vegetal incizat, iar pe revers, cu aceleași ornamente vegetale, redate în relief, legate printr-un chenar profilat de un alt motiv decorativ, un crin plasat către mâner. Cele patru poansoane au fost marcate pe reversul lamei, către mâner. | Banca Națională a României                          | Cimec    |
|      | Cuțit pentru pește                                                                                        | Datare: secol XIX Material: argint; turnare; ștanțare; granulare; gravare; cizelare | Cuțit din argint pentru pește, compus dintr-un mâner realizat din două fețe, sudate longitudinal, ce se închid în partea terminală cu un lob ornamental, iar în partea superioară cu un inel fațetat și cu șănțuiri orizontale, pe reversul căruia s-a aplicat poansonul hexagonal cu Minerva. Fețele mânerului sunt decorate cu câte trei registre vegetal florale granulate (rozete și crini), redate în relief, pe revers, între cel din mijloc și cel de jos fiind gravată aceeași monogramă, iar pe margini, un chenar dublu profilat. Lama cuțitului, mai îngustă către mâner, se lățește către vârf cu arcuirea și tăietura tipică pieselor pentru servit pește. Lama este decorată numai pe latura opusă tăișului, pe avers, cu un motiv vegetal incizat, iar pe revers, cu aceleași ornamente vegetale, redate în relief, legate printr-un chenar profilat de un alt motiv decorativ, un crin plasat către mâner. Cele patru poansoane au fost marcate pe reversul lamei, către mâner. | Banca Națională a României                          | Cimec    |
|      | Cuțit pentru pește                                                                                        | Datare: secol XIX Material: argint; turnare; ștanțare; granulare; gravare; cizelare | Cuțit din argint pentru pește, compus dintr-un mâner realizat din două fețe, sudate longitudinal, ce se închid în partea terminală cu un lob ornamental, iar în partea superioară cu un inel fațetat și cu șănțuiri orizontale, pe reversul căruia s-a aplicat poansonul hexagonal cu Minerva. Fețele mânerului sunt decorate cu câte trei registre vegetal florale granulate (rozete și crini), redate în relief, pe revers, între cel din mijloc și cel de jos fiind gravată aceeași monogramă, iar pe margini, un chenar dublu profilat. Lama cuțitului, mai îngustă către mâner, se lățește către vârf cu arcuirea și tăietura tipică pieselor pentru servit pește. Lama este decorată numai pe latura opusă tăișului, pe avers, cu un motiv vegetal incizat, iar pe revers, cu aceleași ornamente vegetale, redate în relief, legate printr-un chenar profilat de un alt motiv decorativ, un crin plasat către mâner. Cele patru poansoane au fost marcate pe reversul lamei, către mâner. | Banca Națională a României                          | Cimec    |
|      | Cuțit pentru pește                                                                                        | Datare: secol XIX Material: argint; turnare; ștanțare; granulare; gravare; cizelare | Cuțit din argint pentru pește, compus dintr-un mâner realizat din două fețe, sudate longitudinal, ce se închid în partea terminală cu un lob ornamental, iar în partea superioară cu un inel fațetat și cu șănțuiri orizontale, pe reversul căruia s-a aplicat poansonul hexagonal cu Minerva. Fețele mânerului sunt decorate cu câte trei registre vegetal florale granulate (rozete și crini), redate în relief, pe revers, între cel din mijloc și cel de jos fiind gravată aceeași monogramă, iar pe margini, un chenar dublu profilat. Lama cuțitului, mai îngustă către mâner, se lățește către vârf cu arcuirea și tăietura tipică pieselor pentru servit pește. Lama este decorată numai pe latura opusă tăișului, pe avers, cu un motiv vegetal incizat, iar pe revers, cu aceleași ornamente vegetale, redate în relief, legate printr-un chenar profilat de un alt motiv decorativ, un crin plasat către mâner. Cele patru poansoane au fost marcate pe reversul lamei, către mâner. | Banca Națională a României                          | Cimec    |
|      | Cuțit pentru pește                                                                                        | Datare: secol XIX Material: argint; turnare; ștanțare; granulare; gravare; cizelare | Cuțit din argint pentru pește, compus dintr-un mâner realizat din două fețe, sudate longitudinal, ce se închid în partea terminală cu un lob ornamental, iar în partea superioară cu un inel fațetat și cu șănțuiri orizontale, pe reversul căruia s-a aplicat poansonul hexagonal cu Minerva. Fețele mânerului sunt decorate cu câte trei registre vegetal florale granulate (rozete și crini), redate în relief, pe revers, între cel din mijloc și cel de jos fiind gravată aceeași monogramă, iar pe margini, un chenar dublu profilat. Lama cuțitului, mai îngustă către mâner, se lățește către vârf cu arcuirea și tăietura tipică pieselor pentru servit pește. Lama este decorată numai pe latura opusă tăișului, pe avers, cu un motiv vegetal incizat, iar pe revers, cu aceleași ornamente vegetale, redate în relief, legate printr-un chenar profilat de un alt motiv decorativ, un crin plasat către mâner. Cele patru poansoane au fost marcate pe reversul lamei, către mâner. | Banca Națională a României                          | Cimec    |
|      | Cuțit pentru pește                                                                                        | Datare: secol XIX Material: argint; turnare; ștanțare; granulare; gravare; cizelare | Cuțit din argint pentru pește, compus dintr-un mâner realizat din două fețe, sudate longitudinal, ce se închid în partea terminală cu un lob ornamental, iar în partea superioară cu un inel fațetat și cu șănțuiri orizontale, pe reversul căruia s-a aplicat poansonul hexagonal cu Minerva. Fețele mânerului sunt decorate cu câte trei registre vegetal florale granulate (rozete și crini), redate în relief, pe revers, între cel din mijloc și cel de jos fiind gravată aceeași monogramă, iar pe margini, un chenar dublu profilat. Lama cuțitului, mai îngustă către mâner, se lățește către vârf cu arcuirea și tăietura tipică pieselor pentru servit pește. Lama este decorată numai pe latura opusă tăișului, pe avers, cu un motiv vegetal incizat, iar pe revers, cu aceleași ornamente vegetale, redate în relief, legate printr-un chenar profilat de un alt motiv decorativ, un crin plasat către mâner. Cele patru poansoane au fost marcate pe reversul lamei, către mâner. | Banca Națională a României                          | Cimec    |
|      | Cuțit pentru pește                                                                                        | Datare: secol XIX Material: argint; turnare; ștanțare; granulare; gravare; cizelare | Cuțit din argint pentru pește, compus dintr-un mâner realizat din două fețe, sudate longitudinal, ce se închid în partea terminală cu un lob ornamental, iar în partea superioară cu un inel fațetat și cu șănțuiri orizontale, pe reversul căruia s-a aplicat poansonul hexagonal cu Minerva. Fețele mânerului sunt decorate cu câte trei registre vegetal florale granulate (rozete și crini), redate în relief, pe revers, între cel din mijloc și cel de jos fiind gravată aceeași monogramă, iar pe margini, un chenar dublu profilat. Lama cuțitului, mai îngustă către mâner, se lățește către vârf cu arcuirea și tăietura tipică pieselor pentru servit pește. Lama este decorată numai pe latura opusă tăișului, pe avers, cu un motiv vegetal incizat, iar pe revers, cu aceleași ornamente vegetale, redate în relief, legate printr-un chenar profilat de un alt motiv decorativ, un crin plasat către mâner. Cele patru poansoane au fost marcate pe reversul lamei, către mâner. | Banca Națională a României                          | Cimec    |
|      | Cuțit pentru pește                                                                                        | Datare: secol XIX Material: argint; turnare; ștanțare; granulare; gravare; cizelare | Cuțit din argint pentru pește, compus dintr-un mâner realizat din două fețe, sudate longitudinal, ce se închid în partea terminală cu un lob ornamental, iar în partea superioară cu un inel fațetat și cu șănțuiri orizontale, pe reversul căruia s-a aplicat poansonul hexagonal cu Minerva. Fețele mânerului sunt decorate cu câte trei registre vegetal florale granulate (rozete și crini), redate în relief, pe revers, între cel din mijloc și cel de jos fiind gravată aceeași monogramă, iar pe margini, un chenar dublu profilat. Lama cuțitului, mai îngustă către mâner, se lățește către vârf cu arcuirea și tăietura tipică pieselor pentru servit pește. Lama este decorată numai pe latura opusă tăișului, pe avers, cu un motiv vegetal incizat, iar pe revers, cu aceleași ornamente vegetale, redate în relief, legate printr-un chenar profilat de un alt motiv decorativ, un crin plasat către mâner. Cele patru poansoane au fost marcate pe reversul lamei, către mâner. | Banca Națională a României                          | Cimec    |
|      | Cuțit pentru pește                                                                                        | Datare: secol XIX Material: argint; turnare; ștanțare; granulare; gravare; cizelare | Cuțit din argint pentru pește, compus dintr-un mâner realizat din două fețe, sudate longitudinal, ce se închid în partea terminală cu un lob ornamental, iar în partea superioară cu un inel fațetat și cu șănțuiri orizontale, pe reversul căruia s-a aplicat poansonul hexagonal cu Minerva. Fețele mânerului sunt decorate cu câte trei registre vegetal florale granulate (rozete și crini), redate în relief, pe revers, între cel din mijloc și cel de jos fiind gravată aceeași monogramă, iar pe margini, un chenar dublu profilat. Lama cuțitului, mai îngustă către mâner, se lățește către vârf cu arcuirea și tăietura tipică pieselor pentru servit pește. Lama este decorată numai pe latura opusă tăișului, pe avers, cu un motiv vegetal incizat, iar pe revers, cu aceleași ornamente vegetale, redate în relief, legate printr-un chenar profilat de un alt motiv decorativ, un crin plasat către mâner. Cele patru poansoane au fost marcate pe reversul lamei, către mâner. | Banca Națională a României                          | Cimec    |
|      | Cuțit pentru pește                                                                                        | Datare: secol XIX Material: argint; turnare; ștanțare; granulare; gravare; cizelare | Cuțit din argint pentru pește, compus dintr-un mâner realizat din două fețe, sudate longitudinal, ce se închid în partea terminală cu un lob ornamental, iar în partea superioară cu un inel fațetat și cu șănțuiri orizontale, pe reversul căruia s-a aplicat poansonul hexagonal cu Minerva. Fețele mânerului sunt decorate cu câte trei registre vegetal florale granulate (rozete și crini), redate în relief, pe revers, între cel din mijloc și cel de jos fiind gravată aceeași monogramă, iar pe margini, un chenar dublu profilat. Lama cuțitului, mai îngustă către mâner, se lățește către vârf cu arcuirea și tăietura tipică pieselor pentru servit pește. Lama este decorată numai pe latura opusă tăișului, pe avers, cu un motiv vegetal incizat, iar pe revers, cu aceleași ornamente vegetale, redate în relief, legate printr-un chenar profilat de un alt motiv decorativ, un crin plasat către mâner. Cele patru poansoane au fost marcate pe reversul lamei, către mâner. | Banca Națională a României                          | Cimec    |
|      | Sosieră                                                                                                   | Datare: 1905 Material: argint; ștanțare; cizelare | Sosieră realizată din foaie de argint, compusă dintr-o cupă, cu gura lobată, pereți ușor bombați, fund semicircular sudat pe un picior evazat. Deschiderea cupei este marcată de patru lobi, doi centrali și doi laterali, ultimii mai lungi și răsfrânți, cu marginea decorată cu volute semicirculare, reliefate și doi crini stilizați, pe lobii centrali. Sosiera are un picior cu inel circular și cu o talpă lobată ce reproduce la scară mică, forma și decorația cupei. Pe exteriorul cupei, sub motivul decorativ al unui lob central s-au aplicat mai multe mărci, o ancoră, un leu redat din profil spre stânga, litera f toate aliniate și redate în cartușe dreptunghiulare, mărci care indică proveniența piesei și anul de fabricație, Anglia, Birmingham, 1905, iar sub acestea într-un alt cartuș literele W.D, marca de autor al piesei. | Banca Națională a României                          | Cimec    |
|      | Fructieră                                                                                                 | Datare: 1/4 sec XX Material: argint; au repousseé; ajurare; gravare; cizelare | Fructieră din argint și cu pereții evazați, decorați în partea superioară, prin tehnica „au repousseé”, cu patru registre lobate ce au fiecare câte o margaretă, încadrate de tulpini cu frunze ce se petrec pe o margine ajurată. Al doilea registru ornamental este redat prin ajurare și gravare cu opt motive frunziforme, grupate două câte două, înconjurate de volute șerpuitoare. Baza fructierei inelară se sprijină pe patru piciorușe decupate din foaie de argint ce au o formă vegetal florală, cu terminațiile sub forma unor jumătăți de lalele. Pe aversul fructierei se pot observa trei mărci, Minerva în cartuș pentalobat, și marca de autor F R (neidentificat), în cartuș dreptunghiular și spicul de grâu (BNR). | Banca Națională a României                          | Cimec    |
|      | Fructieră cu mâner, cu zaharniță și cafetieră detașabile                                                  | Datare: 1/4 sec XX Material: argint; repousee; ajurare; gravare; cizelare | Serviciu pentru desert, lucrat manual din argint, alcătuit dintr-o fructieră cu toartă și două piese detașabile, o cafetieră și o zaharniță. Fructiera are lateralele de forma unor rinichi (fructieră dublă) care în zona de contact au o altă componentă pe care s-a sudat un mâner înalt, dar și suportul inelar pentru zaharniță și cafetieră. Pe același aliniament se află sudat un pahar, din argint, ce susținea probabil o laitieră de sticlă. Mânerul bandiform sugerează împletitura a două panglici prinse în partea superioară într-o fundă. Ornamentația fructierei este una vegetal florală, reliefată, specifică stilului Art Nouveau, de la începutul secolului XIX, câte un fir de garoafă și rozetă ce se întrepătrund și înconjoară suportul fix din centrul piesei, toate lucrate prin tehnica „au repousseé” și minuțios gravate și cizelate. Marginea fructierei este ușor răsfrântă și tăiată în șase lobi decorați cu un chenar profilat și cu elemente franjurate. Cafetiera din argint, cu corpul bombat și fund inelar are buza îngroșată, cu cioc iar pe latura opusă o toartă, compusă din trei segmente din argint matisat, ce sugerează crenguțe de pom. Gâtul și o parte din corpul cafetierei au un decor alcătuit din garoafă și rozetă, reliefate și înconjurate de vrejuri, ultimele regăsindu-se și deasupra piciorului inelar. Zaharnița are corpul rotund, picior inelar cu buza îngroșată și puțin răsfrântă, tăiată în patru lobi, iar motivul decorativ, vegetal floral este identic cu cel de pe fructieră și de pe cafetieră. Suportul fix pentru paharul de sticlă (laitiera) este din argint, de formă tronconică, cu marginea decupată în patru lobi decorat cu o bandă de elemente vegetale reliefate. Fructiera are patru piciorușe sudate, tot din argint ce redau împletirea unor ramuri vegetale. Fiecare piesă ce compune acest serviciu poartă marca Minerva în cartuș pentalobat și marca de autor F R în cartuș dreptunghiular (neidentificată). | Banca Națională a României                          | Cimec    |
|      | Covor cu compoziție Afshan                                                                                | Datare: sec. XIX Material: urzeala și nodul simetric din lână, băteala din bumbac | Câmp central pe fond albastru închis pe care se proiectează medalioane cu perimetru festonat, palmete cu marginile franjurate și rozete separate prin lujere și frunze bifurcate. În restul câmpului sunt presărate elemente animaliere stilizate. Bordura triplă: în chenarul median, pe fond roșu închis sunt înscrise elemente geometrice care sugerează scrierea kufică. Mici găuri pe laturi. | Muzeul Colecțiilor de Artă                          | Cimec    |
|      | Chilim | Datare: sec. XIX Material: țesătură de lână și bumbac (zonele albe) | În câmpul central trei medalioane dreptunghiulare; cinci chenare cu decor geometric. Cromatică: alb, cărămiziu, albastru, verde, ocru, vișiniu, roșu. Capete destrămate. | Muzeul Colecțiilor de Artă                          | Cimec    |
|      | Covor Kazak                                                                                               | Datare: sf. sec. XIX - înc. sec. XX Material: urzeala, băteala și nodul simetric din lână | Pe fondul roșu al câmpului central, trei medalioane mari, cele de la extremități având formă octogonală. Bordura principală, pe fond albastru, este decorată cu frunze zimțate dispuse în formă de zig-zag, încadrând motivul potirului. Două borduri secundare cu motive reciproce (medacyl). Lipsă chilim la capătul inferior al țesăturii. | Muzeul Colecțiilor de Artă                          | Cimec    |
|      | Covor sumak                                                                                               | Datare: sec. XIX Material: lână, țesătură sumak | Câmpul central, îngust, decorat pe fond albastru cu motive vegetale și geometrice este încadrat de mai multe borduri și benzi. Bordura principală, pe fond alb, cu motivul „crabului”. | Muzeul Colecțiilor de Artă                          | Cimec    |
|      | Covor Gendje                                                                                              | Datare: sec. XIX Material: urzeala și nodul simetric din lână, băteala din bumbac | Câmp central cu benzi diagonale de diferite culori, decorate cu motive geometrice, florale și zoomorfe foarte stilizate. Trei borduri, cea principală pe fond alb, cu motive terminate în corșete. Pe suprafața acestor motive sunt reprezentate animale stilizate, asemănătoare celor de pe diagonalele din câmpul central. Cromatica: roșu, albastru, alb, verde, brun. | Muzeul Colecțiilor de Artă                          | Cimec    |
|      | Țesătură Verneh                                                                                           | Datare: înc. sec. XX Material: lână, țesătură cu băteli suplimentare | Câmpul central cu 11 rânduri a câte 7 casete dreptunghiulare decorate cu un motiv romboidal mare în centrul unei rețele de romburi. Bordură pe fond roșu cu decor geometric. Cromatică: verde, alb, violet, albastru, galben, negru, brun și roz. Chilimul de la capete deteriorat, mici reparații în câmpul central, rupturi pe una din laturi. | Muzeul Colecțiilor de Artă                          | Cimec    |
|      | Chilim | Datare: sec. XIX Material: țesătură din lână și bumbac (zonele albe) | Central, câmp cu douăsprezece casete pătrate, înconjurat de trei borduri cu decor geometric. Cromatică: galben, verde, albastru, roșu, brun, bleumarin, vișiniu și cărămiziu. | Muzeul Colecțiilor de Artă                          | Cimec    |
|      | Chilim | Datare: sec. XIX Material: țesătură din lână, lamelă metalică | Piesă compusă din două fâșii inegale cusute la mijloc. Câmpul este decorat cu casete pe fond albastru, roșu, verde, brun, oranj. Pe latura lungă, o singură bordură, decorată cu motive geometrice; pe lățime, două borduri cu motive vegetale stilizate. Pe o porțiune de mici dimensiuni a fost folosită lamelă metalică. La unul din capete fâșiile sunt descusute. | Muzeul Colecțiilor de Artă                          | Cimec    |
|      | Desagă | Datare: sec. XIX Material: lână, țesătură sumak | Central, un panou dreptunghiular pe fon dalb, decorat în mijloc cu un octogon înconjurat de două tipuri de motive cu croșete. Un al treilea tip de motive cu croșete este reprezentat deasupra și sub panou, pe fond albastru închis, flancat de câte două octogoane mari. Printre ele, mici motive zoomorfe foarte stilizate. Două borduri de lățimi diferite, un fond alb, cealaltă pe albastru închis, ambele cu motive în formă de S, dar tratate diferit. Capete chilim, unul dintre ele în mai multe culori. | Muzeul Colecțiilor de Artă                          | Cimec    |
|      | Desagă | Datare: sec. XIX Material: lână, țesătură sumak | Pe fond albastru, un octogon alb în care este înscris un patrulater decorat în interior cu un motiv alcătuit din trei romburi și trei croșete. Pe bordura cu fond roșu, medalioane cu croșete, dispuse câte șase, respectiv șapte pe fiecare latură. Unită cu piesa 101288. | Muzeul Colecțiilor de Artă                          | Cimec    |
|      | Desagă | Datare: sec. XIX Material: lână, țesătură sumak | Pe fond albastru, un octogon alb în care este înscris un patrulater decorat în interior cu un motiv alcătuit din trei romburi și trei croșete. Pe bordura cu fond roșu, medalioane cu croșete, dispuse câte șase, respectiv opt pe fiecare latură. Unită cu piesa 101287. | Muzeul Colecțiilor de Artă                          | Cimec    |
|      | Chilim | Datare: sec. XIX Material: țesătură din lână și bumbac (zonele albe) | Piesă compusă din două fâșii înguste, cusute pe mijloc. Pe fond verde sunt dispuse diagonal, în rânduri paralele, numeroase motive mici, cu laturi în trepte și o cruce în interior. În centrul câmpului, medalion romboidal din care pornesc croșete lungi, albe. La capete, câte trei benzi late, pe fond violet, alb și brun, decorate cu motive mari, geometrice. Chenar pe fond roșu. | Muzeul Colecțiilor de Artă                          | Cimec    |
|      | Tavă | Datare: a doua jumătate a secolului XVIII-lea Material: Caolin; pigmenți colorați. | Format romboidal cu marginea ondulată și colțurile rotunjite astfel ca în vârfurile ascuțite să se formeze zone de transportare. Pe diagonala maximă sunt trei panouri cvadrilobate în care sunt înscrise vedute cu peisaje portuare și restul suprafeței decorate cu volute și motive vegetale. Pe spatele platoului a fost înscrisă marca fabricii între 1740 și 1790, numărul 60698 precum și majusculele AR. | Muzeul Național de Istorie a României               | Cimec    |
|      | Farfurie                                                                                                  | Datare: a doua jumătate a secolului XVIII-lea Material: Caolin; pigmenți colorați. | Format calotă sferică, pictate cu câte un panou cvadrilobat în care se înscrie o vedută cu peisaj portuar înconjurată cu motive vegetale și volute policrome care se repetă pe marginea piesei sub formă de bandă. | Muzeul Național de Istorie a României               | Cimec    |
|      | Farfurie                                                                                                  | Datare: a doua jumătate a secolului XVIII-lea Material: Caolin; pigmenți colorați. | Format calotă sferică, pictate cu câte un panou cvadrilobat în care se înscrie o vedută cu peisaj portuar înconjurată cu motive vegetale și volute policrome care se repetă pe marginea piesei sub formă de bandă. | Muzeul Național de Istorie a României               | Cimec    |
|      | Ceașcă | Datare: a doua jumătate a secolului XVIII-lea Material: Caolin; pigmenți colorați. | Ceașcă semisferică, în profil cu o ondulare ușoară, pe bază inelară, cu ansă în consolă, decorate cu două panouri cvadrilobate în care se înscrie câte o vedută cu scene portuare înconjurate de motive vegetale și volute care se repetă în jurul buzei sub formă de bandă. | Muzeul Național de Istorie a României               | Cimec    |
|      | Ceașcă | Datare: a doua jumătate a secolului XVIII-lea Material: Caolin; pigmenți colorați. | Ceașcă semisferică, în profil cu o ondulare ușoară, pe bază inelară, cu ansă în consolă, decorate cu două panouri cvadrilobate în care se înscrie câte o vedută cu scene portuare înconjurate de motive vegetale și volute care se repetă în jurul buzei sub formă de bandă. | Muzeul Național de Istorie a României               | Cimec    |
|      | Zaharniță                                                                                                 | Datare: a doua jumătate a secolului XVIII-lea Material: Caolin; pigmenți colorați. | Format semisferic, în profil cu o ondulare ușoară și capac cu butonul modelat ca un boboc de floare. Recipientul și capacul decorate cu câte două panouri cvadrilobate în care se înscrie câte o veduă cu imagini portuare diferite. Restul suprafeței acoperit cu motive vegetale și volute dispuse în jurul panourilor, a buzei și a capacului. Piesă marcată cu marca fabricii de porțelan Meissen. | Muzeul Național de Istorie a României               | Cimec    |
|      | Letieră                                                                                                   | Datare: a doua jumătate a secolului XVIII-lea Material: Caolin; pigmenți colorați. | Recipient piriform pe bază inelară cu toartă în consolă și cioc. Recipientul a fost decorat cu două panouri cvadrilobate în care se înscriu vedute cu scene portuare diferite. Panourile sunt înconjurate de motive vegetale și volute care se repetă sub formă de bandă la buza vasului care este festonată. Buza a fost pictată și în interior de baghete cu volute. | Muzeul Național de Istorie a României               | Cimec    |
|      | Cafetieră                                                                                                 | Datare: a doua jumătate a secolului XVIII-lea Material: Caolin; pigmenți colorați. | Recipient piriform pe bază inelară, cu cioc, cu toartă în consolă și capacul bombat în formă de floare. Pe corpul vasului au fost pictate două panouri cvadrilobate cu câte o vedută reprezentând porturile unor orașe cu nave și schele, înconjurate cu motive vegetale și jocuri de volute, care se repetă la buza recipientului. Ciocul - modelat în relief ușor cu motive vegetale stilizate. Capacul poartă și el o bandă de volute și două panouri - vedute cu alte scene populare. | Muzeul Național de Istorie a României               | Cimec    |
|      | Linguriță                                                                                                 | Datare: a doua jumătate a secolului XVIII-lea Material: Caolin; pigmenți colorați. | Linguriță cu căușul ovoidal și mânerul drept, ușor ondulate; căușul a fost decorat cu câte o vedută a unui peisaj portuar înconjurat de motive vegetale și volute care se repetă și spre capătul mânerului ușor evazat. | Muzeul Național de Istorie a României               | Cimec    |
|      | Linguriță                                                                                                 | Datare: a doua jumătate a secolului XVIII-lea Material: Caolin; pigmenți colorați. | Linguriță cu căușul ovoidal și mânerul drept, ușor ondulate; căușul a fost decorat cu câte o vedută a unui peisaj portuar înconjurat de motive vegetale și volute care se repetă și spre capătul mânerului ușor evazat. | Muzeul Național de Istorie a României               | Cimec    |
|      | Zaharniță                                                                                                 | Datare: a doua jumătate a secolului XVIII-lea Material: Caolin; pigmenți colorați. | Format semisferic, în profil cu o ondulare ușoară și capac cu butonul modelat ca un boboc de floare. Recipientul și capacul decorate cu câte două panouri cvadrilobate în care se înscrie câte o veduă cu imagini portuare diferite. Restul suprafeței acoperit cu motive vegetale și volute dispuse în jurul panourilor, a buzei și a capacului. Piesă marcată cu marca fabricii de porțelan Meissen. | Muzeul Național de Istorie a României               | Cimec    |
|      | Capac de ceașcă                                                                                           | Datare: a doua jumătate a secolului XVIII-lea Material: Caolin; pigmenți colorați. | Capacul este decorat cu câte două panouri cvadrilobate în care se înscrie câte o vedută cu imagini portuare diferite. | Muzeul Național de Istorie a României               | Cimec    |
|      | Capac de ceașcă                                                                                           | Datare: a doua jumătate a secolului XVIII-lea Material: Caolin; pigmenți colorați. | Capacul este decorat cu câte două panouri cvadrilobate în care se înscrie câte o vedută cu imagini portuare diferite. | Muzeul Național de Istorie a României               | Cimec    |
|      | Casetă | Datare: a doua jumătate a secolului XVIII-lea Material: Caolin; pigmenți colorați. | Casetă din lemn îmbrăcată în catifea verde-oliv împărțită în interior în spații decupate special ca să primească și să fixeze piesele serviciului. | Muzeul Național de Istorie a României               | Cimec    |
|      | Tabacheră                                                                                                 | Material: argint | Recipient pentru păstrat ceai, format de tip casetă tubulară pe bază ovală cu capac prins cu balama. Întreaga suprafață a recipientului este cizelată cu motive vegetale, vrejuri și flori, în cadrul respectiv se pot observa următoarele elemente decorative: Pe partea frontală se află un copil așezat pe o creangă înflorită trasă de o albină, în partea opusă este prezent un amoraș înaripat care ține talere, într-una din părțile înguste se află un copil care încordează un arc, iar în partea opusă un copil cu talere; pe capac se află un alt copil într-un car tras de o albină. Piesa este marcată pe fund (marcajul respectiv este neclar, pare să reprezinte un cap de cerb anturat de ciferele 8, 2, 4). | Muzeul Național de Istorie a României               | Cimec    |
|      | Platou omagial primit de regele Ferdinand din partea orașului Chișinău                                    | Datare: 1908-1920 Material: argint; aur | Platou circular, cu bordura ușor festonată și cizelată, pe volanul lat, spre bordură și spre porțiunea adâncită, cu cârte o friză îngustă formată din motive vegetale și geometrice, aurite, întrerupte de trei ghirlande în care se înscriu: cifra regelui Ferdinand, a reginei Maria și un E (principesa Elisabeta) timbrate de coroane. În porțiunea concavă a fost gravată inscripția: „Maiestății Sale Regelui Ferdinand I Domnutorul tuturor Românilor - Comuna orașului Chișinău, 20 V 1920”. Pe marginea bordurii - ponsonul meșterului „BA”, iar pe revers, pe mijlocul piesei decorat cu ghiloșuri, cel al purității argintului rusesc după 1908, și cel al meșterului. Pe spate platoul are sudată grosolan o agățătoare din metal comun. | Muzeul Național de Istorie a României               | Cimec    |
|      | Pocal transilvănean Autor: Paulus Roth                                                                    | Datare: prima jumătate a secolului al XVIII-lea Material: argint aurit; cizelare; turnare; aurire | pocal cu picior și capac. Capacul are decor realizat prin ciocănire, cu flori, frunze și buchete de fructe, precum și figura în ronde-bosee a unui legionar roman. Corpul pocalului este decorat cu trei cerbi reprezentați în mediu natural, în interiorul unor medalioane ovale, cu lambrechini. Piciorul provine de la o altă piesă. Marcă pe margine cupei: PR, Brașov. | Colecție particulară                                | Cimec    |
|      | Sfeșnic de mână                                                                                           | Datare: mijloc sec. XIX Material: argint | Format cupă de lumânare așezată pe o farfurie ondulată, cu bordura decorată cu elemente vegetale; mânerul în consolă, format semn de întrebare, acoperit la capăt, peste farfurie, de un element foliat. Pe farfurie a fost gravată inscripția - From Gradmaman -, cifra reginei Victoria a Marii Britanii încoronată și data X Mas 1887. Piesa poartă marcajul englez, coroana orașului Sheffield, litera anului de realizare și a meșterului HW&Co. | Muzeul Național de Istorie a României               | Cimec    |
|      | Caserolă Autor: Wollenweber, Ed.                                                                          | Datare: sfârșitul secolului al XIX-lea Material: argint; carneol | Format sferic pe bază aplatizată, cu buza decupată în două arcuri care formează un vârf într-o parte, iar în partea opusă a fost lipit mânerul drept, din bandă metalică, curbat perpendicular spre capăt; aproape de zona de îndoire a mânerului a fost fixat un carneol (?) șlefuit caboșon pe bază pătrată. Pe fund, recipientul prezintă marcajul Germaniei, a purității argintului și al meșterului - Ed. Wollenweber. | Muzeul Național de Istorie a României               | Cimec    |
|      | Caserolă Autor: Wollenweber, Ed.                                                                          | Datare: sfârșitul secolului al XIX-lea Material: argint; chrisopras (?) | Format sferic pe bază aplatizată, cu buza decupată în două arcuri care formează un vârf într-o parte, iar în partea opusă a fost lipit mânerul drept, din bandă metalică, curbat perpendicular spre capăt; aproape de zona de îndoire a mânerului a fost fixat un chrisopras (?) șlefuit caboșon oval. Pe fund, recipientul prezintă marcajul Germaniei, a purității argintului și al meșterului - Ed. Wollenweber. | Muzeul Național de Istorie a României               | Cimec    |
|      | Caserolă Autor: Wollenweber, Ed.                                                                          | Datare: sfârșitul secolului al XIX-lea Material: argint; agată | Format sferic pe bază aplatizată, cu buza decupată în două arcuri care formează un vârf într-o parte, iar în partea opusă a fost lipit mânerul drept, din bandă metalică, curbat perpendicular spre capăt; aproape de zona de îndoire a mânerului a fost fixată o agată (?) șlefuită caboșon oval. Pe fund, recipientul prezintă marcajul Germaniei, a purității argintului și al meșterului - Ed. Wollenweber. | Muzeul Național de Istorie a României               | Cimec    |
|      | Caserolă Autor: Wollenweber, Ed.                                                                          | Datare: sfârșitul secolului al XIX-lea Material: argint; carneol | Format sferic pe bază aplatizată, cu buza decupată în două arcuri care formează un vârf într-o parte, iar în partea opusă a fost lipit mânerul drept, din bandă metalică, curbat perpendicular spre capăt; aproape de zona de îndoire a mânerului a fost fixat un carneol (?) șlefuit caboșon rotund. Pe fund, recipientul prezintă marcajul Germaniei, a purității argintului și al meșterului - Ed. Wollenweber. | Muzeul Național de Istorie a României               | Cimec    |
|      | Caserolă Autor: Wollenweber, Ed.                                                                          | Datare: sfârșitul secolului al XIX-lea Material: argint; turcoază | Format sferic pe bază aplatizată, cu buza decupată în două arcuri care formează un vârf într-o parte, iar în partea opusă a fost lipit mânerul drept, din bandă metalică, curbat perpendicular spre capăt; aproape de zona de îndoire a mânerului a fost fixată o turcoază (?) șlefuită caboșon oval. Pe fund, recipientul prezintă marcajul Germaniei, a purității argintului și al meșterului - Ed. Wollenweber. | Muzeul Național de Istorie a României               | Cimec    |
|      | Caserolă Autor: Wollenweber, Ed.                                                                          | Datare: sfârșitul secolului al XIX-lea Material: argint; agat | Format sferic pe bază aplatizată, cu buza decupată în două arcuri care formează un vârf într-o parte, iar în partea opusă a fost lipit mânerul drept, din bandă metalică, curbat perpendicular spre capăt; aproape de zona de îndoire a mânerului a fost fixat un agat (?) șlefuit caboșon rotund. Pe fund, recipientul prezintă marcajul Germaniei, a purității argintului și al meșterului - Ed. Wollenweber. | Muzeul Național de Istorie a României               | Cimec    |
|      | Caserolă Autor: Wollenweber, Ed.                                                                          | Datare: sfârșitul secolului al XIX-lea Material: argint; piatra lunii | Format sferic pe bază aplatizată, cu buza decupată în două arcuri care formează un vârf într-o parte, iar în partea opusă a fost lipit mânerul drept, din bandă metalică, curbat perpendicular spre capăt; aproape de zona de îndoire a mânerului a fost fixată o piatra lunii (?) șlefuită caboșon rotund. Pe fund, recipientul prezintă marcajul Germaniei, a purității argintului și al meșterului - Ed. Wollenweber. | Muzeul Național de Istorie a României               | Cimec    |
|      | Caserolă Autor: Wollenweber, Ed.                                                                          | Datare: sfârșitul secolului al XIX-lea Material: argint; turcoază | Format sferic pe bază aplatizată, cu buza decupată în două arcuri care formează un vârf într-o parte, iar în partea opusă a fost lipit mânerul drept, din bandă metalică, curbat perpendicular spre capăt; aproape de zona de îndoire a mânerului a fost fixată o turcoază (?) șlefuită caboșon rotund. Pe fund, recipientul prezintă marcajul Germaniei, a purității argintului și al meșterului - Ed. Wollenweber. | Muzeul Național de Istorie a României               | Cimec    |
|      | Caserolă Autor: Wollenweber, Ed.                                                                          | Datare: sfârșitul secolului al XIX-lea Material: argint; opal | Format sferic pe bază aplatizată, cu buza decupată în două arcuri care formează un vârf într-o parte, iar în partea opusă a fost lipit mânerul drept, din bandă metalică, curbat perpendicular spre capăt; aproape de zona de îndoire a mânerului a fost fixat un opal (?) șlefuit caboșon pe o bază ovală. Pe fund, recipientul prezintă marcajul Germaniei, a purității argintului și al meșterului - Ed. Wollenweber. | Muzeul Național de Istorie a României               | Cimec    |
|      | Caserolă Autor: Wollenweber, Ed.                                                                          | Datare: sfârșitul secolului al XIX-lea Material: argint | Format sferic pe bază aplatizată, cu buza decupată în două arcuri care formează un vârf într-o parte, iar în partea opusă a fost lipit mânerul drept, din bandă metalică, curbat perpendicular spre capăt; aproape de zona de îndoire a mânerului a fost fixată o piatră montată în casetă ovală, astăzi pierdută. Pe fund, recipientul prezintă marcajul Germaniei, a purității argintului și al meșterului - Ed. Wollenweber. | Muzeul Național de Istorie a României               | Cimec    |
|      | Caserolă Autor: Wollenweber, Ed.                                                                          | Datare: sfârșitul secolului al XIX-lea Material: argint; carneol | Format sferic pe bază aplatizată, cu buza decupată în două arcuri care formează un vârf într-o parte, iar în partea opusă a fost lipit mânerul drept, din bandă metalică, curbat perpendicular spre capăt; aproape de zona de îndoire a mânerului a fost fixat un carneol (?) șlefuit caboșon oval. Pe fund, recipientul prezintă marcajul Germaniei, a purității argintului și al meșterului - Ed. Wollenweber. | Muzeul Național de Istorie a României               | Cimec    |
|      | Caserolă Autor: Wollenweber, Ed.                                                                          | Datare: sfârșitul secolului al XIX-lea Material: argint; carneol | Format sferic pe bază aplatizată, cu buza decupată în două arcuri care formează un vârf într-o parte, iar în partea opusă a fost lipit mânerul drept, din bandă metalică, curbat perpendicular spre capăt; aproape de zona de îndoire a mânerului a fost fixat un carneol (?) șlefuit caboșon oval. Pe fund, recipientul prezintă marcajul Germaniei, a purității argintului și al meșterului - Ed. Wollenweber. | Muzeul Național de Istorie a României               | Cimec    |
|      | Caserolă Autor: Wollenweber, Ed.                                                                          | Datare: sfârșitul secolului al XIX-lea Material: argint; agat | Format sferic pe bază aplatizată, cu buza decupată în două arcuri care formează un vârf într-o parte, iar în partea opusă a fost lipit mânerul drept, din bandă metalică, curbat perpendicular spre capăt; aproape de zona de îndoire a mânerului a fost fixat un agat (?) șlefuit caboșon oval. Pe fund, recipientul prezintă marcajul Germaniei, a purității argintului și al meșterului - Ed. Wollenweber. | Muzeul Național de Istorie a României               | Cimec    |
|      | Caserolă Autor: Wollenweber, Ed.                                                                          | Datare: sfârșitul secolului al XIX-lea Material: argint; azurit (?) | Format sferic pe bază aplatizată, cu buza decupată în două arcuri care formează un vârf într-o parte, iar în partea opusă a fost lipit mânerul drept, din bandă metalică, curbat perpendicular spre capăt; aproape de zona de îndoire a mânerului a fost fixat un azurit (?) șlefuit caboșon oval. Pe fund, recipientul prezintă marcajul Germaniei, a purității argintului și al meșterului - Ed. Wollenweber. | Muzeul Național de Istorie a României               | Cimec    |
|      | Caserolă Autor: Wollenweber, Ed.                                                                          | Datare: sfârșitul secolului al XIX-lea Material: argint; hematit | Format sferic pe bază aplatizată, cu buza decupată în două arcuri care formează un vârf într-o parte, iar în partea opusă a fost lipit mânerul drept, din bandă metalică, curbat perpendicular spre capăt; aproape de zona de îndoire a mânerului a fost fixat un hematit (?) șlefuit caboșon rotund. Pe fund, recipientul prezintă marcajul Germaniei, a purității argintului și al meșterului - Ed. Wollenweber. | Muzeul Național de Istorie a României               | Cimec    |
|      | Caserolă Autor: Wollenweber, Ed.                                                                          | Datare: sfârșitul secolului al XIX-lea Material: argint; ametist | Format sferic pe bază aplatizată, cu buza decupată în două arcuri care formează un vârf într-o parte, iar în partea opusă a fost lipit mânerul drept, din bandă metalică, curbat perpendicular spre capăt; aproape de zona de îndoire a mânerului a fost fixat un ametist (?) șlefuit caboșon pe bază pătrată. Pe fund, recipientul prezintă marcajul Germaniei, a purității argintului și al meșterului - Ed. Wollenweber. | Muzeul Național de Istorie a României               | Cimec    |
|      | Caserolă Autor: Wollenweber, Ed.                                                                          | Datare: sfârșitul secolului al XIX-lea Material: argint; turcoaz | Format sferic pe bază aplatizată, cu buza decupată în două arcuri care formează un vârf într-o parte, iar în partea opusă a fost lipit mânerul drept, din bandă metalică, curbat perpendicular spre capăt; aproape de zona de îndoire a mânerului a fost fixat un turcoaz (?) șlefuit în formă de lacrimă. Pe fund, recipientul prezintă marcajul Germaniei, a purității argintului și al meșterului - Ed. Wollenweber. | Muzeul Național de Istorie a României               | Cimec    |
|      | Caserolă Autor: Wollenweber, Ed.                                                                          | Datare: sfârșitul secolului al XIX-lea Material: argint; carneol | Format sferic pe bază aplatizată, cu buza decupată în două arcuri care formează un vârf într-o parte, iar în partea opusă a fost lipit mânerul drept, din bandă metalică, curbat perpendicular spre capăt; aproape de zona de îndoire a mânerului a fost fixat un carneol (?) șlefuit caboșon rotund. Pe fund, recipientul prezintă marcajul Germaniei, a purității argintului și al meșterului - Ed. Wollenweber. | Muzeul Național de Istorie a României               | Cimec    |
|      | Caserolă Autor: Wollenweber, Ed.                                                                          | Datare: sfârșitul secolului al XIX-lea Material: argint; carneol | Format sferic pe bază aplatizată, cu buza decupată în două arcuri care formează un vârf într-o parte, iar în partea opusă a fost lipit mânerul drept, din bandă metalică, curbat perpendicular spre capăt; aproape de zona de îndoire a mânerului a fost fixat un carneol (?) șlefuit caboșon rotund. Pe fund, recipientul prezintă marcajul Germaniei, a purității argintului și al meșterului - Ed. Wollenweber. | Muzeul Național de Istorie a României               | Cimec    |
|      | Caserolă Autor: Wollenweber, Ed.                                                                          | Datare: sfârșitul secolului al XIX-lea Material: argint; carneol | Format sferic pe bază aplatizată, cu buza decupată în două arcuri care formează un vârf într-o parte, iar în partea opusă a fost lipit mânerul drept, din bandă metalică, curbat perpendicular spre capăt; aproape de zona de îndoire a mânerului a fost fixat un carneol (?) șlefuit caboșon rotund. Pe fund, recipientul prezintă marcajul Germaniei, a purității argintului și al meșterului - Ed. Wollenweber. | Muzeul Național de Istorie a României               | Cimec    |
|      | Caserolă Autor: Wollenweber, Ed.                                                                          | Datare: sfârșitul secolului al XIX-lea Material: argint; ametist | Format sferic pe bază aplatizată, cu buza decupată în două arcuri care formează un vârf într-o parte, iar în partea opusă a fost lipit mânerul drept, din bandă metalică, curbat perpendicular spre capăt; aproape de zona de îndoire a mânerului a fost fixat un ametist (?) șlefuit rombic, ușor fațetat. Pe fund, recipientul prezintă marcajul Germaniei, a purității argintului și al meșterului - Ed. Wollenweber. | Muzeul Național de Istorie a României               | Cimec    |
|      | Caserolă Autor: Wollenweber, Ed.                                                                          | Datare: sfârșitul secolului al XIX-lea Material: argint; chrysoprase | Format sferic pe bază aplatizată, cu buza decupată în două arcuri care formează un vârf într-o parte, iar în partea opusă a fost lipit mânerul drept, din bandă metalică, curbat perpendicular spre capăt; aproape de zona de îndoire a mânerului a fost fixat un chrysoprase (?) șlefuit caboșon oval. Pe fund, recipientul prezintă marcajul Germaniei, a purității argintului și al meșterului - Ed. Wollenweber. | Muzeul Național de Istorie a României               | Cimec    |
|      | Caserolă Autor: Wollenweber, Ed.                                                                          | Datare: sfârșitul secolului al XIX-lea Material: argint; turcoaz | Format sferic pe bază aplatizată, cu buza decupată în două arcuri care formează un vârf într-o parte, iar în partea opusă a fost lipit mânerul drept, din bandă metalică, curbat perpendicular spre capăt; aproape de zona de îndoire a mânerului a fost fixat un turcoaz (?) șlefuit caboșon rotund. Pe fund, recipientul prezintă marcajul Germaniei, a purității argintului și al meșterului - Ed. Wollenweber. | Muzeul Național de Istorie a României               | Cimec    |
|      | Caserolă Autor: Wollenweber, Ed.                                                                          | Datare: sfârșitul secolului al XIX-lea Material: argint; calcedonie | Format sferic pe bază aplatizată, cu buza decupată în două arcuri care formează un vârf într-o parte, iar în partea opusă a fost lipit mânerul drept, din bandă metalică, curbat perpendicular spre capăt; aproape de zona de îndoire a mânerului a fost fixată o calcedonie (?) șlefuită caboșon rotund. Pe fund, recipientul prezintă marcajul Germaniei, a purității argintului și al meșterului - Ed. Wollenweber. | Muzeul Național de Istorie a României               | Cimec    |
|      | Caserolă Autor: Wollenweber, Ed.                                                                          | Datare: sfârșitul secolului al XIX-lea Material: argint; chrysoprase (?) | Format sferic pe bază aplatizată, cu buza decupată în două arcuri care formează un vârf într-o parte, iar în partea opusă a fost lipit mânerul drept, din bandă metalică, curbat perpendicular spre capăt; aproape de zona de îndoire a mânerului a fost fixat un chrysoprase (?) șlefuit caboșon oval. Pe fund, recipientul prezintă marcajul Germaniei, a purității argintului și al meșterului - Ed. Wollenweber. | Muzeul Național de Istorie a României               | Cimec    |
|      | Caserolă Autor: Wollenweber, Ed.                                                                          | Datare: sfârșitul secolului al XIX-lea Material: argint; granat | Format sferic pe bază aplatizată, cu buza decupată în două arcuri care formează un vârf într-o parte, iar în partea opusă a fost lipit mânerul drept, din bandă metalică, curbat perpendicular spre capăt; aproape de zona de îndoire a mânerului a fost fixat un granat (?) șlefuit caboșon suveică. Pe fund, recipientul prezintă marcajul Germaniei, a purității argintului și al meșterului - Ed. Wollenweber. | Muzeul Național de Istorie a României               | Cimec    |
|      | Caserolă Autor: Wollenweber, Ed.                                                                          | Datare: sfârșitul secolului al XIX-lea Material: argint; chrysoprase sau jadeit | Format sferic pe bază aplatizată, cu buza decupată în două arcuri care formează un vârf într-o parte, iar în partea opusă a fost lipit mânerul drept, din bandă metalică, curbat perpendicular spre capăt; aproape de zona de îndoire a mânerului a fost fixat un chrysoprase sau jadeit (?) șlefuit caboșon oval. Pe fund, recipientul prezintă marcajul Germaniei, a purității argintului și al meșterului - Ed. Wollenweber. | Muzeul Național de Istorie a României               | Cimec    |
|      | Caserolă Autor: Wollenweber, Ed.                                                                          | Datare: sfârșitul secolului al XIX-lea Material: argint; ametist | Format sferic pe bază aplatizată, cu buza decupată în două arcuri care formează un vârf într-o parte, iar în partea opusă a fost lipit mânerul drept, din bandă metalică, curbat perpendicular spre capăt; aproape de zona de îndoire a mânerului a fost fixat un ametist (?) șlefuit caboșon pe bază pătrată. Pe fund, recipientul prezintă marcajul Germaniei, a purității argintului și al meșterului - Ed. Wollenweber. | Muzeul Național de Istorie a României               | Cimec    |
|      | Caserolă Autor: Wollenweber, Ed.                                                                          | Datare: sfârșitul secolului al XIX-lea Material: argint; agată | Format sferic pe bază aplatizată, cu buza decupată în două arcuri care formează un vârf într-o parte, iar în partea opusă a fost lipit mânerul drept, din bandă metalică, curbat perpendicular spre capăt; aproape de zona de îndoire a mânerului a fost fixată o agată (?) șlefuit caboșon rotund. Pe fund, recipientul prezintă marcajul Germaniei, a purității argintului și al meșterului - Ed. Wollenweber. | Muzeul Național de Istorie a României               | Cimec    |
|      | Caserolă Autor: Wollenweber, Ed.                                                                          | Datare: sfârșitul secolului al XIX-lea Material: argint; cuarț roz | Format sferic pe bază aplatizată, cu buza decupată în două arcuri care formează un vârf într-o parte, iar în partea opusă a fost lipit mânerul drept, din bandă metalică, curbat perpendicular spre capăt; aproape de zona de îndoire a mânerului a fost fixat un cuarț roz (?) șlefuit lacrimă. Pe fund, recipientul prezintă marcajul Germaniei, a purității argintului și al meșterului - Ed. Wollenweber. | Muzeul Național de Istorie a României               | Cimec    |
|      | Caserolă Autor: Wollenweber, Ed.                                                                          | Datare: sfârșitul secolului al XIX-lea Material: argint; turmalină | Format sferic pe bază aplatizată, cu buza decupată în două arcuri care formează un vârf într-o parte, iar în partea opusă a fost lipit mânerul drept, din bandă metalică, curbat perpendicular spre capăt; aproape de zona de îndoire a mânerului a fost fixată o turmalină (?) șlefuită caboșon rotund. Pe fund, recipientul prezintă marcajul Germaniei, a purității argintului și al meșterului - Ed. Wollenweber. | Muzeul Național de Istorie a României               | Cimec    |
|      | Caserolă Autor: Wollenweber, Ed.                                                                          | Datare: sfârșitul secolului al XIX-lea Material: argint; citrin | Format sferic pe bază aplatizată, cu buza decupată în două arcuri care formează un vârf într-o parte, iar în partea opusă a fost lipit mânerul drept, din bandă metalică, curbat perpendicular spre capăt; aproape de zona de îndoire a mânerului a fost fixat un citrin (?) șlefuit caboșon oval. Pe fund, recipientul prezintă marcajul Germaniei, a purității argintului și al meșterului - Ed. Wollenweber. | Muzeul Național de Istorie a României               | Cimec    |
|      | Caserolă Autor: Wollenweber, Ed.                                                                          | Datare: sfârșitul secolului al XIX-lea Material: argint; azurit | Format sferic pe bază aplatizată, cu buza decupată în două arcuri care formează un vârf într-o parte, iar în partea opusă a fost lipit mânerul drept, din bandă metalică, curbat perpendicular spre capăt; aproape de zona de îndoire a mânerului a fost fixat un azurit (?) șlefuit caboșon pe bază rombică. Pe fund, recipientul prezintă marcajul Germaniei, a purității argintului și al meșterului - Ed. Wollenweber. | Muzeul Național de Istorie a României               | Cimec    |
|      | Caserolă Autor: Wollenweber, Ed.                                                                          | Datare: sfârșitul secolului al XIX-lea Material: argint; beril sau zircon | Format sferic pe bază aplatizată, cu buza decupată în două arcuri care formează un vârf într-o parte, iar în partea opusă a fost lipit mânerul drept, din bandă metalică, curbat perpendicular spre capăt; aproape de zona de îndoire a mânerului a fost fixat un beril sau zircon (?) șlefuit caboșon rotund. Pe fund, recipientul prezintă marcajul Germaniei, a purității argintului și al meșterului - Ed. Wollenweber. | Muzeul Național de Istorie a României               | Cimec    |
|      | Caserolă Autor: Wollenweber, Ed.                                                                          | Datare: sfârșitul secolului al XIX-lea Material: argint; opal | Format sferic pe bază aplatizată, cu buza decupată în două arcuri care formează un vârf într-o parte, iar în partea opusă a fost lipit mânerul drept, din bandă metalică, curbat perpendicular spre capăt; aproape de zona de îndoire a mânerului a fost fixat un opal (?) șlefuit caboșon oval. Pe fund, recipientul prezintă marcajul Germaniei, a purității argintului și al meșterului - Ed. Wollenweber. | Muzeul Național de Istorie a României               | Cimec    |
|      | Caserolă Autor: Wollenweber, Ed.                                                                          | Datare: sfârșitul secolului al XIX-lea Material: argint; agată | Format sferic pe bază aplatizată, cu buza decupată în două arcuri care formează un vârf într-o parte, iar în partea opusă a fost lipit mânerul drept, din bandă metalică, curbat perpendicular spre capăt; aproape de zona de îndoire a mânerului a fost fixată o agată (?) șlefuită caboșon rotund. Pe fund, recipientul prezintă marcajul Germaniei, a purității argintului și al meșterului - Ed. Wollenweber. | Muzeul Național de Istorie a României               | Cimec    |
|      | Caserolă Autor: Wollenweber, Ed.                                                                          | Datare: sfârșitul secolului al XIX-lea Material: argint; rodonith | Format sferic pe bază aplatizată, cu buza decupată în două arcuri care formează un vârf într-o parte, iar în partea opusă a fost lipit mânerul drept, din bandă metalică, curbat perpendicular spre capăt; aproape de zona de îndoire a mânerului a fost fixat un rodonith (?) șlefuit caboșon pe bază rombică. Pe fund, recipientul prezintă marcajul Germaniei, a purității argintului și al meșterului - Ed. Wollenweber. | Muzeul Național de Istorie a României               | Cimec    |
|      | Caserolă Autor: Wollenweber, Ed.                                                                          | Datare: sfârșitul secolului al XIX-lea Material: argint; turcoază | Format sferic pe bază aplatizată, cu buza decupată în două arcuri care formează un vârf într-o parte, iar în partea opusă a fost lipit mânerul drept, din bandă metalică, curbat perpendicular spre capăt; aproape de zona de îndoire a mânerului a fost fixată o turcoază (?) șlefuită caboșon oval. Pe fund, recipientul prezintă marcajul Germaniei, a purității argintului și al meșterului - Ed. Wollenweber. | Muzeul Național de Istorie a României               | Cimec    |
|      | Caserolă Autor: Wollenweber, Ed.                                                                          | Datare: sfârșitul secolului al XIX-lea Material: argint; azurit | Format sferic pe bază aplatizată, cu buza decupată în două arcuri care formează un vârf într-o parte, iar în partea opusă a fost lipit mânerul drept, din bandă metalică, curbat perpendicular spre capăt; aproape de zona de îndoire a mânerului a fost fixat un azurit (?) șlefuit caboșon rotund. Pe fund, recipientul prezintă marcajul Germaniei, a purității argintului și al meșterului - Ed. Wollenweber. | Muzeul Național de Istorie a României               | Cimec    |
|      | Caserolă Autor: Wollenweber, Ed.                                                                          | Datare: sfârșitul secolului al XIX-lea Material: argint; turcoază | Format sferic pe bază aplatizată, cu buza decupată în două arcuri care formează un vârf într-o parte, iar în partea opusă a fost lipit mânerul drept, din bandă metalică, curbat perpendicular spre capăt; aproape de zona de îndoire a mânerului a fost fixată o turcoază (?) șlefuită caboșon pe bază rombică. Pe fund, recipientul prezintă marcajul Germaniei, a purității argintului și al meșterului - Ed. Wollenweber. | Muzeul Național de Istorie a României               | Cimec    |
|      | Caserolă Autor: Wollenweber, Ed.                                                                          | Datare: sfârșitul secolului al XIX-lea Material: argint; citrin | Format sferic pe bază aplatizată, cu buza decupată în două arcuri care formează un vârf într-o parte, iar în partea opusă a fost lipit mânerul drept, din bandă metalică, curbat perpendicular spre capăt; aproape de zona de îndoire a mânerului a fost fixat un citrin (?) șlefuit caboșon oval. Pe fund, recipientul prezintă marcajul Germaniei, a purității argintului și al meșterului - Ed. Wollenweber. | Muzeul Național de Istorie a României               | Cimec    |
|      | Caserolă Autor: Wollenweber, Ed.                                                                          | Datare: sfârșitul secolului al XIX-lea Material: argint | Format sferic pe bază aplatizată, cu buza decupată în două arcuri care formează un vârf într-o parte, iar în partea opusă a fost lipit mânerul drept, din bandă metalică, curbat perpendicular spre capăt; aproape de zona de îndoire a mânerului a fost fixată o piatră șlefuită caboșon oval, astăzi pierdută. Pe fund, recipientul prezintă marcajul Germaniei, a purității argintului și al meșterului - Ed. Wollenweber. | Muzeul Național de Istorie a României               | Cimec    |
|      | Caserolă Autor: Wollenweber, Ed.                                                                          | Datare: sfârșitul secolului al XIX-lea Material: argint; beril roz sau cristal de stâncă | | Muzeul Național de Istorie a României               | Cimec    |
|      | Caserolă Autor: Wollenweber, Ed.                                                                          | Datare: sfârșitul secolului al XIX-lea Material: argint; cristal de stâncă | Format sferic pe bază aplatizată, cu buza decupată în două arcuri care formează un vârf într-o parte, iar în partea opusă a fost lipit mânerul drept, din bandă metalică, curbat perpendicular spre capăt; aproape de zona de îndoire a mânerului a fost fixat un cristal de stâncă (?) șlefuit caboșon oval. Pe fund, recipientul prezintă marcajul Germaniei, a purității argintului și al meșterului - Ed. Wollenweber. | Muzeul Național de Istorie a României               | Cimec    |
|      | Caserolă Autor: Wollenweber, Ed.                                                                          | Datare: sfârșitul secolului al XIX-lea Material: argint; cristal de stâncă | Format sferic pe bază aplatizată, cu buza decupată în două arcuri care formează un vârf într-o parte, iar în partea opusă a fost lipit mânerul drept, din bandă metalică, curbat perpendicular spre capăt; aproape de zona de îndoire a mânerului a fost fixat un cristal de stâncă (?) șlefuit caboșon rotund. Pe fund, recipientul prezintă marcajul Germaniei, a purității argintului și al meșterului - Ed. Wollenweber. | Muzeul Național de Istorie a României               | Cimec    |
|      | Caserolă Autor: Wollenweber, Ed.                                                                          | Datare: sfârșitul secolului al XIX-lea Material: argint; acvamarin sau zircon | Format sferic pe bază aplatizată, cu buza decupată în două arcuri care formează un vârf într-o parte, iar în partea opusă a fost lipit mânerul drept, din bandă metalică, curbat perpendicular spre capăt; aproape de zona de îndoire a mânerului a fost fixat un acvamarin sau zircon (?) șlefuit caboșon suveică. Pe fund, recipientul prezintă marcajul Germaniei, a purității argintului și al meșterului - Ed. Wollenweber. | Muzeul Național de Istorie a României               | Cimec    |
|      | Caserolă Autor: Wollenweber, Ed.                                                                          | Datare: sfârșitul secolului al XIX-lea Material: argint; piatra lunii sau opal | Format sferic pe bază aplatizată, cu buza decupată în două arcuri care formează un vârf într-o parte, iar în partea opusă a fost lipit mânerul drept, din bandă metalică, curbat perpendicular spre capăt; aproape de zona de îndoire a mânerului a fost fixată o piatra lunii sau opal (?) șlefuită caboșon rotund. Pe fund, recipientul prezintă marcajul Germaniei, a purității argintului și al meșterului - Ed. Wollenweber. | Muzeul Național de Istorie a României               | Cimec    |
|      | Caserolă Autor: Wollenweber, Ed.                                                                          | Datare: sfârșitul secolului al XIX-lea Material: argint; cristal de stâncă | Format sferic pe bază aplatizată, cu buza decupată în două arcuri care formează un vârf într-o parte, iar în partea opusă a fost lipit mânerul drept, din bandă metalică, curbat perpendicular spre capăt; aproape de zona de îndoire a mânerului a fost fixat un cristal de stâncă (?) șlefuită caboșon rotund. Pe fund, recipientul prezintă marcajul Germaniei, a purității argintului și al meșterului - Ed. Wollenweber. | Muzeul Național de Istorie a României               | Cimec    |
|      | Caserolă Autor: Wollenweber, Ed.                                                                          | Datare: sfârșitul secolului al XIX-lea Material: argint; ametist | Format sferic pe bază aplatizată, cu buza decupată în două arcuri care formează un vârf într-o parte, iar în partea opusă a fost lipit mânerul drept, din bandă metalică, curbat perpendicular spre capăt; aproape de zona de îndoire a mânerului a fost fixat un ametist (?) șlefuit caboșon pe bază rombică. Pe fund, recipientul prezintă marcajul Germaniei, a purității argintului și al meșterului - Ed. Wollenweber. | Muzeul Național de Istorie a României               | Cimec    |
|      | Caserolă Autor: Wollenweber, Ed.                                                                          | Datare: sfârșitul secolului al XIX-lea Material: argint; carneol | Format sferic pe bază aplatizată, cu buza decupată în două arcuri care formează un vârf într-o parte, iar în partea opusă a fost lipit mânerul drept, din bandă metalică, curbat perpendicular spre capăt; aproape de zona de îndoire a mânerului a fost fixat un carneol (?) șlefuit caboșon rotund. Pe fund, recipientul prezintă marcajul Germaniei, a purității argintului și al meșterului - Ed. Wollenweber. | Muzeul Național de Istorie a României               | Cimec    |
|      | Caserolă Autor: Wollenweber, Ed.                                                                          | Datare: sfârșitul secolului al XIX-lea Material: argint; jad sau chrisopras | Format sferic pe bază aplatizată, cu buza decupată în două arcuri care formează un vârf într-o parte, iar în partea opusă a fost lipit mânerul drept, din bandă metalică, curbat perpendicular spre capăt; aproape de zona de îndoire a mânerului a fost fixat un jad sau chrisopras (?) șlefuit caboșon oval. Pe fund, recipientul prezintă marcajul Germaniei, a purității argintului și al meșterului - Ed. Wollenweber. | Muzeul Național de Istorie a României               | Cimec    |
|      | Anaforniță                                                                                                | Datare: 1577 Material: argint; ciocănire; gravare | Anaforniță în formă de farfurie cu mijlocul puțin adâncit și bordura lată mărginită de o baghetă groasă. Pe mijlocul porțiunii adâncite, circular, și pe bordură este o inscripție în limba maghiară, înconjurată de o incizie fină. Pe reversul porțiunii centrale, în mijloc, este ponsonul meșterului. | Muzeul Național de Istorie a României               | Cimec    |
|      | Ștergar                                                                                                   | Datare: sec. XIX Material: fir metalic; broderie | Ștergar brodat cu fir metalic, pe suport textil. Dimensiunile broderiei: 11 x 93 cm. | Muzeul Național de Artă al României                 | Cimec    |
|      | Ștergar                                                                                                   | Datare: sec. XIX Material: mătase; fir metalic; broderie | Ștergar brodat cu mătase, fir și lamelă de metal pe suport textil. Dimensiuni broderie: 14 x 71 cm. | Muzeul Național de Artă al României                 | Cimec    |
|      | Prosop | Datare: sec. XIX Material: mătase; fir metalic; broderie | Prosop de baie brodat cu mătase și fir metalic pe suport textil. Dimensiuni broderie: 20 x 85 cm. | Muzeul Național de Artă al României                 | Cimec    |
|      | Ștergar                                                                                                   | Datare: sec. XVIII - XIX Material: mătase; fir metalic; broderie | Ștergar brodat cu mătase, fir și lamelă de metal, pe suport textil. Dimensiuni broderie: 17 x 54 cm. | Muzeul Național de Artă al României                 | Cimec    |
|      | Cordon | Datare: sec. XIX Material: mătase; fir metalic; broderie | Cingătoare brodată cu mătase, fir și lamelă de metal pe suport textil. Dimensiuni broderie: 24 x 24,5 cm. | Muzeul Național de Artă al României                 | Cimec    |
|      | Cordon | Datare: sec. XIX Material: mătase; fir metalic; broderie | Cingătoare brodată cu mătase, fir și lamelă de metal pe suport textil. Dimensiuni broderie: 24 x 24 cm. | Muzeul Național de Artă al României                 | Cimec    |
|      | Ștergar                                                                                                   | Datare: sec. XIX Material: mătase; fir metalic; broderie | Ștergar brodat cu mătase, fir și lamelă de metal pe suport textil. Dimensiuni broderie: 10 x 55 cm. | Muzeul Național de Artă al României                 | Cimec    |
|      | Ștergar                                                                                                   | Datare: sec. XIX Material: mătase; fir metalic; broderie | Ștergar brodat cu mătase, fir și lamelă de metal pe suport textil. Dimensiuni broderie: 15 x 54 cm. | Muzeul Național de Artă al României                 | Cimec    |
|      | Acoperitoare                                                                                              | Datare: sec. XVIII - XIX Material: mătase; fir metalic; broderie | Capăt de pernă brodat cu mătase, fir și lamelă de metal pe suport textil. | Muzeul Național de Artă al României                 | Cimec    |
|      | Broderie                                                                                                  | Datare: sec. XVIII - XIX Material: mătase; fir metalic; broderie | Capăt de ștergar brodat cu mătase, fir și lamelă de metal pe suport textil. | Muzeul Național de Artă al României                 | Cimec    |
|      | Acoperitoare                                                                                              | Datare: sec. XVIII - XIX Material: mătase; fir metalic; broderie | Acoperitoare brodată cu mătase și fir de metal pe suport textil. | Muzeul Național de Artă al României                 | Cimec    |
|      | Cană cu capac                                                                                             | Datare: sf. sec. XIX - înc. sec. XX Material: argint; turnat; gravat | Cană cu capac și farfurie din argint parțial aurit, elemente turnate, decor gravat. Diametrul farfuriei: 15 cm. | Muzeul Național de Artă al României                 | Cimec    |
|      | Cană cu capac                                                                                             | Datare: sf. sec. XIX - înc. sec. XX Material: argint; turnat; gravat | Cană cu capac și farfurie din argint parțial aurit, elemente turnate, decor gravat. Diametrul farfuriei: 15 cm. | Muzeul Național de Artă al României                 | Cimec    |
|      | Potir Autor: Anastasie, Sigduri (?)                                                                       | Datare: 1680 Material: argint; turnat; ciocănit; ajurat; gravat; aurit | Talpa circulară, cu margine îngustă, pe care este gravată inscripția de danie în limba română cu chirilice și datarea 1680; decor au repousse - opt lobi în relief cu motive vegetale dispuse în spirală. Picior în trunchi de con, cu un nodus ovoidal, decorat cu motive vegetale. Cupa de argint, aurită în interior, ușor evazată spre gură, prezintă în partea inferioară un decor format de o altă cupă ajurată cu motive vegetale. Având o formă foarte des întâlnită la aceste obiecte - de la începutul sec. XVII, până la jumătatea sec. XVIII - potirul se remarcă prin decorația ajurată a cupei și cea cu opt lobi în spirală de pe talpă, precum și prin finețea execuției. Inscripție: [Acest s(fâ)ntu potir aste făcut de prealuminatul Io Șerban Voievod Basarab și l-au dăruit la a sa s(fâ)nt(ă) m(ă)n(ă)stire Cotrăceani pentru veacinica pomenire 1680]. | Muzeul Național de Artă al României                 | Cimec    |
|      | Taler Autor: Anastasie, Sigduri (?)                                                                       | Material: argint; turnat; gravat; aurit | Tasul foarte puțin adâncit, bordură lată, nedecorat. Pe partea posterioară a marginii este gravat numele domnitorului și inițialele de meșter AΣ (Anastasie Sigduri). Având forma obișnuită a obiectelor de acest fel, deși lipsit de iconografie, discosul impresionează datorită proporțiilor armonioase și prețiozității aurului. | Muzeul Național de Artă al României                 | Cimec    |
|      | Cădelniță                                                                                                 | Datare: 1680 Material: argint; turnat; ciocănit; ajurat; traforat; gravat; aurit | Talpa hexalobă prevăzută cu o friză ajurată cu motive vegetale. Picior în trunchi de piramidă cu șase fețe. Focarul semisferic are la buză inscripția pe două rânduri. Capacul - de forma unei piramide hexagonale, în trei etaje, fiecare fațetă fiind ajurată cu ferestre și trifoi - este surmontat de o cruce. De corpul cădelniței și de crucea din vârf se prind patru lanțuri din zale de sârmă, duble, care mai păstrează doi clopoței sferici. Lanțurile susțin un mic capac de forma caliciului unei flori, cu petale festonate, prevăzut cu inel de prindere. Forma și decorația acestei cădelnițe se întâlnește relativ rar, numai în Țara Românească (provenind din ateliere brașovene sau muntene), și pe o perioadă cuprinsă aproximativ între sf. sec. XVII – începutul sec. XVIII. Inscripție: [Ace(s)ta candelincia l-au dat creștin Io Șerban Voevod la sv(n)ta sa mănăstire ot Cotrăceani pentru vecinica pomenire m(s)ța 1680]. | Muzeul Național de Artă al României                 | Cimec    |
|      | Cruce de masă                                                                                             | Datare: sf. sec. XVII Material: argint; turnat; aurit; email policrom; lemn; sculptat | Cruce din lemn sculptat, cu un singur braț orizontal, ferecată în argint aurit, decorat cu motive vegetale emailate; pe fiecare față a crucii sunt sculptate câte șase scene: Înălțarea - încadrată de evangheliști, Răstignirea - încadrată de scene din viata lui Iisus, Învierea, Adormirea Maicii Domnului; Bunavestire-Deisis - încadrată de evangheliști, Nașterea Domnului - încadrată de Prezentarea la Templu a lui Iisus și de Cina de la Mamvri, Botezul Domnului, Schimbarea la Față. Talpă prevăzută cu o margine lată, trilobată, care se extinde apoi în hexalob, decorată cu motive vegetale cizelate. Piciorul prezintă cinci nodusuri din metal, trei în formă de fus și două sfere turtite, decorate cu email policrom. Pe brațele și la capetele crucii, atașate pe ferecătură cu șine, piese mobile - lemn sculptat, ferecat, astfel: trei piese în formă de floare, doi muguri mari, doi muguri mici, doi lujeri (apostoli, Sf. Constantin și Elena, prooroci). Ornamentele care flanchează brațele crucii (muguri și lujeri în ferecătură) reproduc modele grecești mai vechi, la fel ca decorația de pe picior și talpă; obiectul în ansamblu beneficiază de o concepție și o execuție foarte elaborate. | Muzeul Național de Artă al României                 | Cimec    |
|      | Anaforniță Autor: Himesch, Petrus                                                                         | Material: argint; gravat; aurit | Tasul în calotă, bordura îngustă, fără decorație. Pe partea posterioară a bordurii, inscripție gravată cu chirilice în limba română. Mărci de meșter HP (Petrus Himesch) și oraș, Brașov. Inscripție: "Acest naforniță au dăruit de prealuminatul Io Șerban Voievod Basarab la a sa mănăstire Cotroceni". | Muzeul Național de Artă al României                 | Cimec    |
|      | Candelă Autor: Hann, Sebastian                                                                            | Material: argint; ciocănit; ajurat; aurit | Piriformă; decorul brâncovenesc ajurat cu flori (lujeri de lalele, margarete și narcise), dispuse în două registre (cel inferior, în calotă) și în medalioane - cel superior având acvila bicefală și inițialele lui Șerban Cantacuzino. în partea inferioară, un buton în formă de con de brad. Gâtul candelei este ajurat cu motive florale în meandru și pe margine friză de fleuroni; susține trei anse în S, turnate și decorate cu un mic mascheron, care prind trei lanțuri din zale de sârmă, fiecare cu câte un clopoțel sferic; lanțurile fixează cu inele un capac în calotă, având marginea ondulată și decor floral ciocănit. Pe petala unei flori din registrul superior - poanson SH (Sebastian Hann). | Muzeul Național de Artă al României                 | Cimec    |
|      | Candelă                                                                                                   | Material: argint; ciocănit; ajurat; aurit | Piriformă, cu două registre. Decor ajurat cu motive vegetale: flori dispuse în medalioane în spirală - în registrul superior, iar în cel inferior, medalioanele sunt înlocuite cu arcade; în decor, acvila bicefală purtând inițialele lui Șerban Cantacuzino; buton inferior de forma unui con de brad. Gâtul candelei are motive vegetale ajurate și o friză de fleuroni; pe el sunt fixate trei anse în S, decorate cu mascheroni, care țin lanțuri din zale de sârmă striată; fiecare lanț are câte un clopoțel sferic, cu brâu median profilat, ondulat. Capac în semicalotă cu motive vegetale au repousse. | Muzeul Național de Artă al României                 | Cimec    |
|      | Candelă Autor: Hann, Sebastian                                                                            | Material: argint; ciocănit; ajurat; aurit | Piriformă, cu două registre. Decor ajurat cu un motiv floral foarte bogat, dispus în spirală, și acvila bicefală cu inițialele lui Șerban Cantacuzino. Gâtul candelei are decor floral ajurat, iar pe margine un șir de fleuroni; trei lanțuri, fixate de anse turnate în formă de S, susțin un capac ușor bombat, cu marginea ondulată; lanțurile poartă, fiecare, câte un clopoțel sferic cu decor vegetal ajur. Butonul inferior, din argint, de formă ovoidală și decorat cu caneluri au repousse, pare a fi adăugat ulterior. Poanson SH (Sebastian Hann) pe gâtul candelei. | Muzeul Național de Artă al României                 | Cimec    |
|      | Candelă Autor: Hann, Sebastian                                                                            | Material: argint; ciocănit; ajurat; aurit | Piriformă, cu două registre. Decor ajurat cu motive vegetale: flori dispuse în medalioane în spirală - în registrul superior, iar în cel inferior, medalioanele sunt înlocuite cu arcade; acvila bicefală cu inițialele lui Șerban Cantacuzino în decor; buton inferior de forma unui fus. Gâtul candelei are motive vegetale ajurate și o friză de fleuroni; pe el sunt fixate trei toarte în S, cu mascheroni, care țin lanțuri din zale de sârmă răsucită; fiecare are câte un clopoțel sferic, cu brâu median profilat, ondulat. În interior, cerc metalic, fixat cu piciorușe pe gâtul candelei, pentru piesa din sticlă. Poanson SH (Sebastian Hann). | Muzeul Național de Artă al României                 | Cimec    |
|      | Candelă Autor: Hann, Sebastian                                                                            | Material: argint; ciocănit; ajurat; aurit | Piriformă; decor ajurat cu motive vegetale: flori dispuse în medalioane în spirală - în registrul superior, iar în cel inferior, medalioanele sunt înlocuite cu arcade; acvila bicefală cu inițialele domnitorului în decor; buton inferior în formă de ghindă. Gâtul candelei este ajurat cu motive florale în meandru și pe margine friză de fleuroni; trei anse în S, turnate și decorate cu un mic mascheron, prind trei lanțuri din zale de sârmă, fiecare cu câte un clopoțel sferic; lanțurile fixează un capac în calotă, având marginea ondulată și decor floral ciocănit. Poanson SH (Sebastian Hann) pe petala unei flori în decorul ajurat al gâtului candelei. | Muzeul Național de Artă al României                 | Cimec    |
|      | Candelă                                                                                                   | Material: argint; ciocănit; ajurat; aurit | Piriformă; decorul brâncovenesc ajurat cu flori (lujeri de lalele și margarete), dispuse în două registre și în medalioane - unul dintre ele având acvila bicefală și inițialele lui Șerban Cantacuzino. In partea inferioară, un ciucure în forma petalelor din caliciul unei flori. Gâtul candelei este ajurat cu frunze și pe margine friză de fleuroni; trei anse în S, turnate și decorate cu câte un mic mascheron, țin trei lanțuri din zale de sârmă, fiecare cu câte un clopoțel sferic; lanțurile fixează un capac în calotă, având marginea ondulată și decor floral ciocănit. Clopoțeii au un brâu profilat în zona mediană. | Muzeul Național de Artă al României                 | Cimec    |
|      | Candelă                                                                                                   | Datare: sf. sec. XVII Material: argint; ciocănit; ajurat; aurit | Piriformă; decor ajurat dispus în două registre: în registrul mare medalioane în spirală, cu lujeri de flori; în registrul mic, medalioane cu lujeri de flori. Gâtul înalt, ajurat cu flori și având o friză de fleuroni din argint la buză. Buton din argint în formă de mugur. Trei lanțuri din zale de sârmă răsucită, fixate de corpul candelei cu șururburi cu piuliță în interior, fiecare lanț având un clopoțel sferic; lanțurile susțin un capac în calotă, cu marginea lată, ondulată, decorat au repousse cu o frunză. Inscripție de danie pentru mănăstirea Cotroceni, în limba greacă, pe o plăcuță situată în decorul ajurat al gâtului. | Muzeul Național de Artă al României                 | Cimec    |
|      | Sfeșnic Autor: Klosch, Thomas                                                                             | Datare: sf. sec. XVII Material: argint; turnat; ciocănit; aurit | Sfeșnicul este format din 13 module turnate din argint aurit, de diferite forme (fus, disc, sferă turtită), montate pe o tijă de fier; decor vegetal (flori, frunze de ferigă, acant) și capete de putti - turnat, ciocănit și gravat. Poanson TK (Thomas Klosch) pe marginea suportului de jos. | Muzeul Național de Artă al României                 | Cimec    |
|      | Sfeșnic Autor: Klosch, Thomas                                                                             | Datare: sf. sec. XVII Material: argint; turnat; ciocănit; aurit | Sfeșnicul este format din 13 module turnate din argint aurit, de diferite forme (fus, disc, sferă turtită), montate pe o tijă de fier; decor vegetal (flori, frunze de ferigă, acant) și capete de putti - turnat, ciocpnit și gravat. Poanson TK (Thomas Klosch) pe marginea suportului de jos. | Muzeul Național de Artă al României                 | Cimec    |
|      | Sfeșnic Autor: Hermann, Martinus III                                                                      | Datare: sf. sec. XVII Material: argint; turnat; ciocănit; aurit | Sfeșnicul este format din 13 module turnate din argint aurit, de diferite forme (fus, disc, sferă turtită), montate pe o tijă de fier; decor vegetal (flori, frunze de ferigă, acant) și capete de putti - turnat, ciocpnit și gravat. Poanson HM (Hermann Martinus III, Sibiu) pe marginea suportului de jos. | Muzeul Național de Artă al României                 | Cimec    |
|      | Sfeșnic Autor: Hermann, Martinus III                                                                      | Datare: sf. sec. XVII Material: argint; turnat; ciocănit; aurit | Sfeșnicul este format din 13 module turnate din argint aurit, de diferite forme (fus, disc, sferă turtită), montate pe o tijă de fier; decor vegetal (flori, frunze de ferigă, acant) și capete de putti - turnat, ciocpnit și gravat. Poanson HM (Hermann Martinus III, Sibiu) pe marginea suportului de jos. | Muzeul Național de Artă al României                 | Cimec    |
|      | Candelă Autor: Hann, Sebastian                                                                            | Material: argint; ciocănit; ajurat; aurit | Piriformă, cu două registre. Decor ajurat cu un motiv floral foarte bogat, dispus în spirală în ambele registre și având o coroană de laur între ele; acvila bicefală cu inițialele lui Șerban Cantacuzino. Gâtul candelei are la bază o coroană de laur și se dezvoltă în froma frunzelor de acant, ajurate. Pe corpul candelei sunt fixate trei aplice de forma unui cap de leu, lucrate au repoussé; de gurile leilor sunt prinse lanțuri de sârmă răsucită, care au clopoței sferici, cu decor canelat în spirală și brâu median profilat, ondulat. Capac în formă de mosor, cu decor vegetal realizat au repousse. Poanson: „SH” (Sebastian Hann, Sibiu). | Muzeul Național de Artă al României                 | Cimec    |
|      | Chivot | Datare: sf. sec. XVII Material: argint; turnat; ciocănit; gravat | De formă cilindrică, fațetat în opt, are o cupolă în semicalotă turtită ușor, canelată cu 16 lobi așezați în spirală, surmontată de o cruce și mărginită în partea inferioară de o friză de fleuroni; este așezat pe opt picioare care au forma unui cap de înger, lucrate prin ciocănire. Decorat în aceeași tehnică, astfel: pe cele opt fețe ale corpului artoforului: Sf. Petru și Sf. Pavel (pe cele două ușițe, fixate cu balamale), Sf. Serghie și Vah, Sf. Ioan Gură de Aur, Sf. Grigore Dialogul, Sf. Vasile cel Mare, Sf. Atanasie, Adormirea Maicii Domnului, toate personajele sunt situate sub arcade în acoladă, iar deasupra lor se află câte un cap de înger. Cupola este decorată cu frunze de acant. Inscripție de danie în limba greacă. Poansoane: „ZC” și „AC”. | Muzeul Național de Artă al României                 | Cimec    |
|      | Candelă Autor: Heltner, Georg                                                                             | Datare: sf. sec. XVII Material: argint; turnat; ciocănit; ajurat | Corpul candelei are decor ajurat cu lujeri de flori și acvila bicefală fără inițialele domnitorului, dispus în trei registre astfel: primul și cel mai mare ca diametru este în formă de sferă turtită, cu caneluri ajurate, în spirală; registrul median, mult mai mic în diametru, are forma sferică și canelurile spiralate în sens opus celui anterior; cele două registre sunt delimitate de o bandă metalică foarte mică în diametru, cu decor baroc au repoussé. Registrul inferior, în calotă; butonul inferior, ovoidal și șaiba care îl fixează au caneluri și linii incizate, diferite stilistic și tehnic și par executate dintr-un metal cu titlu inferior. Gâtul candelei este format de o bandă metalică lată, decorată au repoussé și ajur cu cartușe (nescrise) și frunze. În zona cea mai proeminentă a corpului candelei (primul registru sferic) sunt fixate cu nituri, la distanțe egale, trei aplice având forma unor capete feminine; aplicele prind trei lanțuri din zale de sârmă împletită, având fiecare un clopoțel sferic, canelat (argint și argint aurit), care țin un capac ajurat în forma unei margarete (capacul prevăzut cu anou). În interior, la gură, inel metalic cu trei piciorușe, pentru piesa de sticlă. Poanson: „GH”. | Muzeul Național de Artă al României                 | Cimec    |
|      | Candelă Autor: Heltner, Georg                                                                             | Datare: sf. sec. XVII Material: argint; turnat; ciocănit; ajurat; parțial aurit | Piriformă, cu decor ajurat în lujeri de flori și motive vegetale, dispus în caneluri ușor spiralate pe verticală și în două registre, din care primul este cel mai mare; șanțurile canelurilor și câteva din petalele florilor sunt aurite. Partea superioară a candelei este alcătuită dintr-o bandă lată aurită, având pe buză un șir de fleuroni foarte înalți, cu mijlocul aurit, precum și trei anse turnate în S și decorate cu câte un mic mascaron; pe banda lată: poanson „GH” (Georg Heltner, conform inventarului); de fiecare ansă se prinde un lanț din zale duble, lanțurile ținând un mic capac în calotă, cu marginea foarte lată, ondulată și decor vegetal au repoussé. În interior, la gura candelei, un cerc metalic fixat pe trei piciorușe, destinat susținerii piesei de sticlă. | Muzeul Național de Artă al României                 | Cimec    |
|      | Candelă Autor: May, Georg                                                                                 | Datare: sf. sec. XVII Material: argint; turnat; ciocănit; ajurat | Piriformă, decor ajurat dispus în două registre: registrul cel mai mare este decorat cu lujeri de flori și frunze, așezați în caneluri ușor spiralate; registrul inferior e decorat numai cu frunze; între cele două registre e o coroană de frunze. La partea inferioară un buton în formă de mugur. Partea superioară a candelei este alcătuită de o bandă ajurată cu frunze și un șir de fleuroni pe buză, precum și trei anse în semicerc, turnate și decorate cu câte un mascaron; de toarte se prind trei lanțuri din zale de sârmă răsucită, fiecare lanț are un clopoțel sferic, ele ținând un mic capac în calotă, cu marginea lată, ondulată, decorat cu frunze au repoussé. În apropierea butonului, poanson: „GM” (Georg May). | Muzeul Național de Artă al României                 | Cimec    |
|      | Candelă Autor: Himesch, Petrus                                                                            | Datare: 1715 Material: argint; turnat; ciocănit; ajurat; gravat; parțial aurit | Corpul candelei format din cinci registre pe orizontală, cu decor ajurat: flori și motive vegetale dispuse în medalioane, unele elemente ale decorului fiind aurite. Butonul terminal este ovoidal, cu caneluri și linii incizate, diferit stilistic de restul candelei. Buza candelei are o margine lată cu decor vegetal ajurat și o friză de fleuroni; de asemenea, pe margine sunt fixate trei anse — metal turnat în forma unor vrejuri — care prind trei lanțuri din zale de sârmă răsucită, fiecare având un clopoțel sferic aurit, cu brâu median profilat, ondulat; lanțurile țin un capac în calotă, aurit, cu decor vegetal au repoussé și cu marginea ondulată. Pe ultimul registru al candelei, inscripție de danie în limba română cu caractere chirilice: „[Robu(l) lui Du(m)nezeu Radu Cantacuzino, v(e)l spătariu 1715]”. Poanson: „PH”. | Muzeul Național de Artă al României                 | Cimec    |
|      | Candelă                                                                                                   | Datare: înc. sec. XVIII Material: argint; turnat; ciocănit; ajurat; aurit | Gâtul candelei, decorat cu un șir de ove, are și cinci aplice turnate, în forma unor fețe de putti, fixate cu șurub, în interior; pe margine un șir de fleuroni ajurați. Corpul candelei format din trei registre, toate cu decor ajurat cu flori și motive vegetale înscrise în medalioane ovale, dispuse astfel: primul registru, care este și cel mai mare — de formă sferică; al doilea registru este un inel lat, cu diametrul cel mai mic; al treilea registru, de forma sferei turtite. Pe primul registru, în partea superioară, sunt fixate cu șuruburi trei aplice înfățișând aripi și capete de îngeri, în decor ajurat și ciocănit, de care sunt prinse trei lanțuri din zale duble, turnate. Fiecare lanț are câte un clopoțel în formă de floare dublă. Ei susțin un capac în calotă, decorat cu flori. Lanțurile sunt fixate pe capac cu câte o aplică din metal turnat, înfâțișând-o pe Maica Domnului cu Pruncul stând pe o semilună. În partea inferioară, un buton din argint, ovoidal, cu caneluri și linii incizate, diferit stilistic de restul candelei. Tot decorul este realizat prin ciocănire. | Muzeul Național de Artă al României                 | Cimec    |
|      | Cruce de mână                                                                                             | Datare: sec. XVII Material: argint; turnat; gravat; cizelat; aurit; email policrom; lemn; sculptat | Cruce de lemn sculptat. Pe o parte, „Răstignirea”, încadrată de doi evangheliști, deasupra „Schimbarea la Față”, dedesubt „Învierea”. Pe cealaltă parte, „Botezul”, încadrat de doi evangheliști, deasupra „Bunavestire”, dedesubt „Prezentarea la templu” (?) — se păstrează un fragment. Crucea de lemn este ferecată lateral într-un cadru turnat de argint aurit, format din plăcuțe fixate cu nituri și balamale, decorate inițial cu alte plăcuțe cu email pictat (alb, roșu, negru, bleu, verde închis, mov). Mânerul metalic este cilindric, prevăzut la mijloc cu un nodus sferic canelat în spirală și un nodus paralelipipedic terminal, gravat cu flori. Crucea se înscrie într-o tipologie — lemnul sculptat și ferecătura — bine cunoscută la sud de Carpați, începând cu jumătatea sec. XVII. | Muzeul Național de Artă al României                 | Cimec    |
|      | Steluță                                                                                                   | Datare: ante 1743 Material: argint; turnat; aurit | Două benzi metalice în calotă, fixate în partea suprioară de o cruce nituită, care le surmontează. Inscripție de danie incizată pe partea posterioară a uneia dintre benzi, continuată pe partea superioară: „[Acest discos s-au (a)fierositu de dumnelu(i) biv vel vist(iernic) Heră(s)cu]”. | Muzeul Național de Artă al României                 | Cimec    |
|      | Taler | Datare: ante 1743 Material: argint; turnat; cizelat; aurit | Tasul ușor adâncit, bordura îngustă, nedecorat. Pe partea posterioară a bordurii, inscripție de danie în limba română cu chirilice, incizată, destul de ștearsă (metalul tocit): „[Acest discos s-au (a)fierositu de dumnealu(i) biv vel vist(iernic) Heră(s)cu]”. | Muzeul Național de Artă al României                 | Cimec    |
|      | Cană cu capac                                                                                             | Material: Cositor; turnare, gravare, cizelare | Cană cu capac. Capacul este mult bombat, adânc de 4 cm; cu mai multe hexagoane care îi dau capacului o formǎ poligonalǎ, central pe capac, mult în relief, sunt redate trei personaje înconjurate de un registru cu scriere: ER WELT · DO · MAN · 1308 · ZELT DER ERSTE PUNDT WARD · VON · GOT; pe margine motive florale, meandre, vrejuri; toarta în formǎ de S, în partea de sus efigie în relief înalt; pe toartǎ sunt douǎ mărci, una greu lizibilǎ, a doua un înger cu balațǎ și sabie cu siglele C – W (autorul torții); corpul cilindric, fațetat, cu un bogat motiv și scriere armonios repartizate pe suprafața corpului; central pe corp hexagoane înlǎnțuite în interior motive florale și geometrice; sus: DIESE KANNE HABEN DIE BEIDEN GERRVUDER ALS; în registru mai jos: HERMAN HVGE VND IVRGEN HVGE; spre toartǎ: WIEDER REPARIEREN LASSEN WEGEN; un registru floral urmat de text: IHRES GROSSVATI(T)ERS IOHAN HVGE A. 1674; nemarcat; atelier german. | Academia Română                                     | Cimec    |
|      | Tavă | Datare: 1742 Material: Cositor; turnare, gravare, cizelare | Repertoriu repartizat pe toatǎ suprafața piesei: Sf. Gheorghe omorând balaurul; cântǎreți (cimpoi și trompetǎ), copac și inorog în mișcare, pereche dansând, animale cântând la instrumente, pǎsǎri etc. intercalate de meandre și flori; central pe bordurǎ stema breslei țesǎtorilor de lânǎ cu lei afrontați; în dreapta – stânga stemei: NEVIAHR – GESCHEHR; PETRUS GROMMES; GEORGIUS – CONRAD și anul 1742; pe verso stema sibianǎ cu siglele D – S. | Academia Română                                     | Cimec    |
|      | David și Betsaba Autor: Segers, Jacob van                                                                 | Datare: sec. XVII Material: Lânǎ; basse-lisse | David și Betsaba, cromatica este alteratǎ de timp; în dreapta jos cu un albastru ușor decolorat monograma SJ (posibil Jacob Van Segers, activ între 1600-1640); sec. XVII (prima jumǎtate). | Academia Română                                     | Cimec    |
|      | Sfântul Ilie                                                                                              | Datare: Sec. XVII Material: Lână; basse - lisse | Sfântul Ilie, lânǎ, basse-lisse; bordura latǎ de 40 cm, cu ghirlande și patru steme; nemarcatǎ; ușor alterate nuanțele cromatice. | Academia Română                                     | Cimec    |
|      | Ciboriu Autor: Hilsher, Joseph                                                                            | Datare: 1759 Material: aramă argintată, ciocănire, ștanțare, gravare, cizelare | Ciborium realizat din aramă argintată, cu corp cilindric, cu baza inelară plată și cu un capac detașabil, prevăzut cu un buton de prindere. Suprafața vasului este decorată prin gravare cu patru medalioane cu cei patru evangheliști. Pe intradosul capacului este semnătura autorului și anul realizării piesei: "Joseph Hieracher Anno 1759". | Muzeul Național de Istorie a României               | Cimec    |
|      | Cană | Datare: 1693 Material: argint aurit; turnare, ștanțare, repousare, ajurare, aurire, gravare | Cană din argint aurită în întregime la interior; are corpul înalt cilindric, decorat cu scene pastorale, neaurite; buza cănii, ușor evazată și cu două registre canelate în partea superioară și la bază. Piciorul sudat este ornamentat cu motive vegetale. Capacul constituit din trei segmente sudate are la bază un disc simplu, pe care s-a fixat un segment decorat prin repousare cu capete de heruvimi, iar pe acesta un disc aurit gravat cu volute și în mijloc o rizetă ajurată pe care se află un cerb șezând. Pe intradosul acestui segment apare gravată în blazon un scut francez, timbrat de un coif încoronat, iar la interiorul scutului, cât și deasupra coroanei, același motiv, leul rampant cu o spadă în labă. Lateral inițialele S.D.(numele donatorului), jos anul 1693. Toarta turnată cu motive antropomorfe. | Muzeul Național de Istorie a României               | Cimec    |
|      | Ciboriu                                                                                                   | Datare: 1690 Material: argint aurit; ștanțare, gravare, cizelare, aurire | Vas cu capac, ciborium, aurit în întregime la interior, corp cilindric, capacul fixat cu balamale mici, prinse cu două plăcuțe pe corpul vasului, iar la polul opus tija de închidere, cu opritor. În centrul capacului a fost fixată o rozetă ajurată cu buton cu granulă în vârf. Marginile capacului prezintă două registre canelate, aurite, elemente ce se regăsesc și în partea superioară, dar și la baza ciboriumului. Decor exterior, pe întreaga suprafață a vasului, motive florale, gravate, respectiv patru lalele. Inscripție cu litere latine gravate pe marginea capacului. Marcaj de aurar, Thomas Melchior pe fundul vasului, la exterior, alături alte două poinsoane la interiorul ciboriumului. Piesa are urme de lovire, zgârieturi, aurirea complet ștearsă de pe corpul exterior al vasului. | Muzeul Național de Istorie a României               | Cimec    |
|      | Potir | Datare: Primele decenii ale secolului XVI Material: argint aurit; pietre semiprețioase, ștanțare, turnare, ajurare, cizelare, încastrare                                                                                    | Potir cu cupă semisferică aurită cu decor vegetal floral și cu tema răstignirii lui Iisus, alături de martiriul Sf. Sebastian, câte trei medalioane din fiecare încadrate de șatoane cu pietre semiprețioase. Piciorul piriform, ornamentat cu o rețea vrejurată și cu șatoane cu pietre albastre și roșii, dar și cu două registre cu plăcuțe niellate cu inscripția O IESUS și O MARIA. Piciorul potirului are o bază hexagonală lobată, decorată cu șase medalioane ale Sf. Barbara, înconjurată de motive vegetale și două registre cu câte șase șatoane cu pietre roșii, verzi și transparente. Potirul are în total 72 șatoane dintre care șapte pietre lipsă. Piesa are porțiuni lipsă din rețeaua ajurată, din zona cupei. | Muzeul Național de Istorie a României               | Cimec    |
|      | Chivot Autor: Henning, Johanes (?)                                                                        | Datare: 1865 Material: argint, email policrom; turnare, ciocănire, cizelare, gravare, aurire | Chivot cu inscripție de danie de la Șerban Cantacuzino. | Muzeul Național de Artă al României                 | Cimec    |
|      | Inel | Datare: Prima jumătate a sec. XX Material: platină, briliante, safire; turnare, ajurare, cizelare, gravare, încastrare | Inel cu veriga dreptunghiulară în secțiune, prevăzută cu o întăritură în partea inferioară. Montura înaltă, fantezi, este compusă din elemente ajurate ce fixează un brilliant mare, fațetat, de culoare galben pal, de 10,50 kt., iar lateral, pe umerii inelului, 16 briliante mici de circa 0,20 kt. Pe elementele centrale ale monturii, în patru registre sunt prinse 27 safire albastre (unul lipsă), de circa 0,40 kt. Exteriorul monturii, dar și jumătate din veriga piesei (respectiv trei laturi) sunt gravate cu motive vrejurate. Pe o latură vizibilă a verigii se află două poansoane, indescifrabile. | Colecții particulare                                | Cimec    |
|      | Inel | Datare: Prima jumătate a sec. XX Material: platină, briliante; turnare, ajurare, cizelare | Inel cu veriga dreptunghiulară în secțiune prevăzut cu o montură fantezi, ajurată, ce fixează un brilliant fațetat, de culoare galben pal. Pe umerii inelului, dar și pe exteriorul monturii sunt prinse 34 de mici briliante, de circa 0,50 kt. Pe intradosul verigii este marcajul atelierului. Stare bună de conservare. Piesa a fost lucrată în același atelier cu inelul 7149/9. | Colecții particulare                                | Cimec    |
|      | Potir | Datare: 1645 (reparat 1895) Material: argint; aurire, ciocănire, cizelare | Potir cu picior, nod și cupă: piciorul este scurt cu talpa în șase lobi și bentiță laterală cizelată cu motive vegetale. Nodul hexapoligonal în formă de edificiu gotic cu șase ferestre ogivale. Cupa este simplă, în formă de clopot. Pe talpă, pe spate, este gravată inscripția: "Vasile Lupu 1645, Domn Mold. Reparat de Tănase și Paraschiva". Deformare mecanică a piesei: lipsă de material - cca. 0,4 cm din zăbreaua unei ferestre, arcada unei ferestre în totalitate, în partea inferioară a unui orificiu de formă pătrată de la una din ferestre, două nituri la baza nodului; rupturi cu lipsă de matreial la îmbinarea nodului cu piciorul; crăpături în zona superioară a nodului sub cupă; fisuri - între patru dintre lobii de la baza piciorului și în zona bentiței traforate tot la patru dintre lobi, la una dintre zăbrele. | Muzeul Național de Istorie a României               | Cimec    |
|      | Disc | Datare: 1608-1609 Material: argint; aurire, ștanțare, gravare | Disc din argint aurit cu inscripție chirilică pe bordură. Inscripția în transcriere și traducere: "Acest disc l-a facut Io doamna Stanca în zilele fiului meu Io Nicolae voevod vă leat 7110 (1608-1609)". Deformare mecanică, o împunsătură în centrul discului, numeroase zgârieturi pe suprafața piesei, pierdere a stratului aurit cca. 95 %. | Muzeul Național de Istorie a României               | Cimec    |
|      | Scoarță Summak-Sileh                                                                                      | Datare: Sec. XVIII Material: urzeala și băteala lână; kilim | Scoarța din grupa covoarelor turkmene, este alcătuită din două fâșii de dimensiuni egale, asamblate șa mijloc, având drept motiv principal litera S de la inițiala atelierului, lucrat alternativ pe fond albastru și pe alb, iar după asamblare, pe orizontală, ordinea este inversă, dar tot alternativă. Motivul mare în S, bordat cu linia zimțată în alb și albastru, pentru a-l reliefa, este terminat cu câte două profile de capră cu coarne, aluzie la materialul folosit, iar în interior benzi zigzagate, amplasate în diagonală, cu culori alternative roșu, albastru, verde pastel, alb, cu lucrătură tip chilim, dar mult deasă. | Academia Română                                     | Cimec    |
|      | Covor summak                                                                                              | Datare: Sec. XVIII Material: urzeala și băteala lână; țesut | Bordura alcătuită dintr-o bandă ocru cu caneluri colorate în negru, urmate de două benzi înguste pe fond alb cu motiv floral negru, care flanchează banda principală lată, pe fond negru decorată cu linia roșie bordată cu albastru, în zigzag; câmpul central pe fond roșu carmin are ca ax decorativ trei medalioane mari, peste care se suprapun sau le înconjoară alte medalioane mai mici și casete; decorația încântă prin varietatea motivelor, în care își găsesc locul pieptenele, spirala, garoafa, săgeata, rodia, în stilizări și dimensionări diferite, până la miniaturizări, iar armoniile cromatice, deși ușor excentrice, caracterizează preferințele meșterilor orientali. | Academia Română                                     | Cimec    |
|      | Covor cu nișă dublă                                                                                       | Datare: Sec. XVIII Material: urzeala și băteala lână; nod Ghiordez | Bordura compusă din două benzi marginale, una mai îngustă decorată cu rozeta în formă stelară cu opt petale, alternând cu rodia, despărțite printr-o linie șerpuită, iar cea de-a doua bandă, mai lată, cu casete în care cele două rozete sunt asociate cu motivul pieptenului; câmpul, cu un deosebit fond albastru deschis, creează o plăcută armonie cu tahta, în cele două ipostaze simetrice, sus și jos, decorată cu norii de influență chineză intercalați cu rozetele, în nuanțe de roșu roz, verde, galben; nefiind covor ritual de rugăciune, mihrabul dublu, pe fond roșu, bordat ca o dantelărie cu caneluri în verde pastel, are central un medalion romboidal în care este circumscris un motiv floral cvadrilobat pe fond roșu. Ecoasoanele din cele patru colțuri ornate cu motive romboidale policrome. Opulența compozițională și armoniile cromatice conferă piesei un aspect aparte. | Academia Română                                     | Cimec    |
|      | Covor de rugăciune                                                                                        | Datare: Sec. XVIII Material: urzeala și băteala lână; nod Ghiordez | Bordura marginală compusă din trei chemare succesive, late; ornamentul primului chenar, dragonul stilizat, este cu totul deosebit și rar, repetându-se ritmat, compozițional și cromatic; în chenarul următor motivul stilizat al pieptenului împreună cu rozetele, alcătuiesc adevărate casete, dar așezarea lor alternativă se înscrie într-o simetrie evidentă; ornamentele stelare și rozetele din cel de-al treilea chenar reiau tradițiile decorative ale sec. al XVI-lea. Câmpul central pe fond roșu are în partea de sus și reluată jos, așa numita tahtă cu motivul norilor de influență chineză, și cu rozetele bine conturate. Tot în câmpul central se află mihrabul cu vârful prelungit, susținut prin două coloane, care din această pricină formează unghiuri ușor înclinate; în vârful nișei lampa de moschee de mici proporții este continuată cu alte trei stilizări ale acesteia, dar mult amplificate dimensional și decorativ, pierzându-și oarecum semnificația. | Academia Română                                     | Cimec    |
|      | Covor de rugăciune                                                                                        | Datare: Sec. XVIII Material: urzeala și băteala lână; nod Ghiordez | Bordura marginală compusă din trei chenare succesive, două mai înguste, care flanchează chenarul lat, decorat cu motivul vasului cu trei garoafe, într-o cromatică alternativă și neregulată; câmpul propriu-zis pe fond alb-ivoriu, în partea de sus cu tahta decorată cu motive florale redate figurativ, este dominat de mihrabul cu nișă principală și două colaterale, prin fragmentarea cu coloane susținute de două vase; lanterna de moschee de la baza arcului, elegantă și dezinvoltă este susținută lateral; interesant motivul de la baza nișei centrale, unde stilizarea florală cu garoafa și laleaua se configurează într-o reprezentare umană a unui turc cu turban, așezat tradițional. Deosebită este și decorarea ecoansoanelor din afara mihrabului, unde pe fondul albastru deschis, ibricul cu câte o rozetă, într-o policromie pastelată, este așezat într-o simetrie verticală, completând semnificațiile simbolice. | Academia Română                                     | Cimec    |
|      | Covor cu nișă                                                                                             | Datare: Sec. XIX Material: urzeala bumbac; băteala lână; nod Ghiordez | Bordura alcătuită din trei benzi, două înguste, una pe fond roșu și alta pe fond alb, ambele cu motivul rozetei, într-o policromie alternativă, flanchează banda principală, lată, pe fond albastru închis, decorată cu motive florale și vegetale pregnant geometrizate; nefiind covor de rugăciune, dar preluând unele elemente specifice ritualului mahomedan, decorația interioară a câmpului a abordat o manieră lejeră și fantezistă, aducând în atenție tahta, cu replica sa din partea de jos, modificată dimensional și ornamental: identațiile de obicei din interiorul mihrabului au fost situate în câmpul central deasupra arcului mihrabului, zidul cu cele două turnuri de la intrare, specific covoarelor de cimitir, sunt numai elemente de decor, vasul-lampă de moschee cu motivele florale specifice au primit o funcție estetică. | Academia Română                                     | Cimec    |
|      | Covor de rugăciune                                                                                        | Datare: Sec. XVIII Material: urzeala bumbac; băteala lână; nod Ghiordez | Bordura marginală compusă din trei chenare late, fiecare cu alt motiv decorativ, primul cu vaza în care cele trei garoafe au formă de palmetă, următorul mai lat, cu aceleași motive, dar într-o altă stilizare, în care garoafele sunt rozete, și ultimul cu dragonul de influență chineză în combinație cu elementele vegetale; tahta din partea de sus a câmpului, pe fond albastru închis, decorată cu nori stilizați și palmete, este reluată identic în partea de jos; arcul mihrabului mai deschis, cu laturile în trepte; fondul verde oliv al mihrabului conferă o notă de mare rafinament cromatic în combinație cu decorația florală din centru, imitând lampa de moschee. Ecoasoanele din afara nișei, pe fond albastru închis, decorate cu motivul palmetei- garoafă, creează un contrast cromatic aparte. | Academia Română                                     | Cimec    |
|      | Covor de rugăciune                                                                                        | Datare: Sec. XVIII Material: urzeala bumbac; băteala lână; nod Ghiordez | Bordura alcătuită din două benzi înguste, decorate cu rozeta cu opt petale, amintind motivul anatolian stelar, în reprezentări cromatice alternative și neregulate de albastru, roșu, alb și galben, care flanchează bordura principală lată, pe fond ocru, împărțită în casete mari, delimitate prin volute și linii zimțate, în care sunt circumscrise alternativ, florile de crin cu rozetele policrome, înconjurate de compoziții geometrizate elaborate. Câmpul pe fond albastru închis, are în partea de sus tahta, decorată cu motivul specific al lalelei cu tija lungă înfrunzită, iar mihrabul cu arcul mult alungit și bordat cu cinci benzi cromatice distincte și cu laturile în unghiuri adânci, este terminat de asemenea cu laleaua înflorită; unica decorație a nișei o constituie fondul roșu intens. Ecoasoanele din jurul arcului mihrabului abundă în rozete policrome. | Academia Română                                     | Cimec    |
|      | Covor Holbein                                                                                             | Datare: Sec. XVII Material: urzeala și băteala lână; nod Ghiordez | Dimensiunile sale interesante, apropiate mai mult de forma pătrată, conferă probabil cadrul compozițional perfect pentru acest tip de covoare. Chenarul marginal foarte îngust, pe fond galben, cu floarea simplă trilobată, contrastează pregnant cu complexitatea motivelor decorative ale bordurii principale, late, și cu cele ale câmpului central. Rafinamentul cromatic rezultă din asocierea doar a trei culori: roșul, pentru fondul bordurii și a câmpului propriu-zis, galbenul pentru configurarea motivelor ornamentale și albastrul deschis pentru conturarea acestora și crearea unei sugestii spațiale. | Academia Română                                     | Cimec    |
|      | Covor Holbein                                                                                             | Datare: Sec. XVII Material: urzeala și băteala lână; nod Ghiordez; kilim | Utilitatea sa exclusiv decorativă a impus această structură compozițională, cu bordura marginală alcătuită numai din trei chenare circumscrise, două înguste, pe fond roșu și respectiv albastru, decorate cu motivul vegetal și cel al spiralei, care flanchează chenarul lat, pe fond verde, în care motivul vechi al stelei, realizat într-o policromie asimetrică, este integrat în pătrate succesive. Câmpul central pe fond roșu este decorat în întregime cu motivul gul-ului, dispus într-o înlănțuire simetrică pe orizontală și verticală, iar alegerea culorii galben-pai pentru trasarea ornamentelor și intervențiile discrete cu albastru pentru sublinierea detaliilor, constituie un rafinament artistic deosebit. Covorul face parte din puținele creații în acest stil conservate în lume, de aceea renumele său a contribuit la publicarea sa în unele reviste de specialitate. | Academia Română                                     | Cimec    |
|      | Covor Friedhoftepich                                                                                      | Datare: Sec. XVIII Material: urzeala și băteala lână; nod Ghiordez | Bordura marginală alcătuită din trei chenare circumscrise, diferite ca lățimi și decorații, înconjoară câmpul central pe fond verde, ornat cu mihrabul dublu, specific covoarelor de cimitir. Mihrabul la rândul său este sublimat prin trei chenare marginale, ultimul spre interior, cu caneluri sugerând zidul de incintă; interiorul său pe fond roșu violet, este decorat cu reprezentările simbolice ale corăbiilor cu lăcașuri cu porțile deschise și cu chiparoșii, ornamente tipice pentru acest tip de covoare. Ecoasoanele din exteriorul mihrabului sunt decorate cu motive florale într-o mare varietate stilistică și cromatică, care completează de fapt simbolistica grădinii paradisului sau a veșniciei. | Academia Română                                     | Cimec    |
|      | Covor de rugăciune                                                                                        | Datare: Sec. XVIII Material: urzeala bumbac; băteala lână; nod Ghiordez; kilim | Bordura compusă din șapte benzi, formând motivul cunoscut sub denumirea de ciubuklî, are în compoziție două benzi late, una pe fond alb și alta pe fond verde-oliv, ambele decorate cu același motiv stilizat până la geometrizare, dar în tonuri diferite de violet, flanchează cele cinci benzi înguste care amintesc tradiția mahomedană a drumului nocturn; tahta de la capetele câmpului decorată cu motivul norilor și a palmetelor, într-o gamă cromatică deosebit de rafinată prin asocierea culorilor violet, roșu cu albastru închis și alb și alăturarea ornamentelor ecoasoanelor; mihrabul cu arcul în trepte și cu părțile laterale în scări are interiorul simplu, iar lanterna de moschee este redusă la o dimensiune mai mult simbolică. Pentru valoarea sa artistică covorul a fost inclus în expoziția temporară din 1994 ca o piesă reprezentativă. | Academia Română                                     | Cimec    |
|      | Covor Bergamo                                                                                             | Datare: Sec. XVIII - XIX Material: urzeala și băteala lână; nod Ghiordez | Bordura alcătuită din două benzi marginale, una îngustă pe fond negru, cu motive florale policrome, alta lată, decorată cu motivul rodiei, în diverse ipostaze cromatice de roșu, verde, albastru, brun, circumscrise în casete și apoi în hexagoane, delimitate prin borduri galbene; câmpul pe fond albastru, în pofida faptul că nu este covor de rugăciune, este decorat cu mihrabul, cu unghiul alungit și părțile laterale în trepte, subliniat la rândul său prin trei benzi înguste, alb, galben, albastru; interiorul nișei pe fond roșu, are în loc de lampa de moschee, trei motive dispuse simetric pe centru, și altele în părțile laterale conținând reprezentări geometrizate ale rodiei și floarei de crin, în ideea de a nu lăsa spațiile goale; la fel ecoasoanele din afara nișei, cu fondul albastru, sunt decorate cu motive florale policrome, ceea ce de altfel constituie un specific al covoarelor de acest tip. | Academia Română                                     | Cimec    |
|      | Covor Cintamani                                                                                           | Datare: Sec. XVII Material: urzeala și băteala lână; nod Ghiordez | Două chenare înguste cu motive florale punctiforme, flanchează bordura principală, mai lată, decorată cu palmete și săgeți, așezate simetric longitudinal, pe fond alb ivoriu, lucrate cu negru și mici intervenții cu roșu; câmpul central cu două benzi verticale marginale, imitând coloanele și terminate cu motive geometrizate pe fond ocru, aluzie probabil capiteluri; în câmpul central, pe același fond alb ivoriu, conturat cu linie zigzagată, mihrabul cu două identații desfășurate până la bordura marginală lată, se detașează în structura compozițională; elementul decorativ specific, trilobat, denumit „lăbuța de pisică", realizat cu negru și foarte rar cu roșu, este răspândit pe toată suprafața câmpului. Raritatea acestui tip de covoare pe plan mondial le-a conferit o valoare deosebită, iar calitatea de unicat a acestei piese se adaugă acestor criterii. | Academia Română                                     | Cimec    |
|      | Covor cu nișă                                                                                             | Datare: Sec. XIX Material: urzeala și băteala lână; nod Ghiordez; la capete restaurări tip kilim cu bumbac | Bordura alcătuită din trei benzi egale, două pe fond albastru decorate cu motivul identic al garoafei ușor geometrizat, flanchează o altă bandă pe fond roșu, cu motivul continuu a rozetei cu opt colțuri rotunjite, toate realizate în culori vii de roșu, albastru alb, violet brun galben; câmpul pe fond alb are central așa zisul mihrab cu arcul rectangular, subliniat prin același tip de bordură albastră, care îl scoate în relief, dat fiind că fondul alb se regăsește și în interiorul nișei. Aceasta este decorată cu motive octogonale policrome, destul de ambigui, simbolizând ori motive florale, ori antropomorfe; în zona arcului octogonul construit din linii policrome, sub care se află bine vizualizat pieptenul, reia o influență mai veche, caucaziană, cu toată încărcătura sa simbolică. În ecoasoanele laterale reprezentările antropomorfe delicat construite sunt sugestive și prin cromatica lor. | Academia Română                                     | Cimec    |
|      | Covor de cimitir                                                                                          | Datare: Sec. XVIII Material: urzeala și băteala lână; nod Ghiordez | Fiind covor de mormânt are o formă aproape pătrată, cu bordura formată din trei chenare marginale, primul mai lat, pe fond albastru, cu motive florale și vegetale de o mare diversitate figurativă și cromatică, celelalte două înguste, pe fond alb și respectiv roșu, cu decorații florale punctiforme; câmpul central pe fond verde-gri, are ca element principal mihrabul, trasat printr-un chenar albastru cu motiv înlănțuit în nuanțe de roșu, cu creneluri sugerând zidurile unei cetăți, cu o deschidere în partea de jos, flancată de câte un turn; pe fondul roșu al așa-zisului mihrab, axul central este conturat prin lampa de moschee din care se pornește o construcție florală opulentă cu motivul garoafei, iar de o parte și câte un ibric frumos conturat, de aceleași proporții. Ecoasoanele din jurul mihrabului decorate cu motive vegetale geometrizate sugerând labirintul. | Academia Română                                     | Cimec    |
|      | Covor ushak                                                                                               | Datare: Sec. XVIII Material: urzeala și băteala lână; nod simplu | Bordura marginală formată din două chenare mici, pe fond alb, cu motive geometrice simple, care flanchează banda principală lată, având un fond albastru închis (cu abrașuri), decorată cu motive florale și volute geometrizate, în nuanțe de roșu, albastru, galben și alb; câmpul pe fond albastru deschis are central un medalion polilobat, geometrizat, pe fond roșu, marcat cu alb, având în exterior de jur împrejur elemente florale în vârful unor tije, iar în interiorul său, pe fondul albastru închis, este circumscris un alt medalion în formă de cruce, ușor asimetric, pe fond roșu, care are în interior o decorație stelară. Terminație cu chilim la cele două capete. Decorația stilizată, susținută de combinațiile cromatice bine armonizate, conferă piesei o valoare artistică aparte în categoria covoarelor de tip Ushak. | Academia Română                                     | Cimec    |
|      | Covor Friedhoftepich                                                                                      | Datare: Sec. XVII - XVIII Material: urzeala și băteala lână; nod Ghiordes | Bordura marginală constituită din trei chenare circumscrise, din care două mai late, cu motive florale și vegetale identice, dar pe fonduri diferite, unul alb și altul albastru deschis, despărțite de două chenare înguste, cu motive stilizate lineare; nefiind covor de rugăciune, ci de cimitir, mihrabul are o formă și decorație aparte; pe fondul roșu, este trasat unghiul mihrabului printr-o bandă pe fond albastru deschis, care prin motivul canelurilor sugerează zidul cetății sau a grădinii, lăsând în partea de jos o deschidere flancată de două turnuri; în interior reprezentarea stilizată a trei corăbii cu pavilioane grandioase și chiparoși completează imaginea grădinii. Ecoasoanele din exterior mihrabului, pe fondul albastru turcoaz, creează un plăcut contrast cromatic, înscriindu-se în aceeași simbolistică a grădinii. | Academia Română                                     | Cimec    |
|      | Covor cu nișă                                                                                             | Datare: Sec. XVIII Material: urzeala și băteala lână; nod Ghiordes | Bordura este alcătuită dintr-o singură bandă lată decorată cu pătrate mari formate prin reunirea a patru pătrate mai mici, policrome, în nuanțe de roșu, albastru, alb, brun, negru, unite între ele prin motivul romboidal, terminat cu volute, amintind de steaua anatoliană cu opt colțuri; câmpul pe fond alb are mihrabul cu arcul mult deschis, formând două identații laterale, subliniate prin linia albă zimțată; nefiind covor de rugăciune, interiorul nișei, cu fondul roșu, are în locul lămpii de moschee o compoziție decorativă complexă care păstra semnificația inițială a luminii și purificării; astfel de la floarea albastră din vârful arcului pornește o tijă, la capătul căreia se deschide un medalion romboidal din care radiază o adevărată rețea de raze galbene. Ecoasoanele din jurul arcului decorate cu garoafa în variante policrome, și cu rodia. Culorile calde, bine armonizate conferă covorului un aspect plăcut; acest tip de covoare Melas sunt mai rare. | Academia Română                                     | Cimec    |
|      | Covor Kîrșierî                                                                                            | Datare: Sec. XIX Material: urzeala și băteala lână; nod Ghiordes | Bordura marginală (așa-numitul cubuclî), formată din 10 chenare circumscrise, unul mai lat, pe fond alb cu motive stelare, celelalte înguste, pe fonduri alternative de negru, alb, verde și roșu, cu motive geometrizate, făcând aluzie la semnificația celestă, înconjoară câmpul central, pe fond roșu; deasupra mihrabului, tahta pe fond galben, decorată central cu un motiv floral similar lanternei de moschee, flancată de elemente geometrizate, este oarecum reluată în partea de jos, dar numai cu motive florale. Mihrabul cu vârful îngust, spectaculos prin numeroasele creneluri, amintind arhitectura moscheilor,este subliniat prin benzi succesive de alb, negru și roșu; în interior, sus, pe axul central, două ibrice mici, amintind lampa de moschee, iar mai jos, un altul mai mare, sugerând asocierea dintre lumină și apă, idee reluată prin flancarea axului central cu alte două ibrice mai mici. | Academia Română                                     | Cimec    |
|      | Covor Kîrșierî                                                                                            | Datare: Sec. XVIII Material: urzeala și băteala lână; nod Ghiordes | Bordura cu ciubuklî, este compusă din opt benzi marginale succesive, amintind drumul lui Mahomed, dintre acestea două sunt mai late, una pe fond alb, cu garoafa în repetiții policrome, asimetrice, de roșu, alb, verde, albastru, indigo, urmată de o altă bandă mai lată, cu același motiv geometrizat, amplasat de o parte și alta a liniei cu caneluri; câmpul central, pe fond verde, are în partea de sus tahta decorată cu motivele specifice, norii stilizați în manieră extrem orientală, în combinație cu palmetele, iar în partea de jos o replică simplificată a sa, doar cu garoafa geometrizată în formă de stea cu opt colțuri; nișa dublă, romboidală, bordată cu trei chenare înguste și cu interiorul pe fond roșu, se distinge pregnant, mai ales prin acele cârlige plasate în interior pe cele două arcuri, continuate pe laterale cu lalele. Cele patru ecoasoane au același motiv decorativ, garoafa roșie. | Academia Română                                     | Cimec    |
|      | Farfurie Iznik                                                                                            | Datare: Sec. XVII Material: ceramică; pictată; smălțuită | Ușor adâncită, cu un chenar marginal, cu motive florale stilizate, înscrise între cercuri concentrice inegale, trasate cu negru; simplitatea decorației câmpului se constituie într-un rafinament aparte, astfel că motivul garoafei roșii, situat pe axul central, este flancat simetric de o parte și alta, de câte două lalele albastre, într-o compoziție cu sensuri simbolice. Stratul de smalț, transparent și sticlos, este aplicat pe ambele părți, dar tehnica de ardere cu unele imperfecțiuni, evidente în special pe spatele farfuriei, este caracteristic pentru secolul al XVII-lea. Stilul ceramicii turcești de Iznik, unic în felul său, se poate desluși în tehnica de pictare. | Academia Română                                     | Cimec    |
|      | Farfurie Iznik                                                                                            | Datare: Sec. XVII Material: ceramică; pictată; smălțuită | Câmpul decorat cu lalele albastre și garoafe roșii stilizate, cu tulpinile și frunzele verzi, dominate sus, central, de garoafa roșie, ca un simbol otoman omniprezent; marginal o bordură decorată cu motivul stilizat al strugurelui (circumscriind spirala), alternând cu motivul în S, realizat numai în culoare neagră; pe spate un motiv decorativ circular în albastru și în verde. Apartenența la stilul ceramicii Iznik este evidentă mai ales prin tehnica de pictare cu pasta roșie, aplicată în strat foarte gros, formând un adevărat relief. Stratul de smalț sticlos, aplicat pe ambele părți, conține în compoziție și un procent mic de praf metalic, creând acele irizări specifice. | Academia Română                                     | Cimec    |
|      | Bol | Datare: Sec. XVI Material: ceramică; smălțuită; irizată | Corpul principal semisferic, cu deschiderea largă, dar restrângându-se mult către fundul bolului, este susținut pe o bază circulară neregulată. Modelarea manuală a pastei, modul de aplicare a unui strat delicat de smalț alb sticlos, în masa căruia au fost introduse săruri metalice, de preferință aur și argint, creând astfel irizările interioare și exterioare, constituie elemente distincte pentru ceramica persană din secolul al XVI-lea, conferind piesei o valoare de tezaur, care rezultă și din conservarea sa într-o stare aproape intactă. | Academia Română                                     | Cimec    |
|      | Bol | Datare: Sec. XIII Material: ceramică; pictată; smălțuită | Pe fundul bolului un motiv solar înconjurat de un șir de rațe. Păsările sugerează umiditatea, atribut al paradisului. Se asocia astfel motivul solar cu motivul apei. Apare și o inscripție în scrierea cufică florală, repetată de mai multe ori pe pereții interiori ai vasului. Motivele sunt pictate cu pastă brun, iar smalțul sticlos transparent îi conferă reflexe metalice. | Academia Română                                     | Cimec    |
|      | Farfurie mare                                                                                             | Datare: Sec. XVII Material: ceramică; pictată; smălțuită | Cu marginea răsfrântă, lată de 3 cm, ondulată, decorată cu un motiv spiralat; de aici pornește adâncirea până la bază, creând un fel de bordură decorată cu motive florale și vegetale; câmpul propriu-zis al farfuriei are în centru trandafirul înconjurat de elemente vegetale; pe spate un alt motiv vegetal stilizat, înlănțuit; pictarea în exclusivitate cu albastru-cobalt, atestă acea influență extrem orientală preluată de către ceramiștii persani încă din secolul al XVII -lea, care se resimte chiar în stilizările figurative. Stratul de smalț prezintă mici defecțiuni de ardere. | Academia Română                                     | Cimec    |
|      | Placă decorativă                                                                                          | Datare: Sec. XVI - XVII Material: ceramică; pictată; smălțuită | În formă de cruce, cu laturile aproape egale, terminate la capete în unghi ascuțit, iar în grosime, lucrată cu fațete care să permită fixarea; pe fața propriu-zisă, angoba a fost modelată cu motive florale în ușor relief; după turnarea stratului de smalț, motivele florale au fost conturate cu brun închis și pe alocuri s-a fixat un strat fin de pudră de aur, existând alte două contururi marginale în aceeași nuanță de brun. Stratul de smalț aplicat numai pe față, de un verde albastru specific, prin combinarea oxizilor de cupru cu cei de plumb, în combinația cromatică amintită, creează efecte estetice deosebite, destinate împodobirii moscheelor. | Academia Română                                     | Cimec    |
|      | Bol | Datare: Sec. XIII - XIV Material: ceramică; pictată; smălțuită | De la suportul de 1,5 cm înălțime, corpul bolului se ridică într-un unghi de 45 de grade, terminându-se cu o deschidere largă. Interiorul decorat policrom și simetric, prin împărțirea în patru spații albastru-cobalt, două verde-turcoaz și două albe. Singurele elemente decorative se află pe fâșiile albe, unde, în afară de conturul marginal, se disting forme vegetale realizate cu brun și ocru. Pe spatele bolului, cu negru,de-a lungul părții superioare, alte decorații imitând mai degrabă scrierea cufică florală. Stratul de smalț este mai sticlos în zonele albe și în exterior, în rest fiind patinat și ușor matizat. | Academia Română                                     | Cimec    |
|      | Bol | Datare: Sec. XIV Material: ceramică; sgrafitată; smălțuită | De la suportul înalt de 8 mm, corpul propriu-zis al bolului se lărgește în unghi de aproximativ 45 grade, creând o deschidere mare. În interior, la distanță de 3 cm de buză, un brâu sgrafitat, lat de 4 cm, decorat cu motive florale stilizate, sgrafitate și subliniate cu pigment de culoare albastră, peste care s-a turnat stratul de smalț în compoziția căruia oxizii de cupru au fost amestecați cu sodă, dând acea nuanță specifică de albastru. Interesant este că pe spatele bolului, se conservă un brâu gros de pastă de smalț nearsă. | Academia Română                                     | Cimec    |
|      | Bol | Datare: Sec. XIII Material: ceramică; pictată; smălțuită | De la suportul circular de un cm înălțime, corpul propriu-zis al vasului capătă o deschidere de aproximativ 45 grade. Buza bolului pictată în interior și în exterior cu o linie de 3 mm lățime; în interior un brâu cu un motiv decorativ linear și punctiform, lat de 8 mm, după care urmează până la fundul bolului, un alt brâu cu motivul stilizat al ghimpelui, alternat cu cel al florii; fundul vasului este bogat decorat cu două cercuri concentrice care circumscriu un alt motiv stilizat; un motiv decorativ linear se află și în exteriorul bolului. Fondul alb patinat, combinat cu ocrul pastelat al pastei de culoare, exacerbat prin efectele sale estetice de stratul sticlos de smalț, creează un rafinament deosebit, specific ceramicii persane vechi. | Academia Română                                     | Cimec    |
|      | Cupă | Datare: Sec. XIII - XIV Material: ceramică; pictată; smălțuită | De la suportul circular de 1,5 cm înălțime, baza vasului se lățește pe orizontală cu 2 cm, după care, creând o muchie bine conturată, se ridică pe verticală cu un unghi de 45 grade. Decorația cu motive lineare și punctiforme pictate cu ocru pe fondul angobei, este dispusă în interior, în brâuri concentrice până la fundul bolului, iar în exterior, în benzi verticale aproape simetrice. Stratul de smalț alb, sticlos și transparent, în combinația cu ocrul pastelat, creează un aspect delicat și rafinat. | Academia Română                                     | Cimec    |
|      | Ulcior | Datare: Sec. XII Material: ceramică; pictată; smălțuită | De formă sferică, cu gîtul înalt de 5 cm și îngust, cu o margine lățită, de care este prins un cap al mânerului, iar cealaltă fixată pe corpul vasului. Decorația în tonalități de ocru acoperă toată suprafața vasului și este împărțită în trei registre; la gât și la bază, cu motive vegetale stilizate, iar pe corpul principal, motivul zoomorf și antropomorf al calului și călărețului. Expresivitatea redării mișcării, dar și diversitatea portretistică a personajelor definesc măiestria meșterului anonim, semnificația lor simbolică și artistică caracterizând o epocă mai veche, când acestea erau acceptate de religia musulmană. | Academia Română                                     | Cimec    |
|      | Bol | Datare: Sec. XIII Material: ceramică; smălțuită; sgrafitată | Cu baza îngustă de la suportul circular înalt de 1 cm, corpul propriu-zis al bolului se deschide în unghi de 45 grade spre partea superioară. Motivele decorative, deși complexe sunt foarte discrete. În interior, la 2,5 cm de buză, două cercuri concentrice, trasate în ușor sgraffito, subliniat cu o nuanță de ocru deschis, iar mai jos, un singur cerc, la distanță de 5 cm; tot în interior patru dungi trasate cu albastru pe verticală, aparent simetrice, a căror pigment transpare punctiform în exteriorul vasului. Interesantă este tehnica de decorare din exteriorul bolului în așa numita tehnică a jour, cu adâncituri profunde, sugerând motive florale și care în interior creează doar un motiv punctiform, plasat pe trasee lineare sgrafittate. Smalțul alb sticlos acoperă angoba, dând astfel bolului o delicată culoare de alb patinat; în exterior acesta este aplicat doar până la distanța de 6 cm de bază, lăsând descoperit suportul de angobă. | Academia Română                                     | Cimec    |
|      | Bol | Datare: Sec. XIII Material: ceramică; smălțuită; incizată | De formă tronconică, cu un suport circular înalt de 1 cm, de la care corpul propriu-zis al vasului se deschide cu un unghi de 45 grade, iar spre buza superioară, în exterior, are tendința de a se restrânge, creând o bordură de 1 cm lățime, în interior având drept pandant un cerc incizat, accentuat cu un pigment de culoare verde. Patru decorații vegetale incizate, subliniate cu pigment de culoare verde, plasate asimeric în interior. Smalțul aplicat în interiorul și exteriorul (până la 2 cm de bază) bolului, în care s-au amestecat oxizi de cupru și oxizi de plumb, creând culoarea verde specifică, este craclat pe toată suprafața. | Academia Română                                     | Cimec    |
|      | Bol | Datare: Sec. XVII Material: ceramică; smălțuită | Pornind de la suportul cu înălțimea de 1,5 cm, bolul se lărgește în unghi de 45 grade, având o formă perfectă cu deschiderea mare la buză. Măiestria execuției, rafinamentul estetic decurgând din absența decorului pictat și aplicarea doar a unui strat subțire de smalț de calitate deosebită, în compoziția căruia concentrațiile de oxizi de cupru și plumb au creat o nuanță deosebită, unică, de verde pastel, se constituie în argumente pentru confirmarea valorii sale artistice de tezaur. | Academia Română                                     | Cimec    |
|      | Vas | Datare: Sec. XVII - XVIII Material: ceramică; rond-bosse; sgrafitată; smălțuită | De formă hexagonală, cu gura rotundă și buza ușor înălțată, la 1 cm de buză un cerc sgrafittat, apoi un ornament în volute modelat, de unde pornește și fațetarea hexagonală; pe fiecare față aplicată o stanță în formă dreptunghiulară, cu câte un alt motiv floral, realizat în relief; stratul de smalț cu oxizi de cupru și de plumb, dând o nuanță consistentă de verde, a fost aplicat numai în exterior, la distanță de aproximativ 1 cm de bază și de buză. Calitatea deosebită a smalțului, transparent și sticlos își păstrează strălucirea, creând efecte cromatice deosebite pe suprafețele modelate. | Academia Română                                     | Cimec    |
|      | Placă decorativă                                                                                          | Datare: Sec. XVII Material: ceramică; pictată; smălțuită | De formă dreptunghiulară, a fost decupată dintr-o dală mai mare, de aceea motivul decorativ este plasat asimetric, având o linie despărțitoare, care le diferențiază cromatic și compozițional, una pe fond albastru cu elementele florale stilizate, circumscrise în cercuri albe, alăturate, punctate cu pasta de culoare roșie în relief, înconjurate de decorul vegetal; alta pe fond alb, cu motivele florale mai apropiate de figurativ, redate în aceeași cromatică de roșu, albastru și verde, la care se adaugă tonuri de violet. Smalțul transparent și sticlos amplifică culorile. Reconstituirea unei părți a decorului s-a realizat anterior realizată într-un atelier parizian, prin aplicarea unui strat de pastă de culoare în tonalități oarecum asemănătoare, fără smălțuire, deși diferențele stilistice și cromatice sunt evidente. | Academia Română                                     | Cimec    |
|      | Vas | Datare: Sec. XII Material: ceramică; pictată; smălțuită | Forma foarte interesantă și deosebită, constă într-o sferă ușor turtită, de la care pornește în jos un picior arcuit și evazat, iar în sus, gâtul înalt, imperceptibil evazat; decorația de un mare rafinament artistic, prin pictarea monocromă cu brun roșcat, în jurul bazei, o bandă compactă, după care urmează pe corpul sferic o inscripție în limba arabă, scrisă cu aceeași culoare pe fondul alb, și bordată cu o linie subțire; în schimb, decorația de pe gâtul înalt al vasului, după banda lată de la bază, se desfășoară pe verticală, motivele vegetale fiind delimitate prin linii verticale. Stratul de smalț, transparent și sticlos, conferă o strălucire aparte, adăugând efecte cromatice rafinate în aceeași gamă, rezultate din irizările provenite din ardere, dar și din situl arheologic. | Academia Română                                     | Cimec    |
|      | Placă decorativă                                                                                          | Datare: Sec. XVIII Material: ceramică; pictată; smălțuită | De formă dreptunghiulară, central cartușul polilobat este decorat cu motivul garoafei într-o compoziție simetrică pe verticală, realizat în nuanțe de albastru și verde pe fond alb; restul câmpului exterior, motive florale miniaturale albe, conturate cu albastru pe fond verde; marginal pe orizontal, chenarul îngust cu un element decorativ înlănțuit, subliniat cu o linie verde, conturează și evidențiază întrega compoziție. Smalțul transparent a fost aplicat într-un strat subțire, probabil pentru a răspunde destinației sale decorative propuse pentru pereții moscheilor. | Academia Română                                     | Cimec    |
|      | Opaiț | Datare: Sec. IV Material: ceramică; smălțuită | Corpul sferic, ușor turtit, cu gâtul înalt, ușor răsfrânt, de la care pornește o toartă răsucită în formă de melc, fixată pe buză și pe bulb; din partea opusă toartei pornește un cioc prelungit de 4 cm, cu jghiab; tendința de împodobire s-a realizat prin aplicarea unor bumbi de ceramică de o parte și de alta a ciocului și deasupra deschiderii sale, de asemenea aplicarea stratului de smalț, sticlos și transparent, în care oxizii de cupru au fost combinați cu oxizi de plumb, rezultând o culoare verde specifică. Parțial, pe fundul opaițului se mai păstrează încă urmele de depuneri din pământ. | Academia Română                                     | Cimec    |
|      | Covor Summak                                                                                              | Datare: Sec. XVIII Material: urzeala și băteala lână; nod Senneh | Bordura alcătuită din două benzi înguste pe fond, alb cu motivul continuu al rozetei, conturat cu negru, care flanchează banda principală lată, pe fond negru și decorată cu linia în zig-zag într-o gamă limitată de alb, roșu, negru și orange; câmpul central pe fond bej, este frumos decorat cu trei medalioane mari pe fond albastru, dispuse simetric, în care sunt circumscrise alte casete cu motive florale și stilizări geometrizate într-o mare diversitate a formelor, dar într-o gamă cromatică limitată doar la roșu, alb, albastru, galben; lateral și simetric, între medalioanele mari, alte casete octogonale, cu decorații geometrice, iar între acestea motive florale; întreaga compoziție impresionează prin rafinamentul și opulența motivelor. | Academia Română                                     | Cimec    |
|      | Farfurie mare                                                                                             | Datare: Sec. XVIII Material: ceramică; pictată; smălțuită | Alcătuită din două părți, ușor concave, fiecare în formă de sămânță germinativă, cu sistem de prindere pe spate și tot aici, cu una, respectiv, două benzi metalice pentru fixarea cordonului; marginal și continuu, motivul ghirlandei, care circumscrie un medalion tot în formă de sămânță, terminat cu volută, în care elementul decorativ al vazei cu flori, gravat în relief, pe orizontală, este excesiv stilizat. Inițial, probabil pentru a-i da mai multă prețiozitate, pe toată suprafața (față și verso) s-a aplicat un strat superficial de argint, a căror urme sunt vizibile mai ales pe spate. Decorația simplă, își are rafinamentul său, dar poate atesta și calitățile mai modeste ale meșterului sau ale atelierului de proveniență. | Academia Română                                     | Cimec    |
|      | Birou Autor: Stöhr, Martin; Antoine Aizelin, Eugene                                                       | Datare: Sec. XIX;4/4 Material: lemn nuc; paltin; sculptat, strunjit; tapițat; piele; bronz cizelat | Piesă de aparat decorată pe toată suprafața. Pe postamentul masiv, în formă de „U”, sunt montate picioarele panouri decorate pe contur cu volute acant adânc reliefate, finalizate în cap și labă de leu; câmpurile sunt decorate cu basoreliefuri cu subiect heraldic (scuturi ovale, geminate ale familiei de Wied și al României, timbrat de cel al familiei de Hohenzollern, surmontate de coroană închisă). Picioarele sunt unite anterior de un panou traversă pe care este menționată data de execuție a piesei 1870, cuprinsă într-un cartuș cvadrilobat. Corpul compact, cu capac rabatabil în pantă și două sertare alăturate, reia în decorația sa, relizată în meplat, elementele heraldice deja reprezentate, înconjurate de o stufoasă compoziție cu trofee militare. Superior, pe latura orizontală a pupitrului, două personaje feminine din bronz, reprezentări antichizante, străjuiesc colțurile piesei, iar panoul de legătură, ca o încununare a reprezentărilor heraldice, reliefează cifrul regal CE cu litere gotice și scutul României. | Muzeul Național Cotroceni                           | Cimec    |
|      | Birou Autor: Bembé, August (?)                                                                            | Datare: Sec. XIX;4/4 Material: lemn cireș; palisandru; abanos; sculptat; furniruit | Postament în formă de "U" cu lobare în zona de montare a picioarelor. Acestea, grațios arcuite în "S" larg, sunt inferior terminate în copită de căprioară, superior în volută strânsă, încununate de câte un cap de putto, iar în zona mediană decorate cu scutul familiei de Wied înconjurat de ghirlande florale. Corpul compact, cu capac rabatabil în plan înclinat, are pereții decorați pe toată suprafața cu volute acant și flori de câmp reliefate cu mare rafinament, iar pe latura frontală cifrul "E" surmontat de coroană regală și deviza "FIDELITATE - VERITATE". Piesa este decorată prin sculptare dar și prin alternarea esențelor de lemn folosite; astfel baza și corpul compact sunt conturate de o ramă din abanos, alternat cromatic cu lemnul de cireș majoritar. | Muzeul Național Cotroceni                           | Cimec    |
|      | Pat dublu Autor: Stöhr, Martin                                                                            | Datare: Sec. XIX;4/4 Material: lemn nuc; sculptat; basorelief; altorelief | Pat dublu cu tăblii inegale, abundent decorate. Tăblia mare, supraînălțată, compartimentată în două registre, inferior registru scund în care se înscriu trei casete cu vrejuri de acant, superior registru înalt, central cu medalion oval decorat cu alegoria nopții (interpretare după Thorwaldsen) încununată de cifrul regal "CE" surmontat de coroană închisă. Montanții puternic reliefați - cariatide-herme reprezentate frontal și lateral au sculptate pe piept scuturile heraldice ale familiei de Wied și Hohenzollern. Tăblia mică, cu latura superioară arcuită, are câmpul structurat în trei casete, cea centrală mai mare, flancată de două casete înguste, în care sunt reprezentate jocuri de copii și amorași cu gâze și flori. Pe latura inferioară, datarea 1876 este înscrisă într-un cartuș. Traversele masive, decorate cu șir de ove, au la capete aripioare volutate (mai dezvoltate spre tăblia mare) finalizate în cap de berbec. | Muzeul Național Cotroceni                           | Cimec    |
|      | Masă de centru Autor: Stöhr, Martin                                                                       | Datare: Sec. XIX;4/4 Material: lemn; nuc; strunjit; sculptat; furniruit; furnir nuc | Piesă de aparat; blatul dreptunghiular este furniruit (bordură lată, iar câmpul este acoperit de un caroiaj cu romburi mari), centura lată, nedecorată, evidențiază punctul de îmbinare a celor șase picioare robuste în formă de balustru decorat. Acestea sunt unite căte două de traverse postament ce intersectează axa longitudinală - traversă decotrată cu arcade, iar în extremități terminată prin panouri profilate. | Muzeul Național Cotroceni                           | Cimec    |
|      | Scaun Autor: Stöhr, Martin                                                                                | Datare: Sec. XIX;4/4 Material: lemn nuc; strunjit; sculptat; tapițat; piele presată policromă | Spătar cu fronton bogat decorat, central medalion oval, bombat cu monograma "CE" flancat de volute acant finalizate în mascaroni. Panoul spătarului și șezuta sunt tapițate cu piele presată tratată policrom. Picioarele strunjite cu balustrul decorat sunt unite de traverse ce compun un H cu laturile arcuite. | Muzeul Național Cotroceni                           | Cimec    |
|      | Scaun Autor: Stöhr, Martin                                                                                | Datare: Sec. XIX;2/2 Material: lemn nuc; strunjit; sculptat; tapițat; piele presată policromă | Spătar cu fronton bogat decorat, central medalion oval, bombat cu monograma "CE" flancat de volute acant finalizate în mascaroni. Panoul spătarului și șezuta sunt tapițate cu piele presată tratată policrom. Picioarele strunjite cu balustrul decorat sunt unite de traverse ce compun un H cu laturile arcuite. | Muzeul Național Cotroceni                           | Cimec    |
|      | Scaun Autor: Stöhr, Martin                                                                                | Datare: Sec. XIX;2/2 Material: lemn nuc; strunjit; sculptat; tapițat; piele presată policromă | Spătar cu fronton bogat decorat, central medalion oval, bombat cu monograma "CE" flancat de volute acant finalizate în mascaroni. Panoul spătarului și șezuta sunt tapițate cu piele presată tratată policrom. Picioarele strunjite cu balustrul decorat sunt unite de traverse ce compun un H cu laturile arcuite. | Muzeul Național Cotroceni                           | Cimec    |
|      | Scaun Autor: Stöhr, Martin                                                                                | Datare: Sec. XIX;2/2 Material: lemn nuc; strunjit; sculptat; tapițat; piele presată policromă | Spătar cu fronton bogat decorat, central medalion oval, bombat cu monograma "CE" flancat de volute acant finalizate în mascaroni. Panoul spătarului și șezuta sunt tapițate cu piele presată tratată policrom. Picioarele strunjite cu balustrul decorat sunt unite de traverse ce compun un H cu laturile arcuite. | Muzeul Național Cotroceni                           | Cimec    |
|      | Scaun Autor: Stöhr, Martin                                                                                | Datare: Sec. XIX;2/2 Material: lemn nuc; strunjit; sculptat; tapițat; piele presată policromă | Spătar cu fronton bogat decorat, central medalion oval, bombat cu monograma "CE" flancat de volute acant finalizate în mascaroni. Panoul spătarului și șezuta sunt tapițate cu piele presată tratată policrom. Picioarele strunjite cu balustrul decorat sunt unite de traverse ce compun un H cu laturile arcuite. | Muzeul Național Cotroceni                           | Cimec    |
|      | Scaun Autor: Stöhr, Martin                                                                                | Datare: Sec. XIX;2/2 Material: lemn nuc; sculptat; tapițat; piele presată policromă | Spătar cu fronton bogat decorat, central medalion oval bombat cu monograma "CE", flancat de volute acant finalizate în mascheroni. Panoul spătarului și șezuta tapițate cu piele presată policromă. Picioarele strunjite cu balustrul decorat sunt unite de traverse ce compun un H cu laturi arcuite. | Muzeul Național Cotroceni                           | Cimec    |
|      | Scaun Autor: Stöhr, Martin                                                                                | Datare: Sec. XIX;2/2 Material: lemn nuc; sculptat; tapițat; piele presată policromă | Spătar cu fronton bogat decorat, central medalion oval bombat cu monograma "CE", flancat de volute acant finalizate în mascheroni. Panoul spătarului și șezuta tapițate cu piele presată policromă. Picioarele strunjite cu balustrul decorat sunt unite de traverse ce compun un H cu laturi arcuite. | Muzeul Național Cotroceni                           | Cimec    |
|      | Scaun Autor: Stöhr, Martin                                                                                | Datare: Sec. XIX;2/2 Material: lemn nuc; sculptat; tapițat; piele presată policromă | Spătar cu fronton bogat decorat, central medalion oval bombat cu monograma "CE", flancat de volute acant finalizate în mascheroni. Panoul spătarului și șezuta tapițate cu piele presată policromă. Picioarele strunjite cu balustrul decorat sunt unite de traverse ce compun un H cu laturi arcuite. | Muzeul Național Cotroceni                           | Cimec    |
|      | Scaun Autor: Stöhr, Martin                                                                                | Datare: Sec. XIX;2/2 Material: lemn nuc; sculptat; tapițat; piele presată policromă | Spătar cu fronton bogat decorat, central medalion oval bombat cu monograma "CE" flancat de volute acant finalizate în mascheroni. Panoul spătarului și șezuta sunt tapițate cu piele presată policromă. Picioarele strunjite cu balustrul decorat sunt unite de traverse ce compun un H cu laturi arcuite. | Muzeul Național Cotroceni                           | Cimec    |
|      | Scaun Autor: Stöhr, Martin                                                                                | Datare: Sec. XIX;2/2 Material: lemn nuc; sculptat; tapițat; piele presată policromă | Spătar cu fronton bogat decorat, central medalion oval bombat cu monograma "CE" flancat de volute acant finalizate în mascheroni. Panoul spătarului și șezuta sunt tapițate cu piele presată policromă. Picioarele strunjite cu balustrul decorat sunt unite de traverse ce compun un H cu laturi arcuite. | Muzeul Național Cotroceni                           | Cimec    |
|      | Scaun Autor: Stöhr, Martin                                                                                | Datare: Sec. XIX;2/2 Material: lemn nuc; strunjit; sculptat; tapițat; piele presată policromă | Spătar cu fronton bogat decorat, central medalion oval, bombat, cu monograma "CE" flancat de volute acant finalizate în mascheroni. Panoul spătarului și șezuta sunt tapițate cu piele presată tratată policrom. Picioarele strunjite cu balustrul decorat sunt unite de traverse ce compun un H cu laturi arcuite. | Muzeul Național Cotroceni                           | Cimec    |
|      | Masă de centru Autor: Bernhard, Ludwig                                                                    | Datare: Sec. XX; 1/4 Material: lemn sculptat; ajurat; bronzat | Masă rotundă extensibilă, are blatul compus din șase tronsoane, cantul decorat cu ove, iar centura îngustă acoperită cu friză de frunze stlizate. Cele șase picioare patrulatere sunt unite câte două de traverse panou dublu casetate în care se înscriu motive zoomorfe și mitologice stilizate în manieră bizantină (leu, sirenă, dragon. sfinx). | Muzeul Național Cotroceni                           | Cimec    |
|      | Scaun Autor: Bernhard, Ludwig                                                                             | Datare: Sec. XX; 1/4 Material: lemn; sculptat; stucat; bronzat; tapițat; postav alb | Scaun spătar panou, colțuri rotunjite, decorat cu pomul vieții și două păsări ce se înscriu pe conturul spătarului în zona superioară. Șederea trapezoidală, cu pernă fixă, tapițată cu aba, montată în ramă. Picioarele compuse din panouri înguste, montate în unghi drept, decorate cu volute vegetale, prezintă pe lateral traverse panou casetate în care se înscrie câte un motiv floral stilizat. | Muzeul Național Cotroceni                           | Cimec    |
|      | Scaun Autor: Bernhard, Ludwig                                                                             | Datare: Sec. XX; 1/4 Material: lemn; sculptat; stucat; bronzat; tapițat; postav alb | Scaun spătar panou, colțuri rotunjite, decorat cu pomul vieții și două păsări ce se înscriu pe conturul spătarului în zona superioară. Șederea trapezoidală, cu pernă fixă, tapițată cu aba, montată în ramă. Picioarele compuse din panouri înguste, montate în unghi drept, decorate cu volute vegetale, prezintă pe lateral traverse panou casetate în care se înscrie câte un motiv floral stilizat. | Muzeul Național Cotroceni                           | Cimec    |
|      | Scaun Autor: Bernhard, Ludwig                                                                             | Datare: Sec. XX; 1/4 Material: lemn; sculptat; stucat; bronzat; tapițat; postav alb | Scaun spătar panou, colțuri rotunjite, decorat cu pomul vieții și două păsări ce se înscriu pe conturul spătarului în zona superioară. Șederea trapezoidală, cu pernă fixă, tapițată cu aba, montată în ramă. Picioarele compuse din panouri înguste, montate în unghi drept, decorate cu volute vegetale, prezintă pe lateral traverse panou casetate în care se înscrie câte un motiv floral stilizat. | Muzeul Național Cotroceni                           | Cimec    |
|      | Scaun Autor: Bernhard, Ludwig                                                                             | Datare: Sec. XX; 1/4 Material: lemn; sculptat; stucat; bronzat; tapițat; postav alb | Scaun spătar panou, colțuri rotunjite, decorat cu pomul vieții și două păsări ce se înscriu pe conturul spătarului în zona superioară. Șederea trapezoidală, cu pernă fixă, tapițată cu aba, montată în ramă. Picioarele compuse din panouri înguste, montate în unghi drept, decorate cu volute vegetale, prezintă pe lateral traverse panou casetate în care se înscrie câte un motiv floral stilizat. | Muzeul Național Cotroceni                           | Cimec    |
|      | Scaun Autor: Bernhard, Ludwig                                                                             | Datare: Sec. XX; 1/4 Material: lemn; sculptat; stucat; bronzat; tapițat; postav alb | Scaun spătar panou, colțuri rotunjite, decorat cu pomul vieții și două păsări ce se înscriu pe conturul spătarului în zona superioară. Șederea trapezoidală, cu pernă fixă, tapițată cu aba, montată în ramă. Picioarele compuse din panouri înguste, montate în unghi drept, decorate cu volute vegetale, prezintă pe lateral traverse panou casetate în care se înscrie câte un motiv floral stilizat. | Muzeul Național Cotroceni                           | Cimec    |
|      | Scaun Autor: Bernhard, Ludwig                                                                             | Datare: Sec. XX; 1/4 Material: lemn; sculptat; stucat; bronzat; tapițat; postav alb | Scaun spătar panou, colțuri rotunjite, decorat cu pomul vieții și două păsări ce se înscriu pe conturul spătarului în zona superioară. Șederea trapezoidală, cu pernă fixă, tapițată cu aba, montată în ramă. Picioarele compuse din panouri înguste, montate în unghi drept, decorate cu volute vegetale, prezintă pe lateral traverse panou casetate în care se înscrie câte un motiv floral stilizat. | Muzeul Național Cotroceni                           | Cimec    |
|      | Scaun Autor: Bernhard, Ludwig                                                                             | Datare: Sec. XX; 1/4 Material: lemn; sculptat; stucat; bronzat; tapițat; postav alb | Scaun spătar panou, colțuri rotunjite, decorat cu pomul vieții și două păsări ce se înscriu pe conturul spătarului în zona superioară. Șederea trapezoidală, cu pernă fixă, tapițată cu aba, montată în ramă. Picioarele compuse din panouri înguste, montate în unghi drept, decorate cu volute vegetale, prezintă pe lateral traverse panou casetate în care se înscrie câte un motiv floral stilizat. | Muzeul Național Cotroceni                           | Cimec    |
|      | Scaun Autor: Bernhard, Ludwig                                                                             | Datare: Sec. XX; 1/4 Material: lemn; sculptat; stucat; bronzat; tapițat; postav alb | Scaun spătar panou, colțuri rotunjite, decorat cu pomul vieții și două păsări ce se înscriu pe conturul spătarului în zona superioară. Șederea trapezoidală, cu pernă fixă, tapițată cu aba, montată în ramă. Picioarele compuse din panouri înguste, montate în unghi drept, decorate cu volute vegetale, prezintă pe lateral traverse panou casetate în care se înscrie câte un motiv floral stilizat. | Muzeul Național Cotroceni                           | Cimec    |
|      | Scaun Autor: Bernhard, Ludwig                                                                             | Datare: Sec. XX; 1/4 Material: lemn; sculptat; stucat; bronzat; tapițat; postav alb | Scaun spătar panou, colțuri rotunjite, decorat cu pomul vieții și două păsări ce se înscriu pe conturul spătarului în zona superioară. Șederea trapezoidală, cu pernă fixă, tapițată cu aba, montată în ramă. Picioarele compuse din panouri înguste, montate în unghi drept, decorate cu volute vegetale, prezintă pe lateral traverse panou casetate în care se înscrie câte un motiv floral stilizat. | Muzeul Național Cotroceni                           | Cimec    |
|      | Scaun Autor: Bernhard, Ludwig                                                                             | Datare: Sec. XX; 1/4 Material: lemn; sculptat; stucat; bronzat; tapițat; postav alb | Scaun spătar panou, colțuri rotunjite, decorat cu pomul vieții și două păsări ce se înscriu pe conturul spătarului în zona superioară. Șederea trapezoidală, cu pernă fixă, tapițată cu aba, montată în ramă. Picioarele compuse din panouri înguste, montate în unghi drept, decorate cu volute vegetale, prezintă pe lateral traverse panou casetate în care se înscrie câte un motiv floral stilizat. | Muzeul Național Cotroceni                           | Cimec    |
|      | Scaun Autor: Bernhard, Ludwig                                                                             | Datare: Sec. XX; 1/4 Material: lemn; sculptat; stucat; bronzat; tapițat; postav alb | Scaun spătar panou, colțuri rotunjite, decorat cu pomul vieții și două păsări ce se înscriu pe conturul spătarului în zona superioară. Șederea trapezoidală, cu pernă fixă, tapițată cu aba, montată în ramă. Picioarele compuse din panouri înguste, montate în unghi drept, decorate cu volute vegetale, prezintă pe lateral traverse panou casetate în care se înscrie câte un motiv floral stilizat. | Muzeul Național Cotroceni                           | Cimec    |
|      | Scaun Autor: Bernhard, Ludwig                                                                             | Datare: Sec. XX; 1/4 Material: lemn; sculptat; stucat; bronzat; tapițat; postav alb | Scaun spătar panou, colțuri rotunjite, decorat cu pomul vieții și două păsări ce se înscriu pe conturul spătarului în zona superioară. Șederea trapezoidală, cu pernă fixă, tapițată cu aba, montată în ramă. Picioarele compuse din panouri înguste, montate în unghi drept, decorate cu volute vegetale, prezintă pe lateral traverse panou casetate în care se înscrie câte un motiv floral stilizat. | Muzeul Național Cotroceni                           | Cimec    |
|      | Scaun Autor: Bernhard, Ludwig                                                                             | Datare: Sec. XX; 1/4 Material: lemn sculptat; decupat; stucat; bronzat; tapițat, postav | Scaun cu spătar tip panou, sculptat cu acvilă ținând aripile deschise și capul în profil stânga, picioarele clar conturate prezintă ghearele încleștate pe bile, iar pe piept un cartuș în care se înscrie un scut oval lis înconjurat de perle. Șederea trapezoidală are pernă fixă montată în ramă; picioarele masive sunt compuse din panouri înguste montate în unghi drept, decorate cu volute vegetale stilizate; pe lateral traversele panou sunt decorate diferit (leu și sirenă). Șederea tapițată cu aba și conturată cu galon auriu. | Muzeul Național Cotroceni                           | Cimec    |
|      | Scaun Autor: Bernhard, Ludwig                                                                             | Datare: Sec. XX; 1/4 Material: lemn sculptat; decupat; stucat; bronzat; tapițat, postav | Scaun cu spătar tip panou, sculptat cu acvilă ținând aripile deschise și capul în profil stânga, picioarele clar conturate prezintă ghearele încleștate pe bile, iar pe piept un cartuș în care se înscrie un scut oval lis înconjurat de perle. Șederea trapezoidală are pernă fixă montată în ramă; picioarele masive sunt compuse din panouri înguste montate în unghi drept, decorate cu volute vegetale stilizate; pe lateral traversele panou sunt decorate diferit (leu și sirenă). Șederea tapițată cu aba și conturată cu galon auriu. | Muzeul Național Cotroceni                           | Cimec    |
|      | Scaun Autor: Bernhard, Ludwig                                                                             | Datare: Sec. XX; 1/4 Material: lemn sculptat; decupat; stucat; bronzat; tapițat, postav | Scaun cu spătar tip panou, sculptat cu acvilă ținând aripile deschise și capul în profil stânga, picioarele clar conturate prezintă ghearele încleștate pe bile, iar pe piept un cartuș în care se înscrie un scut oval lis înconjurat de perle. Șederea trapezoidală are pernă fixă montată în ramă; picioarele masive sunt compuse din panouri înguste montate în unghi drept, decorate cu volute vegetale stilizate; pe lateral traversele panou sunt decorate diferit (leu și sirenă). Șederea tapițată cu aba și conturată cu galon auriu. | Muzeul Național Cotroceni                           | Cimec    |
|      | Scaun Autor: Bernhard, Ludwig                                                                             | Datare: Sec. XX; 1/4 Material: lemn sculptat; decupat; stucat; bronzat; tapițat, postav | Scaun cu spătar tip panou, sculptat cu acvilă ținând aripile deschise și capul în profil stânga, picioarele clar conturate prezintă ghearele încleștate pe bile, iar pe piept un cartuș în care se înscrie un scut oval lis înconjurat de perle. Șederea trapezoidală are pernă fixă montată în ramă; picioarele masive sunt compuse din panouri înguste montate în unghi drept, decorate cu volute vegetale stilizate; pe lateral traversele panou sunt decorate diferit (leu și sirenă). Șederea tapițată cu aba și conturată cu galon auriu. | Muzeul Național Cotroceni                           | Cimec    |
|      | Scaun Autor: Bernhard, Ludwig                                                                             | Datare: Sec. XX; 1/4 Material: lemn sculptat; decupat; stucat; bronzat; tapițat, postav | Scaun cu spătar tip panou, sculptat cu acvilă ținând aripile deschise și capul în profil stânga, picioarele clar conturate prezintă ghearele încleștate pe bile, iar pe piept un cartuș în care se înscrie un scut oval lis înconjurat de perle. Șederea trapezoidală are pernă fixă montată în ramă; picioarele masive sunt compuse din panouri înguste montate în unghi drept, decorate cu volute vegetale stilizate; pe lateral traversele panou sunt decorate diferit (leu și sirenă). Șederea tapițată cu aba și conturată cu galon auriu. | Muzeul Național Cotroceni                           | Cimec    |
|      | Scaun Autor: Bernhard, Ludwig                                                                             | Datare: Sec. XX; 1/4 Material: lemn sculptat; decupat; stucat; bronzat; tapițat, postav | Scaun cu spătar tip panou, sculptat cu acvilă ținând aripile deschise și capul în profil stânga, picioarele clar conturate prezintă ghearele încleștate pe bile, iar pe piept un cartuș în care se înscrie un scut oval lis înconjurat de perle. Șederea trapezoidală are pernă fixă montată în ramă; picioarele masive sunt compuse din panouri înguste montate în unghi drept, decorate cu volute vegetale stilizate; pe lateral traversele panou sunt decorate diferit (leu și sirenă). Șederea tapițată cu aba și conturată cu galon auriu. | Muzeul Național Cotroceni                           | Cimec    |
|      | Scaun Autor: Bernhard, Ludwig                                                                             | Datare: Sec. XX; 1/4 Material: lemn sculptat; decupat; stucat; bronzat; tapițat, postav | Scaun cu spătar tip panou, sculptat cu acvilă ținând aripile deschise și capul în profil stânga, picioarele clar conturate prezintă ghearele încleștate pe bile, iar pe piept un cartuș în care se înscrie un scut oval lis înconjurat de perle. Șederea trapezoidală are pernă fixă montată în ramă; picioarele masive sunt compuse din panouri înguste montate în unghi drept, decorate cu volute vegetale stilizate; pe lateral traversele panou sunt decorate diferit (leu și sirenă). Șederea tapițată cu aba și conturată cu galon auriu. | Muzeul Național Cotroceni                           | Cimec    |
|      | Scaun Autor: Bernhard, Ludwig                                                                             | Datare: Sec. XX; 1/4 Material: lemn sculptat; decupat; stucat; bronzat; tapițat, postav | Scaun cu spătar tip panou, sculptat cu acvilă ținând aripile deschise și capul în profil stânga, picioarele clar conturate prezintă ghearele încleștate pe bile, iar pe piept un cartuș în care se înscrie un scut oval lis înconjurat de perle. Șederea trapezoidală are pernă fixă montată în ramă; picioarele masive sunt compuse din panouri înguste montate în unghi drept, decorate cu volute vegetale stilizate; pe lateral traversele panou sunt decorate diferit (leu și sirenă). Șederea tapițată cu aba și conturată cu galon auriu. | Muzeul Național Cotroceni                           | Cimec    |
|      | Scaun Autor: Bernhard, Ludwig                                                                             | Datare: Sec. XX; 1/4 Material: lemn sculptat; decupat; stucat; bronzat; tapițat, postav | Scaun cu spătar tip panou, sculptat cu acvilă ținând aripile deschise și capul în profil stânga, picioarele clar conturate prezintă ghearele încleștate pe bile, iar pe piept un cartuș în care se înscrie un scut oval lis înconjurat de perle. Șederea trapezoidală are pernă fixă montată în ramă; picioarele masive sunt compuse din panouri înguste montate în unghi drept, decorate cu volute vegetale stilizate; pe lateral traversele panou sunt decorate diferit (leu și sirenă). Șederea tapițată cu aba și conturată cu galon auriu. | Muzeul Național Cotroceni                           | Cimec    |
|      | Scaun Autor: Bernhard, Ludwig                                                                             | Datare: Sec. XX; 1/4 Material: lemn sculptat; decupat; stucat; bronzat; tapițat, postav | Scaun cu spătar tip panou, sculptat cu acvilă ținând aripile deschise și capul în profil stânga, picioarele clar conturate prezintă ghearele încleștate pe bile, iar pe piept un cartuș în care se înscrie un scut oval lis înconjurat de perle. Șederea trapezoidală are pernă fixă montată în ramă; picioarele masive sunt compuse din panouri înguste montate în unghi drept, decorate cu volute vegetale stilizate; pe lateral traversele panou sunt decorate diferit (leu și sirenă). Șederea tapițată cu aba și conturată cu galon auriu. | Muzeul Național Cotroceni                           | Cimec    |
|      | Scaun Autor: Bernhard, Ludwig                                                                             | Datare: Sec. XX; 1/4 Material: lemn sculptat; decupat; stucat; bronzat; tapițat, postav | Scaun cu spătar tip panou, sculptat cu acvilă ținând aripile deschise și capul în profil stânga, picioarele clar conturate prezintă ghearele încleștate pe bile, iar pe piept un cartuș în care se înscrie un scut oval lis înconjurat de perle. Șederea trapezoidală are pernă fixă montată în ramă; picioarele masive sunt compuse din panouri înguste montate în unghi drept, decorate cu volute vegetale stilizate; pe lateral traversele panou sunt decorate diferit (leu și sirenă). Șederea tapițată cu aba și conturată cu galon auriu. | Muzeul Național Cotroceni                           | Cimec    |
|      | Scaun Autor: Bernhard, Ludwig                                                                             | Datare: Sec. XX; 1/4 Material: lemn sculptat; decupat; stucat; bronzat; tapițat, postav | Scaun cu spătar tip panou, sculptat cu acvilă ținând aripile deschise și capul în profil stânga, picioarele clar conturate prezintă ghearele încleștate pe bile, iar pe piept un cartuș în care se înscrie un scut oval lis înconjurat de perle. Șederea trapezoidală are pernă fixă montată în ramă; picioarele masive sunt compuse din panouri înguste montate în unghi drept, decorate cu volute vegetale stilizate; pe lateral traversele panou sunt decorate diferit (leu și sirenă). Șederea tapițată cu aba și conturată cu galon auriu. | Muzeul Național Cotroceni                           | Cimec    |
|      | Chivot | Datare: 1500 (circa) Material: argint parțial aurit, ajurat, ciocănit, gravat, urme de email verde | Chivotul reproduce arhitectura unei biserici de plan dreptunghiular, cu absidă poligonală la altar, acoperiș în formă de cruce, turla centrală și trei turle mici pe colțuri - cea de-a patra lipsește. Decorația: plăcuțe gravate cu portrete de sfinți și profeți, inițial emailate; turlele și ornamentele dintre ele sunt din metal ajurat, iar în vârfuri, porumbei turnați și o cruce, pe turla mare. Inscripție de danie de la boierii Craoivești. Lipsă un turnuleț și două cruci de pe turlele mici. Restaurat. | Muzeul Național de Artă al României                 | Cimec    |
|      | Cățuie | Datare: 1685-1686 Material: Argint aurit, ajurat, ciocănit, gravat | Focar semisferic ca o cupă cu 8 lobi, sprijinit pe un picior în trunchi de piramidă cu baza octogonală. Capacul ajurat, de forma unei biserici de plan central cu opt turnuri și o cupolă octogonală în mijloc. Tăvița cu marginea festonată este decorată cu scena Adormirii Maicii Domnului și portretele donatorilor îngenunchiați; de fiecare lob este prins un clopoțel sferic. Lipsă crucea din vârful cupolei centrale. Inscripție de danie de la Șerban Cantacuzino pentru mănăstirea Cotroceni. | Muzeul Național de Artă al României                 | Cimec    |
|      | Covor "de Transilvania" cu nișă                                                                           | Datare: Sec. XVII (mijlocul) Material: Lână; nod simetric (turcesc) | Cinci chenare marginale, concentrice, de lățimi diferite, înconjoară mihrabul; cele înguste sunt decorate cu motive florale înlănțuite, iar chenarul mai lat conține medalioane geometrizante în mijlocul cărora sunt reprezentate elemente florale stilizate. În câmpul central, deasupra mihrabului, tahta este decorată cu elemente florale, dispuse linear. Pe fondul roșu al câmpului covorului, mihrabul sau nișa se detașează prin contrastul sensibil al fondului său alb și prin decorațiile florale care înconjură lampa de moschee. Rafinamentul culorilor vegetale și a stilizării motivelor decorative, tehnica de lucru și mai ales vechimea sa, conferă covorului o valoare deosebită, urmând a fi inclus în categoria tezaur. | Muzeul Național de Artă al României                 | Cimec    |
|      | Carafă Autor: Reichenbach, Carl George von                                                                | Datare: 1906 Material: sticlă | Bază circulară plată, corp piriform, buza modulată cu cioc scurt și dop cu buton, ansă tubulară arcuită. În partea inferioară a corpului un bandou lat, autiu mat pe care sunt aplicate echidistant patru caboșoane mari, ovale, violet, înconjurate de altele mai mici albastre, verzi, turcoaz. Între caboșoane suprafața aurie e acoperită cu volute mărunte trasate cu penița în roșu cărămiziu. Face parte dintr-un serviciu de masă a cărui comandă, fiind direct legată de ambientarea "Sufrageriei bizantine" de la Palatul Cotroceni, corespunde momentului de maximă afirmare a naționalismului premergător primului război mondial și atestă atașamentul Casei Regale la valorile "artei naționale". | Muzeul Național Cotroceni                           | Cimec    |
|      | Carafă Autor: Reichenbach, Carl George von                                                                | Datare: 1906 Material: sticlă | Bază circulară plată, corp piriform, buza modulată cu cioc scurt și dop cu buton, ansă tubulară arcuită. În partea inferioară a corpului un bandou lat, auriu mat pe care sunt aplicate echidistant patru caboșoane mari, ovale, violet, înconjurate de altele mai mici albastre, verzi, turcoaz. Între caboșoane suprafața aurie e acoperită cu volute mărunte trasate cu penița în roșu cărămiziu. Face parte dintr-un serviciu de masă a cărui comandă, fiind direct legată de ambientarea "Sufrageriei bizantine" de la Palatul Cotroceni, corespunde momentului de maximă afirmare a naționalismului premergător primului război mondial și atestă atașamentul Casei Regale la valorile "artei naționale". | Muzeul Național Cotroceni                           | Cimec    |
|      | Bol Autor: Reichenbach, Carl George von                                                                   | Datare: 1906 Material: sticlă | Semisferic, cu bază circulară aurită; de la bază pornesc trei meridiane trasate cu auriu mat, puțin lățite sub buză, unde este montat câte un caboșon verde; buza subliniată de un contur lat auriu decorat cu un șirag de perle desenate cu roșu cărămiziu. Face parte dintr-un serviciu de masă a cărui comandă, fiind direct legată de ambientarea "Sufrageriei bizantine" de la Palatul Cotroceni, corespunde momentului de maximă afirmare a naționalismului premergător primului război mondial și atestă atașamentul Casei Regale la valorile "artei naționale". | Muzeul Național Cotroceni                           | Cimec    |
|      | Bol Autor: Reichenbach, Carl George von                                                                   | Datare: 1906 Material: sticlă | Semisferic, cu bază circulară aurită; de la bază pornesc trei meridiane trasate cu auriu mat, puțin lățite sub buză, unde este montat câte un caboșon verde; buza subliniată de un contur lat auriu decorat cu un șirag de perle desenate cu roșu cărămiziu. Face parte dintr-un serviciu de masă a cărui comandă, fiind direct legată de ambientarea "Sufrageriei bizantine" de la Palatul Cotroceni, corespunde momentului de maximă afirmare a naționalismului premergător primului război mondial și atestă atașamentul Casei Regale la valorile "artei naționale". | Muzeul Național Cotroceni                           | Cimec    |
|      | Cupă cu picior Autor: Reichenbach, Carl George von                                                        | Datare: 1906 Material: sticlă | Talpă circulară, picior masiv cilindric ușor retras, cupă semisferică; baza și piciorul aurite în întregime; decorul trasat cu penița în roșu cărămiziu e compus dintr-o suită de rezerve dreptunghiulare în care sunt plasate caboșoane diferit colorate - violet, verde, turcoaz, albastru, roșu - sau conturate animale - pești, pasărea Phoenix, un leu, o acvilă cu aripile desfăcute. Pe cupă sunt trasate patru meridiane aurii punctate de patru caboșoane verzi. Face parte dintr-un serviciu de masă a cărui comandă, fiind direct legată de ambientarea "Sufrageriei bizantine" de la Palatul Cotroceni, corespunde momentului de maximă afirmare a naționalismului premergător primului război mondial și atestă atașamentul Casei Regale la valorile "artei naționale". | Muzeul Național Cotroceni                           | Cimec    |
|      | Cupă cu picior Autor: Reichenbach, Carl George von                                                        | Datare: 1906 Material: sticlă | Talpă circulară, picior masiv cilindric ușor retras, cupă semisferică; baza și piciorul aurite în întregime; decorul trasat cu penița în roșu cărămiziu e compus dintr-o suită de rezerve dreptunghiulare în care sunt plasate caboșoane diferit colorate - violet, verde, turcoaz, albastru, roșu - sau conturate animale - pești, pasărea Phoenix, un leu, o acvilă cu aripile desfăcute. Pe cupă sunt trasate patru meridiane aurii punctate de patru caboșoane verzi. Face parte dintr-un serviciu de masă a cărui comandă, fiind direct legată de ambientarea "Sufrageriei bizantine" de la Palatul Cotroceni, corespunde momentului de maximă afirmare a naționalismului premergător primului război mondial și atestă atașamentul Casei Regale la valorile "artei naționale". | Muzeul Național Cotroceni                           | Cimec    |
|      | Cupă cu picior Autor: Reichenbach, Carl George von                                                        | Datare: 1906 Material: sticlă | Talpă circulară, picior masiv cilindric ușor retras, cupă semisferică; baza și piciorul aurite în întregime; decorul trasat cu penița în roșu cărămiziu e compus dintr-o suită de rezerve dreptunghiulare în care sunt plasate caboșoane diferit colorate - violet, verde, turcoaz, albastru, roșu - sau conturate animale - pești, pasărea Phoenix, un leu, o acvilă cu aripile desfăcute. Pe cupă sunt trasate patru meridiane aurii punctate de patru caboșoane verzi. Face parte dintr-un serviciu de masă a cărui comandă, fiind direct legată de ambientarea "Sufrageriei bizantine" de la Palatul Cotroceni, corespunde momentului de maximă afirmare a naționalismului premergător primului război mondial și atestă atașamentul Casei Regale la valorile "artei naționale". | Muzeul Național Cotroceni                           | Cimec    |
|      | Cupă cu picior Autor: Reichenbach, Carl George von                                                        | Datare: 1906 Material: sticlă | Talpă circulară, picior masiv cilindric ușor retras, cupă semisferică; baza și piciorul aurite în întregime; decorul trasat cu penița în roșu cărămiziu e compus dintr-o suită de rezerve dreptunghiulare în care sunt plasate caboșoane diferit colorate - violet, verde, turcoaz, albastru, roșu - sau conturate animale - pești, pasărea Phoenix, un leu, o acvilă cu aripile desfăcute. Pe cupă sunt trasate patru meridiane aurii punctate de patru caboșoane verzi. Face parte dintr-un serviciu de masă a cărui comandă, fiind direct legată de ambientarea "Sufrageriei bizantine" de la Palatul Cotroceni, corespunde momentului de maximă afirmare a naționalismului premergător primului război mondial și atestă atașamentul Casei Regale la valorile "artei naționale". | Muzeul Național Cotroceni                           | Cimec    |
|      | Pahar Autor: Reichenbach, Carl George von                                                                 | Datare: 1906 Material: sticlă | Talpă circulară, picior masiv cilindric ușor retras, cupă semisferică. Decor aplicat pe fundul auriu mat al piciorului, format din trei registre de caboșoane colorate: albastru, violet, verde, roz; pe cupă sunt trasate patru meridiane aurii ușor lățite sub buză, punctate cu patru caboșoane turcoaz. Face parte dintr-un serviciu de masă a cărui comandă, fiind direct legată de ambientarea "Sufrageriei bizantine" de la Palatul Cotroceni, corespunde momentului de maximă afirmare a naționalismului premergător primului război mondial și atestă atașamentul Casei Regale la valorile "artei naționale". | Muzeul Național Cotroceni                           | Cimec    |
|      | Pahar Autor: Reichenbach, Carl George von                                                                 | Datare: 1906 Material: sticlă | Talpă circulară, picior masiv cilindric ușor retras, cupă semisferică. Decor aplicat pe fundul auriu mat al piciorului, format din trei registre de caboșoane colorate: albastru, violet, verde, roz; pe cupă sunt trasate patru meridiane aurii ușor lățite sub buză, punctate cu patru caboșoane turcoaz. Face parte dintr-un serviciu de masă a cărui comandă, fiind direct legată de ambientarea "Sufrageriei bizantine" de la Palatul Cotroceni, corespunde momentului de maximă afirmare a naționalismului premergător primului război mondial și atestă atașamentul Casei Regale la valorile "artei naționale". | Muzeul Național Cotroceni                           | Cimec    |
|      | Pahar Autor: Reichenbach, Carl George von                                                                 | Datare: 1906 Material: sticlă | Talpă circulară, picior masiv cilindric ușor retras, cupă semisferică. Decor aplicat pe fundul auriu mat al piciorului, format din trei registre de caboșoane colorate: albastru, violet, verde, roz; pe cupă sunt trasate patru meridiane aurii ușor lățite sub buză, punctate cu patru caboșoane turcoaz. Face parte dintr-un serviciu de masă a cărui comandă, fiind direct legată de ambientarea "Sufrageriei bizantine" de la Palatul Cotroceni, corespunde momentului de maximă afirmare a naționalismului premergător primului război mondial și atestă atașamentul Casei Regale la valorile "artei naționale". | Muzeul Național Cotroceni                           | Cimec    |
|      | Pahar Autor: Reichenbach, Carl George von                                                                 | Datare: 1906 Material: sticlă | Talpă circulară, picior masiv cilindric ușor retras, cupă semisferică. Decor aplicat pe fundul auriu mat al piciorului, format din trei registre de caboșoane colorate: albastru, violet, verde, roz; pe cupă sunt trasate patru meridiane aurii ușor lățite sub buză, punctate cu patru caboșoane turcoaz. Face parte dintr-un serviciu de masă a cărui comandă, fiind direct legată de ambientarea "Sufrageriei bizantine" de la Palatul Cotroceni, corespunde momentului de maximă afirmare a naționalismului premergător primului război mondial și atestă atașamentul Casei Regale la valorile "artei naționale". | Muzeul Național Cotroceni                           | Cimec    |
|      | Pahar Autor: Reichenbach, Carl George von                                                                 | Datare: 1906 Material: sticlă | Talpă circulară, picior masiv cilindric ușor retras, cupă semisferică. Decor aplicat pe fundul auriu mat al piciorului, format din trei registre de caboșoane colorate: albastru, violet, verde, roz; pe cupă sunt trasate patru meridiane aurii ușor lățite sub buză, punctate cu patru caboșoane turcoaz. Face parte dintr-un serviciu de masă a cărui comandă, fiind direct legată de ambientarea "Sufrageriei bizantine" de la Palatul Cotroceni, corespunde momentului de maximă afirmare a naționalismului premergător primului război mondial și atestă atașamentul Casei Regale la valorile "artei naționale". | Muzeul Național Cotroceni                           | Cimec    |
|      | Pahar Autor: Reichenbach, Carl George von                                                                 | Datare: 1906 Material: sticlă | Talpă circulară, picior masiv cilindric ușor retras, cupă semisferică. Decor aplicat pe fundul auriu mat al piciorului, format din trei registre de caboșoane colorate: albastru, violet, verde, roz; pe cupă sunt trasate patru meridiane aurii ușor lățite sub buză, punctate cu patru caboșoane turcoaz. Face parte dintr-un serviciu de masă a cărui comandă, fiind direct legată de ambientarea "Sufrageriei bizantine" de la Palatul Cotroceni, corespunde momentului de maximă afirmare a naționalismului premergător primului război mondial și atestă atașamentul Casei Regale la valorile "artei naționale". | Muzeul Național Cotroceni                           | Cimec    |
|      | Cupă cu picior Autor: Reichenbach, Carl George von                                                        | Datare: 1906 Material: sticlă | Talpă circulară, picior masiv cilindric, ambele auriu mat; cupă adâncă, alungită; pe bază sunt plasate echidistant caboșoane mici turcoaz; pe picior sunt amplasate caboșoane de diferite mărimi, forme și culori (turcoaz, verde, violet) cuprinse în rezerve conturate cu penița în roșu cărămiziu. Cupa prezintă trei meridiane aurii lățite sub buză, punctate cu trei caboșoane. Face parte dintr-un serviciu de masă a cărui comandă, fiind direct legată de ambientarea "Sufrageriei bizantine" de la Palatul Cotroceni, corespunde momentului de maximă afirmare a naționalismului premergător primului război mondial și atestă atașamentul Casei Regale la valorile "artei naționale". | Muzeul Național Cotroceni                           | Cimec    |
|      | Cupă cu picior Autor: Reichenbach, Carl George von                                                        | Datare: 1906 Material: sticlă | Talpă circulară, picior masiv cilindric, ambele auriu mat; cupă adâncă, alungită; pe bază sunt plasate echidistant caboșoane mici turcoaz; pe picior sunt amplasate caboșoane de diferite mărimi, forme și culori (turcoaz, verde, violet) cuprinse în rezerve conturate cu penița în roșu cărămiziu. Cupa prezintă trei meridiane aurii lățite sub buză, punctate cu trei caboșoane. Face parte dintr-un serviciu de masă a cărui comandă, fiind direct legată de ambientarea "Sufrageriei bizantine" de la Palatul Cotroceni, corespunde momentului de maximă afirmare a naționalismului premergător primului război mondial și atestă atașamentul Casei Regale la valorile "artei naționale". | Muzeul Național Cotroceni                           | Cimec    |
|      | Cupă cu picior Autor: Reichenbach, Carl George von                                                        | Datare: 1906 Material: sticlă | Talpă circulară, picior masiv cilindric, ambele auriu mat; cupă adâncă, alungită; pe bază sunt plasate echidistant caboșoane mici turcoaz; pe picior sunt amplasate caboșoane de diferite mărimi, forme și culori (turcoaz, verde, violet) cuprinse în rezerve conturate cu penița în roșu cărămiziu. Cupa prezintă trei meridiane aurii lățite sub buză, punctate cu trei caboșoane. Face parte dintr-un serviciu de masă a cărui comandă, fiind direct legată de ambientarea "Sufrageriei bizantine" de la Palatul Cotroceni, corespunde momentului de maximă afirmare a naționalismului premergător primului război mondial și atestă atașamentul Casei Regale la valorile "artei naționale". | Muzeul Național Cotroceni                           | Cimec    |
|      | Cupă cu picior Autor: Reichenbach, Carl George von                                                        | Datare: 1906 Material: sticlă | Talpă circulară, picior masiv cilindric, ambele auriu mat; cupă adâncă, alungită; pe bază sunt plasate echidistant caboșoane mici turcoaz; pe picior sunt amplasate caboșoane de diferite mărimi, forme și culori (turcoaz, verde, violet) cuprinse în rezerve conturate cu penița în roșu-cărămiziu. Cupa prezintă trei meridiane aurii lățite sub buză, punctate cu trei caboșoane. Face parte dintr-un serviciu de masă a cărui comandă, fiind direct legată de ambientarea "Sufrageriei bizantine" de la Palatul Cotroceni, corespunde momentului de maximă afirmare a naționalismului premergător primului război mondial și atestă atașamentul Casei Regale la valorile "artei naționale". | Muzeul Național Cotroceni                           | Cimec    |
|      | Pocal Autor: Reichenbach, Carl George von                                                                 | Datare: 1906 Material: sticlă | Talpă circulară, picior masiv cilindric foarte înalt, ambele auriu mat; cupă adâncă, alungită; pe talpă sunt plasate echidistant caboșoane mici turcoaz; pe picior sunt amplasate caboșoane de diferite mărimi, forme și culori (turcoaz, roșu, verde, roz, violet) intercalate cu linii trasate cu penița în roșu cărămiziu. Cupa prezintă trei meridiane aurii lățite sub buză, punctate cu trei caboșoane. Face parte dintr-un serviciu de masă a cărui comandă, fiind direct legată de ambientarea "Sufrageriei bizantine" de la Palatul Cotroceni, corespunde momentului de maximă afirmare a naționalismului premergător primului război mondial și atestă atașamentul Casei Regale la valorile "artei naționale". | Muzeul Național Cotroceni                           | Cimec    |
|      | Pocal Autor: Reichenbach, Carl George von                                                                 | Datare: 1906 Material: sticlă | Talpă circulară, picior masiv cilindric foarte înalt, ambele auriu mat; cupă adâncă, alungită; pe talpă sunt plasate echidistant caboșoane mici turcoaz; pe picior sunt amplasate caboșoane de diferite mărimi, forme și culori (turcoaz, roșu, verde, roz, violet) intercalate cu linii trasate cu penița în roșu cărămiziu. Cupa prezintă trei meridiane aurii lățite sub buză, punctate cu trei caboșoane. Face parte dintr-un serviciu de masă a cărui comandă, fiind direct legată de ambientarea "Sufrageriei bizantine" de la Palatul Cotroceni, corespunde momentului de maximă afirmare a naționalismului premergător primului război mondial și atestă atașamentul Casei Regale la valorile "artei naționale". | Muzeul Național Cotroceni                           | Cimec    |
|      | Cassapanca                                                                                                | Datare: Sec. XIX Material: lemn stejar; sculptat | Piesă compusă dintr-o ladă pe patru picioare cu cap de mascheron încadrat de volută; peste ladă suprapus spătarul și cele două brațe bogat sculptate. Piesa conține decor floral, vegetal, animalier - palmete, volute și animale fantastice. Pe partea anterioară a bazei, un cartuș ce reprezintă un nud culcat înconjurat de volute, palmete care asociază piesa la caracteristicile școlii Fontainbleau. | Muzeul Național de Artă al României                 | Cimec    |
|      | Masă de joc                                                                                               | Datare: Sec. XIX Material: lemn și ceramică | Masă extensibilă, decorată cu două plăci de ceramică, cu motive vegetale și zoomorfe. Picioarele sunt unite prin traverse în diagonală. În partea superioară, picioarele au ornamente circulare. | Muzeul Național de Artă al României                 | Cimec    |
|      | Scoarță Zili                                                                                              | Datare: Sec. XIX Material: broderie de mână cu lână pe suport de lână, țesut în război, format din trei fâșii | În câmpul central casete pătrate, care închid elemente geometrice romboidale, separate prin benzi cu motiv de rozete stelare. Colorit dominant: roșu, albastru închis și deschis și zmeuriu. Bordură pe fond albastru cu motive romboidale, linii frânte, rozete stelare. Pe bordura cu elemente geometrice - triunghiuri adosate și flori stilizate. | Muzeul Național de Artă al României                 | Cimec    |
|      | Țesătură de interior                                                                                      | Datare: Sec. XX Material: suport de lână roșu închis și broderie cu fir de mătase auriu | Țesătură decorativă compusă din trei flori unite între ele, elemente geometrice - romburi pe toată suprafața. | Muzeul Național de Artă al României                 | Cimec    |
|      | Broderie                                                                                                  | Datare: Sf. sec. XIX Material: mătase naturală | Câmpul pe fond roșu vișiniu cu motive florale; bordura din mătase verde închis cu motive florale dispuse în rânduri paralele. În cele patru colțuri, pe fond albastru închis, se reia același decor. | Muzeul Național de Artă al României                 | Cimec    |
|      | Scoarță Gigim                                                                                             | Datare: Sec. XIX Material: broderie de mână cu lână pe suport țesătură de lână | Formată din șase fâșii; două colorate cu roșu-vișiniu, două galben-auriu, una albastru închis și una verde închis. Ornamentele sunt dispuse în benzi orizontale, perdominând elementele geometrice stilizate în tonuri de alb, galben, albastru deschis și portocaliu. | Muzeul Național de Artă al României                 | Cimec    |
|      | Scoarță Gigim                                                                                             | Datare: Sec. XIX Material: broderie de mână cu lână pe suport țesătură de lână | Formată din cinci fâșii; două colorate în albastru închis, una roșie-vișinie, una verde și una galben-auriu. Ornamentele sunt dispuse în benzi orizontale, perdominând elementele geometrice stilizate în tonuri de alb, galben, albastru deschis, portocaliu, roșu. Banda marginală este albastru închis. | Muzeul Național de Artă al României                 | Cimec    |
|      | Broderie                                                                                                  | Datare: Sf. sec. XIX Material: broderie de mână pe suport pânză de in | Formată din trei fâșii. Câmpul central cu ramuri de flori închise în romburi formate din frunze dințate. Bordura din cercuri în care sunt înscrise câte cinci flori roșii. | Muzeul Național de Artă al României                 | Cimec    |
|      | Broderie                                                                                                  | Datare: Sec. XIX Material: broderie de mână pe suport de lână | În câmpul central 15 canete dreptunghiulare separate prin benzi cu motiv romboidal continuu, alternând cromatic: roșu, albastru, galben și alb. Bordura din trei chenare - chenarul median mai lat, ornamentat cu mici casete separate prin benzi cu linii frânte, continuu, motiv care este reluat și pe cele două chenare care închid chenarul central. | Muzeul Național de Artă al României                 | Cimec    |
|      | Broderie                                                                                                  | Datare: Sec. XIX Material: broderie de mână cu mătase pe suport de in | În câmpul central o ramură mare înflorită, dispusă pe toată suprafața, în tonuri de roșu-cărămiziu, albastru deschis, trandafiriu și verde. Bordura lată între două chenare înguste identice, cu un motiv continuu de frunze stilizate, înlănțuite. Pe bordură sunt dispuse medalioane circulare, fiecare cu alte elemente ornamentale, reluând aceeași gamă cromatică din câmpul central. Medalioanele sunt separate prin ramuri stilizate de flori. | Muzeul Național de Artă al României                 | Cimec    |
|      | Broderie                                                                                                  | Datare: Sf. sec. XIX Material: broderie de mână cu mătase pe suport de in | Formată din două fâșii. Corpul central cu palmete legate prin vrejuri și frunze. Broderie cu medalioane circulare care închid rozete florale cu șase petale în tonuri de brun deschis, violaceu, albastru. Chenarul central și marginal identice cu motiv continuu de mici palmete și frunze înlănțuite. Culori dominante: albastru-peruzea și brun roșcat. | Muzeul Național de Artă al României                 | Cimec    |
|      | Față de masă Zili                                                                                         | Datare: Sec. XIX Material: broderie de mână cu lână pe suport țesătură de lână | Formată din două fâșii. Câmpul central pe fond roșu-cărămiziu cu elemente geometrice stilizate, alternând cu motivul S-ului în tonuri de alb și albastru. Bordura pe două laturi pe fond albastru, iar la capete bordura albastru cu roșu. Pe cele patru laturi sunt folosite aceleași elemente ornamentale, duble croșete, S-uri, Z-uri și brăduți. Dominant roșu, albastru și alb. | Muzeul Național de Artă al României                 | Cimec    |
|      | Covor Gördes                                                                                              | Datare: Sec. XIX Material: lână; urzeală; băteală; nod Ghiordes | Pe câmpul central pe fond albastru, garoafe, rozete, zambile și laele dispuse în rânduri orizontale. Bordura lată, formată din zece chenare înguste - ciubuclă. Culori dominante: albastru, roșu, verde și galben. | Muzeul Național de Artă al României                 | Cimec    |
|      | Covor Melas                                                                                               | Datare: Sec. XIX Material: lână | Central, casetă dreptunghiulară cu fond roșu, subliniată pe margini cu două benzi albe. În centrul casetei o stea cu șase colțuri din care pornește la dreapta și la stânga două ramuri cu frunze în tonuri de alb, albastru, brun și galben. Pe marginea casetei centrale motiv floral continuu. Bordura lată formată din trei benzi: cea mediană pe fond brun, jumătăți de palmete alternate în tonuri de albastru, roșu, alb și galben. Chenarul marginal pe fond alb cu motiv floral stilizat. Marginea subliniată de o linie continuă roșie. | Muzeul Național de Artă al României                 | Cimec    |
|      | Covor Sumak                                                                                               | Datare: Sf. sec. XIX Material: urzeală de bumbac și băteală de lână | Câmpul central pe fond zmeuriu cu trei medalioane dispuse la intervale egale care încheie elemente geometrice și florale stilizate în tonuri de frez, albastru închis, albastru deschis și alb. Restul câmpului motive geometrice stilizate. Chenarul central - fond zmeuriu cu motiv liniar dispus oblic. Bordura foarte lată, pe fond albastru închis cu medalioane romboidale alternând cromatic, separate prin flori stilizate. Chenarul marginal format din două benzi din care unul pe fond alb cu motive florale înlănțuite, celălalt pe fond negru cu motiv continuu "capete de câini" stilizat. | Muzeul Național de Artă al României                 | Cimec    |
|      | Covor de rugăciune                                                                                        | Datare: Sec. XVIII Material: urzeală; băteală; nod Ghiordes din lână; lucrat cu linii în diagonală | Nișa pe fond roșu, ornamentată pe centru cu motiv continuu din flori stilizate și două coloane pe fond albastru deschis. Câmpul situat deasupra nișei pe fond albastru deschis cu elemente florale stilizate subliniate cu brun. Caseta dreptunghiulară din partea superioară (Tacta) pe fond cafeniu deschis cu frunze și palmete colorate în albastru, subliniate cu brun închis. Chenarul central format din trei benzi pe fond galben deschis cu motive de garoafe stilizate. Bordura pe fond albastru închis cu palmete, rozete și frunze înlănțuite. Chenarul marginal compus din trei benzi pe fond galben cu elemente geometrice stilizate. | Muzeul Național de Artă al României                 | Cimec    |
|      | Covor de rugăciune                                                                                        | Datare: Sec. XVIII Material: lână; urzeală; băteală; nod Ghiordes | Central mihrab în albastru închis, subliniat pe margine cu motiv de garoafe stilizat, partea de sus terminându-se în scară. În partea superioară a casetei, deasupra mihrabului, decorată în benzi alternând zmeuriu cu verde, cu motiv de garoafă stilizat la caseta Tacta la ambele capete ale casetei decorate tot cu motiv de garoafă stilizată. Primul chenar de lângă casetă pe fond portocaliu cu garoafe stilizate în roșu, albastru, subliniate cu alb și brun, urmează șapte benzi ciubuclî alternând alb și albastru închis, decorate cu mici flori roșii. Chenarul marginal pe fond brun cu motiv floral continuu, stilizat. | Muzeul Național de Artă al României                 | Cimec    |
|      | Față de sac Pendink                                                                                       | Datare: Sec. XIX Material: urzeală; băteală; nod Senneh din lână | Pe fond roșu-vișiniu, patru șiruri de casete dispuse câte trei, separate prin motive romboidale. Bordura cu diferite elemente geometrice. Colorit dominant: albastru, verde închis și alb. | Muzeul Național de Artă al României                 | Cimec    |
|      | Covor de rugăciune                                                                                        | Datare: Sec. XIX Material: lână | Nișa pe fond vișiniu cu motive geometrice, romboidale, înlănțuite, brodate în tonuri de roșu, albastru închis, verde deschis și alb. Câmpul situat deasupra nișei pe fond verde deschis. Caseta dreptunghiulară (Tacta) din partea superioară a nișei, pe fond roșu cu motive florale stilizate în brun-verde și albastru. Bordura din două chenare, unul pe fond galben, celălalt pe fond negru cu motive geometrice și florale stilizate. Chenarele sunt separate printr-un motiv dublu de pieptene. | Muzeul Național de Artă al României                 | Cimec    |
|      | Scoarță Karamaniu                                                                                         | Datare: Sec. XIX Material: lână; țesătură Kilim | Format din două fâșii. În câmpul central sunt dispuse 15 casete de diferite dimensiuni alternând cromatic: zmeuriu, albastru închis, alb, verde, roșu și albastru peruzea, cu motive florale stilizate. Bordura formată din două chenare, cel central decorat cu linie frântă și preluând culorile din casetele câmpului central și cel marginal, pe fond alb cu motive vegetale stilizate, alternând cu arborele vieții stilizat. La capetele înguste, pe bordură, cu linie șerpuită, marcată prin elemente geometrice stilizate. | Muzeul Național de Artă al României                 | Cimec    |
|      | Scoarță Karamaniu                                                                                         | Datare: Sec. XIX Material: lână; țesătură Kilim | Formată din două fâșii. Câmpul central este ornamentat din patru șiruri de motive geometrice albe pe fonduri diferite: roșu-vișiniu, albastru, zmeuriu, verde-oliv, ocru, brun, violaceu, separate prin mici casete hexagonale ce închid motive florale geometrice. Bordura compusă din casete ce închid motiv de croșetă dublă, alternând cromatic: zmeuriu, albastru, brun, ocru, verde. Bordura din două chenare - unul pe fond zmeuriu, cu casete hexagonale care închid motive cruciforme, celălalt chenar dintr-o suită de elemente romboidale variat colorat. | Muzeul Național de Artă al României                 | Cimec    |
|      | Scoarță Karamaniu                                                                                         | Datare: Sec. XIX Material: lână; țesătură Kilim | Formată din două fâșii. Câmpul central pe fond vișiniu, cu patru medalioane mari, înlănțuite și cu marginile dințate, colorate cu zmeuriu, albastru-peruzea, brun, alb și albastru închis. În restul câmpului diferite forme geometrice și florale stilizate în tonuri de albastru-peruzea, albastru deschis, verde și alb. Bordura pe fond alb cu ornamente geometrice și vegetale stilizate. | Muzeul Național de Artă al României                 | Cimec    |
|      | Scoarță Karamaniu                                                                                         | Datare: Sec. XIX Material: lână | Formată din două fâșii cusute între ele. Pe fond ocru motive geometrice romboidale cu marginile în trepte, alternând cromatic: vișiniu, verde, albastru închis. Romburile închid motive florale stilizate. Bordura pe fond albastru închis, cu elemente geometrice stilizate dispuse continuu, în tonuri de vișiniu, albastru deschis, galben și alb. | Muzeul Național de Artă al României                 | Cimec    |
|      | Scoarță Senneh                                                                                            | Datare: Sec. XIX Material: lână și bumbac | Câmpul central pe fond galben muștar, motivul Herati (motiv romboidal, palmete și frunze dispuse în paranteze). Bordura din trei chenare cu motive florale stilizate, chenarul median pe fond roșu. | Muzeul Național de Artă al României                 | Cimec    |
|      | Scoarță Karamaniu                                                                                         | Datare: Sec. XIX Material: lână; țesătură Kilim | Câmpul central pe fond roșu, ornamentat cu motive vegetale amintind de arborele vieții, alternând cu decor cruciform. Câmpul central este separat de bordură pe laturile lungi prin trei benzi, dintre care două cu motiv cruciform și motiv liniar continuu. Bordură pe fond ocru cu elemente geometrice și vegetale stilizate. La capetele înguste este bordura formată din două chenare, din care unul pe fond brun cu motive vegetale stilizate, frunze dințate; celălalt chenar pe fond roșu cu ornament continuu de dublu croșetă, colorat în albastru cu accente de alb. | Muzeul Național de Artă al României                 | Cimec    |
|      | Scoarță Karamaniu                                                                                         | Datare: Sec. XIX Material: lână; țesătură Kilim | Câmpul central este divizat în șapte casete dreptunghiulare, separate prin chenare cu motiv continuu de croșetă. Fiecare casetă pe fonduri diferite de roșu, vișiniu, albastru, verde și ocru, cu motive geometrice stilizate dominând elementul romboidal. Bordura formată din două chenare cu motiv de rozetă pe fond roșu-vișiniu. Chenarul marginal pe fond albastru închis, motiv continuu de linie frântă și motiv vegetal stilizat. | Muzeul Național de Artă al României                 | Cimec    |
|      | Scoarță Karamaniu                                                                                         | Datare: Sec. XIX Material: lână; țesătură Kilim | În centru, pe fonduri diferite, patru mihrab-uri duble, în tonuri de vișiniu și verde-oliv; în restul câmpului sunt dispuse simetric, de o parte și de alta 24 de mihrab-uri, alternând cromatic în albastru închis și deschis, roșu-vișiniu, verde-oliv, portocaliu și negru, ornamentați în interior cu mici rozete, bordură triplă, alternând cromatic în vișiniu, albastru închis și ocru, despărțită cu model de pieptăn dublu și decorată cu linie frântă continuă și motiv cruciform. | Muzeul Național de Artă al României                 | Cimec    |
|      | Scoarță Karamaniu                                                                                         | Datare: Sec. XIX Material: lână; țesătură Kilim | Formată din două fâșii. În centru, pe fonduri diferite: vișiniu, alb și albastru închis patru mihrab-uri duble, decorate în interior cu rozete stilizate; de o parte și de alta sunt dispuse simetric 32 de mihrab-uri pe câte patru rânduri alternând cromatic: vișiniu, alb, albastru-peruzea, brun, verde-oliv, zmeuriu, albastru închis și negru, reluând aceleași elemente ornamentale din centrul covorului. Bordura triplă, colorată în vișiniu, verde-oliv și brun, cu decor de linie frântă continuă și motiv cruciform, separate prin motiv de piepten dublu. | Muzeul Național de Artă al României                 | Cimec    |
|      | Scoarță Karamaniu                                                                                         | Datare: Sec. XIX Material: lână; țesătură Kilim | În câmpul central sunt dispuse 11 casete, din care două mai mici la capete, pe fond portocaliu, restul casetelor alternând cromatic în vișiniu, albastru închis, verde și alb cu motive geometrice stilizate, predominând motivul romboidal. Casetele sunt separate prin benzi cu motive de croșetă dublă și motiv de pieptene. Bordura pe fond alb cu motiv vegetal stilizat. | Muzeul Național de Artă al României                 | Cimec    |
|      | Scoarță Karamaniu                                                                                         | Datare: Sec. XIX Material: lână | Central mihrab-ul pe fond verde cu pomul vieții stilizat în ton de zmeuriu. În câmpul mihrabului motive geometrice în albastru închis și deschis, brun și alb. Partea superioară a mihrabului cu fond zmeuriu, decorat cu motive geometrice și florale stilizate. Caseta centrală mărginită de două benzi: prima pe fond roșu cu motiv de palmete stilizate albastru închis, brun, galben și alb, a doua pe fond albastru motiv geometric continuu cu roșu, brun și galben. Benzile subliniate cu un motiv piepten dublu continuu în alb. | Muzeul Național de Artă al României                 | Cimec    |
|      | Scoarță Karamaniu                                                                                         | Datare: Sec. XIX Material: lână | Pe fond albastru închis cu motive florale geometrice stilizate, patru romburi continue cu fond grena, subliniate marginile cu un motiv vegetal stilizat alb. Dreptunghiul central este mărginit de opt benzi ciubuclî, decorate cu motive geometrice florale pe fond alb, cafeniu, zmeuriu, albastru închis, galben, albastru deschis, verde. | Muzeul Național de Artă al României                 | Cimec    |
|      | Chilim de rugăciune                                                                                       | Datare: Sf. sec. XIX Material: lână | Nișa pe fond verde deschis, iar în partea superioară verde închis. Ornamentul cu arborele vieții stilizat. Câmpul situat deasupra nișei pe fond roșu cu două elemente florale stilizate, dispuse simetric în tonuri de albastru, vișiniu și alb. Chenarul central pe fond brun cu un motiv continuu geometric stilizat, alternând cromatic în alb, zmeuriu, galben și roșu. Bordura pe fond alb cu motive de dublă croșetă și la capete motiv cruciform. Chenarul marginal pe fond albastru închis cu motive romboidale înlănțuite. Bordura din partea superioară a nișei pe fond zmeuriu compusă din trei chenare cu motive geometrice. | Muzeul Național de Artă al României                 | Cimec    |
|      | Chilim de rugăciune                                                                                       | Datare: Sec. XIX Material: lână | Mihrab-ul pe fond roșu, în centru cu pomul vieții stilizat, motive geometrice stilizate pe toată suprafața, în partea superioară, pe fond verde, motive geometrice în roșu, alb, galben și albastru. Chenarul central pe fond albastru cu motiv de dublu piepten, stilizat în roșu, alb și galben. Chenarul median lat, pe fond bej cu motiv vegetal stilizat continuu în tonuri de roșu, verde, brun și alb. Chenarul marginal reia motivul de pieptene dublu de la chenarul central pe fond brun. | Muzeul Național de Artă al României                 | Cimec    |
|      | Chilim de rugăciune                                                                                       | Datare: Sf. sec. XIX Material: lână | Central mihrab în ton de ocru, partea superioară pe fond zmeuriu cu rozete stilizate în alb, albastru închis și bej din tonul mihrab-ului. Caseta centrală înconjurată de trei benzi care formează chenarul în tonuri de albastru închis și galben, decorate cu motive florale stilizate și geometrice. Benzile chenarului sunt despărțite cu un motiv de pieptene dublu în alb și brun. | Muzeul Național de Artă al României                 | Cimec    |
|      | Chilim de rugăciune                                                                                       | Datare: Sec. XIX Material: lână | Nișa pe fond cafeniu, ornamentată cu elemente geometrice și florale stilizate, în tonuri de albastru deschis, roșu, alb și brun. Câmpul de deasupra mihrab-ului pe fond roșu cu motive florale stilizate. Bordura lată, formată din trei chenare; chenarul central pe fond bej, chenarul median pe fond galben și cel marginal pe fond brun. Elemente decorative geometrice și florale stilizate în tonuri de roșu, cafeniu, albastru închis și deschis. | Muzeul Național de Artă al României                 | Cimec    |
|      | Scoarță Karamaniu                                                                                         | Datare: Sec. XIX Material: lână, șesătură Kilim | Câmpul central format din șapte casete alternând cromatic brun-roșcat, verde, zmeuriu, alb; ornamente cu motive florale, stilizate și geometrice, casetele fiind separate printr-un motiv de dublă volută. Bordura dispusă pe trei laturi pe fond alb, are motive geometrice și vegetale stilizate. | Muzeul Național de Artă al României                 | Cimec    |
|      | Desagă | Datare: Sec. XIX Material: urzeală, băteală și nodul Gordes din lână | În câmpul central un mare medalion polilobat pe fond albastru închis care închide două medalioane concentrice: unul pe fond zmeuriu și celălalt pe fond galben. În mijloc o rozetă. Bordura pe fond albastru cu motive de garoafă stilizată alternând cromatic: zmeuriu, roșu și verde. Cele două desage sunt legate între ele printr-o țesătură cu motive romboidale în tonuri de ocru, roșu, albastru și brun. | Muzeul Național de Artă al României                 | Cimec    |
|      | Valtrap de cămilă                                                                                         | Datare: Inc. sec. XX Material: urzeală, băteală și nodul Gordes din lână | De formă trapezoidală, cu nouă șiruri de medalioane dispuse alternativ, colorate în alb, roșu închis, albastru închis, violet și verde. Bordura triplă, chenar median pe fond alb cu motiv de lalea stilizată, înlănțuită, reluând aceleași culori din câmpul central. Bordura triplă, cu motive geometrice stilizate. Pe latura dreaptă sunt dispuși ciucuri înlănțuiți din lână care preiau culorile din câmp. Piesa se folosește pentru împodobirea cămilei la nunți sau ceremonii. | Muzeul Național de Artă al României                 | Cimec    |
|      | Covor | Datare: Sec. XIX Material: urzeală, băteală și nodul Gordes din lână | Câmpul central pe fond albastru închis cu cinci medalioane legate între ele prin motivul "arborele vieții" stilizat, octogonale, două pe fond frez, două pe fond roșu-cărămiziu. În restul câmpului, motive geometrice, vegetale și animaliere stilizate. Bordura triplă, chenar median mai lat, pe fond alb cu motive geometrice, duble croșete înlănțuite alternând cromatic albastru închis, galben, brun, roșu - cărămiziu și cafeniu. | Muzeul Național de Artă al României                 | Cimec    |
|      | Covor Sumak                                                                                               | Datare: Sec. XIX Material: lână | Câmpul central pe fond roșu-cărămiziu, în care sunt înscrise trei medalioane poligonale, două pe fond albastru și unul pe fond verde, în care sunt dispuse casete dreptunghiulare decorate marginal cu lujere și flori stilizate. În restul câmpului casete și rozete multicolore. Bordura formată din patru chenare, cel mediu pe fond brun ornamentat cu o linie frântă continuă, roșie. Chenarul marginal, capete de câine stilizate brun închis pe fond roșu. | Muzeul Național de Artă al României                 | Cimec    |
|      | Țesătură Buchara                                                                                          | Datare: Sec. XIX Material: urzeală, băteală și nodul Gordes din lână | Pe fond roșu-vișiniu sunt înscrise șase medalioane octogonale alternând cu două motive geometrice stelare, întregi și două jumătăți. Chenar îngust format din elemente geometrice dispuse continuu. Colorit dominant roșu-vișiniu, zmeuriu, albastru și alb. Pe una din laturi franjuri lungi, preluând coloritul ornamentelor. | Muzeul Național de Artă al României                 | Cimec    |
|      | Covor | Datare: Sec. XIX Material: urzeală, băteală și nodul Gordes din lână | Câmpul central pe fond albastru închis ornamentat cu patru medalioane poligonale dispuse distanțat, două pe fond roșu, unul pe fond alb și unul pe fond albastru-peruzea. Medalioanele sunt flancate de câte doi păuni stilizați afrontați. În restul câmpului sunt presărate rozete și forme geometrice multicolore, precum și motive animaliere stilizate. Bordura din trei chenare, cel median pe fond alb cu motiv continuu din casete dreptunghiulare terminate în dublă croșetă, alternând cromatic în verde, brun, albastru închis și portocaliu. | Muzeul Național de Artă al României                 | Cimec    |
|      | Covor de cimitir                                                                                          | Datare: Sf. sec. XVIII Material: urzeală, băteală și nodul Gordes din lână lucrat cu linii în diagonală | Nișa pe fond verde-albăstrui cu trei șiruri de căsuțe stilizate cu arborele vieții. Decorate în ocru, brun și albastru. Nișa este marcată de două benzi pe fond ocru și alb cu mici motive florale. Câmpul de deasupra nișei pe fond albastru deschis cu motive vegetale stilizate, colorate în ocru, subliniate cu cafeniu. Tahta superioară ornamentată cu volute duble pe fond brun închis. Tahta inferioară cu palmete înlănțuite, colorate în ocru și albastru pe fond brun - închis. Chenarul central dublu, din care unul pe fond galben cu elemente geometrice hexagonale, în care sunt înscrise S-uri, celălalt chenar pe fond brun închis cu motive florale - rozete - legate prin lujere. Bordura pe fond ivoire cu motive florale stilizate, alternând cromatic în albastru, verde, ocru și galben. Chenarul marginal între două benzi înguste are pe fond galben floarea de crin stilizată, dispusă afrontat, colorată în galben, brun, verde și cafeniu. | Muzeul Național de Artă al României                 | Cimec    |
|      | Covor de rugăciune                                                                                        | Datare: Sf. sec. XVIII Material: urzeală, băteală și nodul Gordes din lână lucrat cu linii în diagonală | Nișa în trepte pe fond galben - auriu, ornamentată pe mijloc cu o ramură de flori stilizată. Câmpul situat deasupra nișei, pe fond galben-auriu cu mici motive vegetale dispuse distanțat. Tahta inferioară și superioară ornamentate cu elemente geometrice romboidale. Chenarul central pe fond galben cu duble volute, alternând cromatic brun închis, alb, albastru deschis și galben auriu. Bordura cu motivul ciubuclî alternând cromatic, alb, albastru deschis și verde deschis. Chenarul marginal identic cu cel central. | Muzeul Național de Artă al României                 | Cimec    |
|      | Covor de rugăciune                                                                                        | Datare: Sec. XVIII Material: urzeală, băteală și nodul Gordes din lână lucrat cu linii în diagonală | Nișa pe fond verde-olive ornamentată pe latura din interior cu o suită de garoafe dispuse distanțat. Câmpul situat deasupra nișei pe fond albastru deschis cu motive de palmetă dințată dispuse în șiruri paralele. Tahta superioară pe fond roșu cu motiv de duble volute. Tahta inferioară pe fond ocru și mici motive dispuse oblic. În chenarul central, între două benzi roșii pe fond ocru, ornamentat floral stilizat dispus continuu. Bordura lată pe fond ocru cu garoafe stilizate și palmete dințate, alternând, colorate în roșu, albastru și verde-olive. Chenarul marginal identic cu covorul central. | Muzeul Național de Artă al României                 | Cimec    |
|      | Covor de rugăciune                                                                                        | Datare: Sec. XIX Material: urzeală, băteală și nodul Gordes din lână | Nișa în trepte pe fond albatru deschis, ornamentată cu motive florale și geometrice, colorate în roșu, violet stins, alb și albastru. Câmpul de deasupra nișei pe fond roșu, de o parte și cealaltă, dispuse: câte un ibric stilizat, frunze dințate și rozete. Pe partea inferioară, pe fond roșu închis, cinci lalele stilizate, trei dintre ele se sprijină pe trei vârfuri de mihrab. Chenarul central dublu, unul pe fond alb, celălalt pe fond bej cu motive geometrice și florale stilizate. Bordura pe fond roșu cu rozete și lujere înlănțuite. Chenarul marginal între două benzi, pe fond violet stins cu motiv de panglica șerpuită pe care sunt înscrise garoafe stilizate. | Muzeul Național de Artă al României                 | Cimec    |
|      | Chilim de rugăciune                                                                                       | Datare: Sec. XIX Material: lână, țesătură Kilim | Nișa terminată în croșete, pe fond roșu, ornamentată cu mici medalioane hexagonale, cu motiv de cruce în interior. Câmpul situat deasupra nișei este decorat cu pomul vieții stilizat. Chenarul central pe fond alb cu motiv de cruce. Bordura pe fond roșu cu motiv floral geometrizat, dispusă între două benzi cu motivul pieptene. Colorit dominant: roșu, alb și verde închis. | Muzeul Național de Artă al României                 | Cimec    |
|      | Covor de rugăciune cu mai multe nișe (saf)                                                                | Material: lână | În câmpul central sunt dispuse șapte nișe colorate în roșu, zmeuriu, albastru, violet și verde. Partea superioară a nișelor în trepte, decorul interior al acestora cu motiv de croșet. Câmpul de deasupra nișelor ornamentat cu diferite forme geometrice stilizate. Pe laturi, bordura triplă. Chenarul median pe fond portocaliu, decorat cu o suită de medalioane hexagonale multicolore. La capete se continuă chenarul marginal pe fond brun închis cu o înlănțuire de mici hexagoane. Inscripții dispuse în trei nișe în partea inferioară. | Muzeul Național de Artă al României                 | Cimec    |
|      | Scoarță Sileh                                                                                             | Datare: Sec. XIX Material: urzeală și băteală de lână | Formată din 2 bucăți. Pe fond cărămiziu cu motive mari de S, alternând cromatic albastru închis și alb. În interiorul S-urilor sunt înscrise motive geometrice în șiruri alternative. Bordura pe fond albastru cu motiv geometric, romburi înlănțuite. Frecvență rară. | Muzeul Național de Artă al României                 | Cimec    |
|      | Chilim | Datare: Sec. XIX Material: lână | Pe fond ocru, motive romboidale mari și mici, dispuse alternativ. Bordura formată din casete în care sunt înscrise forme geometrice stilizate. La capete chenar îngust cu decor geometric în zig-zag. Colorit dominant: ocru, roșu, albastru și verde. | Muzeul Național de Artă al României                 | Cimec    |
|      | Scoarță Karamaniu                                                                                         | Datare: Sec. XIX Material: lână, țesătură Kilim | În câmpul central un medalion pătrat, terminat la două capete prin dublă croșetă; în interior, pe fond albastru, un romb subliniat prin două linii sinuoase, roșii și brun închis. De o parte și de alta a celor două terminații în casetă, este preluat motivul central. Chenarul central pe fond alb, motive hexagonale dispuse distanțat. Bordura formată dintr-o suită de hexagoane înlănțuite. Chenarul marginal pe fond galben cu capete stilizate dispuse distanțat. | Muzeul Național de Artă al României                 | Cimec    |
|      | Broderie                                                                                                  | Datare: Sec. XIX Material: broderie de mână pe suport de lână | Pe fondul roșu al câmpului central, șase șiruri de cămile stilizate, alternând cromatic. Bordura pe laturi de culoare albastră, la capete pe fond roșu, ornamentate cu un șir de cămile. Colorit dominant: roșu, albastru, brun și galben. | Muzeul Național de Artă al României                 | Cimec    |
|      | Broderie                                                                                                  | Datare: Sec. XIX Material: broderie de mână, cu lână și fir mecanic pe suport de lână | Formată din două fâșii cusute între ele. Pe fond roșu-vișiniu sunt dispuse elemente geometrice și motive stelare în șiruri paralele, pe orizontală. Bordura triplă cu motiv continuu de dublă croșetă. La capete, chenar de duble croșete și rozete înscrise în pătrate. Pe alocuri pene multicolore prinse în broderie. | Muzeul Național de Artă al României                 | Cimec    |
|      | Bandă de decorat iurta                                                                                    | Datare: Sec. XIX Material: broderie de mână suport din lână; țesătură Gigim | Pe fond portocaliu, motiv romboidal continuu, colorat în albastru, alb și negru. Pe una din laturi ciucuri, adăugați ulterior. | Muzeul Național de Artă al României                 | Cimec    |
|      | Bandă de decorat iurta                                                                                    | Datare: Sec. XIX Material: broderie de mână suport din lână; țesătură Gigim | Pe fond portocaliu, motiv romboidal continuu, colorat în albastru, alb și negru. Pe una din laturi ciucuri, adăugați ulterior. | Muzeul Național de Artă al României                 | Cimec    |
|      | Bandă de decorat iurta                                                                                    | Datare: Sec. XIX Material: broderie de mână suport din lână; țesătură Gigim | Formată din fâșii cusute între ele, una pe fond alb decorată cu motive geometrice și vegetale stilizate, colorate în roșu-cărămiziu, albastru închis și albastru; cealaltă pe fond albastru-peruzea, ornamentată cu motiv romboidal continuu, colorat în roșu, galben, portocaliu și negru. | Muzeul Național de Artă al României                 | Cimec    |
|      | Bandă de decorat iurta                                                                                    | Datare: Sec. XIX Material: broderie de mână suport din lână; țesătură Gigim | Pe fond albastru peruzea, motive romboidale continue, colorate în portocaliu, alb, galben și verde. La capete ciucuri. | Muzeul Național de Artă al României                 | Cimec    |
|      | Bandă de decorat iurta                                                                                    | Datare: Sec. XIX Material: broderie de mână suport din lână; țesătură Gigim | Pe fond albastru motiv romboidal continuu, colorat în roșu, portocaliu, alb și verde. La capete ciucuri. | Muzeul Național de Artă al României                 | Cimec    |
|      | Sac de șa Sumak                                                                                           | Datare: Sec. XIX Material: lână | Motive geometrice terminate cu dublă croșetă, dispuse în diagonală, alternând cromatic: albastru închis, ocru, cărămiziu, albastru deschis, galben-muștar. Spatele țesut în dungi, colorate în galben, brun și cărămiziu deschis. | Muzeul Național de Artă al României                 | Cimec    |
|      | Sac de șa Sumak                                                                                           | Datare: Sec. XIX Material: lână | În câmpul central, într-un pătrat, sunt înscrise trei casete dreptunghiulare ornamentate cu motive vegetale și geometrice stilizate; în caseta centrală predomină decorul de dublă croșetă. Chenar pe fond albastru deschis, motive stelare. Colorit dominant: roșu, albastru închis, verde și ocru. Spatele țesăturii în dungi roșu, brun închis și albastru deschis. | Muzeul Național de Artă al României                 | Cimec    |
|      | Sac de șa Sumak                                                                                           | Datare: Sec. XIX Material: lână | Pe fond roșu-vișiniu elemente geometrice stilizate, dispuse în șiruri alternând, colorate în albastru închis, albastru, alb și zmeuriu. La gura sacului, două șiruri de urechi, împletitură din lână brun-închis, prin care se trece șnurul strâns. Spatele țesăturii simplu, colorat în căzămiziu. | Muzeul Național de Artă al României                 | Cimec    |
|      | Sac de șa Sumak                                                                                           | Datare: Sec. XIX Material: lână | Pe fond albastru închis, o casetă pătrată în care sunt înscrise diferite forme geometrice. De o parte și cealaltă, medalioane octogonale, terminate în croșete; în interior decor geometric stilizat. Trei chenare închid motivul central. Colorit dominant: albastru închis, vișiniu, ocru și verde. Spatele țesăturii este simplu, în dungi colorate în brun, cărămiziu și albastru. | Muzeul Național de Artă al României                 | Cimec    |
|      | Sac de șa - față                                                                                          | Datare: Sec. XIX Material: urzeală, băteală și nodul Gordes din lână | Pe fond albastru închis, patru șiruri de forme geomatrice stilizate, înscrise într-un portret. Bordura pe fond zmeuriu cu decor de frunze și vrejuri. La un capăt, țesătură simplă, cu deschideri pentru introducerea șnurului. | Muzeul Național de Artă al României                 | Cimec    |
|      | Vas | Datare: Sec. XIX Material: faianță | Vas de formă bulbară alungit spre bază; cu buză ușor răsfrântă. Corpul vasului este împărțit în trei registre: primul cu motive vegetale stilizate, al doilea cu motive stelare și al treilea cu motive de pieptene cu negru și accente de albastru. Pe umărul vasului, decor continuu de volute. Gâtul vasului subliniat cu o linie albastră. | Muzeul Național de Artă al României                 | Cimec    |
|      | Vas | Datare: Sec. XIX Material: faianță | Vas de formă bulbară cu gât scurt și buza ușor răsfrântă. Pe fond ocru, motiv perlat întrerupt de medalioane circulare pictate cu albastru. Pe umăr, decor cu volute, continuu, despărțit de registrul central printr-un chenar format dintr-o linie frântă. | Muzeul Național de Artă al României                 | Cimec    |
|      | Vas | Datare: Sec. XIX Material: faianță | Vas de formă bulbară sprijinit pe un picior redus și retras față de corp; gât scurt și bază ușor răsfrântă. Pe un fond alb-gălbui, decorație în albastru subliniată cu brun, dispusă în cinci registre, din care trei registre au medalioane polilobate. Pe gât, decor cu rețea. Buza punctată cu albastru și brun. | Muzeul Național de Artă al României                 | Cimec    |
|      | Vas | Datare: Sec. XIX Material: faianță | Vas de formă bulbar, alungit la bază cu gât scurt. Decorul este dispus pe toată suprafața, notând o scenă de muncă în peisaj. Gâtul este marcat printr-un decor geometric. | Muzeul Național de Artă al României                 | Cimec    |
|      | Vas | Datare: Sf. sec. XVIII Material: faianță | Vas de formă bulbară, alungit către bază, cu gâtul scurt. Decorul este dispus în trei registre, din care cel median foarte lat și ornamentat cu o scenă de vânătoare într-un peisaj. Registrul inferior decorat cu lalele stilizate; registrul superior cu motiv vegetal continuu. Ornamentele în albastru și brun pe fond ocru. | Muzeul Național de Artă al României                 | Cimec    |
|      | Vas | Datare: Sec. XIX Material: faianță | Vas de formă bulbară ușor alungită către bază, terminat pe un picior redus, cu gâtul scurt. Corpul vasului ornamentat cu patru medalioane romboidale, cu marginile larg festonate. Între medalioane, decor liniar. Pe umăr, decor de linii frânte continuu. Decor în tonuri de albastru pe fond albastru. | Muzeul Național de Artă al României                 | Cimec    |
|      | Vas | Datare: Sf. sec. XVIII Material: faianță | Vas de formă bulbară, cu gâtul scurt și bază ușor răsfrântă. Corpul vasului este împărțit în trei registre cu decor de dune și vegetal, colorată în tonuri de albastru pe fond gălbui. | Muzeul Național de Artă al României                 | Cimec    |
|      | Vas | Datare: Sec. XIX Material: cloisonné | Vas de formă ovoidală sprijinit pe un picior redus. Corpul vasului este pe fond albatru - peruzea, iar decorul cu ramuri înflorite și fluturi. Pe gâtul redus al vasului, pe fond negru, flori și frunze policrome. Buză ușor răsfrântă, subliniată cu aur. | Muzeul Național de Artă al României                 | Cimec    |
|      | Ibric | Datare: Sf. sec XVII I- inc. sec. XIX Material: oțel damaschinat și gravat cu aur | Corpul bulbar sprijinit pe un picior redus, gât alungit, întrerupt de o proeminență bulbară; buză ușor evazată, cu capac în formă de coif; drept buton un con fațetat. Mânerul în formă de volută terminat la bază cu două volute. Orificiul de turnare e de formă conică terminat cu o sferă. Pe corpul vasului, două medalioane mari piriforme cu marginile festonate, subliniate cu aur. În centru, un medalion floral stilizat damaschinat; la bază alte două medalioane cu motive damaschinate. | Muzeul Național de Artă al României                 | Cimec    |
|      | Inel | Datare: Sec. XX;1/2 Material: platină; briliante; turnare; laminare; cizelare; șlefuire; sertizare | Inel din platină cu verigă aplatizată și casetă înaltă, etajată, realizată din două rame octogonale unite între ele prin opt bare verticale. Montura este alcătuită dintr-un briliant mare susținut de patru gheare de prindere, grupate lateral câte două, pe fiecare fiind montat câte un briliant. În prelungirea verigii, de o parte și de cealaltă, câte două barete late, petrecute în formă de buclă peste ramă, și unite la vârf pe verigă; pe fiecare baretă câte trei briliante; în vârful de unire a baretelor câte un briliant. Pe rama octogonală superioară patru briliante baghetă, intercalate pe laturile dintre grupurile de gheare de prindere ale briliantului central și cele două grupuri de barete. Cele 23 de briliante au forme și mărimi diferite. | Colecții particulare                                | Cimec    |
|      | Inel | Datare: Sec. XX;1/2 Material: platină; briliante; turnare; laminare; cizelare; șlefuire; sertizare | Inel din platină cu verigă aplatizată și casetă înaltă, etajată, realizată din două rame octogonale unite între ele prin opt bare verticale. Montura este alcătuită dintr-un briliant mare susținut de patru gheare late de prindere, grupate lateral câte două, pe fiecare fiind montat câte un briliant. În prelungirea verigii, de o parte și de cealaltă, câte două barete late, petrecute în formă de buclă peste ramă, și unite la vârf pe verigă; pe fiecare baretă câte trei briliante; în vârful de unire a baretelor câte un briliant. Pe rama octogonală superioară patru briliante baghetă, intercalate pe laturile dintre grupurile de gheare de prindere ale briliantului central și cele două grupuri de barete. Cele 23 de briliante au forme și mărimi diferite. | Colecții particulare                                | Cimec    |
|      | Broșă | Datare: Sec. XX;1/2 Material: platină; briliante; turnare; laminare; cizelare; șlefuire; sertizare | Broșă placă din platină și briliante, de formă dreptunghiulară, cu zona mediană îngustată pe verticală, unind două pătrate mari, simetrice, laterale. Montură pavé. Pe zona mediană, central, mare anturat de briliante rozetă mai mici, toate înscrise într-un pătrat mic având laturile mărginite de câte o bandă, fiecare alcătuită din câte patru briliante baghetă; pe celelalte două laturi ale pătratului câte două briliante baghetă poziționate vertical, surmontate fiecare de câte un briliant de formă triunghiulară. Lateral, în fiecare dintre cele două pătrate mari, simetrice, două grupuri de câte trei benzi desfăcute în evantai, cu baza pornind din banda ce mărginește pătratul mic, central; partea evazată a evantaiului este închisă de două benzi frânte în două unghiuri drepte, paralele, cu capetele laturilor sprijinite pe marginile orizontale ale broșei și cu vârful pe mijlocul celei verticale, marcat cu briliante baghetă; extremitățile celor șase benzi dispuse în evantai sunt petrecute în formă de buclă pe sub laturile primului unghi drept. Benzile sunt ornamentate cu briliante rozetă mici. Conturul broșei bordat cu briliante rozetă mici. Pe spate două ace de prindere, din aur alb. Cele 353 de briliante care ornamentează broșa au forme și mărimi diferite. | Colecții particulare                                | Cimec    |
|      | Covor turcesc                                                                                             | Datare: Sec. XVI Material: lână; nod ghiordes; 34x38 noduri/dm2 | Câmpul central cu fond verde prezintă un brâu roșu care subliniază trei medalioane rombice reunite. În medalioane se găsesc octogoane, unul ornamentat cu motivul crucii și două cu motive stelare. Restul câmpului medalioanelor este ocupat de palmete albastre, de romburi roșii și motive stelare galbene. Chenarele prezintă motive vegetale. Bordura cu fond galben este ornamentată cu șiruri de mihraburi complementare. | Consistoriul Superior al Bisericii Evanghelice C.A. | Cimec    |
|      | Covor turcesc                                                                                             | Datare: Sec. XVII Material: lână; nod ghiordes; 36x28 noduri/dm2 | Câmpul central nedivizat, cu fond roșu, este decorat cu arabescuri galbene grupate simetric în jurul unui șir central. Chenarul central este mult îngustat. Bordura cu fond negru poartă motive galbene chi. Chenarul marginal cu fond roșu prezintă lujeri și mici rozete florale. | Consistoriul Superior al Bisericii Evanghelice C.A. | Cimec    |
|      | Covor "de Transilvania" cu nișă dublă                                                                     | Datare: Sf. sec. XVII Material: lână; nod ghiordes; 40x38 noduri/dm2 | În câmpul central nișă dublă bogat ornamentată cu două vaze, lujeri și palmete florale. Aceeași abundență de decorație se regăsește și pe celelalte părți componente ale covorului. Timpane albastre cu rozete mari albe și frunze lanceolate. Chenarele sunt decorate cu motive pătrate și "moriști de vânt" din ornamentația persană. Bordură cu fond roșu cu cartușe ornamentale cu fond alb și galben. | Consistoriul Superior al Bisericii Evanghelice C.A. | Cimec    |
|      | Covor "de Transilvania" cu nișă dublă                                                                     | Datare: Sec. XVII Material: lână; nod ghiordes; 34x36 noduri/dm2 | Nișa dublă cu fond roșu are ornamentația restrânsă compusă din câteva palmete și rozete pe lujeri vegetali. Timpane cu fond albastru prezintă rozete albe și frunze lanceolate. Chenare sunt decorate cu mici rozete alternate cu elemente punctiforme grupate în X. Borduri roșii sunt decorate cu stele și cartușe ornamentale. | Consistoriul Superior al Bisericii Evanghelice C.A. | Cimec    |
|      | Covor turcesc                                                                                             | Datare: Sec. XVI Material: lână; nod ghiordes; 30x28 noduri/dm2 | Partea superioară a câmpului central prezintă un șir de lalele înalte situate între creneluri. În partea inferioară nișă cu șase arce cu fond roșu. Bordura este prevăzută cu medalioane cu fonduri diferite, chenar marginal decorat cu "coarne de cerb". | Consistoriul Superior al Bisericii Evanghelice C.A. | Cimec    |
|      | Covor turcesc                                                                                             | Datare: Sec. XVIII Material: lână; nod ghiordes; 1150 noduri/dm2 | Covor cu șase coloane, cu nișă înaltă, cu fond roșu, cu o floare așezată în locul lămpii de mihrab. Timpanul prezintă două frunze mari lanceolate și motivul luptei dintre dragon și Phoenix folosit de două ori. Chenarele sunt decorate cu mici pătrate cu rozete florale, iar bordura cu medalioane puternic geometrizate. | Consistoriul Superior al Bisericii Evanghelice C.A. | Cimec    |
|      | Covor "de Transilvania" cu nișă dublă                                                                     | Datare: Sec. XVII Material: lână; nod ghiordes; 32x34 noduri/dm2 | Pe fondul roșu al motivului central apar lujeri și motive florale. Timpanele cu fond albastru, au câte o rozetă mare și elemente vegetale mai mici. Bordura poartă pe fond galben, rozete liber tratate. Chenarul marginal prezintă motivul crinilor juxtapuși. | Consistoriul Superior al Bisericii Evanghelice C.A. | Cimec    |
|      | Covor "de Transilvania" cu nișă dublă                                                                     | Datare: Sec. XVII Material: lână; nod ghiordes; 30x34 noduri/dm2 | Câmpul central cu fond roșu este bogat ornamentat, având la fiecare lampă de mihrab și câte o lampă de flori. Chenare înguste cu mici rozete florale alipite. Bordura este complet acoperită de cartușe ornamentale puternic geometrizate. | Consistoriul Superior al Bisericii Evanghelice C.A. | Cimec    |
|      | Covor turcesc                                                                                             | Datare: Sec. XVII Material: lână; nod ghiordes; 1340 noduri/dm2 | Fondul roșu al câmpului central este decorat cu arabescuri și palmete geometrizate galbene. Marginal lujerii se structurează în șiruri de motive cruciforme ce închid motive vegetale albastre. Chenarul central îngustat poartă șiruri de pătrate. Bordura cu fond albastru este decorată cu pătrate de sorginte kufică galbene ce includ motive în formă de X. Chenarul marginal este ornamentat cu un lujer continuu în zig-zag. | Consistoriul Superior al Bisericii Evanghelice C.A. | Cimec    |
|      | Covor turcesc                                                                                             | Datare: Sec. XVII Material: lână; nod ghiordes; 1020 noduri/dm2 | Câmpul central cu fond roșu este decorat cu vrejuri și palmete geometrizate. Chenar central cu motive vegetale. Bordura este decorată cu casete pătrate fiecare decorată cu patru motive de "corn de berbec". Chenar marginal cu fond roșu și lujeri vegetali. | Consistoriul Superior al Bisericii Evanghelice C.A. | Cimec    |
|      | Covor turcesc                                                                                             | Datare: Sfârșitul sec. XVI Material: lână; nod ghiordes; 1500 noduri/dm2 | Câmpul central cu fond roșu este ornamentat cu șiruri de medalioane albe și verzi dispuse în șiruri verticale și închid casete octogonale cu motive florale. Între medalioane apar și motive florale închise în mici casete cu fond alb. Chenarele au pe fond galben și respectiv roșu prezintă motive vegetale. Bordura roșie este decorată cu casete cufice. | Consistoriul Superior al Bisericii Evanghelice C.A. | Cimec    |
|      | Covor turcesc                                                                                             | Datare: Sec. XVII Material: lână; nod ghiordes; 720 noduri/dm2 | Întreg fondul covorului este alb. Câmpul central prezintă un mihrab schițat cu roșu și grupuri de câte trei puncte negre, grupate triunghiular (cintamani). Pe axul central longitudinalsunt două ornamente rombice (ochiul lui Allah). Chenarele sunt mult îngustate. Bordura are șiruri mici motive vegetale geometrizate. | Consistoriul Superior al Bisericii Evanghelice C.A. | Cimec    |
|      | Covor turcesc                                                                                             | Datare: Sec. XVII Material: lână; nod ghiordes; 1280 noduri/dm2 | Câmpul central cu fond roșu este decorat cu vrejuri galbene și palmete dispuse în jurul unui ax central longitudinal. Chenarele sunt ornamentate cu mici rozete dispuse pe vrejuri. Chenarele cu fond negru prezintă palmete florale mari despărțite de bastonașe cufice. | Consistoriul Superior al Bisericii Evanghelice C.A. | Cimec    |
|      | Covor cu scorpioni                                                                                        | Datare: Sec. XVII Material: lână; nod ghiordes; 28x26 noduri/dm2 | Piesă de mare valoare prin raritate. În lume se cunosc patru astfel de covoare. Câmpul central cu fond alb este decorat cu două șiruri de motive asemănătoare scorpionilor despărțite prin rozete și boboci florali. Chenare mult îngustate. Bordura are rozete mari despărțite prin grupuri de flori trilobate, grupate sub formă de pătrat. | Consistoriul Superior al Bisericii Evanghelice C.A. | Cimec    |
|      | Covor "de Transilvania" cu nișă ornamentată                                                               | Datare: Mijlocul sec. XVII Material: lână; nod ghiordes; 40x40 noduri/dm2 | Câmpul central este divizat cu un mihrab cu fond roșu cu o bogată ornamentație floral-vegetală. Timpanele albastre sunt decorate cu lujeri roșii stilizați. Chenar central cu mici rozete florale și marginal cu crini juxtapuși roșii și negri. Bordura cu fond ocru prezintă medalioane stelare și cartușe ornamentale. | Consistoriul Superior al Bisericii Evanghelice C.A. | Cimec    |
|      | Covor de rugăciune                                                                                        | Datare: Sfârșitul sec. XVII Material: lână; nod ghiordes; 28x36 noduri/dm2 | Câmpul central este divizat cu un mihrab cu fond roșu susținut de două coloane. Sus, central, un vas cu flori răsturnat, este situat ca lampa de mihrab. Timpanele albastre sunt decorate cu lujeri, rozete și palmete. Chenarul central are un brâu meandric. Bordura cu fond roșu poartă palmete și lujeri ornamentali. | Consistoriul Superior al Bisericii Evanghelice C.A. | Cimec    |
|      | Covor turcesc                                                                                             | Datare: Mijlocul sec. XV Material: lână; nod ghiordes; 30x28 noduri/dm2 | Piesă de mare raritate, unicat mondial prin compoziție, vechime și complexitate. Covorul are câmpul central divizat în două casete pătrate cu fond roșu, fiecare dintre acestea închizând un romb cu fond galben. În interiorul romburilor, apare un romb mai mic, cu fond roșu, care include un ornament în formă de cruce. Chenarele au pe fond roșu, motive ornamentale solare în formă de S. Cartușele pătrate ale bordurii au fonduri de culori diferite și includ hexagoane roșii cu motive geometrice care au central motivul stelei puternic geometrizat. | Consistoriul Superior al Bisericii Evanghelice C.A. | Cimec    |
|      | Covor "de Transilvania" cu nișă dublă și medalion central                                                 | Datare: Sec. XVII;2/2 Material: lână; nod ghiordes; 36x36 noduri/dm2 | Covor cu nișă dublă cu fond roșu. Central un medalion mărginit de rozete florale albe și de palmete. El închide de fond albastru, un romb mai mic mărginit de rozete albe. Timpanele au fondul roșu, rozete florale albe, frunze lanceolate și arabescuri. Chenarele poartă motivul ornamental al florilor de crin juxtapuse. Borduri cu fond roșu cu cartușe poligonale albe și galbene. | Consistoriul Superior al Bisericii Evanghelice C.A. | Cimec    |
|      | Covor "de Transilvania" cu nișă dublă și medalion central                                                 | Datare: Sec. XVII;2/2 Material: lână; nod ghiordes; 36x41 noduri/dm2 | Central, pe fondul ocru al nișei duble liber conturate, se află un medalion în formă de cruce care închide 4 palmete florale roșii. De pe medalion și de pe marginile nișei duble pornesc către interiorul câmpului central tije cu palmete florale. Timpanele cu fond alb poartă lujeri cu decorație florală liber tatuată. Chenarele prezintă mici rozete printre lujeri geometrizați. Bordură tip Herati cu rozete florale mari între frunzele lanceolate. | Consistoriul Superior al Bisericii Evanghelice C.A. | Cimec    |
|      | Covor de rugăciune                                                                                        | Datare: Sfârșitul sec. XVII Material: lână; nod ghiordes; 40x38 noduri/dm2 | Covor de rugăciune cu mihrab roșu neornamentat, fragmentat prin două coloane. În vârf are o floare albă pe locul lămpii de mihrab. Timpanele au pe fond alb lujeri și rozete florale roșii. Chenar central geometrizat și cel marginal decorat cu un lujer continuu cu mici rozete florale. Bordură cu palmete florale puternic geometrizate, grupate câte patru pentru a crea imaginea unui pătrat. | Consistoriul Superior al Bisericii Evanghelice C.A. | Cimec    |
|      | Ceainic Autor: Klinkosch, Joseph Carl al II-lea                                                           | Datare: 1872-1888 Material: argint gravat | Formă de bulb, cu mâner și țeavă de turnare, capac cu buton; decor gravat cu volute, dispus în bandă mediană; monogram: M.S.K. (marcat cu mărci de meșter și titlu). | Muzeul Național de Artă al României                 | Cimec    |
|      | Coșuleț Autor: Klinkosch, Joseph Carl al II-lea                                                           | Datare: 1872-1888 Material: argint gravat | Cupă cu picior și anse, decor gravat cu volute, dispus în bandă; monogram: M.S.K. (marcat cu mărci de meșter și titlu). | Muzeul Național de Artă al României                 | Cimec    |
|      | Tavă | Datare: 20.06.1602 Material: argint, ciocănire, lipire, incizare | Tavă rotundă, puternic adâncită, cu bordura lată. Servea la oficierea serviciului religios. A fost dăruită de Sigismund Bathory Mănăstirii Secu, la ctitorire, în 1602. Pe margine, pe partea superioară, se afla blazonul lui Sigismund Bathory și inițialele sale. Pe suprafața inferioară a maginii este incizată o inscripție în limba română cu caractere chirilice: "Această tipsie este a Sfintei Mănăstiri Secu și cine o va lua de la Sfânta Mănăstire să fie blestemat de Dumnezeu. 20 iulie 1602". Metalul prezintă zgârituri. Pe fundul tăvii, o zgâritură de cca. 8 cm, alte zgârituri pe marginea tăvii. Două adâncituri mici în dreptul blazonului, știrbituri de metal în zona superioară a tăvii. | Muzeul Național de Istorie a României               | Cimec    |
|      | Sfeșnic                                                                                                   | Datare: 1602 Material: argint, fier țigănesc; ciocănire, șlefuire, incizare | Sfeșnicul este format dintr-o suită de trei elemente bitronconice, trei cilindrice și două sferice dispuse alternativ, pe verticală. Segmentele bitronconice și sferice, din argint, sunt decorate cu motive vegetale, realizate prin incizie. Segmentele cilindrice sunt din argint aurit și nu au decor. În partea superioară se află un disc cu lăcaș și vârf ascuțit pentru fixarea lumânării. Pe marginea discului este o inscripție în limbile română și slavonă, cu caractere chirilice: "Acest sfeșnic a fost dăruit Sfintei Mănăstiri Secu de către Vornicul Nestor Ureche ca sa fie veșnic pomenit. În anul 1602". Sfeșnicul se sprijină pe un picior semisferic decorat cu motive florale. | Muzeul Național de Istorie a României               | Cimec    |
|      | Cruce de mână                                                                                             | Datare: 1.09.1607 Material: lemn, argint; tăiere, sculptare, ciocănire, incizare, asamblare | Cruce latină din lemn de măslin. Pe fiecare din cele două fețe ale crucii sunt sculptate câte 6 scene din Noul Testament: Buna Vestire, Nașterea Domnului, Duminica Floriilor, Grădina Ghetsimani, Cina cea de Taină, Judecata lui Iisus, Răstignirea lui Iisus. Crucea este ferecată cu o bandă de argint aurit pe care se află o inscripție în limba slavonă: "Sfânta cruce au facut-o mult grșitul rob a lui Dumnezeu, Nistor Ureche mare vornic și soția lui Mitrofana și au dat-o la "din nou zidit-a" lor mânăstire Săcul unde este hramul sfântului cinstitului și slăvitului prooroc și înainte mergătorului și botezătorului Ioan, în anul 7112 (1 septembrie 1607)". La colțuri sunt aplicate elemente florale din argint aurit. În partea inferioară, crucea are un mâner cilindric cu câte o sferă la extremități. Piesa prezintă lipsuri: 5 ornamente în formă de floare, lipsuri mici la petale din 3 flori, îndoirea petalei de la o floare, lipsesc 9 cuișoare de prindere, desprinderea marginii metalice la unul din brațe, 4 crăpături în lemn (3 pe o parte și una pe cealaltă parte a crucii). | Muzeul Național de Istorie a României               | Cimec    |
|      | Panaghiar                                                                                                 | Datare: 1621 Material: argint aurit, pietre roșii, pietre albe, email, ciocănire, șlefuire, incizare, filigranare | Panaghiar din argint aurit format din două discuri unite printr-o balama și închise cu un cârlig. Discurile au formă de farfurie, ușor adâncite, cu o bordură din metal comun, decorată cu două registre în filigran. Suprafața exterioară a primului disc este decorată cu motive florale stilizate prin filigranare și două cercuri concentrice cu montură de pietre albe transparente. În centru este o piatră ovală verde de la care pleacă opt raze cu pietre transprente montate în partea superioară a filigranului. În interior, pe primul disc, se găsește o inscripție de danie în limba română, cu caractere chirilice: "A Sfintei Mănăstiri Secului. Anul 1621" și portretul "Maicii Domnului cu Pruncul în glorie" realizat in tehnica niello. În interiorul celui de-al doilea disc este reprezentată, în aceeași tehnică, scena "Sfânta Treime" pe stil vechi ("Cina de la Mamvri"). Pe margine este o inscripție circulară în slavonă: "Sfânt panaghir dat de Alexandru (Iliaș) Voievod, Domn al Țării Moldovei". Metalul știrbit pe cca. 0,5 cm pe marginea interioară a discului cu scena "Maicii Domnului cu Pruncul în glorie". | Muzeul Național de Istorie a României               | Cimec    |
|      | Potir | Material: cupru aurit | Cupa de formă tronconică are pe suprafața exterioară, gravată o inscripție, în limba latină. Cupa este susținută de un picior scurt, inelar, care se sprijină pe un bulb aplatizat, decorat pe linia diametrului maxim, cu un registru in care este gravată o a doua incripție în limba latină. Acest bulb se spirijină pe un picior tronconic cu marginea foarte mult lățită. | Muzeul Național de Istorie a României               | Cimec    |
|      | Potir Autor: Weltzer, Stephanus II                                                                        | Datare: 1703 Material: Argint/ciocănire, gravare, cizelare, aurire | Cupa evazată, din argint aurit, este îmbrăcată într-un trafor cu motive florale, dispuse în friză, legate prin frunze și vrejuri; poartă în partea superioară inscripția de danie. Piciorul este marcat median cu o sferă aplatizată, decorată cu motive florale de mici dimensiuni. Talpa hexalobată este decorată cu îngeri și flori. Aici sunt și inițialele meșterului. Este o piesă de artă medievală de o excepție deosebită, a unui meșter argintar transilvănean recunoscut. A fost comandată de Constantin Brâncoveanu și donată uneia dintre ctitoriile sale, Mănăstirea "Sf. Ioan" din București. Inscripție de danie a lui Constantin Brâncoveanu voievod și a soției sale Maria pentru mănăstirii - Grecesc, București, refăcută de acest domn (noul ctitor). Este unul din puținele vase de cult păstrate de la acest așezământ ecleziastic dispărut. | Muzeul Național Cotroceni                           | Cimec    |
|      | Plângerea lui Iisus                                                                                       | Datare: 25 martie 1756 Material: fir metalic tubular | Piesa face parte din seria epitafelor de la jumătatea secolului al XVIII-lea a căror iconografie înfățișează tema Plângerii în forma sa dezvoltată. Compoziția pune accentul pe drama pământească a lui Iisus. Acesta este reprezentat întins pe piatra roșie din Efes, plâns de Sfintele Femei în mijlocul cărora apare Maica Domnului încoronată. La căpătâiul lui Iisus stau Iosif din Arimateea și Ioan iar la picioare - Nicodim. Liturghia îngerească se petrece în registrul superior în care, într-un decor cu nori stilizați simbolizând Cerul sunt înfățișați doi îngeri înveșmântați în diaconi, purtând făclii și care deplâng la rândul lor moartea lui Iisus Din punct de vedere stilistic, prin dramatismul declamativ al personajelor, prin maniera de reprezentare a veșmintelor ale căror cute par a fi într-o mișcare continuă, Epitaful este un produs al barocului târziu care își pune pecetea pe broderiile din această epocă. Un chenar amplu înconjoară scena centrală. Caracterul decorativ al acestuia, specific întregului secol XVIII este dat de vrejul alcătuit din frunze de acant penate, flori stilizate de acant și lalea. | Muzeul Național de Artă al României                 | Cimec    |
|      | Candelă                                                                                                   | Datare: 1788 Dimensiuni: diametru 6,2 cm Material: argint ajurat | Candela are ornamente dispuse în trei registre: cel superior și cel inferior sunt o succesiune de frunze stilizate și scoici, iar zona centrală este decorată cu nouă medalioane ovale. Pe buza superioară a candelei, o inscripție de danie în grecește: DARUL ROBULUI LUI DUMNEZEU, GHEORGHE FUSA LA MÂNĂSTIREA ARHANGHELULUI DE LA STAVROPOLEOS 1788 MARTIE 15. | Muzeul Național de Artă al României                 | Cimec    |
|      | Cădelniță                                                                                                 | Datare: 1734 Dimensiuni: focar 10,9 - 11,2 cm Material: argint ajurat | Cădelnița are focar semisferic,cu nouă arcade semicirculare, ornate fiecare cu câte o floare; capacul are aceleași motive florale ajurate, dispuse în două registre, cel superior fiind asemănător unui bulb căpăcel ornat cu frunze și patru lanțuri cu câte un clopoțel sferic; baza circulară cu un chenar din motive vegetale și inscripție în limba greacă: IOANICHIE AL STAVROPOLEI, 1734. | Muzeul Național de Artă al României                 | Cimec    |
|      | Ladă | Datare: Sec. XVII Dimensiuni: 1,95x0,94x0,44 m Material: stejar | Cufărul are un capac neornamentat, servind și ca banchetă. Partea de jos a cufărului, are o friză pe toată lungimea, bogat sculptată. În mijloc, într-un dreptunghi, se înscriu două semirozete, ca un evantai, ce se găsesc și pe părțile laterale. În mijloc, încuietoarea este înscrisă în două rozete și spirale. Lateral, la colțuri, două sculpturi, sfinți protectori, al căror chip deteriorat nu este descifrabil. Lada se sprijină pe labe de leu. Lateral a avut mânere de transport. | Academia Română                                     | Cimec    |
|      | Masă de refrector                                                                                         | Datare: Sec. XVII Dimensiuni: 2,100x1,780mx0,93m Material: stejar | Masa este compusă din două tăblii suprapuse, din care a doua este prelungitoare. Tăblia mesei este înconjurată de o friză terminată la capete cu volute. Picioarele, masive, sunt turnate în balustre legate între ele cu patru stinghii de lemn. | Academia Română                                     | Cimec    |
|      | Ladă de zestre                                                                                            | Datare: Sec. XV Dimensiuni: 1,86x0,60x0,54m Material: lemn indigen | Cufăr de lemn, cu sculpturi ornamentale și figurative policrome. Se caracterizează prin bogăția de ornamente, arabescuri, spirale, frize, flori. Marginile cufărului sunt curbate în interior, spre postamentul de asemeni ornamentat. La mijloc se află un pătrat cu un ecuson heraldic (probabil o stemă), degradat și indescifrabil. S-a intervenit la culoare. Lateral pătratului, se află două dreptunghiuri, care au avut sculpturi policrome, degradate și indescifrabile. Exterior, are mânere metalice, pentru transport. Aspectul decorativ depășește pe cel utilitar, de cufăr și bancă. Este o piesă de mobilier, rară și de valoare artistică deosebită. Necesită restaurare la capac. | Academia Română                                     | Cimec    |
|      | Masă de refrector                                                                                         | Datare: Sec. XVI Dimensiuni: 2,53x0,43x0,80m Material: stejar | Masă din lemn masiv, cu două blaturi suprapuse, partea de jos fiind sculptată ca o friză continuă cu creneluri, scoici, rozete. Picioarele laterale sunt ornate cu sculpturi, ornamente, și cu două figuri, gen cariatide. Picioarele sunt legate între ele cu o scândură masivă de asemeni bogat sculptată. | Academia Română                                     | Cimec    |
|      | Fotoliu                                                                                                   | Datare: Sec. XVII Dimensiuni: 0,86x0,57x0,45 m Material: lemn nuc | Fotoliu din lemn de nuc, tapițat cu catifea de culoare roșie având pe spătarul, în formă de dreptunghi, o stemă de coroană. Catifeaua este prinsă în cuie de metal, cu măciulia rotundă și aurită. Brațele și picioarele, ca și legătura dintre picioare, sunt din lemn turnat în torsadă. La capătul brațelor, sunt sculptați doi lei, element foarte rar la asemenea fotolii. | Academia Română                                     | Cimec    |
|      | Bufet | Datare: Sec. XVII Dimensiuni: 1,61x0,80x0,57 m Material: lemn de esență tare indigen | Bufet din lemn cernit și lăcuit. Conține două sertare (superior) și două uși mari. Are numeroase sculpturi în relief, în lemn, figurative și ornamentale, frize crenelate, flori, figuri geometrice. Între sertare, se află un portret de copil (neclar). Între ușile mari și lateral sunt trei figuri de luptători romani încoronați (frunze de lauri deasupra capului). Tăbliile ușilor sunt din panel, probabil au fost înlocuite originalele, având sculpturi. Bufetul se sprijină pe labe de leu sculptate în lemn. | Academia Română                                     | Cimec    |
|      | Bufet | Datare: Sec. XVII Dimensiuni: 0,95x0,54x0,32 Material: lemn nuc cernit | Bufet din lemn cernit, cu două sertare, unul sus, sub tăblie, al doilea jos, sub postament, ca un sertar secret. Între sertare, o ușă mare, care ascunde mai multe sertare și polițe. Are încuietori de fier de epocă. Stânga și dreapta două sculpturi figurative, două cariatide, specifice goticului baroc german. | Academia Română                                     | Cimec    |
|      | Bufet | Datare: Sec. XVII Dimensiuni: 0,99x0,95x0,44 Material: lemn esență tare, stejar | Bufet din lemn de stejar, cu două sertare în partea superioară șI două ușI la mijloc. Sertarele au mânere de lemn. Ușile sunt decorate în mijloc cu două rozete sculptate în relief în lemn, un gen de ghirlande de flori. Bufetul lateral are două figuri, sculpturi în lemn, cariatide. Lateral, sertarelor sunt două portrete, himere. Bufetul se sprijină pe două labe de leu, sculptate masiv în lemn. | Academia Română                                     | Cimec    |
|      | Fotoliu                                                                                                   | Datare: Sec. XVII Dimensiuni: 0,96x0,56x0,46 m Material: lemn de nuc, piele | Fotoliu confecționat din lemn de nuc, acoperit cu piele, pe partea spatelui, în piele este imprimat un gen de stemă heraldică și înconjurată de un chenar ornamental, cu figuri, în formă de dreptunghi. Spatele și tăblia sunt terminate cu un șirag de franjuri, parțial desprinsă în față. Tapițeria este prinsă în cuie din metal aurit. Brațele și picioarele din lemn, ca și stinghiile ce le unește, sunt strunjite în dorsadă. Capetele brațelor sunt clasice pentru acest gen de fotoliu. | Academia Română                                     | Cimec    |
|      | Ladă truhe                                                                                                | Datare: 1715 Dimensiuni: 1,80x0,75x0,60 Material: lemn | Cufărul are capac simplu. Partea exterioară este bogat decorată, sculptată cu o friză cu frunze, flori mari, așezate asimetric. Sub friză, se află patru pătrate în relief, cu romburi decorate cu sculpturi florale. Panourile sunt egale, în partea de jos, patru dreptunghiuri în care este sculptată în relief inscripția "Anul 1715". | Academia Română                                     | Cimec    |
|      | Canapea                                                                                                   | Datare: Sec. XIX Dimensiuni: 0,111,x0,048x0,043 Material: lemn mahon negru | Scaune din lemn. Spatele cuprinde brațele lateral curbate și între ele curburi din lemn, subțiri și fin înlănțuite specifice scaunelelor Chipendale. Tăblia are o formă ovală, aproape rotundă, mai mică spre spătar, picioarele, ca și brațele sunt curbate și prinse în partea de sus cu o dantelărie din lemn. Sunt piese rare în mobilierul din România.Scaunele provin de la sf. sec. XIX, fiind importate ca scaune prețioase de sufragerie. | Academia Română                                     | Cimec    |
|      | Canapea                                                                                                   | Datare: Sec. XVIII Dimensiuni: 0,85x0,73x0,63 m Material: lemn de frasin | Canapeaua și fotoliile sunt piese de mobilier de excepție în cadrul acestui muzeu, alese de colecționari deoarece au un stil clar Ludovic al XV, cu o tapiserie de epocă, mobile caracterizate prin brațe și picioare elegant curbate. Are trei picioare în față, mici ornamente în partea superioară a canapelei și a fotoliilor. | Academia Română                                     | Cimec    |
|      | Cufăr | Datare: 1540 Dimensiuni: 1,790/0,730/0,440 Material: lemn de nuc | Cufărul este din lemn de nuc, bine întreținut, lăcuit. este bogat sculptat cu elemente decorative, geometrice, spirale, rozete,arcade. Suprafața cufărului este împărțită în cinci coloane egale, reprezentând, în interiorul lor, figuri medievale stilizate. Între cele patru arcade, dintre coloane, simetrice, unitare, este sculptat în relief, numărul 1540, anul de realizare a cufărului. Are două mânere laterale din fier pentru transport. Este un mobilier rar, elocvent prin decorație, important pentru specificarea anului 1540. Are o arhitectură solidă, bazată pe simetrie și repetiție. Este o mobilă de sculptor. Aspectul decorativ și artistic depășește pe cel utilitar. | Academia Română                                     | Cimec    |
|      | Cufăr | Datare: Sec. XVII Dimensiuni: 1,530/0,54/0,50 Material: lemn de brad | Cufărul este din lemn de brad, cernit și lăcuit și acoperit pe toată suprafața cu decorații și aplicații din metal, ca o machetărie. Capacul este puțin ondulat. Lateral are mânere din fier. Pe partea din față, exterior, ca și pe banda capacului, se află o decorație foarte bogată, țesută în jurul a trei rozete mari, în forma unor cupe de flori. Restul decorațiilor sunt frunze de acant, flori, rozete și mici cercuri. Pe margini, se află un șir de cuie cu măciulia aurită. Nu are picioare. | Academia Română                                     | Cimec    |
|      | Dulap de sufragerie                                                                                       | Datare: Sec. XVII Dimensiuni: 1,750/1,60/0,580 Material: Lemn de stejar | Piesă rară, unică în arta mobilierului din România. Dulap din esență tare indigenă (stejar). Are două coloane, balustre, laterale, în partea superioară. Are trei sertare la mijloc și două uși, ce se deschid în două părți, în partea de jos. Picioarele sunt simple, drepte. Între balustre, se află o ușiță, pătrată, cu decor geometric pătrat, în relief, ce desparte două globuri, pentru păstrat vasele cu băuturi. Are borduri cu ornamente florale și geometrice (trei rânduri). | Academia Română                                     | Cimec    |
|      | Ladă de zestre                                                                                            | Datare: Sec. XVII Dimensiuni: 1,400/0,700/0,485 Material: lemn de cedru | Cufăr din lemn cu capac plat, furniruit, fără ornamente, cernit în maron roșcat și lăcuit. A servit și ca bancă. Are pe toată suprafața exterioară sculpturi în lemn cu elemente decorative florale, viță de vie, struguri și animale stilizate. La colțurile cufărului, sunt sculptate două cariatide, coloane antice reprezentând două figuri umane, efigii antice. Bordurile, sub capac și la baza cufărului, sunt bande continue, ornamentale, cu elemente zimțate și fuzelate. Lateral, are două mânere de metal, pentru transport. | Academia Română                                     | Cimec    |
|      | Bufet | Datare: Sf.sec. XVI Dimensiuni: 1,30/0,70/0,540 Material: lemn de cedru | Piesă de mobilier de mare valoare, prin vechime și unicitate, dar și prin calitatea și frumuseșea sculpturilor. Bufetul este în realitate partea superioară a unui dressoir. Este realizat din lemn de esență tare (cedru) cernit și lăcuit. Are două uși pătrate. Bordura superioară este ornată cu elemente geometrice, creneluri zimțate, scoici în formă de rozete, palmete și diverse alte elemente geometrice. Bordura de jos are doar un șir de volute mici. Ușile pătrate, simetric repartizate, conțin câte un portret central, o figură de cavaler cu cască, având lateral câte o himeră sculptată din lemn și ornamentată. Lateral bufetului este amplasată câte o sculptură, ca niște coloane, cariatide, conținând elemente heraldice ca și sculptura dintre uși. | Academia Română                                     | Cimec    |
|      | Vestimentar de mânăstire                                                                                  | Datare: Sec. XIV Dimensiuni: 2/1,60/0,60 Material: lemn de diferite esențe | Ca stil, aparține renașterii italiene, epoca medievală, de proveniență dintr-o mânăstire de secol XVII. Are lipsuri. A fost restaurată în secolul XX. Vestimentarul (dulap pentru haine), este din lemn de diferite esențe, lăcuit pe partea exterioară a celor două uși mari, din plăci de lemn. În partea superioară, se află o cornișă crenelată și zimțurată. Elementul decorativ al vestimentarului îl constituie delimitarea suprafețelor mari, plate, ale ușilor prin linii drepte, în relief, de sobrietate religioasă. Partea de jos, corespunzătoare celei de sus, ca și picioarele, lipsesc. În părțile laterale, se află două mânere masive, din lemn. Încuietoarele ușilor sunt sistem medieval, din fier dar este posibil să fi fost adăugate la restaurare. În interior, are bare din lemn, ca niște fusuri, prinse în partea de sus, pentru agățat veșmintele. În interior, se află o inscripție scrisă de mână cu litere groase, cu vopsea, menționând că a fost reparat de Castilglioni din Bologne în 1960. Este o piesă unică în România, unde există vestimentare doar din secolele XIX și XX, de influență gotică, sau moderne. | Academia Română                                     | Cimec    |
|      | Dulap de sacristie                                                                                        | Datare: Sec. XVI Dimensiuni: 1,500/0,860/0,520 m Material: lemn de brad | Dulap cu două uși mari, pe toată înălțimea lor, bogat ornamentate cu sculpturi geometrice, frunze, arcade și coloane. Deasupra ușilor și la bază, se află câte două triunghiuri, simboluri creștine. Chenare cu ramuri și volute delimitează patru picturi în ulei, cu subiecte religioase (Buna Vestire și un sfânt). Două picturi, în partea superioară, sunt degradate și nu se pot desluși. Starea de conservare este bună pentru vechimea sa, dar necesită întreținere și conservare. | Academia Română                                     | Cimec    |
|      | Dulap cu două uși                                                                                         | Datare: Sf. sec. XVII Dimensiuni: 2,860/1,860/0,76 m Material: Lemn de brad | Ca stil, este artă franceză provincială, de la sfârșitul secolului XVII. Dulap din lemn, ornamentat cu motive liniare geometrice, în relief. Are două uși mari și un sertar la bază. Partea superioară conține un arc frânt, tăiat în două, având la mijloc un ornament sculptat în formă de cupă, cu o floare. Partea de la bază, banda de lemn, repetă volutele și ondulațiile. Picioarele masive sunt cambrate. Conține puține aplicații de metal la mânere și încuietori. Pentru mărimea sa, are o eleganță remarcabilă. | Academia Română                                     | Cimec    |
|      | Armoire                                                                                                   | Datare: Sec. XVII Dimensiuni: 1,670/1,170/0,602 m Material: lemn de stejar | Armoire (lemn de stejar, vopsit și lăcuit) dulap cu două uși mari, pe suprafața centrală și cinci mici în partea de jos, sub formă de panouri. Are o sculptură ormanentală din lemn pe suprafața ușilor, în formă de baga (moulures), complicate sus și simple jos. În partea superioară la cornișe, o bandă ornamentală, cu frunze de viță de vie și struguri, ce se continuă și între cele două uși. Are butoni de metal. | Academia Română                                     | Cimec    |
|      | Șifonier                                                                                                  | Datare: Sf. sec. XVII Dimensiuni: 2,100/1,700/0,770 Material: lemn de nuc | Șifonier cu două uși, masive, panouri sculptate și un sertar în partea inferioară. Dulap voluminos, placat și decorat agresiv, cu ornamente mari, sculptate în lemn, reprezentând vița de vie cu ciorchini mari de struguri, înscrise în benzi mari, liniare, ca niste coloane. În mijloc se află ca o coloană, ornamentele cu struguri, ca element esențial. În ansamblu, dulapul este judicios echilibrat. Forma și decorul se întrepătrund. Are aplicații în metal ornamentat. Picioarele masive sunt rotunde. | Academia Română                                     | Cimec    |
|      | Bibliotecă (fostă ramă de pictură)                                                                        | Datare: Sec. XVI - XVII Dimensiuni: 1,56/1,18 m Material: lemn de diferite nuanțe | Provine de la un locaș de cult. A fost cadrul (rama) pentru o pictură religioasă dar din cauza mărimii a fost transformată într-o vitrină de bibliotecă. Ramă de dimensiuni dreptunghiulare, având, în partea de sus, un triunghi din același material lemnos și cu aceleași ornamente, care justifică proveniența sa religioasă. Probabil, în acest triunghi, exista o pictură cu motiv religios. Rama este compusă din mai multe rânduri de cadre liniare, sculptate cu ornamente diferite, ritmate egal și amplasate pe fond închis și aurite. Această ramă, închide cu un geam, o bibliotecă încrustată în perete, realizată în secolul al XX-lea. | Academia Română                                     | Cimec    |
|      | Credență                                                                                                  | Datare: Sf. sec. XVI Dimensiuni: 1,76/0,67/0,60 Material: lemn indigen de esență tare | Credența servește la păstrarea alimentelor. Este realizată din lemn masiv, cernit și lăcuit. Forma este romboidală. Are două uși pătrate în centrul cărora se află, sculptate în lemn, două medalioane, două portrete de cavaleri italieni, înscrise în cercuri și înconjurate de ornamente. Ușile sunt despărțite prin coloane fuzelate. Are o broască încuietoare metalică în sistem medieval. Lateral, în forme pătrate, se găsesc ornamente sculptate. Marginile credenței sunt fuzelate. Jos, are o poliță mare pentru tăvi. are cinci picioare masive, simple. Față de credențele obișnuite, această credență este excepțională, atât prin ornamentele sculptate, cât și prin figurile umane reprezentate, sculpturi de o calitate remarcabilă. | Academia Română                                     | Cimec    |
|      | Comodă | Datare: Începutul sec.XVIII Dimensiuni: 0,980/0,890/0,570 Material: lemn placat cu diferite esențe. Thuya și ulm | Comodă, din lemn de diferite nuanțe. Model foarte rar. Este realizată în structuri și linii arhitectonice drepte și romboidale. Picioarele sunt drepte, puțin crestate. Are șase sertare, fiecare înconjurat de câte un romb, format din linii drepte, în relief. Are aplicații din bronz, cizelat și aurit. | Academia Română                                     | Cimec    |
|      | Fotolii florentine                                                                                        | Datare: Prima jumătate a secolului XVIII Dimensiuni: primul: 0,960/0,750/0,550. Al doilea: 0,935/0,731/0,515 Material: lemn de nuc                                                                                          | Scaunele florentine, din lemn de esență tare, în formă de "X", au brațele puțin ondulate terminate la capăt cu spirale. Spătarul este redus la o bandă lată, decorată cu un ecuson central, înscris într-un cerc. Brațele au fiecare câte șase bare din lemn. Picioarele conțin și ele câte șase bare, care, unite cu cele de sus formează forma în "X". Picioarele se termină cu labe de leu. Tipul acesta de fotolii - Bentivoglio - datează din secolul XVI. Exemplare asemănătoare se găsesc la muzeul Cluny din Paris, la Muzeul Metropolitan din New York (seamănă și cu fotoliul Savonnarola, din prima jumătate a secolului XVI aflat la Florența (Bardini). Fotoliile, din colecția Avramescu, sunt realizate după aceste modele, ceva mai recent - în prima jumătate a secolului XVIII. | Academia Română                                     | Cimec    |
|      | Cabinet-secrétaire (transformat în comodă cu oglindă)                                                     | Datare: Sec. XIX Dimensiuni: 1,980/1,115/0,50 Material: lemn de mahon lăcuit în maron | Cabinet din lemn de mahon. Este compus din două corpuri. Partea superioară are două etajere, în spatele cărora a fost montată o oglindă. Cabinetul este bogat ornamentat cu machetărie din liliac, cu elemente decorative vegetale. Marginile exterioare ale cabinetului, sunt ondulate în valuri crescânde, în jos. Partea inferioară are trei sertare mari și sus o pantă (dos d'ane), cu o ușă rabatantă și lateral două sertare secrete. Are aplicații din metal aurit. Cabinetul se termină cu o bandă sculptată în relief ce se sprijină pe saboți, pinteni, de asemenea sculptați. | Academia Română                                     | Cimec    |
|      | Dulap | Datare: Sec. XVIII Dimensiuni: 0,750/0,800/0,430 Material: lemn de brad și lemn de nuc | Colivie din lemn de brad. Partea superioară și cea inferioară sunt din nuc. Ambele sunt sculptate în relief, sus cu elemente florale și frunze; jos în centru are o rozetă, flori și frunze. În partea din față, simetric, se află cinci zăbrele, egale ca mărime, trase la strung. Între ele, se află o ușă, care a fost restaurată cu o încuietoare de metal puțin distorsionată. Este o piesă rară. | Academia Română                                     | Cimec    |
|      | Dulap | Datare: Sf. sec. XVIII Dimensiuni: 1,740/1,150/0,75 Material: lemn de trandafir | Cabinetul este compus din trei corpuri. Partea superioară conține șase sertare verticale, despărțite simetric de o ușă ce acoperă în interior alte trei sertare și o poliță. Corpul din mijloc, în pantă dos d'ane, este de culoare neagră. Are o ușă rabatantă, puțin ondulată, în interior. Corpul trei, partea de jos este compus din trei sertare orizontale, cu mânere (inele) de metal aurit. Corpul trei este și el ondulat în interior. Picioarele, saboții, sunt din lemn, scurte și pătrate, specific stilului Bidermeier. | Academia Română                                     | Cimec    |
|      | Masă de zarafi                                                                                            | Datare: Sec. XVI Dimensiuni: 1,350/0,799/1,020 Material: lemn de diferite esențe | Tăblia este plată, din mai multe scânduri. Are sertare sub centură. Ornamente pe toate cele patru benzi ale centurii, înfățișând figuri fantastice, animale, păsări. Picioarele sunt drepte, cu tălpi și contravântuiri îmbinate. Execuția este aparent brutală, de meșter denotând producția provincială. | Academia Română                                     | Cimec    |
|      | Canapea                                                                                                   | Datare: Jumătatea secolului XIX (după 1840) Dimensiuni: 2,27/1,00/0,68 Material: lemn de brad placat cu furnir Thuia și intarsii de pin; garnitură de catifea                                                               | Canapeaua are structura brațelor și părții superioare, ca și picioarele la canapea, curbate în "S". Spătarul este împărțit în părți egale, despărțite de o bandă din lemn furniruită. În partea superioară, se află o bandă lată, cu machetărie ce se repetă și pe banda inferioară. Elementele ornamentale sunt spirale ondulate în formă de "S" și volute. Canapeaua, ca și scaunele, au eleganță și comodiate. Garniturile sunt adăugate în secolul XX. | Academia Română                                     | Cimec    |
|      | Bufet | Datare: Sf. sec. XVIII Dimensiuni: 2,00/1,45/0,75 m Material: lemn de esență indigenă | Bufet cu două corpuri, din lemn de esență tare, indigenă, vopsit și lăcuit maron. Corpul superior are două uși, despărțite simetric de o sculptură ornamentală. Ușile sunt ornamentate fiecare cu câte patru pătrate geometrice, în relief. Corpul de bază, ceva mai voluminos, are două sertare și două uși sub sertare, care repetă ornamentele geometrice de la ușile corpului superior. În interior se află polițe. Are aplicații din metal, la uși și broaște. Picioarele sunt simple, drepte, prelungind bandele laterale, care sunt sgrafitate. | Academia Română                                     | Cimec    |
|      | Cabinet                                                                                                   | Datare: Sec. XVIII Dimensiuni: 0,970/0,980/0,500 Material: lemn de diferite esențe | Secretaire, cabinet folosit ca birou de damă, este compus din două corpuri, partea superioară fiind în pantă, "spate de măgar" (dos d'agne), cu o ușă rabatantă, care, deschisă, lasă vizibile două rânduri de sertare. Partea inferioară, conține patru sertare, două mici, sus, și două în partea de jos. Are o machetărie discretă, fin executată, cu motive ornamentale florale. Are picioarele în față și în spate ușor curbate, ca și ondulațiile părții inferioare a cabinetului. Mânerele sunt din metal. | Academia Română                                     | Cimec    |
|      | Fotolii de tip bergere                                                                                    | Datare: Sec. XIX Dimensiuni: 0,65/0,72/0,47 Material: lemn lăcuit în alb | Fotolii din lemn, lăcuite în alb de tip bergere. Brațele și picioarele sunt elegant curbate, ca și partea superioară a spătarului. La fel și baza scaunului, care este discret ornamentată. Garniturile din mătase, în dungi, sunt recente (secolul XX). | Academia Română                                     | Cimec    |
|      | Comodă | Datare: Sec. XVIII Dimensiuni: 1,200/0,810/0,70 Material: lemn de diferite nuanțe | Comoda, din lemn lăcuit, în diferite culori, conține trei sertare, decorate cu ornamente geometrice, cu mânere și încuietoare de bronz aurit. Lateral, la colțurile comodei, sunt figuri de serafimi, din bronz cizelat și aurit. Picioarele sunt cu pinteni din bronz aurit. Partea interesantă de valoare și autenticitate o constituie tăblia comodei, bogat ornamentată cu machetărie colorată, cu multiple forme și linii geometrice, având în mijloc, înscrisă într-un cerc din care se răspândesc raze solare și un portret de serafim. | Academia Română                                     | Cimec    |
|      | Șifonier cu două uși                                                                                      | Datare: Începutul secolului XIX Dimensiuni: 2,100/1,580/0,46 m Material: lemn de stejar | Armoire, șifonier pentru veșminte, din stejar și nuc, placat, are două uși mari care se deschid în față. Are o arhitectură elegantă. Formele sinuoase, de la stilul Ludovic XVI, pe care-l imită, sunt calme și dezvoltă simetria și stilizarea. Mobila normandă a avut o reacție contra excesului și a promovat liniile drepte (caneluri verticale). Liniile curbe oferă somptuozitatea mobilei. Are aplicații din metal aurit. | Academia Română                                     | Cimec    |
|      | Bufet | Datare: Sf. sec. XVIII Dimensiuni: 1,670/,1,170/0,600 Material: lemn de brad | Bufet, format din două corpuri din lem de brad și alte esențe, vopsite în cafeniu. Partea superioară este bogat ornamentată cu o cornișă dantelată cu spirale, cercuri, stele și ritmuri de forme geometrice terminate la capăt cu două mici balustre. În partea superioară sunt două uși cu butoni. Între ele se află o decorație, ce simbolizează o stemă, înscrisă într-o formă geometrică și punctată de patru semicercuri, rozete. Partea de jos a dulapului are două uși, sub o cornișă ornamentată în ritmuri sinuoase și sub uși patru pătrate, sugerând a fi uși, ce au în mijloc câte un romb decorat. Picioarele sunt drepte, simple. Este o piesă de artă germană rară, prețioasă prin unicitatea ei. | Academia Română                                     | Cimec    |
|      | Masă spaniolă                                                                                             | Datare: Sec. XVII Dimensiuni: 2,50/0,90/0,75 Material: Lemn de stejar | Masă plată din stejar, cu traverse din fier forjat, cu picioare dantelate și ornamentate cu spirale, rozete. Legătura dintre picioare este de lemn, o bară lată, având în mijloc o stemă. Picioarele sunt legate între ele, cu două traverse de fier forjat, ondulate în spirale, prinse de tăblia mesei. Au eleganță și echilibru. Piesă rară în arta mobilierului din România. | Academia Română                                     | Cimec    |
|      | Scaune Caquetoir                                                                                          | Datare: Sf. sec. XVIII Dimensiuni: 0,88/0,590/,0,52 Material: Lemn de stejar | Scaune fără brațe, spațioase, cu spătarul înalt, bogat sculptat cu două rânduri de decorații, având în partea superioară un gen de coroană. Tăblia este plană. Picioarele sunt drepte, având în partea din față între ele, pe o bandă de lemn lată, un ornament ce înconjoară un dreptunghi, care repetă pe cele de pe spătar. Stil gotic, tranziția spre Ludovic XIII. | Academia Română                                     | Cimec    |
|      | Masă de interior                                                                                          | Datare: Sec. XVIII Dimensiuni: 1,640/0,810/0,77 Material: lemn de stejar | Masă plată, cu picioarele masive din lemn de stejar, excelând prin eleganță și simplitate. Picioarele (două laterale) sunt ornamentate cu sculpturi în relief, având în mijloc stema familiei Saliger. Picioarele sunt unite printr-o bară masivă, din lemn, ondulată în partea superioară. Fiecare picior se termină cu o talpă, având la capete o gheară de animal. | Academia Română                                     | Cimec    |
|      | Bufet cu două uși și patru sertare                                                                        | Datare: Începutul sec. XVIII Dimensiuni: 1,860/1,170/0,550 Material: lemn de stejar | Credența - bufetul cu două uși și patru sertare care se deschid în față, împrumută sistemul construcției engleze a stilului victorian de mare influență în secolele XVIII - XIX, dar formele ornamentale aparțin barocului german, prin panouri caroiate, prin construcția sobră, greoaie, solidă, prin proporțiile echilibrate, prin decorul plasat astfel ca să sprijine construcția și să-i imprime monumentalitate, prin picioarele masive. | Academia Română                                     | Cimec    |
|      | Ladă | Datare: Sec. XVII Dimensiuni: 162 x 68 x 54 cm Material: lemn masiv de stejar | Cufăr din lemn de stejar, de mari dimensiuni, cu sculpturi decorative florale și două păsări repartizate simetric pe suprafața cufărului. Baza de sus și de jos sunt benzi crenelate. Cufărul se sprijină pe două picioare scurte, în formă de labe de leu, sculpate în lemn. Capacul, o tăblie plană, cu două scânduri, servea și de bancă. | Academia Română                                     | Cimec    |
|      | Fotoliu Autor: Maxy, Hermann-Max                                                                          | Datare: 1928 Dimensiuni: 98/70/90 Material: lemn; pânză | Fotoliu din lemn placat, cu furnir de liliac cu brațele alungite ca picioare, formând un semicerc un arc. Scaunul și spătarul sunt îmbrăcate cu o pânză obișnuită. Probabil a avut o altă garnitură. | Academia Română                                     | Cimec    |
|      | Scaun | Dimensiuni: 70/40/40 cm Material: lemn de frasin | Scaun din lemn, pentru salon sau sală de mese, lăcuit în galben-maron. Are spătarul drept, curbat în partea superioară. La mijloc spătarul are un cerc, o palmetă, conținând un cerc decorativ. Palmeta se continuă cu patru brațe din scânduri subțiri. Tăblia scaunului este puțin adâncită, în formă aproximativ ovală, sprijinită pe patru picioare curbate care au la capetele superioare decorații din bronz. Necesită restaurare. Are un picior rupt și lipsă. | Academia Română                                     | Cimec    |
|      | Birou | Datare: Sf.sec. XVIII Dimensiuni: 112/74/67 Material: lemn de nuc; bronz | Birou plat, de formă dreptughiulară cu centură de bronz aurit și corniere de bronz aurit. Este placat cu furnir de culoare închisă. Tăblia este acoperită cu piele de culoare maro deschis. Marginile platoului au machetărie cu fir de alamă, cizelată gen Boulle, cu modele ornamentale care se continuă și pe picioarele cambrate, având machetăria din lemn. Capetele superioare ale picioarelor, conțin sculpturi din bronz aurit, reprezentând divinități (Zeus). Biroul conține două sertare laterale. Încuietorile sunt din bronz, cu motive ornamentale (leu). Saboții picioarelor sunt din bronz. | Academia Română                                     | Cimec    |
|      | Birou | Datare: Sec. XVIII Dimensiuni: 91/65/42 Material: lemn | Birou cu pantă din lemn placat și furniruit cu placaj din lemn violet (gen Criard 1747). Se deschide cu o ușă rabatantă. În interior, trei sertare. În partea superioară, o bandă din metal, bronz geometric, continuu crenelată. Partea inferioară este curbată și cu machetărie florală. Picioarele sunt cambrate și terminate cu saboți de metal. Încuietoarea este din bronz. | Academia Română                                     | Cimec    |
|      | Canapea                                                                                                   | Datare: A doua jumătate a secolului XVIII Dimensiuni: Canapeaua: 125/96/70; fotoliile: 93/92/70 Material: lemn dore; tapițerii                                                                                              | Canapea cu fotolii, executate din lemn dore, îmbrăcate cu tapiserii Aubusson de bună calitate. Mobilele sunt ornamentate pe margini cu benzi continue, de buchete de trandafiri. Tapițeriile conțin, la fotolii și canapea pe tăblii și spătare, în ovale înconjurate de trandafiri, imagini din fabuele lui La Fontaine (1621 - 1625). Fotoliile sunt de genul bergere, comode, cu picioarele crenelate. Tapițeriile sunt prinse în cuie aurite. | Academia Română                                     | Cimec    |
|      | Bufet | Datare: Perioada lui Carol X al Franței Dimensiuni: 101/98/34 cm Material: lemn de nuc | Bufet galben, din lemn de nuc placat cu furnir maron deschis, în dungi drepte și oblice, are trei sertare mari. Sertarele au mânere și încuietoare din bronz aurit. Bufetul este acoperit cu marmură albă, cu dungi gri și cafenii. Pe margini, la colțuri, are bronzuri în relief, cu sculpturi și portrete feminine, ca niște victorii antice. Picioarele sunt puțin cambrate și au saboții din bronz. | Academia Română                                     | Cimec    |
|      | Comodă | Datare: Începutul secolului XIX Dimensiuni: 124/88/49 Material: lemn de nuc | Comoda este din lemn, placat cu machetărie colorată. Pe față, în partea superioară, elementele decorative geometrice sunt în formă de "X". Are trei sertare. Sertarele doi și trei abundă în decorații geometrice egale și simetrice. Inelele de tras sertarele sunt din bronz aurit. Deasupra comodei, o placă de marmură gri, cu fire albe. Picioarele sunt puțin cambrate și cu ornamente din bronz. | Academia Română                                     | Cimec    |
|      | Masă de salon                                                                                             | Datare: A doua jumătate a secolului XVII Dimensiuni: 100/78/65 Material: lemn de esență tare cu machetărie din fir de metal și bronzuri aurite                                                                              | Masa ovală Boulle, are machetărie pe fond roșu, cu fir de metal aurit. Picioarele sunt curbate și ornate cu machetărie cu fir roșu pe fond negru. Picioarele se termină în pinteni de bronz. Pe tăblie, având machetărie Boulle, în centru, într-o formă ovală, machetăria reprezintă un car de luptă roman, tras de doi cai, specific epocii lui Napoleon. Pe picioare, în partea superioară, se află ornamente din bronz reprezentând victorii romane. | Academia Română                                     | Cimec    |
|      | Scrinul negru                                                                                             | Datare: Sf. sec. XIX Dimensiuni: 90/98/37 Material: lemn placat și colorat maron | Scrinul negru este de mici dimensiuni. Platforma este dreaptă, fără decorații. Are trei sertare furniruite, cu machetărie florală, aurită. Are încuietoare din metal aurit. Picioarele principale sunt curbate. Fațada este galbenă. | Academia Română                                     | Cimec    |
|      | Fotolii medievale                                                                                         | Datare: Sec. XVIII (scaunul); sec. XVII (tapițeria) Dimensiuni: 120/58/68 Material: lemn de nuc șnuruit cu cuie de aluminiu                                                                                                 | Fotoliile sunt din lemn lăcuit, îmbrăcate cu tapițerii medievale de origine franceză. Au spătarul drept, înalt, cu picioarele și brațele curbate, lăcuite. Spătarul și tăblia au la bază o îmbrăcăminte de pânză verzui-albastru, peste care s-a cusut tapițeria, având ca imagine centrală o femeie, Victoria, cu lauri în jurul capului și cu spada în mâna stângă. În fotoliul al doilea, asemănător primului, imaginea reprezintă tot o femeie, dar cu un instrument în mâna stângă. | Academia Română                                     | Cimec    |
|      | Masă de refrector                                                                                         | Datare: Sec. XVII Dimensiuni: 3,13/1,00/0,78 m Material: lemn de stejar | Masa de stejar are o singură tăblie formată din două blaturi (scânduri masive, late). Are o friză sub tăblie, de rezistență, la capete terminându-se cu volute sculptate (în formă de melci). Picioarele sunt turnate în balustre, legate între ele cu patru stinghii de lemn. | Academia Română                                     | Cimec    |
|      | Sfântul Gheorghe                                                                                          | Datare: 1500 Material: catifea; fir de argint și aur | Reprezintă pe Sf. Gheorghe, așezat pe un tron de lemn, ținând cu mâna dreaptă mânerul unei spade și cu mâna stângă vârful ei. Sub tălpile picioarelor, se află corpul unui balaur, cu trei capete și aripi. Chipul Sfântului este înfățișat cu figura ovală, încadrată de un păr buclat. Pe cap poartă o coroană cu 9 fleuroni, decorată cu pietre prețioase și perle, susținută de doi îngeri. Îngerul din partea stângă ține în mâna dreaptă o spadă, iar cel din partea dreaptă ține în mâna stângă un scut. Sfântul Gheorghe poartă o tunică militară, de culoare gri, peste o cămașă lungă, cu mâneci lungi, de culoare verde. În picioare poartă sandale, cu curele încrucișate pe gambe. De jur împrejur, formând un chenar, a fost brodată, cu fir de aur și mătase, o inscripție în limba slavonă. În colțurile din stânga și dreapta sus este brodată o altă inscripție, în limba greacă. Acest steag liturgic (prapor) a fost dăruit de Ștefan cel Mare Mănăstirii Zografu de la Muntele Athos, împreună cu alte danii. | Muzeul Național de Istorie a României               | Cimec    |
|      | Ceas Autor: Detter, Sebastian                                                                             | Datare: Sec. XVII Material: argint; metal comun | Semnat pe placa mecanismului. | Muzeul Național de Artă al României                 | Cimec    |
|      | Ceas Autor: Breguet, Abraham-Louis                                                                        | Datare: Sf. sec. XVIII Dimensiuni: D: 4,6 cm Material: argint; email; metal comun | Semnat pe placa mecanismului. | Muzeul Național de Artă al României                 | Cimec    |
|      | Ceas Autor: Richardson                                                                                    | Datare: Mijlocul sec. XVIII Dimensiuni: D: 4,6 cm Material: argint; email | Semnat pe mecanism și cadran. | Muzeul Național de Artă al României                 | Cimec    |
|      | Jaquemarts                                                                                                | Datare: Mijlocul sec. XVIII Dimensiuni: D: 5,7 cm Material: argint; email; metal comun | Semnat pe reversul capacelor: Carl Wagner; marcă de titlu. | Muzeul Național de Artă al României                 | Cimec    |
|      | Ceas Autor: Mategkha, Johann                                                                              | Datare: Sf. sec. XVIII Material: argint; email; metal comun | Semnat pe placa mecanismului; serii 8591/51661; marcă de titlu. | Muzeul Național de Artă al României                 | Cimec    |
|      | Ceas Autor: Courvoisier, Henri                                                                            | Material: aur; email; metal comun | Semnat pe cadran și pe reversul capacelor; serii 4495/24024, marcă. | Muzeul Național de Artă al României                 | Cimec    |
|      | Ceas Autor: Decovre                                                                                       | Datare: Sec. XVIII Dimensiuni: D: 6 cm Material: aur; email; metal comun | Semnat pe placa mecanismului; marcă de titlu argint. | Muzeul Național de Artă al României                 | Cimec    |
|      | Ceas Autor: Strand, P.                                                                                    | Datare: Prima jumătate a sec. XIX Dimensiuni: D: 5 cm Material: metal aurit; email | Semnat pe mecanism. | Muzeul Național de Artă al României                 | Cimec    |
|      | Ceas Autor: Ferrot                                                                                        | Datare: Ante 1792 Dimensiuni: D: 5 cm Material: argint aurit; email; metale comune | Semnat pe mecanism. | Muzeul Național de Artă al României                 | Cimec    |
|      | Ceas Autor: Girard, Michel                                                                                | Datare: Sf. sec. XVIII Dimensiuni: D: 4,5 cm Material: argint a jour; email; metale comune | Semnat pe mecanism Michel Girard și pe cadran Lacroix. | Muzeul Național de Artă al României                 | Cimec    |
|      | Châtelaine Autor: Romilly și Bertaud                                                                      | Datare: Mijlocul sec. XVIII Dimensiuni: D: 4 cm; aur 583 Material: aur; diamante; email; metale comune | Semnat pe mecanism și pe cadran, mărci 14 k. | Muzeul Național de Artă al României                 | Cimec    |
|      | Châtelaine                                                                                                | Datare: Mijlocul sec. XVIII Dimensiuni: D: 3,5 cm Material: argint aurit; email; metale comune | Semnat cu inițiale pe mecanism F.P. WIEN, marcă de titlu. | Muzeul Național de Artă al României                 | Cimec    |
|      | Ceas | Datare: Sec. XVIII Dimensiuni: D: 7,5 cm Material: baga; email; metale comune | Provine de la castelul Peleș, Sinaia. | Muzeul Național de Artă al României                 | Cimec    |
|      | Ceas | Datare: Sf. sec. XVIII Dimensiuni: D: 5 cm Material: argint; email; metale comune | Pe reversul capacului, monogram: A.F. | Muzeul Național de Artă al României                 | Cimec    |
|      | Ceas Autor: Ageron                                                                                        | Datare: Cca. 1760 Dimensiuni: D: 3,6 cm; aur 750 Material: aur; rubine; diamante; email; metale comune | Semnat pe cadran, marcă 18 k. | Muzeul Național de Artă al României                 | Cimec    |
|      | Ceas Autor: Romilly                                                                                       | Datare: Sf.sec. XVIII Dimensiuni: D: 4 cm Material: metal aurit; splituri diamant | Semnat pe mecanism și pe cadran, pe reversul capacului inscripție LETON, serie 6111. | Muzeul Național de Artă al României                 | Cimec    |
|      | Ceas | Dimensiuni: D: 3,7 cm; aur 750 Material: metal aurit; splituri diamant | Semnat pe mecanism, mărci de garanție, control pe revers capac, serie 2463. | Muzeul Național de Artă al României                 | Cimec    |
|      | Ceas | Datare: Începutul sec. XIX Dimensiuni: D: 5 cm Material: metal aurit; email | Semnat pe mecanism și cadran. | Muzeul Național de Artă al României                 | Cimec    |
|      | Châtelaine                                                                                                | Datare: Sf. sec. XVIII Dimensiuni: D: 5 cm; aur 500 Material: aur; agat; email; metale comune | Proveniență necunoscută. | Muzeul Național de Artă al României                 | Cimec    |
|      | Ceas | Dimensiuni: D: 5,5 cm Material: argint aurit; email; metale comune | Semnat pe cadran și pe reversul capacului, serii 31460/I 4400, mărci titlu. | Muzeul Național de Artă al României                 | Cimec    |
|      | Ceas | Datare: Începutul sec. XIX Dimensiuni: D: 5,5 cm Material: argint; email; metale comune | Proveniență necunoscută. | Muzeul Național de Artă al României                 | Cimec    |
|      | Ceas | Datare: 1777 Dimensiuni: D: 5,5 cm Material: argint; email; metale comune | Semnat pe mecanism M.M. și pe cadran George Prior, London. Pe reversul capacului, mărci de titlu, oraș, datare. | Muzeul Național de Artă al României                 | Cimec    |
|      | Ceas | Dimensiuni: D: 3,5 cm; aur 750 Material: aur; email; metale comune | Semnat pe cadran și pe capac interior, serie 2554. | Muzeul Național de Artă al României                 | Cimec    |
|      | Ceas | Datare: Cca. 1900 Dimensiuni: D: 3,5 cm; aur 583 Material: aur; email policrom; metale comune | Inscripție gravată pe revers capac: RECORD WATCH EXPOSITION UNIVERSELLE PARIS 1900, 4 medalii gravate, 10 RUBIS No. 440275, mărci 14 k. | Muzeul Național de Artă al României                 | Cimec    |
|      | Ceas | Datare: Ante 1934 Dimensiuni: D: 3 cm; aur 583 Material: aur; email; metale comune | Marcă pe cadran CHARMANTE. Pe capace serie 132428 și marcă de oraș. Pe alt capac PATENT 10 RUBIS 32458. | Muzeul Național de Artă al României                 | Cimec    |
|      | Ceas | Dimensiuni: D: 3 cm; aur 583 Material: aur; perlă; email; metale comune | Pe reversul capacelor, serie 404997, marcă 14 k. | Muzeul Național de Artă al României                 | Cimec    |
|      | Ceas | Dimensiuni: D: 2,5 cm; aur 583 Material: aur; briliant; email; metale comune | Pe reversul capacului, inscripție: PRIMA Qte., medalii gravate, marcă 14 k. | Muzeul Național de Artă al României                 | Cimec    |
|      | Ceas | Datare: Ante 1934 Dimensiuni: D: 3 cm; aur 583 Material: aur; email; diamante; metale comune | Pe reversului capacului: 57 XX siecle, mărci de oraș. Pe capac mecanism: 9/11 ROUTE N. 41 - 157 2 REMONTOIR 10 RUBIS. | Muzeul Național de Artă al României                 | Cimec    |
|      | Ceas | Datare: A doua jumătate a sec. XIX Dimensiuni: D: 4 cm; aur 583 Material: aur; alamă; oțel | Semnat pe cadran: A.W. co. WALTHAM. Pe placă mecanism: A.W. WATCH co. ROYAL WALTHAM MASS/ 2257127. | Muzeul Național de Artă al României                 | Cimec    |
|      | Ceas | Dimensiuni: D: 3 cm; aur 583 Material: aur; email policrom; metale comune | Inscripții și serii gravate pe capac și mecanism: 459-62459 CYLINDRE 10 RUBIS. | Muzeul Național de Artă al României                 | Cimec    |
|      | Ceas | Dimensiuni: D: 2,5 cm; aur 750 Material: aur; perle; email; metale comune | Serie 145846, marcă 18 k pe capace și mecanism. | Muzeul Național de Artă al României                 | Cimec    |
|      | Ceas | Datare: Cca. 1900 Dimensiuni: D: 3 cm; aur 583 Material: aur; email policrom; metale comune | Serii gravate pe capace: 028 și 157028 și mărci de titlu. | Muzeul Național de Artă al României                 | Cimec    |
|      | Ceas | Datare: A doua jumătate a sec. XIX Dimensiuni: D: 3 cm; aur 583 Material: aur; email; metale comune | Serie gravată pe capace 479. | Muzeul Național de Artă al României                 | Cimec    |
|      | Ceas | Dimensiuni: D: 2 cm; aur 750 Material: aur; briliant; email; metale comune | Serie gravată pe capace 0750/3493. | Muzeul Național de Artă al României                 | Cimec    |
|      | Ceas | Dimensiuni: D: 3,5 cm; aur 583 Material: aur; email; metale comune | Pe reversul capacelor, marcă PALADA, 6 medalii gravate, inscripție: REMONTOIR 10 RUBIS serie 77825, marcă 14 k. | Muzeul Național de Artă al României                 | Cimec    |
|      | Ceas | Dimensiuni: D: 2,5 cm; aur 583 Material: aur; perle; email; metale comune | Pe reversul capacelor: 8 medalii gravate, inițiale F.R.P., inscripție: MEDAILLE D'OR serie 23944, marcă 14 k. | Muzeul Național de Artă al României                 | Cimec    |
|      | Ceas Autor: Bouvrit, D.D.                                                                                 | Datare: A doua jumătate a sec. XIX Dimensiuni: D: 2,5 cm; aur 750 Material: aur; email; metale comune | Semnat pe mecanism. Inscripții gravate: AIGUILLES ECHAPPEMENT A CYLINDRE No. 88969 HUIT TROUS EN RUBIS. | Muzeul Național de Artă al României                 | Cimec    |
|      | Ceas Autor: Le Roy, Julien                                                                                | Datare: Sec. XVIII;1/2 Dimensiuni: D: 4,3 cm; aur 750 Material: aur; email; metale comune | Semnat pe capacul mecanismului, serii și inscripții pe capace: G.N. 1438 ECHAPPEMENT A CYLINDRE HUIT TROUS EN RUBIS. | Muzeul Național de Artă al României                 | Cimec    |
|      | Ceas | Dimensiuni: aur 583 Material: aur; diamante; email; metale comune | Pe reversul capacelor, marcă 14 k, inscripție: REMONTOIR, serie 98889. | Muzeul Național de Artă al României                 | Cimec    |
|      | Ceas | Datare: 1896 Dimensiuni: D: 3 cm; aur 583 Material: aur; email; metale comune | Pe reversul capacelor și mecanism, serii și inscripții: 07 585/855/56 N 76855 PATENT MEDAILLES GENEVA 1896 10 RUBIS. | Muzeul Național de Artă al României                 | Cimec    |
|      | Ceas | Dimensiuni: D: 3,6 cm Material: aur; metale comune | Pe reversul capacelor și mecanism, serii și inscripții: 127/1 89/127 N. 89127 PATENT DUALITE SUPERIEURE; marcă 14 k. | Muzeul Național de Artă al României                 | Cimec    |
|      | Ceas | Dimensiuni: D: 3 cm Material: aur; email; splituri diamant; metale comune | Pe reversul capacelor, inițiale: R.F., inscripție: REMONTOIR CYLINDRE DIX RUBIS, serie 1232, marcă 14 k. | Muzeul Național de Artă al României                 | Cimec    |
|      | Ceas Autor: Le Roy, Julien                                                                                | Datare: Mijlocul sec. XVIII Dimensiuni: D: 4,8 cm; aur 750 Material: aur; metale comune | Semnat pe mecanism și serie C.D. 9680. | Muzeul Național de Artă al României                 | Cimec    |
|      | Ceas | Dimensiuni: D: 3 cm Material: aur; metale comune | Serii și mărci pe reversul capacelor: 8174 103817, 14 k. | Muzeul Național de Artă al României                 | Cimec    |
|      | Ceas Autor: Mallet                                                                                        | Datare: Începutul sec. XIX Dimensiuni: D: 4,3 cm Material: aur; email; perle; metale comune | Semnat pe cadran și mecanism, marcă 18 k. | Muzeul Național de Artă al României                 | Cimec    |
|      | Ceas | Datare: Sfârșitul sec. XIX Dimensiuni: D: 3,5 cm Material: aur; diamante; metale comune | Serii și inscripție pe capace: 804/123 180 PATENT 123 180. | Muzeul Național de Artă al României                 | Cimec    |
|      | Ceas | Dimensiuni: D: 3,6 cm Material: aur; metale comune | Semnat pe mecanism, serii și mărci: 14 k, P.F. 144490 PERRET ET FILS GENEVA REMONTOIR PATENT No. 144490. | Muzeul Național de Artă al României                 | Cimec    |
|      | Ceas | Datare: Sf. sec. XIX Dimensiuni: D: 3 cm; Aur 14 k Material: aur; email; perle; metale comune | Serii și marcă pe capace: 56 267910/8. | Muzeul Național de Artă al României                 | Cimec    |
|      | Ceas | Dimensiuni: D: 2,5 cm; Aur 14 k Material: aur; email; briliante; metale comune | Marcat pe reversul capacelor. | Muzeul Național de Artă al României                 | Cimec    |
|      | Ceas | Dimensiuni: D: 3,5 cm; Aur 14 k Material: aur; email; diamante; metale comune | Pe capace, seria 130460 și marca 14 k. | Muzeul Național de Artă al României                 | Cimec    |
|      | Ceas | Dimensiuni: D: 4 cm; Aur 18 k Material: aur; email; diamante; metale comune | Semnat pe cadran și capacul mecanismului. Seria 2501 și marca 18 k. | Muzeul Național de Artă al României                 | Cimec    |
|      | Ceas | Dimensiuni: D: 5 cm; aur 14 k Material: aur; email; metale comune | Semnat pe placa mecanismului; marcat pe inel: 14 k. | Muzeul Național de Artă al României                 | Cimec    |
|      | Ceas Autor: Dupin, Paul                                                                                   | Datare: Sec. XVIII;1/2 Dimensiuni: D: 6 cm; aur 14 k Material: aur; email; metal comun | Semnat pe cadran și placa mecanismului; marcat: 14 k. | Muzeul Național de Artă al României                 | Cimec    |
|      | Ceas | Datare: Sec. XIX Dimensiuni: D: 6 cm; aur 18 k Material: aur; email; metal comun | Inscripție gravată pe placa mecanismului: ESQUIVILLON ET DECHAUDANT. Serii 33 - 7709. | Muzeul Național de Artă al României                 | Cimec    |
|      | Ceas | Datare: Începutul sec. XIX Dimensiuni: D: 4 cm; aur 18 k Material: aur; email; diamante; metal comun | Inscripții și serii pe capace: 16516 ANCRE QUINZE RUBIS REMONTOIR PANDANT - GENEVE. | Muzeul Național de Artă al României                 | Cimec    |
|      | Ceas | Dimensiuni: D: 3 cm; aur 14 k Material: aur; email; diamante; metal comun | Pe reversul capacelor: monogram C.M. și mărci 14 k; pe capac mecanism 4 medalii gravate inscripție: ANCRE DE PRECISION No. 20143. | Muzeul Național de Artă al României                 | Cimec    |
|      | Ceas | Datare: Sf. sec. XIX Dimensiuni: D: 3,5 cm; aur 18 k Material: aur; email policrom; metal comun | Serie și marcă 18 k pe capace. | Muzeul Național de Artă al României                 | Cimec    |
|      | Ceas | Material: aur 14 k, gravat,email policrom, metale comune | | Muzeul Național de Artă al României                 | Cimec    |
|      | Ceas | Dimensiuni: D: 4,5 cm; aur 18 k Material: aur; email; metale comune | Inscripție gravată pe placa mecanismului: ECHAPPEMENT A CYLINDRE SIX RUBIS. Marcă 18 k. | Muzeul Național de Artă al României                 | Cimec    |
|      | Ceas | Dimensiuni: D: 3,5 cm; aur 14 k Material: aur; email; metale comune | Pe reversul capacelor, marca PAREK, serii și inscripții: 38016 REMONTOIR HICKEL ANCRE SPIRAL BREGUET 17 RUBIS. | Muzeul Național de Artă al României                 | Cimec    |
|      | Ceas | Datare: Sf. sec. XIX Dimensiuni: D: 3 cm; aur 14 k Material: aur; email policrom; metale comune | Inscripții și serii gravate pe capace și mecanism: k 14 56-29186 REMONTOIR CYLINDRE RUBIS No. 29186. | Muzeul Național de Artă al României                 | Cimec    |
|      | Ceas | Dimensiuni: D: 2,5 cm; aur 14 k Material: aur; email; diamante; metale comune | Inscripții și serii gravate pe capace: 56058 REMONTOIR 10 RUBIS. | Muzeul Național de Artă al României                 | Cimec    |
|      | Ceas | Dimensiuni: D: 3,5 cm; aur 14 k Material: aur; diamante; metale comune | Pe reversul capacelor, seria 592223 și marcă 14 k. | Muzeul Național de Artă al României                 | Cimec    |
|      | Ceas | Dimensiuni: D: 3,5 cm; aur 14 k Material: aur; briliante; metale comune | Pe reversul capacelor, marcă OMEGA, 14 k, serie 4441515 și inscripție OMEGA GRAND PRIX, PARIS 1900. | Muzeul Național de Artă al României                 | Cimec    |
|      | Ceas | Dimensiuni: D: 3 cm; aur 14 k Material: aur; email; metale comune | Pe reversul capacelor, mărci 14 k, serie 1793318. | Muzeul Național de Artă al României                 | Cimec    |
|      | Ceas | Dimensiuni: D: 2,5 cm; aur 18 k Material: aur; email; metale comune | Pe reversul capacelor, serie gravată 17274, marcă 18 k. | Muzeul Național de Artă al României                 | Cimec    |
|      | Ceas | Datare: Prima jumătate a sec. XIX Dimensiuni: D: 3,5 cm; aur 18 k Material: aur; email; briliante; metale comune | Pe reversul capacelor, serii și inscripții gravate: ANCRE 15 RUBIS, 18 k, 7270. | Muzeul Național de Artă al României                 | Cimec    |
|      | Ceas | Datare: 1900 Dimensiuni: D: 3,5 cm; aur 14 k Material: aur; briliante; email; metale comune | Pe placa mecanismului, marca OMEGA, 6 medalii gravate și inscripție: GRAND PRIX, PARIS 1900, mărci 14 k și serie 4489719. | Muzeul Național de Artă al României                 | Cimec    |
|      | Ceas | Dimensiuni: D: 3 cm; aur 18 k Material: aur; email; perle; metale comune | Inscripție gravată pe placa mecanismului A PARIS. | Muzeul Național de Artă al României                 | Cimec    |
|      | Ceas | Dimensiuni: D: 3 cm; aur 14 k Material: aur; briliante; email; metale comune | Pe reversul capacelor, serii și mărci 14 k. Pe placa mecanismului, 6 medalii gravate și inscripții: REMONTOIR CYLINDRE 10 RUBIS. | Muzeul Național de Artă al României                 | Cimec    |
|      | Ceas | Dimensiuni: D: 3 cm; aur 14 k Material: aur; email; metale comune | Pe placa mecanismului, marca PALADA, serii și inscripții: 14 k, 64671, REMONTOIR 10 RUBIS. | Muzeul Național de Artă al României                 | Cimec    |
|      | Ceas | Dimensiuni: D: 2,5 cm; aur 18 k Material: aur; email; metale comune | Pe reversul capacelor, mărci de titlu, garanție, contramărci. | Muzeul Național de Artă al României                 | Cimec    |
|      | Ceas | Datare: 1900 Dimensiuni: D: 4 cm; aur 18 k Material: aur; email; metale comune | Pe placa mecanismului, marca OMEGA, 6 medalii gravate și inscripție: GRAND PRIX, PARIS 1900, mărci 18 k și serie 5168789. Pe cadran marca OMEGA. | Muzeul Național de Artă al României                 | Cimec    |
|      | Ceas | Datare: 1902 Dimensiuni: D: 3 cm; aur 14 k Material: aur; email; metale comune | Pe placa mecanismului și capace, serii și inscripții: 78302 J.V. REMONTOIR CYLINDRE 10 RUBIS a. | Muzeul Național de Artă al României                 | Cimec    |
|      | Ceas | Datare: 1900 Dimensiuni: D: 3 cm; aur 18 k Material: aur; platină; briliant; email; metale comune | Pe placa mecanismului, inscripție: 2 ADJUST 10 TEN JEWELS SWISS. Pe revers capace serii, inscripții, mărci: DEPOSE 472328 18 k BREVET S.G.D.G. 3014. Pe cadran: SCHMIEDT and STRATULAT BUCAREST. | Muzeul Național de Artă al României                 | Cimec    |
|      | Ceas | Datare: Mijlocul sec. XIX Dimensiuni: D: 4,5 cm; aur 18 k Material: aur; email policrom; metale comune | Pe reversul capacelor, serii și inscripții: D.G. 2008 ECHAPPEMENT A CYLINDRE QUATRE TROUS EN RUBIS. No. 2008 18 k. | Muzeul Național de Artă al României                 | Cimec    |
|      | Ceas | Dimensiuni: D: 3 cm; aur 14 k Material: aur; briliante; email; metale comune | Pe reversul capacelor, inscripție: GRAZIOSA 10 RUBIS REMONTOIR, 6 medalii gravate, mărci 14 k. | Muzeul Național de Artă al României                 | Cimec    |
|      | Ceas | Dimensiuni: D: 3 cm; aur 14 k Material: aur; email; metale comune | Pe reversul capacelor, marca PALADA REMONTOIR 10 RUBIS, 6 medalii gravate, serie 058/61157, marcă 14 k. | Muzeul Național de Artă al României                 | Cimec    |
|      | Ceas | Dimensiuni: D: 3,5 cm; aur 14 k Material: aur; email; metale comune | Serii și mărci pe capace: 124472 k 14. | Muzeul Național de Artă al României                 | Cimec    |
|      | Ceas | Dimensiuni: D: 3 cm; aur 14 k Material: aur; email; metale comune | Serii și mărci pe capace: 193497; 14 k monogram S.M. | Muzeul Național de Artă al României                 | Cimec    |
|      | Ceas | Dimensiuni: D: 5,5 cm; aur 14 k Material: aur; email; metale comune | Pe cadran, inscripție: INTERNATIONAL WATCH co. Pe revers capace marcă 14 k, monogram J.W.C. serie 81354, inscripție: INTERNAȚIONAL SCHAFFHAUSEN WATCH. | Muzeul Național de Artă al României                 | Cimec    |
|      | Ceas | Dimensiuni: D: 3 cm; aur 14 k Material: aur; briliant; rubin; email; metale comune | Pe reversul capacelor, inscripție gravată REMONTOIR Qte. SUPERIEURE, mărci 14 k și serie 44233. | Muzeul Național de Artă al României                 | Cimec    |
|      | Ceas | Dimensiuni: D: 3 cm; aur 14 k Material: aur; briliante; email; metale comune | Pe reversul capacelor, inscripție gravată PATENT 10 RUBIS, serie 28708, mărci 14 k. Pe cadran, marca CHARMANTE. | Muzeul Național de Artă al României                 | Cimec    |
|      | Ceas | Dimensiuni: D: 2,5 cm; aur 14 k Material: aur; briliante; email; metale comune | Semnat pe placa mecanismului. Pe reversul capacelor, inscripție gravată: CYLINDRE 10 RUBIS serie 278740, marcă 14 k. | Muzeul Național de Artă al României                 | Cimec    |
|      | Ceas | Dimensiuni: D: 2,5 cm; aur 14 k Material: aur; briliante; email; metale comune | Pe reversul capacelor, serie 11678, mărci 14 k. | Muzeul Național de Artă al României                 | Cimec    |
|      | Ceas | Dimensiuni: D: 4 cm; aur 18 k Material: aur; metale comune | Pe reversul capacelor, serii și inscripții gravate ECHAPPEMENT A CYLINDRE QUATRE TROUS EN RUBIS 4413. | Muzeul Național de Artă al României                 | Cimec    |
|      | Ceas Autor: Ditisheim, Paul                                                                               | Datare: 1900 Dimensiuni: D: 2,5 cm; aur 18 k Material: aur; safir; email; metale comune | Inscripție pe capac interior: PAUL DITISHEIM FABRICANT CHAUX DE FONDS GRAND PRIX EXPOSITION UNIVERSELLE PARIS 1900 FABRIQUE SPECIALEMENT POUR JOSEPH RESCH FILS JOAILLER DE LA COUR ROYALE BUCAREST. | Muzeul Național de Artă al României                 | Cimec    |
|      | Ceas | Datare: Începutul sec. XIX Dimensiuni: D: 4 cm; aur 18 k Material: aur; email; metale comune | Semnat pe mecanism, serie 25508, marcă 18 k, pe reversul capacului. | Muzeul Național de Artă al României                 | Cimec    |
|      | Ceas | Dimensiuni: D: 2,5 cm; aur 14 k Material: aur; briliante; email; metale comune | Pe reversul capacelor, serie 245453, inscripție gravată REMONTOIR CYLINDRE, mărci 14 k. | Muzeul Național de Artă al României                 | Cimec    |
|      | Ceas | Datare: Cca. 1900 Dimensiuni: D: 3 cm; aur 14 k Material: aur; briliante; email; metale comune | Pe cadran: M. CROMBERG FILS. Pe reversul capacului, inscripție 4 GRAND PRIX, stema firmei LONGINES și GRAND PRIX PARIS/ MILAN/ BRUXELLES. FABRIQUE SPECIALEMENT POUR M. CROMBERG FILS BUCAREST. | Muzeul Național de Artă al României                 | Cimec    |
|      | Ceas | Dimensiuni: D: 3,5 cm; aur 14 k Material: aur; briliante; perle; email; metale comune | Pe reversul capacelor serie No. 96845, inscripție REMONTOIR QUALITE SUPERIEURE, mărci 14 k. | Muzeul Național de Artă al României                 | Cimec    |
|      | Ceas | Datare: Sfârșitul sec. XVIII Dimensiuni: aur 18 k Material: aur; email policrom; metale comune | Semnat pe mecanism și pe cadran. | Muzeul Național de Artă al României                 | Cimec    |
|      | Ceas | Dimensiuni: D: 3,5 cm; aur 14 k Material: aur; email; metale comune | Pe reversul capacelor serii, inscripții, marcă 56 14143/1 GENEVE No. 14413 REMONTOIR LIGNE DROITE SPIRAL BREGUET, BALANCIER COMPOSE ANCRE 10 RUBIS. | Muzeul Național de Artă al României                 | Cimec    |
|      | Ceas | Dimensiuni: D: 2,5 cm; aur 14 k Material: aur; briliant; safir; email; metale comune | Pe reversul capacelor serie 30889, inscripție CYLINDRE 10 RUBIS, mărci 14 k. | Muzeul Național de Artă al României                 | Cimec    |
|      | Ceas | Dimensiuni: D: 3 cm; aur 14 k Material: aur; email guillochet; metale comune | Pe reversul capacelor serii 395 și 433395, mărci 14 k. | Muzeul Național de Artă al României                 | Cimec    |
|      | Ceas | Dimensiuni: D: 3 cm; aur 14 k Material: aur; briliant; email guillochet; metale comune | Semnat pe cadran. Pe reversul capacelor, inscripție gravată: REMONTOIR CYLINDRE, 10 RUBIS PERY WATCH Co., 6 medalii gravate, mărci 14 k. | Muzeul Național de Artă al României                 | Cimec    |
|      | Ceas | Dimensiuni: aur 18 k Material: aur; email policrom; metale comune | Pe capace, serii și marcă: DEPOSE 18 k H.L. 20416. | Muzeul Național de Artă al României                 | Cimec    |
|      | Ceas Autor: Sandoz, Lucien                                                                                | Dimensiuni: D: 5 cm; aur 18 k Material: aur; email guillochet; metale comune | Semnat pe mecanism și cadran; pe revers capac serie 21459, marcă 18 k, inscripție gravată: DOLE F. PATENT LEV AR și marcă de oraș. | Muzeul Național de Artă al României                 | Cimec    |
|      | Ceas Autor: Dufalga, Philippe                                                                             | Datare: Cca. 1775 Dimensiuni: D: 5 cm Material: argint aurit; email policrom; splituri diamant | Semnat pe mecanism și cadran serii și inscripție pe revers capace: 11107 LETON. | Muzeul Național de Artă al României                 | Cimec    |
|      | Jaquemarts                                                                                                | Dimensiuni: D: 5,5 cm Material: argint a jour; metale comune | Pe reversul capacelor, mărci austro-ungare de titlu, monogram R. S. și inscripție gravată: ESQUIVILLON A GENEVE, serie 4140. | Muzeul Național de Artă al României                 | Cimec    |
|      | Ceas | Dimensiuni: D: 4 cm; aur 18 k Material: aur; perle; peruzele; email; metale comune | Marcat pe inel cu mărci de titlu, garanție etc. | Muzeul Național de Artă al României                 | Cimec    |
|      | Châtelaine Autor: Lepine, Jean Antoine                                                                    | Datare: Cca. 1770 Dimensiuni: D: 3,5 cm; aur 18 k Material: aur; email; diamante; metale comune | Semnat pe placa mecanismului. | Muzeul Național de Artă al României                 | Cimec    |
|      | Ceas | Datare: Ante 1906 Dimensiuni: D: 4,5 cm; aur 18 k Material: aur; email; metale comune | Semnat pe capacul interior: A. BERGER BUCAREST, inscripție: ECHAP, ANCRE BALANCIER, marcă 18 k. | Muzeul Național de Artă al României                 | Cimec    |
|      | Ceas Autor: Prior, Edward                                                                                 | Datare: 1784 Dimensiuni: D: 6,5 cm Material: argint; metale comune; baga | Semnat pe cadran și mecanism. Pe revers capace, serie 75961, mărci de oraș, titlu, garanție, inițiale: A.T. | Muzeul Național de Artă al României                 | Cimec    |
|      | Ceas | Datare: Cca. 1770 Dimensiuni: D: 3,5 cm; aur 750 Material: aur; email; metale comune | Pe capacul interior, inscripție: CYLINDRE RUBIS AIGUILLES. Semnat pe mecanism. | Muzeul Național de Artă al României                 | Cimec    |
|      | Ceas Autor: Le Roy, Julien                                                                                | Datare: Mijlocul sec. XVIII Dimensiuni: D: 4 cm; aur 750 Material: aur; email; metale comune | Inscripții pe mecanism: ECHAPPEMENT QUATRE TROURS EN RUBIS AIGUILLES N. 6148 LE ROY ELEVE DE BREGUET. | Muzeul Național de Artă al României                 | Cimec    |
|      | Ceas | Dimensiuni: D: 3 cm; aur 583 Material: aur; email; diamante; metale comune | Pe reversul capacelor, serii gravate 848 19848, marcă 14 k. | Muzeul Național de Artă al României                 | Cimec    |
|      | Acoperământ de potir                                                                                      | Datare: Sf. sec. XVI Material: matase; fir de aur; fir de argint | Reprezintă Împărtășirea apostolilor. Sub un baldachin, în spatele unei mese, acoperită de o draperie pe care sunt brodate o cruce și o inscripție liturgică, Iisus asistat de un înger dă împătășania cu anafură primului apostol din stânga. Cei șase apostoli sunt grupați câte trei în fiecare parte a lui Iisus. Baldachinul are un vârf de care atârnă un voal. În spatele apostolilor din stânga apare o clădire. De jur-împrejur inscripție de danie. Comandată de mitropolitul Moldovei Grigore Roșca pentru Mănăstirea Voroneț, face parte din colecția Mănăstirii Dragomirna. | Muzeul Național de Istorie a României               | Cimec    |
|      | Acoperământ de potir                                                                                      | Datare: Sf. sec. XVI Material: matase; fir de aur; fir de argint | Reprezintă Împărtășirea apostolilor. Sub un baldachin, în spatele unei mese, acoperită de o draperie pe care sunt brodate o cruce și o inscripție liturgică, Iisus, asistat de un înger, dă împătășania cu anafură primului apostol din stânga. Cei șase apostoli sunt grupați câte trei în fiecare parte a lui Iisus. Baldachinul are un vârf, de care atârnă un voal. În spatele apostolilor din stânga apare o clădire. De jur-împrejur inscripție de danie. Comandată de mitropolitul Moldovei Grigore Roșca pentru Mănăstirea Voroneț, face parte din colecția Mănăstirii Dragomirna. | Muzeul Național de Istorie a României               | Cimec    |
|      | Mobilă orologică                                                                                          | Datare: Sec. XIX Material: nuc, cositor, fier, ulei pe lemn | Mobilă multifuncțională, de forma unei pendule de podea ce cuprinde în partea superioară opt cadrane ce indică ora, minutul, zilele săptămânii, zilele lunii, lunile anului, semnele zodiacale și fazele Lunii, iar în partea inferioară, un lavoar. | Muzeul Național de Artă al României                 | Cimec    |
|      | Masă | Datare: Sec. XIX Material: lemn, marmură, pietra dura | Mesele italiene din marmură policromă și pietre semiprețioase s-au bucurat de o largă apreciere și răspândire în Europa sec. XIX, cele mai renumite ateliere aflându-se la Roma și Florența. | Muzeul Național de Artă al României                 | Cimec    |
|      | Masă de toaletă                                                                                           | Datare: Sec. XIX Material: nuc, palisandru, pai | Masă de toaletă, cu o formă rar întâlnită - scaunul face corp comun cu piesa propriu-zisă, având o decorație ce-i maschează prezența. | Muzeul Național de Artă al României                 | Cimec    |
|      | Bufet | Datare: Sf. sec. XVIII Material: nuc, metal | Foarte răspândită și în același timp specifică regiunii Provence acest tip de bufet cu două voleuri culisante | Muzeul Național de Artă al României                 | Cimec    |
|      | Dulap de bucătărie                                                                                        | Datare: Sec. XVIII Material: nuc, metal | Dulap destinat păstrării pâinii sau a alimentelor, tipic regiunii Provence. | Muzeul Național de Artă al României                 | Cimec    |
|      | Dulap | Datare: 1623 Material: nuc, frasin, brad | Dulap cu dimensiuni impresionante, din lemn de diverse esențe, cu coloane pe fațadă, strunjite, se înscrie în repertoriul decorativ din sec. XVI-XVIII al provinciei Alsacia | Muzeul Național de Artă al României                 | Cimec    |
|      | Dulap | Datare: 1708 Material: stejar | Deși datată 1708 forma și elementele decorative înscriu piesa într-un registru stilistic anterior sec. XVIII. | Muzeul Național de Artă al României                 | Cimec    |
|      | Dulap | Datare: Sf. sec. XVIII Material: nuc, metal | Forma și decorul acestui dulap demonstrează fericita îmbinare a elementelor Louis IV și Louis XVI ce s-a realizat în provinciile franceze, în acest caz în Provence. | Muzeul Național de Artă al României                 | Cimec    |
|      | Mobilier                                                                                                  | Datare: Sec. XVII (?) Material: lemn, baga, fildeș, fir metalic | Decorația blatului și forma picioarelor sunt caracteristice sec. XVII olandez, dar se pare că partea superioară a fost recuperată de la o comodă căreia i s-au adăugat picioarele. | Muzeul Național de Artă al României                 | Cimec    |
|      | Cabinet                                                                                                   | Datare: Sec. XVIII (?) Material: lemn nuc; os; bronz | Sudul Germaniei s-a lăsat contaminat de gustul italian, lombard, mult mai rafinat și mai elegant și de aceea este greu de precizat cărei zone îi aparține acest cabinet de dimensiuni impunătoare. | Muzeul Național de Artă al României                 | Cimec    |
|      | Dulap | Datare: Sec. XVII Material: stejar | Motivele geometrice ce decorează piesa - cercurile concentrice încadrate în pătrate - și elementele vegetale stilizate, sunt caracteristice regiunii Bretagne, dar s-au răspândit șI în zona Loire. | Muzeul Național de Artă al României                 | Cimec    |
|      | Dulap | Datare: Sec. XVII (?) Material: brad; stejar; nuc;frasin; metal | Dulap de dimensiuni impresionante, cu sculptură mai puțin abundentă, coloane pe fațadă se înscrie în repertoriul decorativ din sec. XVI-XVIII al provinciei Alsacia. | Muzeul Național de Artă al României                 | Cimec    |
|      | Vargueno                                                                                                  | Datare: Sec. XVII (?) Material: nuc; os; fier | Vargueno cu batant, poartă numele de escritorio și era destinat scrisului, păstrării documentelor, a banilor etc. De obicei era așezat pe o măsuță, sau pe un suport decorat în formă de pod. | Muzeul Național de Artă al României                 | Cimec    |
|      | Covată | Datare: Sec. XVIII Material: nuc; brad | În gospodăriile franceze din Provence, în această ladă se pregătea aluatul pentru pâine. | Muzeul Național de Artă al României                 | Cimec    |
|      | Paravan                                                                                                   | Datare: Sec. XIX, sec. XVII - farfuriile Material: suport lemn rășinoase; nuc; paltin; porțelan chinezesc | Cu rol de separare a spațiului încăperii, dar și cu un puternic impact decorativ, amintește de țara de origine (ca tip de mobilier) prin farfurii chinezești încorporate. | Muzeul Național de Artă al României                 | Cimec    |
|      | Cabinet                                                                                                   | Datare: Sec. XIX Material: lemn de păr; fildeș; os | Cabinet de mari dimensiuni, în stilul renașterii italiene, stil revenit la modă în a doua jumătate a sec. XIX-lea și înc. sec. XX. | Muzeul Național de Artă al României                 | Cimec    |
|      | Cabinet                                                                                                   | Datare: Sec. XIX Material: păr; bagă;argint; bronz | Cabinet cu decor de influență extrem orientală, cu elemente decorative Louis XIV. | Muzeul Național de Artă al României                 | Cimec    |
|      | Panaghiar                                                                                                 | Datare: 1491-1496 Dimensiuni: D=13,5 cm Material: argint | Piesa are o ornamentație bogată și prețioasă. Cele două talere adâncite sunt decorate cu scene specifice iconografiei panaghiarului: la exterior, Înălțarea Domnului și Adormirea Maicii Domnului înconjurate de inscripția de danie, iar în interior, Deisis (cu Iisus judecător pe tron) și Maica Domnului Platytera înconjurate de inscripție liturgică în slavonă. Se remarcă două concepții compoziționale: prima este relevată de scena Înălțării și Deisis, în care figurile turnate, cizelate naturalist, sunt înfățișate în atitudini grațioase, ușor dramatizate; prin cea de-a doua concepție, evidentă în scenele Adormirea Maicii Domnului și Maica Domnului Platytera, se adaptează viziunea monumentală a personajelor hieratizate, preluate din picturile murale moldovenești, care sunt reduse la scară miniaturală. Panaghierul este decorat și cu un poliedru din metal turnat (având pe o față un serafim și pe alta reprezentarea lui Iisus), de care este legat un șnur de mătase împletită ci for, terminat în ciucure. Notă: Inscripția liturgică este de la Alexandru, fiul lui Ștefan cel Mare, pentru „biserica sa din Bacău”. Inscripția liturgică este partea a doua a imnului „Cuvine-se cu adevărat...”. Datarea este determinată de anul ctitoririi bisericii (1491) și cel al morții lui Alexandru (1496). | Muzeul Național de Artă al României                 | Cimec    |
|      | Panaghiar                                                                                                 | Datare: 1502 Dimensiuni: D=15 cm Material: argint | Cele două talere adâncite, sunt decorate, la exterior, cu scenele Învierii (în varianta iconografică a Coborârii la iad) și Înălțării, înconjurate de inscripția de danie și de un elegant motiv vegetal meandric filigranat, împrumutat din ornamentația țesăturilor de epocă; iar în interior, cu scenele Deisis, reprezentată într-un disc ajurat, decupat în trei arcade gotice, și Maica Domnului Platytera, gravată la proporții miniaturale. În jurul ambelor scene din interior, inscripție liturgică în slavonă. Notă: Inscripția de danie este de Ștefan cel Mare, datată, pentru Mănăstirea Neamț. Inscripția liturgică este partea a doua a imnului "Cuvine-se cu adevărat". | Muzeul Național de Artă al României                 | Cimec    |
|      | Bufet | Datare: Sec. XIX Dimensiuni: 250x210x61 cm Material: stejar; cositor | Dulap multifuncțional, având chiuvetă, rezervor în formă de delfin, este specific Germaniei meridionale și regiunilor elvețiene, unde a fost realizat, începând cu sec. XV. | Muzeul Național de Artă al României                 | Cimec    |
|      | Tabernacol                                                                                                | Datare: Sec. XVII (?) Dimensiuni: 175x120x45 cm Material: tei | Echivalent al chivotului ortodox, piesa are menirea de a păstra ciboriul cu împărtășania. | Muzeul Național de Artă al României                 | Cimec    |
|      | Masă | Datare: Cca. 1870 Dimensiuni: H=84, D=73 cm Material: lemn; alamă; bronz; porțelan de Sevres | Masă de centru, cu rol decorativ, având un medalion central, cu efigia regelui Ludovic al XVI-lea, înconjurat de portretele doamnelor de la Curte, ceea ce trădează nostalgia pentru trecut a unei părți a societății franceze din sec. al XIX-lea. Porțelanul de la Sevres, pictat semnat J.Bonieux. | Muzeul Național de Artă al României                 | Cimec    |
|      | Masă de centru                                                                                            | Datare: Cca. jumătatea sec. XIX Dimensiuni: H=74; D=78 cm Material: lemn; mozaic de sticlă policrom | Medalionul central din mozaic fin, de sticlă, redă o imagine a ruinelor Romei, ce subscrie gustului pentru antichitatea clasică dezvoltat de secolul al XIX-lea. Dincolo de valoarea sa decorativă șI de funcția practică, piesa se constituie într-un document vizual. | Muzeul Național de Artă al României                 | Cimec    |
|      | Cabinet                                                                                                   | Datare: Sec. XIX Dimensiuni: 170x93x53 cm Material: paltin; brad; marmură | Mobilier de lux, cu decor arhitectural, destinat camerelor de ceremonie. | Muzeul Național de Artă al României                 | Cimec    |
|      | Cabinet                                                                                                   | Datare: Sec. XIX Dimensiuni: 50x62x40 cm Material: frasin; lemn; catifea roșie; fir metalic | Cabinetul, de mici dimensiuni, dotat cu numeroase compartimente și uși, apare în Italia secolului al XVI-lea și se răspândește rapid, fiind o mobilă practică, adesea spectaculoasă și ușor de transportat. Este destinat păstrării documentelor, medaliilor și obiectelor prețioase. Întotdeauna apreciate, micile cabinete s-au realizat în număr mare în sec. al XIX-lea. | Muzeul Național de Artă al României                 | Cimec    |
|      | Fotoliu                                                                                                   | Datare: Cca.1880 Dimensiuni: 109x73x68 cm Material: lemn de merișor sculptat; piele de Cordoba | Realizate după celebrele piese ale lui Andrea Brustolon, fotoliile păstrează extraordinarele calități ale originalelor: atenție pentru detaliu, exuberanța compozițiilor vegetale, forma neobișnuită a brațelor-crengi și a suporților-personaje cu rol de cariatide. | Muzeul Național de Artă al României                 | Cimec    |
|      | Fotoliu                                                                                                   | Datare: Cca.1880 Dimensiuni: 109x73x68 cm Material: lemn de merișor sculptat; piele de Cordoba | Realizate după celebrele piese ale lui Andrea Brustolon, fotoliile păstrează extraordinarele calități ale originalelor: atenție pentru detaliu, exuberanța compozițiilor vegetale, forma neobișnuită a brațelor-crengi și a suporților-personaje cu rol de cariatide. | Muzeul Național de Artă al României                 | Cimec    |
|      | Masă | Datare: Cca. 1870 Dimensiuni: H=78, D=107 cm Material: lemn; furnir trandafir; porțelan; bronz; alamă | Masă de centru, cu rol decorativ. | Muzeul Național de Artă al României                 | Cimec    |
|      | Garnitură de salon (secretaire, vitrină, 2 fotolii, canapea, 2 postamente)                                | Datare: Sec. XIX Dimensiuni: 95x80x47(secretaire), 215x110x51 (vitrină), 95x63x53 (fotoliu), 95x120x55 (canapea), 61x26x26 cm (postament) Material: mahon; stejar; lemn trandafir; alamă; bronz; sticlă; pai; postav        | Mobilier cu forme grațioase și aparent fragile subliniate de culoarea deschisă și caldă a furnirului și de pictura delicată. | Muzeul Național de Artă al României                 | Cimec    |
|      | Garnitură de salon (pat, 2 noptiere, comodă, canapea, 2 fotolii, 2 postamente)                            | Datare: Sec. XIX Dimensiuni: 147x198x159 (pat); 93x44x44 (noptier[); 97x106x45 (comod[); 93x96x49 (canapea); 93x55x49 (fotoliu); 61x26x26 cm (postament) Material: mahon; stejar; rășinoase; furnir trandafir; pai          | Mobilier cu forme grațioase și aparent fragile subliniate de culoara deschisă și caldă a furnirului și de pictura delicată. | Muzeul Național de Artă al României                 | Cimec    |
|      | Garnitură de salon (sofa, o pereche de berjere, masă)                                                     | Datare: Sec. XIX Dimensiuni: 98x175x76; 97x66x57; 78x58x58 cm Material: lemn rășinoase; furnir nuc; mătase | Remarcabilă la aceste piese este mișcarea arcuită, prin care sunt unite brațele și picioarele canapelei și fotoliilor, atenuând formele mari și greoaie, sau prin care se distribuie greutatea blatului mesei. | Muzeul Național de Artă al României                 | Cimec    |
|      | Măsuță Autor: Gallé, Emil                                                                                 | Datare: Sf. sec. XIX - înc. sec. XX Dimensiuni: D = 53 cm Material: lemn | Semnat pe blat, în marchetărie. | Muzeul Național de Artă al României                 | Cimec    |
|      | Cană de bere Autor: Ganting, Abraham                                                                      | Datare: Sec. XVIII Dimensiuni: h= 32,5 cm Material: cositor | Marcat pe capac, cu marcă de meșter și oraș. Piesă cu o formă deosebită, destinată exclusiv turnării unor lichide. | Muzeul Național de Artă al României                 | Cimec    |
|      | Cană de bere Autor: Gocksech, Johann (?)                                                                  | Datare: Sec. XVIII Dimensiuni: h= 22 cm Material: cositor | Pe corp, insignă de breaslă, inscripție incizată: PAUL SCHILOSER/ANDREAS DAVID/ GERG. GE(N)DES/MERTEN FAMIG. și datare 1716 (?). Marcat pe reversul capacului cu marcă de meșter. Exemplar unic, din creația meșterului Gockesch. | Muzeul Național de Artă al României                 | Cimec    |
|      | Cană de bere                                                                                              | Datare: 1716 Dimensiuni: h= 22 cm Material: cositor | Marcat pe ansă, cu marcă neidentificată, marcat pe reversul bazei cu marcă de meșter:A.P. Pe capac, medalion gravat cu efigia lui Carol al XII-lea. Piesă comună, fără ornamente, exceptând portretul lui Carol al XII-lea. | Muzeul Național de Artă al României                 | Cimec    |
|      | Cană de servit Autor: Ostermayr, Ludwig                                                                   | Datare: Sec. XVIII Dimensiuni: h= 34 cm Material: cositor | Cană de servit vinul, având un decor mai puțin comun creației meșterului Ostermayr, care preferă de obicei o decorație antropomorfă, încărcată. | Muzeul Național de Artă al României                 | Cimec    |
|      | Cană cu capac                                                                                             | Datare: Sec. XVIII Dimensiuni: h= 34 cm Material: cositor | Pe capac, scut cu blazon familial și inițiale: A.H. Cană cu formă și decor tipic germane de la înc. sec. XVIII. | Muzeul Național de Artă al României                 | Cimec    |
|      | Cană cu capac                                                                                             | Datare: Sec. XVIII Dimensiuni: h= 56 cm Material: cositor | Marcat pe ansă, cu marcă indescifrabilă. Cană de servit băuturi, destinată meselor festive, cu formă și decor tipice creațiilor germane din sec. XVIII. | Muzeul Național de Artă al României                 | Cimec    |
|      | Cană de bere                                                                                              | Datare: Sec. XVIII Dimensiuni: h= 24 cm Material: cositor | Pe corp, insignă de breaslă, inscripție incizată: Georg PAUL și datare 1773. Marcat pe reversul capacului cu marcă de oraș. (?) Piesă comună din producția centrului Brașov. | Muzeul Național de Artă al României                 | Cimec    |
|      | Cană de bere Autor: Meldt cel Bătrân, Michael                                                             | Datare: Sf. sec. XVII Dimensiuni: h= 24 cm Material: cositor | Pe corp, insignă de breaslă, inscripție incizată: MECHEL GRAEF și datare incizată ulterior: 1776. Piesă caracteristică din creația meșterului Meldt cel Bătrân, cu decor floral, incizat. | Muzeul Național de Artă al României                 | Cimec    |
|      | Cană de bere Autor: Meldt cel Bătrân, Michael                                                             | Datare: Sf. sec. XVII Dimensiuni: h= 27 cm Material: cositor | Pe corp, insignă de breaslă, inscripție incizată: GASPARUS TREPCHES/ și datare incizată ulterior: 1740. Marcat pe reversul capacului cu marcă de meșter. Piesă caracteristică din creația meșterului Meldt cel Bătrân, cu decor floral, incizat. | Muzeul Național de Artă al României                 | Cimec    |
|      | Cană de bere                                                                                              | Datare: Sec. XVIII Dimensiuni: h= 24 cm Material: cositor | Pe corp, insignă de breaslă, inscripție incizată: GEORG DONEVALD și datare: 1783. Piesă comună, din producția centrului Brașov. | Muzeul Național de Artă al României                 | Cimec    |
|      | Cană de bere                                                                                              | Datare: Sec. XVIII Dimensiuni: h= 27 cm Material: cositor | Pe corp, insignă de breaslă și inscripție incizată: MICHAEL DUNCKEL și datare 1733. Marcat pe ansă, cu marcă indescifrabilă. Piesă comună, din creația centrului Brașov. | Muzeul Național de Artă al României                 | Cimec    |
|      | Cană de bere                                                                                              | Datare: Sec. XVIII Dimensiuni: h= 23,4 cm Material: cositor | Pe corp, insignă de breaslă și inscripție incizată .DANIEL CZACK/J.VALENTIN PLECKER/1722. Piesă comună, din producția centrului Brașov. | Muzeul Național de Artă al României                 | Cimec    |
|      | Cană de servit                                                                                            | Datare: Sec. XIX Dimensiuni: h= 29,5 cm Material: cositor | Pe ansă, numele meșterului (?) - SCHLOR. În interior medalion cu inscripție: KUINZELS, 1837. Cană cu un tip de decor spiralat, caracteristic începutului de sec. XVIII. | Muzeul Național de Artă al României                 | Cimec    |
|      | Cană de bere                                                                                              | Datare: Sec. XVIII Dimensiuni: h= 24 cm Material: cositor | Pe corp insigna breslei cârciumarilor, inscripție incizată: JOHANN STENER și datare 1775. Piesă comună, din creația centrului Brașov. | Muzeul Național de Artă al României                 | Cimec    |
|      | Cană de bere                                                                                              | Datare: Sec. XVIII Dimensiuni: h= 26,5 cm Material: cositor | Pe corp, insignă de breaslă, inscripție incizată. JOH. PETRI/MART. SCHOCK/FRIEDRICH VERNER SCH. 1768. Piesă comună din producția centrului Brașov. | Muzeul Național de Artă al României                 | Cimec    |
|      | Cană de bere Autor: Meldt al III-lea, Michael                                                             | Datare: Sec. XVIII Dimensiuni: h=25 cm Material: cositor | Inscripție incizată: JOH.BAYR/1766. Marcat cu marcă de meșter și oraș. | Muzeul Național de Artă al României                 | Cimec    |
|      | Cană de bere Autor: Meldt cel Bătrân, Michael                                                             | Datare: Sf. sec. XVII Dimensiuni: h=25 cm Material: cositor | Pe corp, insigna breslei cizmarilor, inițiale incizate; H.K. și data: 1735, ulterioară. Marcat pe reversul capacului, cu marcă de meșter. Piesă caracteristică, din creația meșterului Meldt cel Bătrân, cu decor floral, incizat. | Muzeul Național de Artă al României                 | Cimec    |
|      | Cană de bere                                                                                              | Datare: Sec. XVIII Dimensiuni: h=22,5 cm Material: cositor | Pe corp insigna de breaslă, inscripție incizată: GEORG. HONIGBER./GEORG OH(?)MAN/MECHEL DAVID/1708. Piesă comună din producția centrului Brașov. | Muzeul Național de Artă al României                 | Cimec    |
|      | Cană de bere Autor: Meldt al III-lea, Michael                                                             | Datare: Sec. XVIII Dimensiuni: h=27 cm Material: cositor | Pe corp, insigna breslei armurierilor, inscripție incizată: GEORGIUS BRUS./MICHAEL PITERSEBERGR. / CHRISTIAN GIESEL/ și datare 1772. Marcat pe reversul capacului cu marcă de meșter. Piesă caracteristică prin creația meșterului Meldt al III-lea, reprezentant de seamă al marii familii de stănari brașoveni din sec. XVII și XVIII. | Muzeul Național de Artă al României                 | Cimec    |
|      | Cană de bere Autor: Meldt cel Bătrân, Michael                                                             | Datare: Sf. sec. XVII Dimensiuni: h=26,5 cm Material: cositor | Pe corp, insignă de breaslă, înscripție incizată: HANNES HANSEL și datare ulterioară, 1770. Marcat pe reversul capacului cu marcă de meșter. Piesă caracteristică din creația meșterului Meldt cel Bătrân, cu decor floral incizat. | Muzeul Național de Artă al României                 | Cimec    |
|      | Cană de bere Autor: Meldt al III-lea, Michael (?)                                                         | Datare: Sec. XVIII Dimensiuni: h=27 cm Material: cositor | Pe corp, insignă de breaslă, inițiale incizate: GM și datare: 1767. Marcat pe reversul capacului cu marcă de meșter, fragmentară. Piesă caracteristică creației meșterilor din familia Meldt. | Muzeul Național de Artă al României                 | Cimec    |
|      | Cană de bere Autor: Meldt, Lucas                                                                          | Datare: Sec. XVIII Dimensiuni: h=26,5 cm Material: cositor | Pe corp, inscripție incizată: GEORGI. GROSS. A. și datare ulterioară: 1759. Marcat pe ansă, cu marcă de meșter. Piesă caracteristică, din creația meșterilor din familia Meldt. | Muzeul Național de Artă al României                 | Cimec    |
|      | Cană de bere Autor: Meldt al III-lea, Michael                                                             | Datare: Sf. sec. XVII Dimensiuni: H=231,5 cm Material: cositor | Piesă comună, din creația meșterului Meldt cel Bătrân având în decor numele comanditarului, insigna breslei acestuia și data 1711. | Muzeul Național de Artă al României                 | Cimec    |
|      | Cană de bere                                                                                              | Datare: Sec. XVIII Dimensiuni: H=28 cm Material: cositor | Pe corp, insigna breslei croitorilor și inscripție incizată: BARTHOLOMEU WOLF/1750. Piesă comună, din producția centrului brașovean. | Muzeul Național de Artă al României                 | Cimec    |
|      | Cană de bere Autor: Merten cel Bătrân, Miess                                                              | Datare: Sec. XVII Dimensiuni: h=27,5 cm Material: cositor | Piesă caracteristică, din creația meșterului Meldt cel Bătrân. Inscripție incizată: M.M./25 MAY 1752. | Muzeul Național de Artă al României                 | Cimec    |
|      | Cană de bere Autor: Meldt al III-lea, Michael                                                             | Datare: Sec. XVIII Dimensiuni: h=28 cm Material: cositor | Piesă caracteristică, din creația meșterului Meldt al III-lea, reprezentant de seamă al marii familii de stănari brașoveni din sec. XVII și XVIII. | Muzeul Național de Artă al României                 | Cimec    |
|      | Cană de bere Autor: Merten cel Bătrân, Miess                                                              | Datare: Sec. XVIII Dimensiuni: h=27 cm Material: cositor | Pe corp, insigna breslei cizmarilor, inscripție incizată: JOHANN BRENDORFER și datare ulterioară 1763. Marcat pe reversul capacului cu marcă de meșter. | Muzeul Național de Artă al României                 | Cimec    |
|      | Cană de bere Autor: Meldt, Lucas                                                                          | Datare: Sec. XVIII Dimensiuni: h=26,5 cm Material: cositor | Pe corp, insigna breslei măcelarilor, inscripție incizată: GEORGIUS NUSBACHER și data ulterioară: 1746. Marcat pe ansă, cu marcă de meșter. Piesă caracteristică creației meșterilor din famila Meldt. | Muzeul Național de Artă al României                 | Cimec    |
|      | Cană de bere Autor: Meldt al III-lea, Michael                                                             | Datare: Sf. sec. XVII Dimensiuni: h=26 cm Material: cositor | Pe corp, insignă de breaslă, inscripție incizată: BARTHOL.METSCH/MARTIN STINZEL/ANDREAS ZERBES și datare ulterioară 1764. Marcat pe reversul capacului cu marcă de meșter. | Muzeul Național de Artă al României                 | Cimec    |
|      | Cană de bere                                                                                              | Datare: Sec. XVIII Dimensiuni: h=27 cm Material: cositor | Pe corp, insignă de breaslă și inscripție incizată: ANDREAS SCHAFFER/1775. Piesă comună, din creația centrului Brașov. | Muzeul Național de Artă al României                 | Cimec    |
|      | Cană de bere                                                                                              | Datare: Sec. XVIII Dimensiuni: h=26,5 cm Material: cositor | Piesă, având forma tipică a cănilor de bere europene din sec. XVII. Inițiale incizate C.A.U.M. și data ulterioară 1783. | Muzeul Național de Artă al României                 | Cimec    |
|      | Cană de bere                                                                                              | Datare: Sec. XVIII Dimensiuni: h=26,5 cm Material: cositor | Pe corp, insignă de breaslă și insripție incizată: STEPHAN SCHNELL/STEPHAN METTER/MARTIN REPSER/1773. Piesă comună din creația centrului Brașov. | Muzeul Național de Artă al României                 | Cimec    |
|      | Cană de bere                                                                                              | Datare: Sec. XVIII Dimensiuni: h=21 cm Material: cositor | Piesă comună, din creația centrului Brașov. Inscripție incizată: MICHAEL THEMEL/1739. | Muzeul Național de Artă al României                 | Cimec    |
|      | Cană de bere Autor: Meldt, Lucas                                                                          | Datare: Sec. XVIII Dimensiuni: h=27,5 cm Material: cositor | Pe corp, insignă cu breaslă, inscirpție incizată: BARTHOL. PHILIP. și datare ulterioară: 1736. Marcat pe ansă, cu marcă de meșter. Piesă caracteristică creației meșterilor din familia Meldt. | Muzeul Național de Artă al României                 | Cimec    |
|      | Cană de servit                                                                                            | Datare: Sec. XVIII Dimensiuni: h=34,5 cm Material: cositor | Pe corp, insignă de breaslă, inscripție incizată: BARTHOL. Philip. și datare ulterioară: 1736. Marcat pe ansă, cu marcă de meșter. Piesă caracteristică creației meșterilor din familia Meldt. | Muzeul Național de Artă al României                 | Cimec    |
|      | Cană de paradă Autor: Ostermayr, Ludwig                                                                   | Datare: Sec. XVIII Dimensiuni: h=36,5 cm Material: cositor | Piesă caracteristică din creația lui Ostermayr. Datare prin incizare, ulterior, 1674. | Muzeul Național de Artă al României                 | Cimec    |
|      | Cană de nuntă (?) Autor: Ostermayr, Ludwig                                                                | Datare: Sec. XVIII Dimensiuni: h=35 cm Material: cositor | Pe corp, trei plachete atașate, cu inscripții incizate: MARIA MAGDALENA PRINZESS VON LIECHTENSTEIN - /HEINRICH JOSEPH FURST VON AUERSSBERG/D. 21. | Muzeul Național de Artă al României                 | Cimec    |
|      | Cană cu capac Autor: Ostermayr, Ludwig                                                                    | Datare: Sec. XVIII Dimensiuni: h=43 cm Material: cositor | Pe capac, scut cu inscripție incizată: KARL EUGENIUS HERZOG ZU ARRENBERG ARSCHOTT/1700. Pe ansă, marcă cu numele meșterului și orașului, precum și marcă de calitate. Pe corp, ecuson cu blazon de familie. | Muzeul Național de Artă al României                 | Cimec    |
|      | Cană Autor: Ostermayr, Ludwig                                                                             | Datare: Sec. XVIII Dimensiuni: h=40,5 cm Material: cositor | Pe corp, ecusoane cu inscripții incizate:JOSEPH BALTHASAR/GRAF V. WILLECK UND GERMAHLIN GEWIDMET (?) ZUR SILB HOCHZEIT D.2 AUGUST AN 1756. Superb exemplar de cană de paradă, destinat unor ocazii festive. | Muzeul Național de Artă al României                 | Cimec    |
|      | Cană cu capac                                                                                             | Datare: Sec. XVIII Dimensiuni: h=57 cm Material: cositor | Piesă destinată meselor festive, cu formă și decor caracteristice producției germane din sec. XVIII. | Muzeul Național de Artă al României                 | Cimec    |
|      | Cană de servit Autor: W.B.                                                                                | Datare: Sec. XVIII Dimensiuni: h=31 cm Material: cositor | Cană, cu un bogat decor gravat, comandată probabil cu ocazia vreunei logodne. Inițiale incizate: H.H.M./I.H.H și dat 1754, marcat cu mărci de meșter și oraș. | Muzeul Național de Artă al României                 | Cimec    |
|      | Cană de servit Autor: Ostermayr, Ludwig                                                                   | Datare: Sec. XVIII Dimensiuni: h=35 cm Material: cositor | Pe capac, scut cu inscripție incizată: KARȘ WILH. FURST V. BADEN DURLACH/ 1757. Marcat pe ansă, cu numele meșterului, orașului și marcă de calitate. | Muzeul Național de Artă al României                 | Cimec    |
|      | Cană Autor: Meldt, Michael                                                                                | Datare: Sec. XVII Dimensiuni: h=33 cm Material: cositor | Marcat pe revers capac cu marcă de meșter și oraș. Piesă comună din creația meșterului Meldt cel Bătrân, având pe corp datare incizată ulterior: 1720. | Muzeul Național de Artă al României                 | Cimec    |
|      | Cană Autor: Ostermayr, Ludwig                                                                             | Datare: Sec. XVIII Dimensiuni: h=33,7 cm Material: cositor | Pe capac, scut cu inscripție incizată: JOACHIM IMGOLF WEIN-KUFER ZU NURNBERG/1763. Marcat pe ansă cu numele meșterului, orașului și marcă de calitate. Cană cu nișă cu statuetă și insigna breslei dogarilor, creație specifică centrului Nurnberg. | Muzeul Național de Artă al României                 | Cimec    |
|      | Cană de bere Autor: Meldt al III-lea, Michael                                                             | Datare: Sec. XVIII Dimensiuni: h=27,5 cm Material: cositor | Pe corp, insignă de breaslă, inscripție incizată: HANNES WEISKIRCH (?)R și de datare: 1766. Marcat pe reversul capacului cu marcă de meșter. Piesă caracteristică din creația meșterului Meldt al III-lea, reprezentant de seamă al marii familii de stănari brașoveni din sec. XVII și XVIII. | Muzeul Național de Artă al României                 | Cimec    |
|      | Cană de servit                                                                                            | Datare: Sec. XVIII Dimensiuni: h=34,5 cm Material: cositor | Pe corp, însemne masonice (?) și inscripție incizată: JOH. MATHAUS KLEM/JOH. JACOB VIRTZHEIM (?)/1776. Marcat pe ansă cu marcă indescifrabil. Piesă comună din producția unui centru german neindentificată. | Muzeul Național de Artă al României                 | Cimec    |
|      | Cană cu capac                                                                                             | Datare: Sec. XVIII Dimensiuni: h=34,5 cm Material: cositor | Inscripție incizată; KARL EUGENIUS HERZOG VON ARENBERG ARSCHOT/1700. Piesă fără mărci, dar care poartă amprenta inconfundabilă a lui Ostermayr. | Muzeul Național de Artă al României                 | Cimec    |
|      | Cană cu capac                                                                                             | Datare: Sec. XVIII Dimensiuni: h=28,5 cm Material: cositor | Pe corp, insigna breslei fierarilor (?) și inscripție incizată, cu cursive ornamentale: HOCHZEIT .... (?) HANDWERCK DERER SCHMIEDT UND WAGNER. JOH.PAULUS... (?) JOH. WIRHNE® SEELMANN DESSINGER. JOH. GEORG SAND. DEN 15 FEBR. 1785. Marcat pe ansă cu marcă de oraș și meșter. Cană de breaslă cu un frumos și deosebit decor gravat, exemplar puțin întâlnit, în producția centrului Nurnberg. | Muzeul Național de Artă al României                 | Cimec    |
|      | Cană de aniversare (?) Autor: Ostermayr, Ludwig                                                           | Datare: Sec. XVIII Dimensiuni: h=34,5 cm Material: cositor | Pe capac, scut cu inscripție incizată: DIE HERREN VON VERTIGUNGS - COLLEG AUS DEN GELBEN HIRSCHEN ZU KAUF (?)/AN 1798. Pe corp, șase portrete în relief cu inscipții de identificare: HERR AMTMANN/HERR PASTOR/HERR BURGMEISTER/HERR DOCTOR/HERR CANTOR/HERR NOTAR. Marcat pe ansă cu numele meșterului, orașului și marcă de calitate. Piesă caracteristică creației lui Ostermayr. | Muzeul Național de Artă al României                 | Cimec    |
|      | Cană cu capac Autor: Ostermayr, Ludwig                                                                    | Datare: Sec. XVIII Material: cositor | Pe ansă, marcă cu numele meșterului și orașului și marcă de calitate, exemplar caracteristic din creația lui Ostermayr. | Muzeul Național de Artă al României                 | Cimec    |
|      | Cană de servit Autor: Ostermayr, Ludwig                                                                   | Datare: Sec. XVIII Dimensiuni: H=26,8 cm Material: cositor; sticlă | Cană aniversară, obiect frecvent în creația meșterului Ostermay; pe capac, scut cu inscripție incizată: EBERHARD III HERZOG ZU WURTENBERG, 1674. Pe ansă, marcă cu numele meșterului și orașului și marcă de calitate. | Muzeul Național de Artă al României                 | Cimec    |
|      | Cană cu capac                                                                                             | Datare: Sec. XIX (?) Dimensiuni: H=24,2 cm Material: cositor; sticlă | Piesă deosebită prin combinarea materialelor, întâlnită uneori în producția elvețian, inscripție incizată: JOH. KRUPPINGER. | Muzeul Național de Artă al României                 | Cimec    |
|      | Cană de servit Autor: Gmunder, Johannes                                                                   | Datare: Sec. XVII Dimensiuni: H=19,8 cm Material: cositor | Cană de bere cu formă și decor caracteristice producției europene din sec. XVII-XVIII. | Muzeul Național de Artă al României                 | Cimec    |
|      | Cană de servit Autor: M.R.                                                                                | Datare: Sec. XVIII (?) Dimensiuni: H=26,5 cm Material: cositor | Cană de servit vinul, cu formă și decor caracteristic creației atelierelor sighișorene, marcat pe ansă cu marcă de oraș și meșter. | Muzeul Național de Artă al României                 | Cimec    |
|      | Cană cu capac Autor: D.M.                                                                                 | Datare: Sec. XVIII Dimensiuni: H=31 cm Material: cositor | Cană cu o formă deosebită, destinată exclusiv turnării lichidelor; pe capac, marcat pe capac cu marcă de meșter și oraș. | Muzeul Național de Artă al României                 | Cimec    |
|      | Cană cu capac Autor: K.K., meșter                                                                         | Datare: Sec. XVIII Dimensiuni: H=31 cm Material: cositor | Cană cu o formă deosebită, destinată exclusiv turnării lichidelor; pe capac, inițiale incizate: B.A. - S.T., marcat pe ansă, cu marcă de meșter și oraș. | Muzeul Național de Artă al României                 | Cimec    |
|      | Cană de bere                                                                                              | Datare: Sec. XVIII Dimensiuni: h= 27 cm Material: cositor | Pe corp, insignă de breaslă și inscripție incizată: GEORG SCHAFER/d 16 1788 ianuar. Piesă comună, din producția centrului Brașov. | Muzeul Național de Artă al României                 | Cimec    |
|      | Cană de bere                                                                                              | Datare: Sec. XVIII Dimensiuni: h= 26 cm Material: cositor | Pe corp, insigna breslei rotarilor și inscripție incizată: PITER WAGNER/1770. Piesă comună, din producția centrului Brașov. | Muzeul Național de Artă al României                 | Cimec    |
|      | Cană de bere                                                                                              | Datare: Sec. XVIII Dimensiuni: h=27 cm Material: cositor | Pe corp, insigna breslei armurierilor și inscripție incizată: JOHANNES KLEES/ANDREAS WEBER/JOHANES NOTHSTEIN/1787. Piesă comună, din producția centrului Brașov. | Muzeul Național de Artă al României                 | Cimec    |
|      | Veșmânt ecleziastic                                                                                       | Datare: Sec. XVII - prima jumătate a sec XVIII Material: a) țesătură din fir de argint aurit și mătase naturală; b) țesătură din mătase naturală damasată; motive decorative broșate cu fir metalic                         | Felonul are o valoare documentară șI artistică prin raritatea pe care o reprezintă cele două tipuri de țesături din care este confecționat. a) Partea superioară a felonului este croită dintr-o țesătură din fir de argint, pe urzeală de mătase naturală, provenită dintr-un atelier constantinopolitan, unde, în sec. al XVII-lea, se fabricau țesături pentru confecționarea veșmintelor liturgice, necesare cultului din biserica orientală. Decorația țesăturii este direct legată de funcționarea felonului. Compoziția se desfășoară pe două registre paralele, în care sunt reprezentați părinții bisericii: Ioan Teologu, Grigorie Teologul și Vasile Teologul, purtând veșminte de mari arhierei.b) Cealaltă țesătură provine probabil dintr-un atelier lionez și este caracteristică prin tehnică și repertoriul decorativ țesăturile franțuzești din prima jumătate a sec. al. XVIII-lea. Motivele decorative - vase cu flori și flori colorate broșate cu fir metalic auriu, sunt dispuse printre liniile șerpuite ca niște panglici care umplu întreg câmpul compoziției. | Muzeul Național de Artă al României                 | Cimec    |
|      | Cruce de altar                                                                                            | Datare: 1595-1600; 1600-1606 Dimensiuni: Î = 760 mm; Î crucii = 380 mm; L brațului mare = 300 mm; D bazei = 275 mm Material: argint aurit                                                                                   | Cruce dublă, fixată pe un picior cu nod și talpă lobată. Crucea dublă, treflată la capete, are cizelate pe suprafața ei scene din viața lui Iisus. Piciorul înalt, elaborat și cizelat cu motive vegetale stilizate, prezintă un nod la jumătatea înălțimii decorat cu volute și talpa lobată și traforată. Piesa a fost realizată la comanda domnului Moldovei Ieremia Movilă al cărui portret a fost reprezentat la baza crucii. | Muzeul Național de Istorie a României               | Cimec    |
|      | Veșmânt arhieresc                                                                                         | Datare: 18 martie 1614 Dimensiuni: Î = 1420 mm; La umeri cu mânecă = 1520 mm; La = 1250 mm Material: mătase; catifea; fire de argint aurit; fire de mătase                                                                  | Croit din diferite bucăți de materiale, în formă de T, cu mânecile crestate, poale largi, cu un heruvim aplicat pe spate. De jur-împrejurul gâtului, inscripție de danie în limba slavonă, cu litere din fir de aur, pe bandă de mătase roșie. Mânecile din catifea simplă roșie, bucata de la gât în față și în spate din catifea roșie cu aplicații de flori din fir de mătase roșie și albastră și fir de aur; poalele sunt realizate din mătase roșie broșată cu lalele din fir de aur; pe spate, de la gât până la brâu, o bucată de mătase albastră broșată cu fir de aur, reprezentând sfinți în medalioane rotunde. Pe poale este o bandă din catifea roșie broșată cu motive florale. | Muzeul Național de Istorie a României               | Cimec    |
|      | Buna Vestire                                                                                              | Datare: 1634-1635 Dimensiuni: 159x27,5 cm Material: suport de mătase; fir din argint; fir argint aurit și mătase colorată                                                                                                   | Piesa se înscrie stilistic și iconografic în tradiția broderiei din Țara Românească și se numără printre puținele piese de broderie păstrate din prima jumătate a secolului al XVII-lea. Epitrahilul face parte din tipul decorat cu tema Bunei Vestiri în primul registru, cu Apostoli și Ierarhi, reprezentați sub arcade polilobate în celelalte registre. Spațiile dintre registre sunt decorate cu elemente inspirate din repertoriul țesăturilor otomane - garoafe, zambile, lalele - care apar pe multe din broderiile ecleziastice din zona peninsulei Balcanice. Inscripție de danie | Muzeul Național de Artă al României                 | Cimec    |
|      | Epitrahil                                                                                                 | Datare: 1691-1692 Dimensiuni: 142x29 cm Material: suport de catifea; fir din argint; fir argint aurit și mătase colorată | Piesa face parte din seria epitrahilelor dăruite de Constantin Brâncoveanu ctitoriei sale Mănăstirii Hurezi și decorate cu motivul crucii, purtând inscripții brodate cu numele patronilor voievodului - Sfinții Împărați Constantin și Elena. În ultimul registru - inscripție brodată cu numele donatorilor și anul. | Muzeul Național de Artă al României                 | Cimec    |
|      | Epitrahil                                                                                                 | Datare: 1699-1700 Dimensiuni: 138x30 cm Material: suport de catifea; fir din argint; fir argint aurit și mătase colorată | Piesa face parte din seria epitrahilelor donate de Constantin Brâncoveanu, decorate cu însemnul crucii și motive vegetale și florale. În ultimul registru - inscripția brodată cu numele donatorilor și anul | Muzeul Național de Artă al României                 | Cimec    |
|      | Sfinții Ierarhi ai bisericii și Sfinții Împărați Constantin și Elena                                      | Datare: Sf. sec. XVII - înc. sec. XVIII Dimensiuni: 151x32 cm Material: suport de mătase colorată; fir din argint; fir argint aurit și mătase colorată                                                                      | Epitrahil din categoria celor cu Sfinți Ierarhi ai bisericii. Compoziția se desfășoară pe zece registre succesive. Probabil piesa este o danie a voievodului Constantin Brâncoveanu către Mănăstirea Cotroceni, în ultimul registru sunt reprezentați patronii acestuia - Sfinții Împărați Constantin și Elena. Între registre - motive vegetale, florale, întâlnite pe multe din piesele liturgice din epocă lucrate din atelierele balcanice. | Muzeul Național de Artă al României                 | Cimec    |
|      | Buna Vestire                                                                                              | Material: suport de mătase colorată; fir din argint; fir argint aurit și mătase colorată | Iconografic, piesa face parte din categoria epitrahilor cu Apostoli. Compoziția este structurată pe șapte registre dispuse vertical. Apostolii sunt înveșmântați a l'antique cu rotulusuri în mână, în picioarele goale, așa cum îi trimisese Iisus în lume să propovăduiască evanghelia. Fondul este decorat cu motive vegetale și florale, care simbolizează virtuțiile. Piesa aparține școlii moldovenești de broderie, din epoca lui Vasile Lupu, continuând tradiția din secolele anterioare, dar mărturisind în același timp prin nota de realism redarea personajelor și accentuarea elementului decorativ, tendințele de înnoire. Piesa a intrat în circuitul valorilor universale, prin participarea la expoziții internaționale. | Muzeul Național de Artă al României                 | Cimec    |
|      | Buna Vestire, Apostoli și portretele donatorilor                                                          | Datare: 1607-1608 Dimensiuni: 146x26 cm Material: mătase colorată; fir de argint; argint aurit | Iconografic, piesa face parte din categoria epitrahilelor cu apostoli. Lucrat la înc. sec. XVII, păstrează tradiția pieselor din veacul anterior, din punct de vedere al tehnicii broderiei. Se numără printre puținele epitrahile păstrate din acestă perioadă. Inscripții liturgice și de danie | Muzeul Național de Artă al României                 | Cimec    |
|      | Buna Vestire, Apostoli și portretele donatorilor                                                          | Datare: 1639 Dimensiuni: 144x30 cm Material: suport de mătase colorată; fir de argint; argint aurit | Piesa se evidențiază din punct de vedere stilistic printr-o tratare sobră a elementelor figurative, printr-o marcantă intenție de individualizare a personajelor, dincolo de redarea atributelor iconografice. Epitrahilul se înscrie în linia tradiției broderiei din Țara Românească, dar este în același timp înrudită cu broderia din spațiul sud-est european, prin elemente de compoziție și decor. Inscripții liturgice și de danie. | Muzeul Național de Artă al României                 | Cimec    |
|      | Deisis, Maica Domnului cu Iisus, Sfinții Împărați Constantin și Elena, Apostoli și portretele donatorilor | Datare: 1696 Dimensiuni: 157x33 cm Material: mătase colorată; fir de argint; argint aurit | Epitrahil, lucrat de Despineta în atelierul de broderie de la Mănăstirea Hurezi, are o icoană aparte. Compoziția se derulează pe șase registre, ilustrând temele: Deisis și Maica Domnului pe tron, Apostolii Petru și Pavel alături de Sfinții Împărați Constantin și Elena, patronii lui Constantin Brâncoveanu. În continuare, sunt reprezentați ierarhi ai bisericii, cei patru evangheliști și sfinți militari. În ultimul registru - în atitudine de donator sunt înfățișați Constantin Brâncoveanu cu fii Constantin și Ștefan și Doamna Maria cu fii Radu și Matei. Piesa, bogat decorată, cu motive vegetale și florale, caracteristice repertoriului ornamental brâncovenesc, se remarcă prin caracterul somptuos, subliniat de bogăția firului de argint aurit, a perlelor și paiațelor care se detașează pe fondul roșu al mătăsii. Tehnica broderiei, de influență orientală, se caracterizează prin efecte de mare virtuozitate. Piesa este publicată în literatura de specialitate străină. | Muzeul Național de Artă al României                 | Cimec    |
|      | Epitrahil                                                                                                 | Datare: 1691-1692 Dimensiuni: 160x26,5 cm Material: catifea; fir de argint; argint aurit; perle | Epitrahilul, danie a voievodului Constantin Brâncoveanu către cea mai importantă ctitorie a sa - Mănăstirea Hurezi, se remarcă prin somptuozitatea decorului, realizat cu o multitudine de perle. Este decorat cu motivul crucii și palmete alcătuite din motive florale și vegetale de influență orientală. | Muzeul Național de Artă al României                 | Cimec    |
|      | Epitrahil                                                                                                 | Datare: 1692 Dimensiuni: 159x27,5 cm Material: catifea; fir de argint; argint aurit | Piesa face parte din seria acelor ornate liturgice (epitrahile și mânecuțe) decorate cu semnul crucii ca simbol al creștinismului și totodată ca motiv decorativ. Pe aceste piese apr insripții brodate "Împăratul Constantin" și "Împărărteasa Elena", primii împărați creștini, patronii voievodului Constantin Brâncoveanu. Epitrahilul este decorat cu trei registre dispuse pe verticală, brodate cu fir din argint aurit. Motive florale și vegetale compun rozete de inspirație orientală. Inscripție de danie. | Muzeul Național de Artă al României                 | Cimec    |
|      | Epitrahil                                                                                                 | Datare: Sf. sec. XVII- începutul sec. XVIII Dimensiuni: 164x34,5 Material: mătase; fir de argint; argint aurit; perle; paiete                                                                                               | Din punct de vedere iconografic, este reprezentată tema Bunei Vestiri, în primul registru și Sfinții Ierarhi. Un loc amplu, în economia compoziției, îl ocupă elementele decorative, reprezentate individual sau grupate în buchete. Efectul decorativ este subliniat și prin tehnica de tratare a broderiei în relief, de aplicațiile cu perle și paiete. Inscripții liturgice. | Muzeul Național de Artă al României                 | Cimec    |
|      | Mobilier ecleziastic                                                                                      | Datare: Sec. XVI;1/2 Dimensiuni: 136x47x39 cm Material: lemn | Proschinitarul este o piesă de mobilier paralelipipedică, așezată în fața altarului, pe care se așează icoana prăznicar; latura lui posterioară este mai înaltă, pentru a crea un plan oblic, favorabil expunerii. Restaurarea piesei rareșiene a dezvăluit structura ei inițială: după înlăturarea panoului pictat de pe fața anterioară s-au relevat cele cinci frize cu baluștri. Fețele laterale poartă decorație sculptată: montanții prezintă entrelac, iar panoul dintre montanți - o împletitură de vrejuri cu palmete îndoite, motiv specific picturii murale rareșiene. Decorația a fost pictată în verde, roșu și albastru. În sec. XV-XVI palmeta și entrelacul erau deja motive împământenite, mult utilizate în mai toate genurile artisitce; astfel, motivul entrelac este folosit numai în sculptura în piatră și lemn, dar mai ales în împodobirea manuscriselor, iar palmeta decorează sculptura în piatră și în lemn, pictură murală, manuscrisele, broderia. | Muzeul Național de Artă al României                 | Cimec    |
|      | Ușă de biserică cu două canaturi                                                                          | Dimensiuni: 191x100x8 cm Material: lemn stejar | Piesa este cea mai veche sculptură în lemn din țările române, care se păstrează. Realizarea artistică este desăvârșită, atât prin execuția tehnică, cât și prin echilibrul compoziției - simetrică, fără să fie monotonă. Din punct de vedere compozițional, ușa se aseamănă cu epitrahilele cu sfinți sub arcade. Iconografia are drept punct de plecar hramul paraclisului și ilustrează îndeaproape pasajul din Iesechiel care este inscripționat pe canaturile ușilor. Acesta face referire la virginitatea Fecioarei (ușa închisă, prin care a trecut numai Dumnezeu) și la ideea de jertfă, pe care o aduc credincioșii și pe care preoții o înalță în fața lui Dumnezeu. Primul registru al canaturilor este ocupat de scena Bunei Vestiri. Arhanghelul Gavril înaintează spre Fecioară și o binecuvântează cu mâna dreaptă ("Binecuvântată ești tu între femei"), iar Fecioara îi răspunde cu gestul de legământ ("Fie mie după cuvântul tău"). Duhul Sfânt coboară asupra Fecioarei - pe trei raze, sub forma porumbelului - așa cum au proorocit regele David (aflat în spatele Mariei) și regele Solomon (în spatele arhanghelului). Crinii din fața Fecioarei o simbolizează - prin puritate și prin aceea că sunt o culme a frumuseții. Sfinții liturghisitori din registrul al doilea (probabil Vasile cel Mare, Grigore din Nazianz, Ioan Gură de Aur și Nicolae) sunt considerați stâlpi ai Bisericii, și, conform pasajului din Iezechiel, cei care aduc jertfa ctitorului în fața lui Dumnezeu. În registrul al treilea, deasupra celor doi sfinți militari, se află inscripția de danie a voievodului Vladislav. Silueta arcuită a regelui David și vasul cu crini al primului registru sunt bizantine. Putem considera că piesa este excepțională pentru aria bizantină, prin amploarea elementului figurativ, prin tehnica basoreliefului. | Muzeul Național de Artă al României                 | Cimec    |
|      | Ușă de biserică cu două canaturi                                                                          | Datare: Prima jumătate a sec. XVI Dimensiuni: 191x111x8 cm Material: lemn stejar | Caracterul decorativ al compoziției derivă în primul rând din importanța acordată motivului vegetal, care ocupă cam nouă zecimi din câmpul ușilor. Fiecare canat este acoperit cu trei șiruri de vrejuri cu semipalmete; bagheta mediană reproduce miniatural acest motiv, având în plus cinci bumbi semisferici ajurați, ale căror entrelacs diferă de la un bumb la altul. Atât motivul entrelacs, cât și semipalmetele alungite ordonate pe vrejuri sunt motive de inspirație orientală venite pe filieră bizantină. Începând cu această perioadă, a domniei lui Neagoe Basarab, decorația vegetală - în dauna celei geometrice - va deveni una dintre caracteristice sculpturii din Țara Românească. Tema iconografică a Bunei Vestiri ocupă doar treimea superioară a șirului central de volute de pe fiecare ușă. Formularea este consacrată, dar laconică, excluzând peisajul; scena se rezumă la detaliile esențiale episodului (atât cele care țin de dogmă - coborîrea Sfântului Duh, cât și simboluri - toiagul de mesager al arhanghelului, vasul cu flori din fața Fecioarei, ghemul de purpură din mâna stângă a Mariei). Veșmintele personajelor mai poartă urme de culoare (albastru și roșu), iar foița de aure se mai distinge pe aripile îngerului și pe nimbul Fecioarei. Decorația câmpurilor canatelor a fost și ea poleită, iar fundalul pictat. | Muzeul Național de Artă al României                 | Cimec    |
|      | Analoghion                                                                                                | Datare: Sec. XVI;1/2 Dimensiuni: 115x65 cm Material: stejar | Destinația piesei era de suport pentru cărțile de cult pe care le foloseau cântăreții în timpul slujbei. Suprastructura mobilă de care se sprijineau cărțile s-a pierdut. Forma acestui analoghion este de trunchi hexagonal; una dintre fețele trunchiului are al doilea registru liber pentru a permite accesul la raftul interior. Fiecare dintre cele șase fețe este decorată cu trei registre de cercuri, iar registrul inferior cu o arcadă aplatizată. Interiorul acestor motive este ajurat, cu împletituri diverse; demarcația între un motiv și fond este sculptată în frânghie. Se păstrează porțiuni largi de culoare (verde, albastru) și urme de foiță de aur. Analoghionul din ctitoria rareșiană demonstrează larga folosire în epoca a motivului geometric - aici, entrelacs - venit pe filieră bizantină. | Muzeul Național de Artă al României                 | Cimec    |
|      | Pendulă                                                                                                   | Datare: Sec. XIX Material: lemn; bronz; faianță; sticlă | Ceas pendulă cu picior neorococo, faianță policromă pictată manual cu montură de bronz. Piesă îngrijit elaborată. Toate detaliile au fost executate cu mult rafinament. Alura generală o plasează în limitele unui neoclasicism târziu. | Colecții particulare                                | Cimec    |
|      | Pendulă                                                                                                   | Datare: Sec. XIX Material: lemn; bronz; faianță; sticlă | Piesă îngrijit elaborată. Toate detaliile au fost executate cu mult rafinament. Alura generală o plasează în limitele unui neoclasicism târziu. Datorită calității formale deosebite, a elementului decorativ - floarea de crin - ce apare pe cadranul ceasului și a eleganței proporțiilor, lucrarea poate fi identificată ca aparținând unui atelier francez. Nu există elemente care să valideze apartenența la un atelier sau un meșter (marcă, semnatură) cu excepția florii de crin. | Colecții particulare                                | Cimec    |
|      | Cană Autor: Hann, Sebastian                                                                               | Datare: 1693 Dimensiuni: Î = 380 mm; D = 178 mm Material: argint aurit | Formă tronconică foarte înaltă, cu baza lată. Buza prevăzută cu cioc de scurgere. Capacul, în piramidă, cu un buton sferic, prins în centru, pe un picior semisferic. Butonul de prindere decorat cu incizii verticale (felii). Toarta masivă, în consolă, se prinde sub buză și la jumătate din înălțimea corpului cănii. Baza se sprijină pe trei picioare zoomorfe (capete de leu). Deasupra torții este mecanismul de deschidere a capacului cu opritoare trapezoidală. În partea stângă a torții, sub buza cănii se află ponsonul meșterului SH (Sebastian Hann). Sub buză, pe partea opusă torții, se află gravate două medalioane ovale, cu insemne heraldice, înconjurate de inscripții în limba latină, în primul medalion inscripția înconjoară stema guvernatorului Transilvaniei George Banfi. Reprezintă în partea superioară un leu înaripat, cu o sabie ridicată. Leul se sprijină pe o coroană, așezată pe un coif, înconjurat de vrejuri, care la rândul lor înconjoară un scut, pe care este desenat același leu, cu sabia în mână, ridicat pe o coroană. Al doilea medalion prezintă doar coiful cu coroana deasupra, înconjurat de vrejuri și pe scut un șarpe cu o cruce în gură. Cana a fost adusă de la biserica reformată din Alba lulia. | Muzeul Național de Istorie a României               | Cimec    |
|      | Maica Domnului Autor: Gherasim din Galata                                                                 | Datare: 1681 Dimensiuni: 118x99 cm Material: broderie cu fir din argint; argint aurit și mătase colorată pe suport din mătase                                                                                               | Piesa exemplifică înnoirile în domeniul broderiilor de la finele veacului XVII. Poala de icoană se caracterizează printr-o deosebită virtuozitate tehnică, dominată aproape în totalitate de o viziune decorativă. Deși piesă de cult, în cadrul compoziției tema sacră este subordonată elementelor profane. În centru sunt reprezentați donatorii Șerban Cantacuzino și Doamna Maria ținând în mână chivotul, binecuvântați de Maica Domnului figurată în medalion. | Muzeul Național de Artă al României                 | Cimec    |
|      | Sfânta Treime Autor: Gherasim din Galata                                                                  | Datare: 1681 Dimensiuni: 120x99 cm Material: broderie cu fir din argint; argint aurit și mătase colorată pe suport din mătase                                                                                               | Piesa este pereche cu Poala de icoană (inv. 10635 / B 28), ambele fiind dăruite Bisericii Cotroceni cu Hramul Adormirii Maicii Domnului. Compoziția are în centru donatorii purtând chivotul, întregul câmp este presărat cu motive florale și vegetale de inspirație orientală. Este evident gustul pentru decorativ care marchează evoluția broderiei de la finele secolului XVII. | Muzeul Național de Artă al României                 | Cimec    |
|      | Stema Țării Românești                                                                                     | Datare: Sf.sec. XVII - încep.sec.XVIII Dimensiuni: 210x85 cm Material: broderie cu fir din argint; argint aurit pe suport din catifea                                                                                       | Piesă de cult, aparținând tâmplei, se suspendă sub arcadele ușilor diaconești și împărătești. În centrul compoziției, în medalion este reprezentată stema Țării Românești, acvila cruciată surmontată de o coroană princiară. Motivul central al compoziției este înconjurat de un chenar lat care în partea superioară desenează o arcadă polilobată. Chenarul este decorat cu un vrej subțire de acant care închide flori de heliantus, bujori și acant, motive decorative specifice repertoriului ornamental din epoca brâncovenească. Ca și perechea sa (inv. 10641 / B 34), vălul de tâmplă a fost donat de către Constantin Brâncoveanu celei mai importante ctitorii Mănăstirea Hurezi. Un al treilea văl de tâmplă, de dimensiuni mai reduse (142 x 90 cm) prezentând similitudini din punct de vedere stilistic și tehnic cu broderiile menționate mai sus, se păstrează în depozitele de recuzită ale Studiourilor Media Pro (foste Buftea) - inv. 64384 / 48045 și care a fost clasat în categoria tezaur în conformitate cu prevederile Legii 41 /1995 cu Ordinul Ministrului Culturii nr.3041 din 14 iulie 1998. | Muzeul Național de Artă al României                 | Cimec    |
|      | Stema Țării Românești                                                                                     | Datare: Sf.sec. XVII - încep.sec.XVIII Dimensiuni: 212x86 cm Material: broderie cu fir din argint; argint aurit pe suport din catifea                                                                                       | Danie a Domnitorului Constantin Brâncoveanu către ctitoria sa Mânăstirea Hurezi. Este pereche cu vălul de tâmplă (inv.10638/B31), prezentând similitudini stilistice și tehnice cu acestea. | Muzeul Național de Artă al României                 | Cimec    |
|      | Stema Țării Românești                                                                                     | Datare: Sf.sec. XVII - încep.sec. XVIII Dimensiuni: 116x86 cm Material: broderie cu fir de argint și argint aurit pe suport din catifea                                                                                     | Poala de icoană este un văl montat în partea de jos a tâmplei, sub icoanele împărătești, având de cele mai multe ori o iconografie legată de cea a icoanelor. În cazul acestei piese compoziția are un caracter decorativ și se rezumă la un chenar bogat ornamentat brodat cu fir din argint aurit, având în partea centrală un simbol heraldic, stema Țării Românești - vulturul cruciat. Stilistic piesa se înscrie în producțiile artistice ale epocii brâncovenești, folosind elemente decorative specifice din repertoriul vegetal și floral. Este pereche cu Poala de icoană cu nr. inv. 10644/B37. Ambele broderii sunt danii ale Voievodului Constantin Brâncoveanu către ctitoria sa din București - Biserica Sfântu Gheorghe Nou. | Muzeul Național de Artă al României                 | Cimec    |
|      | Stema Țării Românești                                                                                     | Datare: Sf.sec. XVII - încep.sec. XVIII Dimensiuni: 117x86 cm Material: broderie cu fir din argint și argint aurit pe suport din catifea                                                                                    | Pereche cu Poală de icoană inv.10643/B36. Ambele piese au fost brodate după același carton și dăruite de Voievodul Constantin Brâncoveanu ctitorie sale - Biserica Sfântul Gheorghe Nou din București. | Muzeul Național de Artă al României                 | Cimec    |
|      | Coborârea de pe Cruce și Plângerea lui Iisus                                                              | Datare: 1679 - 1680 Dimensiuni: 196x136 cm Material: broderie cu fir din argint; argint aurit și mătase pe suport din mătase                                                                                                | Piesa face parte dintr-o serie de epitafe, donate de Șerban Cantacuzino și Doamna Maria mănăstirilor Tismana și Cotroceni, precum și Bisericii Doamnei din București. Reprezentarea alăturată a celor două teme iconografice, Coborârea de pe Cruce și Plângerea lui lisus, care mărturisesc drama pământească a lui lisus, demonstrează că elementul istoric este precumpănitor față de cel liturgic. Prin sobrietatea ansamblului și prin finețea execuției tehnice, epitaful continuă tradiția broderiei muntenești de sorginte bizantină, în același timp gesturile personajelor și dramatismul declamativ denotă o influență barocă. Șerban Cantacuzino cu familia sunt reprezentați în atitudine de donatori în partea dreaptă a compoziției sub tema Plângerii. | Muzeul Național de Artă al României                 | Cimec    |
|      | Văl de tâmplă                                                                                             | Datare: 1638 - 1639 Dimensiuni: 177x109 cm Material: broderie cu fir din argint; argint aurit pe suport din catifea | Piesa face parte din colecția de broderii provenind de la Biserica Trei Ierarhi, danii ale voievodului Vasile Lupu către ctitoria sa de la Iași. Broderiile marchează trecerea către o nouă etapă a acestei arte în prima jumătate a secolului XVII, interesul artiștilor îndreptându-se cu precădere către lumea profană. Secolul al XVII-lea moldovenesc este încărcat de influențele baroce venite din occident și cele orientale prin intermediul Constantinopolului. Compoziția vălului de tâmplă se caracterizează printr-un marcat efect decorativ, în câmpul central, cele două palmete situate în axul compoziției sugerează pomul vieții înconjurat de o multitudine de elemente vegetale și florale. Elementele decorative sunt inspirate din repertoriul țesăturilor orientale din secolul al XVII-lea. Prin folosirea unor materiale prețioase - catifeaua din mătase și firul din argint aurit - broderiile din vremea lui Vasile Lupu au un caracter somptuos. În partea inferioară a câmpului central este brodată inscripția de danie și data. Piesa este publicată în literatura de specialitate străină. | Muzeul Național de Artă al României                 | Cimec    |
|      | Sfântul Petru                                                                                             | Datare: 1638 - 1639 Dimensiuni: 202x100 cm Material: broderie cu fir din argint; argint aurit și mătase colorată pe suport din catifea                                                                                      | Piesa face parte din colecția de broderii provenind de la Biserica Trei Ierarhi, danii ale voievodului Vasile Lupu către ctitoria sa de la Iași. În câmpul central este reprezentat Apostolul Petru. Compoziția este similară cu cea a vălului de tâmplă reprezentându-l pe Apostolul Pavel (inv.15805/ B 160) Piesa este publicată în literatura de specialitate străină. | Muzeul Național de Artă al României                 | Cimec    |
|      | Sfântul Petru                                                                                             | Datare: 1638 - 1639 Dimensiuni: 215x114 cm Material: broderie cu fir din argint; argint aurit și mătase colorată pe suport din catifea                                                                                      | Piesa face parte din colecția de broderii, provenind de la Biserica Trei Ierarhi, danii ale voievodului Vasile Lupu către ctitoria sa de la Iași. În câmpul central al compoziției este reprezentat Apostolul Pavel pe un fundal de stele simbolizând cerul. Celelalte două simboluri cerești - soarele și luna - încadrează inscripția de danie și data. Silueta elegantă a Apostolului, precum și calitățile tehnice amintesc încă perioada de glorie a broderiei moldovenești. Accentuarea gustului pentru decorativ, caracteristică a epocii, reiese atât din folosirea catifelei de mătase în două tonuri complementare - roșu închis și verde -, cât mai ales din utilizarea motivelor florale și vegetale care împodobesc chenarul lat. Compoziția este similară cu cea a vălului de tâmplă reprezentându-l pe Apostolul Petru (inv. 15804 / B 159) | Muzeul Național de Artă al României                 | Cimec    |
|      | Sfinții Trei Ierarhi Vasile, Grigore și Ioan                                                              | Datare: Cca. 1638 - 1639 Dimensiuni: 124x125 cm Material: broderie cu fir din argint; argint aurit și mătase colorată pe suport din catifea                                                                                 | Piesa face parte din colecția de broderii provenind de la Biserica Trei Ierarhi, danii ale voievodului Vasile Lupu către ctitoria sa de la Iași. În câmpul central, în perspectivă frontală sunt reprezentați sfinții Trei Ierarhi Vasile cel Mare, Grigore Bogoslovul și loan Zlataust înveșmântați în costum de arhiereu, purtând în mâini evanghelii. Reprezentarea iconografică face trimitere la hramul ctitoriei de la Iași a voievodului Vasile Lupu. Suportul din catifea de culoare roșu închis este decorat cu cei doi aștri - soarele și luna - și motive stelare simbolizând cerul. Chenarul este bogat ornamentat ca și în cazul celorlalte broderii. Poala de icoană se datează prin analogie cu piesele care poartă inscripție de danie și dată. | Muzeul Național de Artă al României                 | Cimec    |
|      | Sfântul Nicolae                                                                                           | Datare: Cca. 1638 - 1639 Dimensiuni: 121x116 cm Material: broderie cu fir din argint; argint aurit și mătase colorată pe suport din catifea                                                                                 | Piesa face parte din colecția de broderii provenind de la Biserica Trei Ierarhi, danii ale voievodului Vasile Lupu către ctitoria sa de la Iași. În centrul compoziției este reprezentat marele ierarh Nicolae, în costum de arhiereu, binecuvântând cu mâna dreaptă, în stânga ținând evanghelia. În partea superioară - în medalioane - sunt brodate chipurile lui lisus și al Maicii Domnului. Decorația câmpului central și al chenarului a fost executată după același carton ca în cazul celorlalte broderii provenind de la Trei Ierarhi. Datarea s-a făcut prin analogie cu piesele care poartă inscripții de danie și data. | Muzeul Național de Artă al României                 | Cimec    |
|      | Plângerea lui IIsus                                                                                       | Datare: 1638 Dimensiuni: 204x167 cm Material: broderie cu fir din argint; argint aurit și mătase colorată pe suport din catifea                                                                                             | Piesa face parte din colecția de broderii provenind de la Biserica Trei Ierarhi, danii ale voievodului Vasile Lupu către ctitoria sa de la Iași. Compoziția este structurată pe trei planuri paralele reprezentând tema liturgică a Jertfei lui lisus. În planul median trupul lui lisus este înfățișat într-un câmp decorat cu stele simbolizând cerul, înconjurat de îngeri purtând evantaie liturgice. În cele patru colțuri sunt figurate simbolurile evangheliștilor însoțite de texte liturgice care evocă reprezentările simbolurilor cuprinse în canon. Epitaful păstrează compoziția tradițională, dar reprezentările figurative pierd în expresivitate, siluetele în eleganță, punctele de broderie în finețe, dispare grija față de redarea detaliilor. Colecția de broderii provenind de la ctitoria lui Vasile Lupu de la Iași constituie cântecul de lebădă al școlii de broderie medievală din Moldova. | Muzeul Național de Artă al României                 | Cimec    |
|      | Veșmânt arhieresc                                                                                         | Datare: 1637 - 1638 Dimensiuni: h = 129 cm Material: broderie cu fir din argint; argint aurit și mătase colorată și perle pe suport din catifea                                                                             | Sacosul lui Varlaam, Mitropolitul Moldovei, este cel mai vechi păstrat în colecțiile din România. Sacosul, veșmânt, la origine, imperial, apoi purtat de patriarhii de la Constantinopol, a fost introdus în Moldova în timpul lui Alexandru cel Bun. Este croit în forma de T și încheiat în părțile laterale cu clopoței după modelul veșmântului preoțesc din vechiul testament. Este purtat de înalții ierarhi ai Bisericii Răsăritene. Sacosul lui Varlaam este confecționat din catifea de mătase verde decorat pe poale, părțile laterale și la mâneci cu motive vegetale și florale inspirate din repertoriul decorativ al țesăturilor orientale care circulau în Moldova secolului al XVII-lea. În jurul gâtului este brodată inscripția de danie și data. | Muzeul Național de Artă al României                 | Cimec    |
|      | Veșmânt arhieresc                                                                                         | Datare: 1714 - 1715 Dimensiuni: h = 126 cm Material: broderie cu fir din argint; argint aurit și mătase colorată pe suport din catifea; țesătură din mătase broșată cu fir din argint aurit                                 | Sacosul este confecționat dintr-o țesătură de mătase broșată cu fir din argint aurit. Din punct de vedere stilistic, țesătura poate fi atribuită unui atelier francez, probabil Lyon și este databilă la începutul secolului XVIII. Registrele brodate, adăugate pe poale și la mânecile veșmântului sunt identice cu cele aplicate pe sacosul datat 1638 aparținând Mitropolitului Varlaam. Se poate presupune că broderiile au fost demontate de la un veșmânt mai vechi care s-a deteriorat și s-au refolosit în cazul sacosului dăruit de Mitropolitul Ghedeon în 1714-1715, așa cum o atestă inscripția brodată în jurul gâtului. | Muzeul Național de Artă al României                 | Cimec    |
|      | Flacon de parfum                                                                                          | Datare: 1920 Dimensiuni: 14 cm Material: sticlă în straturi atacată cu acid | Formă ovală, aplatizată, cu gât gros și dop; decor de flori brun-violaceu gravat și atacat cu acid pe fond galben, matizat. | Muzeul Național de Artă al României                 | Cimec    |
|      | Văl de tâmplă                                                                                             | Datare: 1 aprilie 1484 Dimensiuni: L = 149 mm, LA = 118 mm, dimensiuni fără chenar: L = 138 mm, LA = 108 mm Material: fir de aur; aurgint; matase; fond de matase roșie                                                     | Tema iconografică reprezintă Înălțarea Domnului. Compoziția este dispusă pe două registre: în registrul de sus, în mijloc, într-un medalion, purtat de doi arhangheli, în zbor este reprezentat Iisus cu nimb cruciger, binecuvântând. În dreapta și în stânga lui, luna și soarele. În registrul de jos, în mijloc, este reprezentată Maica Domnului, în picioare, pe un podium (scabellum), între arhanghelii Mihail și Gavril. De o parte și de alta sunt reprezentate grupuri de cîte 6 apostoli. La margini, câte un palmier stilizat. Deasupra capetelor apostolilor este cusut un text în limba greacă, indicând numele personajelor. Bordura marginală este decorată cu împletituri de vrejuri și palmete, pe trei slavonă. | Muzeul Național de Istorie a României               | Cimec    |
|      | Cruce | Datare: 6 octombrie 1503 Dimensiuni: Î = 452 mm, La maximă = 163 mm, La braț superior/inferior = 97 mm, Gr = 24 mm, G = 602,50 gr, TI = 800% Material: lemn de chiparos; argint aurit                                       | Cruce triplă, pe brațele căreia au fost sculptate, în caste, următoarele scene: pe una din fețe - Tetralogia vechitestamentară, Fuga în Egipt, flacantă de Sfinții Petru și Pavel, Buna Vestire (?), Scena judecării lui Iisus, Răstignirea, Învierea, Maria între apostoli, Adormirea Maicii Domnului, Sfinții Împărați Constantin și Elena între doi Apostoli, pe cealaltă față Acatistul Maicii Domnului: Buna Vestire, Nașterea între doi Apostoli, Prezentarea la Templu, Iisus coborând la Limburi, Botezul, Judecata la Pilat, Înălțarea, Duminica Tomii, Sfânta Treime flancată de Nicodim și Iosif din Arimatea. Lemnul crucii a fost fixat într-o casetă de metal, pe care a fost gravată o inscripție slavonă. Marginile casetei, acoperite cu o tresă din filigram, în care au fost bătute țintele. Mânerul crucii, tubular, este din metal. | Muzeul Național de Istorie a României               | Cimec    |
|      | Epitrahil                                                                                                 | Datare: 1622 Dimensiuni: L totală = 2720 mm, La = 165 mm Material: mătase; fir de aur | Realizat dintr-o bandă dublă, împărțită în 12 panouri, în care a fost brodată imaginea câte unui sfânt: pe stânga - Sf. Petru, Matei, Luca, Simion, Iacov, Foma. Pe spate, la jumătatea benzii, în medalion iar la mijloc, în zona gâtului, imaginea Feciaorei Maria orantă cu Iisus și inscripție de danie împrejur. În dreptul fiecărui sfânt a fost brodat numele acestuia. În partea inferioară, inscripție de danie și anul acesteia. | Muzeul Național de Istorie a României               | Cimec    |
|      | Epitaf | Datare: 1516 Dimensiuni: Î = 1650 mm, La = 2100 mm Material: satin damascat; fir de argint aurit; mătase colorată; perle; pietre colorate                                                                                   | Tema iconografică - Threnos-ul - plângerea morții lui Isus, înconjurată de mai multe personaje: deasupra patru îngeri, împrejurul catafalcului, femeile sfinte și bărbați, dedesubt patru îngeri cu crucea, sulița și buretele. În cele patru colțuri, simbolurile celor patru evangheliști, toată tema într-un cadru brodat cu inscripția de danie. Piesa a fost donată de vistiernicul Gavril Trotușan Mănăstirii Voroneț. | Muzeul Național de Istorie a României               | Cimec    |
|      | Nabederniță                                                                                               | Datare: Cca 1477 Dimensiuni: Î = 415 mm, La = 468 mm, Î ciucure = 110 mm Material: mătase; fir de argint aurit; mătase | Rombică, în medalion central Iisus tronând, înscris într-o stea cu opt colțuri, simbolizând arhanghelul Gabriel, de o parte și de alta a brațelor, câte un heruvim cu evantaie liturgice. În colțuri sunt simbolurile evangheliștilor, cu numele fiecăruia brodat lângă fiecare. În trei colțuri este câte un ciucure, iar în al patrulea, un șnur dublu. Piesa are un cadru dintr-o bandă decoară cu un vrej continuu și semipalmete, elemente caracteristice repertoriului decorativ din timpul lui Ștefan cel Mare, perpetuate în sec. XVI. Alături de acestea apar două motive de excepție în broderia medievală românească, motive care se regăsesc doar pe acoperământul de mormânt al Mariei de Mangop de la Putna. Este vorba de crucea gamată și motivul losange ouvert, rombul specificând legătura dintre cer și pământ | Muzeul Național de Istorie a României               | Cimec    |
|      | Panaghiar                                                                                                 | Datare: 1553 Dimensiuni: D maxim = 135 mm, D sidef = 105 mm, G = 599, 58 gr, TI = 800% Material: sidef; argint aurit | Format din două discuri, ușor concave, din sidef montate în argint. Discul din stânga are pe Fecioara Maria orantă, iar cel din dreapta cina de la Mamvri, cu trinitatea vechi testamentară. Pe rama stângă, pe banda interioară este inscripția de danie în limba slavonă, ca și pe cea din dreapta care pe margine este ajurată cu motive vegetale și prezintă trei piciorușe sudate pe ramă. Pe margine au fost sudate monturi în care au fost montate pietre, din care s-a păstrat una singură fără piatră. | Muzeul Național de Istorie a României               | Cimec    |
|      | Cădelniță                                                                                                 | Datare: 1470 Dimensiuni: G = 2576 gr, TI = 916 % Material: argint aurit | Cădelnița este compusă din două părți, una inferioară în formă de cupă, cu picior polibat, alta superioară, redând, în miniatură, turla unei bisierici. Partea superioară, în trei etaje suprapuse, este bogat ornamentată cu elemente decorative de stil gotic; ultimul etaj, învelit cu un acoperiș piramidal, are în vârf o cruce. Patru lanțuri, formate din câte două bucăți, prinse între ele de un motive reprezentând un serafim, leagă cădelnița de capacul piramidal cu opt fețe. Pe fiecare față se află câte un caboșon colorat. Al cincilea lanț este prins de vârful crucii ce încununează partea superioară a cădelniței și de capacul piramidal, ajutând la ridicarea corpului superior al cădelniței | Muzeul Național de Istorie a României               | Cimec    |
|      | Văl de tâmplă                                                                                             | Datare: Sec. XVIII Dimensiuni: L = 167mm; LA = 87mm Material: fir de aur; catifea roșie | Dvera este o draperie care se pune în fața ușilor împărătești în bisericile ortodoxe. Este lucrată dintr-o bucată dreptunghiulară, de catifea roșie, pe marginea căreia a fost brodat cu fir de aur un chenar lat cu motive florale, înconjurate de vrejuri. În jumătatea inferioară, în mijlocul chenarului a fost brodată o ghirlandă florală care susține o coroană. În centrul ghirlandei sunt brodate stemele reunite a celor două țări române, capul de bour cu o stea între coarne și vulturul cu crucea în cioc. De o parte și de alta a crucii se află o semilună și un soare. Această dveră a fost dăruită de familia Mavrocordat Mănăstirii Hurezi. | Muzeul Național de Istorie a României               | Cimec    |
|      | Principesa Elisabeta a României                                                                           | Datare: 1866 - 1881 Dimensiuni: L= 99 mm, l= 69 mm, G= 96,30 gr. Aur 583  Material: agată; aur; os; pietre semiprețioase | Portretul este sculptat pe un medalion rotund, de os, fixat pe o placă drepunghiulară de agată gri-verzui. Principesa este prezentată din profil dreapta, cu părul lung și fără însemnele regale. Medalionul are o ramă circulară, cu bordură decupată și motive aplicate la colțuri, toate din aur. Pe piesă se află 12 safire (?) și 16 rubine (?) șlefuite, în caboșon (pietrele nu au fost expertizate). Rama are suport picioruș din aur. Aurul a fost expertizat de Banca Națională, conform Buletinului de analiză nr. 28461/ 1977. | Muzeul Național de Istorie a României               | Cimec    |
|      | Lornion cu lanț                                                                                           | Datare: Sf. sec. XIX. Dimensiuni: L=75,7mm; G= 18,90 g.; L lanț=960 mm ; grosime medalion=10,4 mm.; Dmedalion=20 mm; Gr=88,52 g.; Titlu aur 500 0/00. Material: aur; email; diamante                                        | Lornion compus din ochelari cu două rame, ce se pliază printr-o șarnieră și intră într-un locaș format din două plăci de aur cu contur festonat, cizelate, cu motive geometrice și florale. Pe placa frontală este aplicat un medalion oval, din email negru. În centru, este incizată o floare marcată cu 13 diamante. La capătul tocului este sudat un inel pe care se glisează un anou oval. Lanțul lornionului este dublu, împletit din șase fire și prezintă la un capăt sistemul de prindere sub formă de carabină. Pe lanț glisează un medalion oval, cizelat cu motive geometrice, emailate pe revers niello, iar pe avers cu email negru, este incizată o floare cu șase petale. | Muzeul Național de Istorie a României               | Cimec    |
|      | Broșă | Datare: Sf. sec. XIX Dimensiuni: G=24,86 g.; Titlu aur 375 0/00. Material: aur; email | Broșă gen medalion, de formă ovală; formată dintr-o casetă cu ramă de aur pe care sunt montate două sticle. Caseta este înscrisă într-o ramă lată, de aur, pe care sunt fixate două ornamente florale având în centru o mică perlă baroc. Pe fața broșei este o montură formată dintr-o mână care ține o floare cu 2 pietre roșii și un evantai cu șapte raze, unele mobile, ornamentate cu motive neogrecești în email negru, alb și albastru, în tehnica champléve. Pe spatele broșei, se află inscripția "Souvenir de N.F.". | Muzeul Național de Istorie a României               | Cimec    |
|      | Ceas | Datare: Sf. sec. XIX. Dimensiuni: L=160 mm, D=23 mm,Gr.  20,00 g. Titlu aur 750 0/00. Material: aur; diamante; email | Ceas de damă din aur, de formă rotundă cu brățară din aur, extensibilă, emailată în bleu, cu 127 diamante. Pe cadranul ceasului, este inscripționat atelierul executant, Joseph Resch et Fils. Brățara are 11 segmente din care 9 emailate albastru iar două ornamentate cu diamante. Pe spatele unui segment este gravat "ES. MET.DIV". | Muzeul Național de Istorie a României               | Cimec    |
|      | Medalion                                                                                                  | Datare: Jum. sec. XIX Dimensiuni: G= 19,54 g; D=49 mm; Titlu aur 583 0/00. Material: aur; perle; email | Medalion circular, bordat cu 42 perle naturale. Pe avers, pe un fond de email albastru cu motive vegetale aurite, este reprezentată în email policrom Esmeralda cu tamburina și capra. Pe revers, este gravată o monogramă formată din litera "M", având deasupra o coroană. | Muzeul Național de Istorie a României               | Cimec    |
|      | Brățară                                                                                                   | Datare: Sf. sec. XIX. Dimensiuni: L=107 mm; l max =20,3 mm.;G= 19,05 g.; Titlu aur 500 0/00 Material: aur; perle; email | Brățară în formă de lanț, din 13 zale mari, ovale. În centru, se află o za mare, pe care este sudată o frunză trilobată emailată albastru și verde, cu nervura marcată din 11 perle mici, înșirate pe un fir de metal comun. | Muzeul Național de Istorie a României               | Cimec    |
|      | Cercel | Datare: Sf. sec. XIX. Dimensiuni: L= 31,6 mm; l=14 mm; G totală =2,92 g.; Titlu aur 500 0/00 Material: aur; email | Cercel cu brezură, cu medalionul format dintr-o ramă, în formă de buclă, pe care este sudată o frunză trilobată emailată albastru și verde, cu nervura marcată de 7 perle minuscule, stil baroc, înșirate pe un fir din metal comun. | Muzeul Național de Istorie a României               | Cimec    |
|      | Cercel | Datare: Sf. sec. XIX Dimensiuni: L=31,6 mm; L=31,8 mm; l=14 mm; l =14 mm; G. totală =5,84 g.; Titlu aur 5000/00 Material: aur; email                                                                                        | Cercei cu brezură, cu medalionul format dintr-o ramă, în formă de buclă, pe care este sudată o frunză trilobată emailată albastru și verde, cu nervura marcată de 7 perle minuscule, stil baroc, înșirate pe un fir din metal comun. | Muzeul Național de Istorie a României               | Cimec    |
|      | Brățară                                                                                                   | Datare: Sf. sec. XIX. Dimensiuni: Dimensiuni: L=188 mm; D=21,5 mm; G=23,67 g; Titlu aur=583 0/00. Material: aur; email | Brățară din aur, formată din 8 plăcuțe circulare, ajurate cu motive vegetale în centrul acestora aflându-se câte un disc. Fiecare disc este gravat cu caractere gotice, care compun cuvântul "SOUVENIR". Plăcuțele sunt prinse cu șarniere. Închizătorul conține o casetă de formă dreptunghiulară, cu colțurile rotunjite și decorate cu semicercuri duble din aur. Capacul casetei este emailat cu un strat gros din email negru și care în centru are fixat un diamant. În interiorul casetei se află un medalion oval în care este montată o șuviță de păr pe material textil și acoperită cu sticlă.. Brățara se închide cu șlos. | Muzeul Național de Istorie a României               | Cimec    |
|      | Broșă | Datare: Sec. XX;1/4 Dimensiuni: L =102,2 mm; l=71,8 mm.; G=85,44 g.; Titlu platină 950 0/00; Titlu aur alb 583 0/00; Material: platină; briliante; rubine                                                                   | Este o broșă pandantiv, reprezentând un vultur bicefal, încoronat, cu aripile desfăcute. Corpul și cele două capete sunt acoperite cu briliante minuscule iar ciocurile, ochii și coada cu rubine. Aripile sunt realizate din benzi de briliante alternate cu benzi de rubine. Coroana este ornamentată cu motive florale din briliante și rubine. Pe pieptul vulturului este montat un rubin mare caboșon. Pe spate este fixat acul cu închizător de siguranță, iar la coroană are sudat inelul pentru agățare. Elementele componente ale broșei sunt lucrate separat și unite cu nituri. Picioarele vulturului se înșurubează. În partea inferioară a cozii, pe revers, este sudat un cârlig pentru pandantiv. | Muzeul Național de Istorie a României               | Cimec    |
|      | Regele Carol I                                                                                            | Datare: 16 octombrie 1930 Dimensiuni: Î= 154 mm, l= 97 mm, G= 229 gr Aur = 583 gr la o mie Material: aur; fildeș; onix; rubine                                                                                              | Este pictat de artistul Zehnograff pe o placă de fildeș, ovală, fixată cu o ramă din aur, pe o placă dreptunghiulară de onix. Pe onix este aplicat un decor din foaie din aur cu motive vegetale și câte un rubin caboșon în colțuri. Rama este cizelată cu frunze de laur și „S” -uri cu bucle sudate pe margine. Deasupra, este o coroană din aur așezată pe două crenguțe de laur. Suportul picior are forma cifrului regelui „C. C.”, iar rama două piciorușe sferice. Portretul are gravată, pe spate, sus, inscripția „Cerul să Ți dea Sire izbânda și gloria lui” și stânga - dreapta „M. M.” și data 16. X. 1930. Regele este redat în profil, îmbrăcat în uniformă militară de ceremonie, în grad de general, iar pe piept sunt mai multe decorații: baretă cu peste 10 decorații, placa ordinului „Coroana României”, în grad de mare cruce; la gât însemnul ordinului „Pour le merite”, iar de pe umârul drept, spre șoldul stâng, lenta ordinului „Steaua României”, în grad de mare cruce. Aurul a fost expertizat de Banca Națională, conform buletinului de analiză 28461/ 1977 | Muzeul Național de Istorie a României               | Cimec    |
|      | Biroul regelui Carol al Il-lea                                                                            | Datare: Sec. XX;1/2 Dimensiuni: L=2380 mm; l=1690 mm; H=800 mm. Material: mahon; furnir de mahon; bronz; alamă; piele de Cordoba; clei; fier                                                                                | Are o formă dreptunghiulară. Biroul are 8 picioare decorate cu caneluri și motive vegetale. Pereții laterali au câte 3 panouri decorative, cu bumbi ornamentali la colțuri. În partea superioară se află un registru continuu, cu motive florale și vegetale, separate de o linie ondulată. La colțuri și pe laturile lungi, sunt dispuse 8 sculpturi reprezentând câte un berbec. Marginile tăbliei sunt decorate cu o linie șerpuită împletită. Tăblia este acoperită cu piele de Cordoba pe care sunt intarsiate motive vegetale aurite. La colțuri cifra regală a fost decupată și înlocuită cu inscripția R.P.R. din lemn. Pe latura de lucru este practicat un decupaj arcuit cu câte 3 sertare dispuse lateral. Pe latura lungă, opusă zonei de lucru, se află 9 sertare dispuse în rânduri de către 3. Mânerele sertarelor sunt în formă de solzi. Încuietorile sunt inscripționate: "Machine Made Lever/HobbsandCo. London". | Muzeul Național de Istorie a României               | Cimec    |
|      | Brățară                                                                                                   | Datare: 1901 - 1925 Dimensiuni: L=193 mm; G=19,20 mm; Titlu aur=5830/0. Material: aur; turcoaze | Este formată din două șnururi din aur, înnodate în 5 locuri. În mijlocul fiecărui nod este o casetă ovală, în care se află un turcoaz, pe spatele fiecărei casete fiind gravat un nume: A.V.R., Victoria, Albert, Alice, și Alfred. De fiecare nod este suspendat câte un pandantiv, în formă de inimioară. Pe o parte a pandantivului este încrustat câte un turcoaz, iar pe spate se află câte o șuviță de păr, sub sticlă. Pandantivele sunt decorate cu motive vegetale incizate. Sistemul de închidere este de tip șlos. | Muzeul Național de Istorie a României               | Cimec    |
|      | Glob omagial dăruit regelui Carol al II-lea                                                               | Datare: 1936 Dimensiuni: D=130 mm.; H=120 mm.; G=1030 g.; Titlu argint: 875 la mie. Material: argint; aur | Reprezintă un glob omagial dăruit Regelui Carol al II-lea de ofițerii Diviziei de Gardă în anul 1936. În partea superioară este gravat conturul României Mari. Pe hartă sunt marcate Capitala țării și câteva localități. Frontal este aplicată coroana regală, realizată din aur. Sub aceasta se află o plachetă dreptunghiulară din aur cu inscripția "Divizia de Gardă 1936." Coroana și placheta sunt încadrate de iscălitura generalului Gheorghe Mihail. | Muzeul Național de Istorie a României               | Cimec    |
|      | Candelă                                                                                                   | Datare: 1713 Dimensiuni: Argint 750 0/00; Î = 192 mm; D = 125 mm; D gură = 95 mm; G = 305 gr. Material: argint | Corp piriform cu trei registre și buton la bază, cu trei lanțuri pentru suspendare prinse în partea superioară într-un capac cu anou. Registrul mijlociu globular, decorat ajur cu motive vegetale și medalion cu stema Țării Românești în timpul lui Constantin Brâncoveanu; pe umăr inscripție de danie cu caractere chirilice (vezi foto). Registrul inferior caliciform, cu decor geometric și vegetal ajurat; la partea superioară tor decorat cu zigzag. Buton în formă de con de brad. Registrul superior tronconic, evazat spre buză, decorat ajur cu motive vegetale iar pe margine cu fleuroni; pe registru trei torți cu ornamentație vegetală, susținând cele trei lanțuri de suspendare. Capacul arcuit convex, decorat pe partea exterioară cu motive vegetale. Transcrierea inscripției: Aciastă sf(â)ntă candil(ă) iaste făcută de Ioan Costandin B:B Voevod și de doamna lui Maria și afierosită sfi(n)tei mănăstiri dela Gura Motrului la leat 7221. | Muzeul Național de Istorie a României               | Cimec    |
|      | Pandantiv                                                                                                 | Datare: Sf. sec. XIX Dimensiuni: L=58,3 mm; l=52,3 mm; G=24,27 g Titlu argint 875 0/00. Material: argint; perle; email | Pandantiv în formă de vultur bicefal cu aripile desfăcute, cu avers și revers, având penele realizate în email negru iar pe piept apare un scut emailat alb, galben și roșu. Deasupra se află o coroană din metal, cu crini heraldici, emailați roșu și negru. De o parte și de alta a coroanei și în centru sunt sudate două verigi de care se prind trei fragmente de lanț ce se unesc pe partea superioară și se termină printr-o fundă și anou emailate albastru. Pe piesă sunt prinse 14 perle mici pandantiv și una din metal. | Muzeul Național de Istorie a României               | Cimec    |
|      | Diademă                                                                                                   | Datare: Sf. sec. XIX. Dimensiuni: D maxim= 170 mm.; l maximă=55 mm.; G=99,25 g.; Titlu aur 333 0/00; 580 briliante  28,15 kt.; 212 diamante  2 kt.; Material: aur; briliante; diamante; platină | Diadema este formată din 3 ramuri de frunze, flori și boboci de trandafiri sălbatici și garoafe, din briliante și diamante, montate în argint, fixate pe o sârmă dublă, din aur, arcuită, îmbrăcată în catifea neagră, formând o ordonanță liberă, asimetrică, centrată pe o garoafă mare, relativ verticală. Toate elementele vegetale sunt asamblate prin șuruburi cu piulițe de siguranță, cu inel pentru manevrare. Cele trei elemente componente sunt detașabile, fixate numai de panglica de catifea. | Muzeul Național de Istorie a României               | Cimec    |
|      | Brățară                                                                                                   | Datare: Sf. sec. XIX. Dimensiuni: L evantai =70 mm; D= 71 mm; l bandă= 19 mm.; G=66,41 g.; Titlu aur 500 0/00; Material: aur; email; diamante                                                                               | Brățară format sclav, alcătuită din cinci segmente, patru dreptunghiulare și al cincilea răsucit, formând o buclă în care este fixat un evantai. Banda este incizată cu motive florale. Evantaiul este fixat la brățară printr-un nit mobil, astfel încât evantaiul se poate scoate. Evantaiul este format din cinci palete: patru ajurate cu volute, iar al cincilea prezintă o bordură de email verde și 7 diamante diferite, cu o bordură de email verde. Evantaiul păstrează închizătorul și urma acului care-i permiteau să funcționeze ca broșă. Brățara se închide cu șlos. | Muzeul Național de Istorie a României               | Cimec    |
|      | Brățară                                                                                                   | Datare: Sf. sec. XIX Dimensiuni: D= 65 mm; l bandă=28 mm.; D rozetă=56 mm; G=80,37 g.; Titlu aur 500 0/00; Material: aur; diamante; email                                                                                   | Brățară format sclav, formată din trei segmente din bandă lată, articulate prin balama și închisă cu șlos și casetă. Segmentul central este emailat, albastru-cobalt și cizelat cu motive geometrice. Pe el este aplicată o rozetă, formată din mai multe structuri suprapuse și împletite, alcătuită din benzi emailate albastru și șnur incizat, înnodat în formă de fundă. Întreaga suprafață a rozetei este decorată cu șatoane cu diamante (22), iar în centru se află unul mai mare, fixat pe o montură florală. | Muzeul Național de Istorie a României               | Cimec    |
|      | Butoni de manșetă                                                                                         | Datare: Înc. sec. XX Dimensiuni: D=14 mm; G=7,53 g; Titlu aur=5830/0. Material: aur | Butonii sunt din aur, aparținându-i regelui Ferdinand. Ei conțin cifra regelui, doi "F\F" adosați. Sunt formați dintr-un "S" simplu, având un inel de prindere a două discuri cu decor ajurat reprezentând o cruce cu contur dublu, brațe egale și vârfuri ascuțite. În centru butonilor se află coroana regală. | Muzeul Național de Istorie a României               | Cimec    |
|      | Brățară                                                                                                   | Datare: Sf. sec. XIX Dimensiuni: L= 200 mm; l=40 mm; D garnitură =45 mm; G=40,10 g; Titlu aur 583 0/00; 1 piatră lună  2 kt.; 6 rubine  0,50 kt.; 8 turcoaze  1,50 kt. Material: aur; email; rubine; piatra lunii | Brățara este compusă din 12 segmente, fiecare segment fiind alcătuit din câte trei semisfere, cele marginale, cu o aplicație din filigran, cea din mijloc emailată în albastru. În centru se află o rozetă mare, ce are la mijloc, într-o ramă ovală, "Piatra Lunii", încadrată de motive vegetale ajurate, emailate albastru, înconjurate de șase rubine montate în casete, ce alternează cu motive ornamentale filigranate. La marginea exterioară a rozetei se află opt turcoaze, în casete, cu aplicații de filigran ce alternează cu frunze emailate, albastru. Pe limba închizătorului, sunt marcate inițialele meșterului "B.R.". | Muzeul Național de Istorie a României               | Cimec    |
|      | Crucifix                                                                                                  | Datare: 1900 Dimensiuni: L cruce=88 mm; l cruce =51 mm; grosime cruce=3 mm; L lanț=337 mm;G totală=97,90 g; Titlu aur 585 0/00. Material: argint; aur; lapis-lazuli; email                                                  | Cruce latină din aur turnat, pe care este fixată o statuetă din argint, lucrată în rond-bosse reprezentându-l pe Iisus răstignit. Deasupra, pe o placă din argint, apare inscripția "INRI". La partea superioară a crucifixului, este sudată o verigă, prin care trece un inel oval mobil, de care se prinde cârligul cu arc de închidere al unui lanț, alcătuit din patru lanțuri, împărțit în patru segmente, prin trei perle de lapis - lazuli. La capăt există așezate cu ajutorul a două lanțuri inegale, două obiecte ornamentale, sugerând, un sigiliu, și un creion mecanic, împodobite cu lapis-lazuli. Pe reversul crucifixului este gravată inscripția în limba germană "WEIHNACHTEN 1900". | Muzeul Național de Istorie a României               | Cimec    |
|      | Verigheta domnitorului Al.I. Cuza                                                                         | Datare: 30 aprilie 1844 Dimensiuni: D= 20,5mm; G= 2,72gr Aur= 750 gr la mie Material: aur | Verighetă care a aparținut domnitorului Al.I. Cuza. Este lucrată din bandă simplă, având pe partea interioară inscripția „Helene Rosetti - avril 30 - 1844". | Muzeul Național de Istorie a României               | Cimec    |
|      | Cruce | Datare: Înc. sec. XIX Dimensiuni: L=150 mm; l=100 mm; G=54,01 g. Material: fier; diamante | Crucea are formă gamată cu vârfurile formând un unghi ascuțit și muchiile ornamentate cu câte două rânduri de diamante. La partea superioară se află o verigă fixă, prin care trece un inel de prindere oval, mobil și decorat cu diamante. Această bijuterie, foarte populară în Germania începutului de secol XIX, a fost primită de regina Maria din partea principelui de Hessen. Ea va deveni și însemnul societății artistice "Tinerimea artistică", patronată de chiar regina Maria. | Muzeul Național de Istorie a României               | Cimec    |
|      | Văl de tâmplă                                                                                             | Datare: Sec. XVII;1/2 Material: fir de argint aurit; mătase | Compoziția, de mare efect decorativ, folosește motive inspirate din repretoriul țesăturilor orientale, de la sfârșitul secolului al XVI-lea și începutul secolului al XVII-lea. Registrele decorative se repetă, alternativ. Rozetele de tip hatay formate din flori de lalea și garoafă, păsări în zbor, palmieri și chiparoși, sunt împrumutate din repretoriul decorativ al țesăturilor persane și indiene. Utilizarea firului de argint aurit, sporește efectul de somptuozitate al broderiei. Piesa a intrat în circuitul valorilor universale, prin participarea la expoziții internationale. Este publicată în literatura de specialitate straină. | Muzeul Național de Artă al României                 | Cimec    |
|      | Schimbarea la Față                                                                                        | Datare: Înc. sec. XVI Material: fir de argint aurit; fir de argint; mătase colorată | Nabedernița are ca temă iconografică sărbătoarea schimbării minunate la fața a Domnului Iisus Hristos, care se petrece pe muntele Taborului, în fata ucenicilor Săi. Compoziția este înscrisă într-un romb. Personajele sunt dispuse simetric, față de un ax diagonal, Iisus, reprezentat în medalion, este proiectat pe steaua cu opt colțuri, flancat de doi dintre apostoli. Fondul este brodat în întregime cu fir de argint aurit, pe care se detașeaza siluetele personajelor în mișcare. Peisajul muntos este realizat schematic. Nabedernița provine, probabil, de la bolnița mănăstirii Bistrița, ctitoria boierilor Craiovești, care are hramul Schimbarea la Față. Conține o inscripție desemnând tema iconografică. Piesa este publicată în literatura de specialitate străină. | Muzeul Național de Artă al României                 | Cimec    |
|      | Plângerea lui Iisus                                                                                       | Datare: 1714 Material: fir de argint aurit; fir de argint; mătase colorată; perle | Broderia respectă tradiția iconografică a epitafului și se remarcă prin sobrietatea și finețea detaliilor. Chenarul lat este bogat ornamentat cu vrejuri și flori, într-o interpretare barocă. Aplicațiile cu perle îi conferă somptuozitate. Inscripție de danie, de la Mitropolitul Antim Ivireanu. | Muzeul Național de Artă al României                 | Cimec    |
|      | Arborele lui Iesei Autor: Vlastos, Gherasim, egumenul                                                     | Datare: 1655 Material: fir de argint aurit; fir de argint; mătase colorată | Piesă de excepție, printre broderiile medievale, aflate în colecțiile din țara noastră, sacosul a fost adus în Țara Românească în 1679, dată la care Neofit Patelaros este menționat în documente, ca fiind prezent la curtea lui Șerban Cantacuzino. Din punct de vedere iconografic sacosul se distinge prin reprezentarea unei teme mai rar întâlnite în iconografia broderiei medievale, și anume „Arborele lui Iesei”, temă de inspirație apuseană. Compoziția este structurată în jurul unui ax central, în vârful căruia este reprezentată Maica Domnului cu Iisus în brate, subiect de prezicere a profeților. Pe spatele sacosului, Iisus binecuvântând înconjurat de cei 12 apostoli. Reprezentările iconografice se detașează pe fundalul unei ample compoziții decorative, care acoperă întreaga suprafață a veșmântului. Tipul de organizare al compoziției decorative, precum și unele elemente ale vocabularului ornamental, fac trimitere la barocul occidental, cunoscut meșterilor cretani, prin intermediul Veneției. Dacă din punct de vedere stilistic piesa reprezintă influențe ale occidentului, iconografia continuă tradiția bizantină. Aceeași îmbinare de elemente poate fi sesizată și în ceea ce priveste tehnica de execuție a broderiei. Piesa conține o inscriptie de danie, de la Neofit Patelaros, Arhiepiscopul Cretei și una cu numele mesterului egumenul Gherasim Vlastos. | Muzeul Național de Artă al României                 | Cimec    |
|      | Sfânta Treime                                                                                             | Datare: 1638 Material: fir de argint; fir de argint aurit; mătase colorată | Tema iconografica a Sfintei Treimi, răspândită în secolul al XVI-lea datorită marelui teolog Macarie, se va perpetua și în secolul al XVII-lea datorită unui alt mare cărturar și teolog Mitropolitul Varlaam. Tema apare frecvent nu numai în pictura murală, în această perioadă, dar și pe diferite piese liturgice, ca în cazul nabederniței care, după tradiția orală, a aparținut Mitropolitului Varlaam al Moldovei. Iconografic, piesa prezintă analogii cu icoana cu aceeasi temă provenind de la biserica din Vizantea, în care influența iconografiei occidentale, venită probabil prin filiera rusă, este vizibilă. Motivele ornamentale - vegetale și florale - fac parte din repertoriul decorativ al broderiilor din timpul lui Vasile Lupu. Conține inscripții desemnând numele personajelor. Piesa a intrat în circuitul valorilor universale, prin participarea la expoziții internaționale. Este publicată în literatura de specialitate străină. | Muzeul Național de Artă al României                 | Cimec    |
|      | Iisus Emanuel                                                                                             | Datare: 1638 - 1639 Material: fir de argint; fir de argint aurit; catifea de mătase | Tema iconografica este legata de simbolul liturgic al sacrificiului lui Iisus. Acesta este reprezentat în potir binecuvântând cu ambele mâini. Potirul - centrul compozitiei - formeaza o verticala accentuata. El simbolizeaza sacrificiul divin, conține vinul, care se transforma prin binecuvântare, în sângele lui Iisus. Potirul amintește și de mormântul lui Iisus. Chenarul marginal, ca și în cazul celorlalte broderii donate de Vasile Lupu mănăstirii Trei Ierarhi, are un pronunțat caracter decorativ. Conține o inscripție de danie de la Vasile Lupu și doamna Tudora. Piesa a intrat în circuitul valorilor universale prin participarea la expozitii internationale. Este publicata în literatura de specialitate straina. | Muzeul Național de Artă al României                 | Cimec    |
|      | Împărtășirea apostolilor cu vin                                                                           | Datare: Cca. 1626 Material: fir de argint; fir de argint aurit; mătase colorată | Compoziția are ca centru de interes Ciboriumul, sub care se află masa altarului, la care oficiaza Iisus în veșmânt de Mare Arhiereu. Grupul apostolilor este redat în mișcare, fiecare personaj având o altă poziție. Volumele sunt accentuate prin execuția meșteșugită a drapajului, mantiilor și tunicilor. Chenarul marginal, lat, este decorat, pe întreaga suprafață, cu un vrej de acant, de pe care se desprind frunze și flori. Motivele decorative sunt inspirate din țesăturile orientale și occidentale, care circulau în Moldova secolului XVII. Piesa este datată prin analogie cu aerul de la 1626, donat de Anastasie Crimca, păstrat în colecția Mânăstirii Dragomirna. Conține o inscripție liturgică și una cu numele donatorului Anastasie Crimca. Piesa a intrat în circuitul valorilor universale, prin participarea la expoziții internaționale. Este publicată în literatura de specialitate străină. | Muzeul Național de Artă al României                 | Cimec    |
|      | Vas | Datare: 1908 - 1917 Dimensiuni: DG:8,5 cm Material: argint; aur | Forma înaltă și zveltă, decorul fin și auritura interioară, conferă piesei o eleganță sobră, rar întâlnită la piesele provenite din atelierele rusești, acestea preferând, în general, formele mai ronde și decorul abundent. Vasul este marcat, pe bază și în zona gurii, cu marca de titlu. | Muzeul Național de Artă al României                 | Cimec    |
|      | Serviciu de căni cu capac și farfurie                                                                     | Datare: 1840 - 1879 Dimensiuni: DG: 5,5 cm Material: argint; aur | Serviciul contine șase piese. Metalul, de cea mai bună calitate, decorul gravat manual cu mare acuratețe și interiorul aurit, conferă pieselor o mare eleganță, proprie orfevrăriei franceze. Marca: mester C.T. garanție, export. | Muzeul Național de Artă al României                 | Cimec    |
|      | Lanț cu bani                                                                                              | Datare: Sec. XVIII Material: argint; metal comun | Salbă, alcătuită din 15 monede de argint, datate 1702, 1733, 1745, 1747, 1763, 1775 montate pe un lanț din metal comun, fară a avea o valoare artistică, constituie o mărturie a epocii, aceste monede având valoare de circulație și pe teritoriul nostru. | Muzeul Național de Artă al României                 | Cimec    |
|      | Sfeșnic cu cinci brațe                                                                                    | Datare: 1872 - 1922 Dimensiuni: Db:17,5 cm Material: argint | Piesele aparțin unei categorii foarte apreciate, aceea a obiectelor decorativ funcționale. Tehnica mixtă de execuție, precum și cizelura foarte îngrijită, sunt specifice argintăriei austro-ungare de la sfârșitul secolului al XIX-lea. Marcat pe talpă, cu marca de oraș. | Muzeul Național de Artă al României                 | Cimec    |
|      | Sfeșnic                                                                                                   | Datare: 1868 Dimensiuni: Db:15,5 cm Material: argint | Piesa are forma și decorul ciocănit, predilecte atelierelor rusești provinciale, unde influențele culturale și tehnice occidentale sunt puțin vizibile, în perioada anilor 1860. Marcat pe corp, cu mărci de oraș, titlu, garanție. | Muzeul Național de Artă al României                 | Cimec    |
|      | Spirtieră-flacon Autor: Comyns, Wiliam                                                                    | Datare: 1856 Dimensiuni: lb:4,4 cm Material: argint | Forma de urnă, precum și decorul cu personaje, sunt rar întâlnite în argintăria engleză a epocii și este probabil că meșterul William Comyns a adaptat unele modele franceze, influențate de stilul Empire. Marcat pe gât, cu mărci de meșter, oraș, titlu, garanție. | Muzeul Național de Artă al României                 | Cimec    |
|      | Gobeler                                                                                                   | Datare: 1840 - 1879 Dimensiuni: Dg: 8 cm Material: argint | Piesă din argint, de cea mai bună calitate, aurită în interior și gravată manual, face parte dintr-un lot destinat exportului, în intervalul de timp 1840-1879. Marcat pe bază cu marca de garanție export. | Muzeul Național de Artă al României                 | Cimec    |
|      | Buna Vestire                                                                                              | Datare: Sec. XVI;1/2 (epoca Petru Rareș) Material: tempera pe lemn; lemn sculptat și aurit | Tema Bunei Vestiri, frecventă în iconografia ușilor de altar, este direct legată de săvârșirea jertfei euharistice, oficiată de preot în altar. Concepția monumentală, în care este abordată scena, se înscrie în tradiția picturii moldovenești, din vremea lui Ștefan cel Mare. Compoziția echilibrată, virtuozitatea tratării chipurilor și veșmintelor, cromatica cu dominante de roșu, ocru și verde, ce vibrează pe aurul strălucitor al fundalului, înscriu lucrarea în seria pieselor reprezentative pentru arta moldovenească, din prima jumătatea secolului al XVI-lea. Nota decorativă, pe care o conferă aureolele, puternic reliefate, și decorate, prezența motivului frânghiei răsucite, permit încadrarea lucrării în epoca lui Petru Rareș, putând fi găsite, în acest sens, similitudini stilistice și iconografice cu ușa împărătească de la Vânători - Piatra Neamț. | Muzeul Național de Artă al României                 | Cimec    |
|      | Împărtășirea apostolilor cu pâine                                                                         | Datare: 1493 (se datează după perechea sa aflată în colecția Mănăstirii Sucevița având ca temă iconografică - Împărtășirea cu vin) Material: broderie cu fir din argint; argint aurit; mătase colorată pe suport din mătase | Stilistic, aerul de la Rădăuți este un produs al școlii de broderie românească, din timpul domniei lui Ștefan cel Mare, puternic influențată de pictura murală a epocii, și care a produs modele, ce vor determina evoluția genului, în secolul următor. Aerul este pereche cu cel păstrat în colecția mănăstirii Sucevița, datat 1493, având ca temă "Împărtășirea cu vin". Din punct de vedere compozițional, piesa prezintă analogii cu cele două aere, din colecția Mănăstirii Putna (inv. 62 și 63). Piesa a intrat în circuitul valorilor culturale universale, prin participarea la expoziții internaționale. Este publicată în literatura de specialitate străină. | Muzeul Național de Artă al României                 | Cimec    |
|      | Apostoli, evangheliști și portrete de donatori                                                            | Datare: 1504 (se datează după data la care a fost terminată mănăstirea Dobrovăț) Material: broderie cu fir din argint; argint aurit; mătase colorată pe suport din mătase                                                   | Iconografic, piesa face parte din grupa epitrahilelor cu apostoli și evangheliști și ilustrează tema Deisis. Compoziția se desfășoară pe verticală, într-o suită de opt registre figurative și unul decorativ. În ultimul registru figurativ apar donatorii - Ștefan cel Mare și soția Doamna Maria - înveșmântați în granatza, purtând pe cap coroană și în mână crucea, însemne ale puterii și credinței. Portretul voievodului poate fi considerat ultimul, Ștefan cel Mare murind în 1504. Motivele decorative sunt specifice broderiilor moldovenești din timpul domniei lui Ștefan cel Mare - flori și frunze de acant dispse pe vrejuri sinuoase și semipalmete din repertoriul ornamental oriental, dar și motive goticizante - medalioane polilobate și arcade terminate în arc frânt în care sunt reprezentate personajele. Piesa a intrat în circuitul valorilor culturale universale prin participarea la expoziții internaționale. Este publicată în literatura de specialitate străină. | Muzeul Național de Artă al României                 | Cimec    |
|      | Apostoli și Deisis                                                                                        | Datare: Sf. sec. XV - înc. sec. XVI Material: broderie cu fir din argint; argint aurit; mătase colorată pe suport din mătase                                                                                                | Epitrahilul dăruit de Voievodul Radu cel Mare Mănăstirii Govora este un exemplu grăitor în ceea ce privește elementele tradiției artistice și iconografice, comune spațiului din sud-estul Europei în secolul al XVI-lea. În această epocă broderiile din Țara Românească vădesc înrudiri, prin punerea în pagină a reprezentărilor figurative, dar mai ales prin repertoriul decorativ, cu piese de același gen din Serbia, Bulgaria, Grecia și de la Muntele Athos. Epitrahilul de la Govora se evidențiază și prin estetica unei decorații căutate. Registre decorative, alcătuite din antrelacuri savant elaborate, brodate cu fir din argint aurit separă figurile. Acest tip de împletituri este prezent în decorația sculptată în piatră a unor monumente sârbești și din Țara Românească, a pietrelor de mormânt și în decorația manuscriselor. Calitățile estetice și tehnice, precum și somptuozitatea decorației și a materialelor utilizate, sunt demne de o adevărată piesă aulică, danie voievodală. Este publicată în literatura de specialitate străină. | Muzeul Național de Artă al României                 | Cimec    |
|      | Scene din viața Sfântului Nicolae și Sfinții Ierarhi                                                      | Datare: Înc. sec. XVI Material: broderie cu fir din argint; argint aurit; mătase colorată | Inscripție liturgică, restaurată. Prezența scenelor din viața Sfântului Nicolae constituie o excepție de la iconografia epitrahilelor. Probabil că ornata a fost creată pentru un înalt ierarh cu numele de Nicolae sau pentru o ctitorie importantă având acest hram. Tot ca o abatere de la iconografia obișnuită, la gura epitrailului, în loc de Iisus binecuvântând, apar două scene reprezentând hirotonirea lui Nicolae ca preot și episcop. Acest fapt se poate pune în legătură cu semnificația epitrahilului ca ornată liturgică, atribut al preoției, care simbolizeaaă puterea harului lui Dumnezeu ce se coboară asupra preotului. Se remarcă o tendință de redare miniaturală a scenelor și un interes special pentru reprezentarea amănuntelor legate de costum și arhitecturi. Tehnica desăvârșită a broderiei de tradiție bizantină folosește o mare diversitate de puncte, foarte mărunte, care prin modul de combinare dau un efect pictural. Motivele decorative cu valoare simbolică pot fi frecvent întâlnite pe broderiile din spațiul balcanic. Piesa a intrat în circuitul valorilor universale prin participarea la expoziții internaționale. Este publicată în literatura de specialitate străină. | Muzeul Național de Artă al României                 | Cimec    |
|      | Buna Vestire și sfinții episcopi                                                                          | Datare: Înc. sec. XVI Material: broderie cu fir din argint; argint aurit; mătase colorată pe suport din mătase | Inscripție liturgică, restaurată, piesa a intrat în circuitul patrimoniului cultural universal prin participara la expoziții internaționale. Un rol aparte în economia compoziției îl ocupă scena Bunei Vestiri care dă individualitate piesei, evidențiind-o printre celelalte epitrahile databile în secolele XV-XVI. Tema are ca surse evanghelia lui Luca (1: 26-28) și protoevanghelia apocrifă a lui Iacob. Reprezentarea celor două personaje sfinte, Maica Domnului și Arhanghelul Gavriil, respectă canonul bizantin. Stilistic și tipologic cele două personaje, dar mai ales Arhanghelul Gavriil, amintesc de prototipuri aparținând picturii sârbești din secolul al XVI-lea. Folosind o diversitate de puncte combinate cu măiestrie meșterul brodeur a realizat o compoziție cu deosebite calități plastice. Motivele decorative - vrejuri, semipalmete provenite din frunză de acant, mascheroni care decorează capitelurile cononetelor, toate acestea aparțin vocabularului ornamental specific secolelor XV-XVI, atât pentru piesele de broderie, cât și de orfevrărie, pentru manuscrisele miniate și pentru sculptura din spațiul cultural bizantin și postbizantin. | Muzeul Național de Artă al României                 | Cimec    |
|      | Apostoli și portretele donatorilor - Barbu Craiovescu și doamna Neagoslava                                | Datare: 1520 - 1521 Material: broderie cu fir de argint; argint aurit; mătase colorată | Inscripții liturgice, inscripții de danie de la Barbu Craiovescu și doamna Neagoslava, piesa a intrat circuitul patrimoniului cultural universal prin participarea la expoziții internaționale. Epitrahil de la Mănăstirea Bistrița este caracteristic pentru broderiile muntenești din timpul lui Neagoe Basarab, ce se caracterizează prin echilibru și sobrietate. În ultimul registru sunt reprezentați donatorii Barbu Craiovescu, călugărit Pahonie și soția sa Neagoslava înveșmântată într-un costum asemănător celui popular din zona Olteniei. Păstrate în număr redus, broderiile cu portrete de donatori din rândul boierimii dau o notă de originalitate broderiei din Țara Românească. Este publicat în literatura de specialitate străină. | Muzeul Național de Artă al României                 | Cimec    |
|      | Buna Vestire                                                                                              | Datare: Înc. sec. XVI Material: broderie cu fir de argint; argint aurit; mătase colorată | Inscripții liturgice, restaurate, piesa a intrat circuitul patrimoniului cultural universal prin participarea la expoziții internaționale. Din punct de vedere stilistic piesele păstrează caracteristici ale broderiilor din secolul anterior. Tratarea elementelor ornamentale care înconjoară medalioanele centrale, amintește de broderiile din colecția Mănăstirii Tismana și de unele piese din spațiul sârbesc. Întreaga suprafață a mânecuțelor este brodată cu antrelacuri, care închid rozete decorate cu motive florale cu sute cu mătase colorată și cu motivul crucii brodat cu fir din argint aurit. Bordura este decorată cu cercuri secante, ca și în cazul epitrahilului de la Mănăstirea Tismana. Suportul este brodat în întregime cu fir de argint, tehnică de tradiție bizantină, ca și punctele folosite, extrem de fine și diverse, care creează variate efecte plastice. Maica Domnului și Arhanghelul Gavriile sunt reprezentați sub arcade polilobate sprijinite pe colonete în torsadă. Motivul decorativ întorsadă este specific artei de la începutul secolului al XVI-lea și poate fi întâlnit și pe piese de orfevrărie și sculptură. Este publicat în literatura de specialitate străină. | Muzeul Național de Artă al României                 | Cimec    |
|      | Buna Vestire                                                                                              | Datare: Înc. sec. XVI Material: broderie cu fir de argint; argint aurit; mătase colorată pe suport din mătase | Mânecuțele ilustrează tema Bunei Vestiri, cea mai frecvent reprezentată pe astfel de piese. Maica Domnului și Arhanghelul Gavriil se detașează pe un fond brodat în întregime cu fir din argint aurit, sub arcade semicirculare decorate cu un meandru în torsadă. Capitelele și baza colonetelor sunt decorate cu mascheroni. Suportul broderiei din mătase albastru-indigo este decorat în întregime cu palmete și motive florale stilizate în formă de stea. Repertoriul decorativ este specific broderiilor de la începutul secolului al XVI-lea, întâlnite și pe piese similare lucrate în ateliere balcanice. Restaurate, publicate în literatura de specialitate străină. | Muzeul Național de Artă al României                 | Cimec    |
|      | Împărtășirea cu pâine (a), Împărtășirea cu vin (b)                                                        | Datare: Înc. sec. XVI Material: broderie cu fir din argint aurit; mătase | Tema iconografică „Împartășirea cu vin” este foarte rar reprezentată pe mânecuțe. Compoziția are două centre de interes. Cel principal îl constituie reprezentarea lui Iisus sub ciborium, simbol al cerului. Cei șase apostoli care se înclină formează un grup compact care echilibrează compoziția. Veșmintele sunt brodate cu mătase colorată, în amestec cu fir din argint aurit. Drapajul conturat cu fir din argint evidențiază volumul siluetelor, conferindu-le monumentalitate. Chenarul marginal este decorat cu un vrej continuu și semipalmete, motive caracteristice pentru repertoriul ornamental al epocii. | Muzeul Național de Artă al României                 | Cimec    |
|      | Buna Vestire                                                                                              | Datare: Cca. 1638 - 1639 Material: mătase colorată; catifea; fir de argint aurit; fir de argint | Piesa face parte dintre cele nouă broderii dăruite de voievodul Vasile Lupu ctitoriei sale Biserica Trei Ierarhi. Compoziția este structurată simetric. Cele două personaje - Maica Domnului și Arhanghelul Gavriil formează două verticale care se continuă cu arhitecturile din fundal, probabil casa Mariei și cea a lui Iosif, unite printr-un portic. Centrul compoziției este marcat de un vas de flori (motiv de influență occidentală) de răsură și acant, simbol al perenității cu trimitere la pomul vieții. În partea de sus a scenei, dintre nori, Sfântul Duh, figurat ca un porumbel cu aripile strânse, se coboară asupra Mariei. De o parte și de alta sunt reprezentate antropomorf soarele și luna. Câmpul compoziției este semănat cu motive stelare. Chenarul lat, ornamentat cu motive florale și vegetale (flori de acant și răsură, palmete penate) inspirate din țesăturile orientale ale epocii, mărturisește o tendință accentuată spre decorativism, care va constitui una din trăsăturile broderiilor moldovenești ale veacului al XVII-lea. Piesa a intrat în circuitul valorilor universale prin participarea la expoziții internaționale. Este publicată în literatura de specialitate din străinătate. | Muzeul Național de Artă al României                 | Cimec    |
|      | Coborârea la Iad                                                                                          | Datare: Cca. 1638 - 1639 Material: mătase colorată; fir de argint aurit; fir de argint | Piesa face parte dintre cele nouă broderii dăruite de voievodul Vasile Lupu ctitoriei sale Biserica Trei Ierarhi. Întreaga scenă este construită după canonul iconografic bizantin. Cerul este acoperit de stele - simbolurile lumii cerești. Compoziția este simetrică, desfășurându-se în jurul unui ax reprezentat de personajul central - Iisus. Cele două grupuri ale drepților sunt plasate de o parte și de alta. Stilistic, se remarcă o încercare de individualizare a chipurilor, precum și un deosebit meșteșug în redarea drapajului, realizat printr-o varietate de puncte - în cazul broderiei cu fir metalic - cutele veșmintelor fiind subliniate cu fire din mătase colorată. Chenarul marginal, ca și în cazul celorlalte broderii provenind de la Biserica Mănăstirii Trei Ierarhi, are un marcat caracter decorativ. Piesa a intrat în circuitul valorilor universale prin participarea la expoziții internaționale. Este publicată în literatura de specialitate străină. | Muzeul Național de Artă al României                 | Cimec    |
|      | Coborârea de pe Cruce și Plângerea lui Iisus                                                              | Datare: 1680 - 1681 Material: mătase colorată; fir de argint aurit; fir de argint | Piesa face parte dintr-o serie de epitafe donate de Șerban Cantacuzino și Doamna Maria mănăstirilor Tismana și Cotroceni precum și bisericii Doamnei din București. Reprezentarea alăturată a celor două teme iconografice, Coborârea de pe cruce și Plângerea lui Iisus, este inspirată din pictura murală a epocii. Din punct de vedere iconografic, elementul istoric este precumpănitor față de cel liturgic, cele două scene înfățișând drama pământească a lui Iisus. Prin sobrietatea ansamblului și prin finețea execuției tehnice, epitaful constituie o punte de legătură cu vechea tradiție a broderiei muntenești de sorginte bizantină. În același timp, sensul discursiv al gesturilor, dramatismul declamativ denotă o influență barocă. În partea dreaptă a compoziției sub tema Plângerii, sunt reprezentați în atitudine de donatori Șerban Cantacuzino și Doamna Maria cu copiii. Inscripții liturgice și de danie de la voeivodul Șerban Cantacuzino și Doamna Maria. Piesa a intrat în circuitul valorilor universale prin participarea la expoziții internaționale. Este publicată în literatura de specialitate straină. | Muzeul Național de Artă al României                 | Cimec    |
|      | Văl de tâmplă                                                                                             | Datare: Sf. sec. XV - înc.sec. XVI Material: catifea din mătase; fir de argint aurit | Valul este alcătuit din fragmente de brocart, care provin probabil dintr-un veșmânt transformat ulterior, pentru uzul bisericii. Stilistic și tehnic, țesătura se încadrează în categoria catifelelor venețiene, influențate, în concepția decorativă, de repertoriul ornamental oriental. Compoziția decorativă este pusă în valoare prin folosirea a două tehnici de țesere. Pe fondul de catifea roșu-vișiniu se desprinde un vrej fin desenat decorat cu flori mărunte, executate în tehnica satin. Decorul principal suprapus peste primul, care iese în relief prin contrastul cromatic, este un vrej sinuos de pe care se desprind flori de lotus broșate cu fir de argint aurit în tehnica sergé. Brocarturile de același tip se conservă în colecția mănăstirii Putna. Piesa a intrat în circuitul valorilor universale prin participarea la expoziții internaționale. Este publicată în literatura de specialitate străină. | Muzeul Național de Artă al României                 | Cimec    |
|      | Față de pernă                                                                                             | Datare: Sf. sec. XV - înc.sec. XVI Material: catifea din mătase; fir de argint aurit | Compoziția decorativă a brocartului, prin rigoarea și motivele utilizate, aparține stilului inferriata. Pe fondul de catifea tunsă roșu granata se detașează un vrej subțire ce compune arabescuri terminate în arc frânt, având în vârf o floare de lotus văzută în secțiune. Motivul central este o rozetă cu patru petale terminate în arc frânt, înconjurate de motive florale și vegetale dispuse simetric. Elementele de decor sunt broșate cu fir din argint aurit. | Muzeul Național de Artă al României                 | Cimec    |
|      | Caftan | Datare: Sec. XV;2/2 Material: catifea din mătase; fir de argint aurit | Costumul a fost reconstituit dintr-un acoperamânt de mormânt descoperit de Alexandru Odobescu la Mănăstirea Bistrița. Reconstituirea se datoreaza cercetărilor din anii '60 realizate de istoricul de artă Corina Nicolescu și restauratoarea Florica Vârjoghie, și s-a realizat în laboratorul de restaurare textile a Muzeului Național de Artă a României în anii '60, din fragmentele de brocart din care era alcătuit acoperământul de mormânt, care însumau părțile componente ale croiului. Se presupune ca veșmântul a aparținut unuia din boierii Craiovești care, așa cum se obișnuia, l-a dăruit ctitoriei lor. În timp, costumul a suferit transformări pentru a fi utilizat în uzul cultului. Efectul plastic al țesăturii rezida din utilizarea celor două tehnici de lucru cu firul metalic - fondul și conturul motivelor decorative sunt broșate cu fir de argint aurit, umplutura acestora fiind executată cu fir buclat, tehnică ce accentuează impresia de relief. Piesa a participat la expoziții internaționale. | Muzeul Național de Artă al României                 | Cimec    |
|      | Caftan | Datare: Ante 1514 Material: catifea din mătase; fir de argint aurit | Costumul a fost reconstituit dintr-un acoperământ al raclei Sfântului Grigorie Decapolitul, raclă care se păstrează la Mănăstirea Bistrita. Acoperământul purta o inscripție de danie de la voievodul Neagoe Basarab datată 1514. Reconstituirea se datorează cercetărilor din anii '60 realizate de istoricul de artă Corina Nicolescu și restauratoarea Florica Vârjoghie. Fondul catifelei de culoare albastru cobalt se întâlnește rar la brocarturile din epocă și dovedește că țesătura a fost o comandă specială. Catifeaua este decorată pe toată lățimea cu un vrej șerpuit din care se desprin palmete polilobate dispuse simetric, terminate în arc frânt, care închid flori de lotus stilizate. Un traseu amplu delimitat de fleuroni gotici caracteristici stilului inferriata înconjoară vrejul și palmetele, ocupând întreaga lățime a țesăturii. Motivele decorative sunt broșate cu fir din argint aurit, în unele zone utilizându-se firul metalic buclat, care, prin contrast se detașează pe fondul albastru cobalt al catifelei. Somptuozitatea țesăturii și inscripția de danie îndreptățesc presupunerea că inițial caftanul i-a aparținut voievodului Neagoe Basarab. Piesa a participat la expoziții internaționale. | Muzeul Național de Artă al României                 | Cimec    |
|      | Caftan | Datare: Sec. XVI Material: catifea; fir de argint aurit | Caftanul este confecționat dintr-o țesătură otomană, provenind din atelierele de la Brussa. Ceatmaua este o catifea de mătase broșată în tehnica sergé, produsă în atelierele din imperiul otoman, începând cu a doua jumătate a secolului al XV-lea. Compoziția decorativă are rigoare, respectând alternanța motivelor. Fondul este decorat cu motive florale, miniaturizate, diferit colorate, prinse pe un vrej subțire, care desenează arabescuri. Costumul a fost reconstituit dintr-un felon, păstrat la Mănăstirea Cozia. Reconstituirea se datorează cercetărilor din anii '60 realizate de istoricul de artă Corina Nicolescu și restauratoarea Florica Vârjoghie. Piesa a participat la expozitii internaționale. | Muzeul Național de Artă al României                 | Cimec    |
|      | Conteș | Datare: Sec. XVI Material: mătase colorată; fir de argint aurit; fir de argint | Croiul sau conteșul este un costum de influență orientală, prezent în moda secolelor XVI-XVII din țările române. Este confecționat dintr-o țesătură deosebit de prețioasă - seraser - lucrată în întregime cu fir de argint și argint aurit, petrecut pe întreaga lățime a țesăturii. Aceasta este decorată, pe întreaga suprafață, cu palmete lanceolate, care se întrepătrund, descriind un arabesc, având în centru motivul semilunii. Motivele decorative, țesute cu fir din argint aurit, conturate cu mătase verde, se detașează pe fondul argintiu al țesăturii, creând un efect de mare rafinament. A fost reconstituit dintr-un felon, în anul 1968, având ca model conteșul de jupâniță, descoperit in situ, în 1964 în mormântul din pronaosul Mănăstirii Dragomirna. Piesa a intrat în circuitul valorilor universale, prin participarea la expoziții internaționale. Este publicată în literatura de specialitate străină. | Muzeul Național de Artă al României                 | Cimec    |
|      | Văl de tâmplă                                                                                             | Datare: Sf. sec. al XVI-lea – înc. sec. al XVII-lea Material: mătase colorată; fir de argint; fir de argint aurit; perle | Valul de tâmplă, provenind de la Mânăstirea Stănești este o piesă de valoare deosebită, pentru patrimoniul artei medievale românești atât din punct de vedere estetic, cât și istoric. De asemenea, are valoare de unicat, fiind singura piesă de acest fel păstrată în țară, de la sfârșitul secolului al XVI-lea și începutul secolului al XVII-lea. Piesa se înscrie, prin monumentalitate și sobrietate, prin măiestria redării siluetelor înalte și suple, pline de eleganță, precum și prin tehnica de execuție, în tradiția broderiei de sorginte bizantină. Meșterul a acordat o atenție specială reprezentării celor doi donatori, în privința redării costumelor și a bijuteriilor, manifestând un interes deosebit pentru detalii. În redarea portretelor celor doi donatori, meșterul a încercat să se desprindă de limitele portretului convențional. Chenarul lat, ce înconjoară scena centrală, este decorat cu motive vegetale stilizate, brodate cu fir de argint aurit și mătase colorată, asemănatoare cu cele întâlnite pe pietrele de mormânt ale Boierilor Buzești aflate la ctitoria lor, mănăstirea Căluiu. Inscripții liturgice și de danie de la Preda Buzescu și jupânița Cătălina. Piesa a intrat în circuitul valorilor universale, prin participarea la expoziții internaționale. Este publicată în literatura de specialitate straină. | Muzeul Național de Artă al României                 | Cimec    |
|      | Mantie liturgică                                                                                          | Datare: Sec. XVI;1/2 Dimensiuni: I = 145 mm; LA = 59 mm Material: fir de aur; mătase; brocart | Dalmatică în formă de T, amplă cu clini și mâneci scurte largi, din mătase galbenă brodată cu motive vegetale stilizate lucrate din fir de aur; de răscroitura gâtului atârnă doi ciucuri din mătase verde. | Muzeul Național de Istorie a României               | Cimec    |
|      | Epitrahil dăruit de Vasile Lupu Mănăstirii Trei Ierarhi din Iași                                          | Datare: 1637 - 1638 Dimensiuni: L = 1400 mm; La = 240mm Material: argint; fir de aur; catifea; mătase | Epitrahil format dintr-o bandă lungă de catifea purpurie, purtată după gât, brodată cu 18 scene christologice în medalioane rotunde, dispuse în două rânduri, iar la mijloc (în zona gâtului) a fost reprezentată Xenofilia lui Abraham; între medalioane, rozete alternate cu entrelacuri, iar la bază inscripția votivă cu numele comanditarului. Capetele benzii sunt decorate cu ciucuri din fir de aur. | Muzeul Național de Istorie a României               | Cimec    |
|      | Epitrahil dăruit de Alexandru cel Bun Mănăstirii Bistrița (?)                                             | Datare: Înc. sec. al XV-lea Dimensiuni: L = 1430 mm; LA = 2100 mm Material: mătase; fir de aur; argint | Piesa face parte din veșmintele folosite de preoții cultului ortodox. Format dintr-o bandă lungă de mătase, purtată în jurul gâtului, brodată cu medalioane. În cele 16 medalioane au fost reprezentate sărbătorile creștine - Buna Vestire, Nașterea Domnului, Prezentarea la Templu, Botezul Domnului, Schimbarea la Față, Învierea lui Lazăr, Intrarea în Ierusalim, Drumul Crucii, Coborârea la iad, Crucificarea, Mironosițele la Mormânt, Înălțarea, Necredința lui Toma, Coborârea Duhului Sfânt, Adormirea Maicii Domnului, iar la bază este și portretul donatorului, probabil Alexandru cel Bun. Medalioanele sunt înconjurate de motive vegetale și animaliere. La capetele epitrahilului sunt atașate franjuri. A fost dăruit de Alexandru cel Bun ctitoriei sale, Mănăstirea Bistrița. | Muzeul Național de Istorie a României               | Cimec    |
|      | Panaghiar                                                                                                 | Datare: 1492 - 1493 Dimensiuni: D = 160mm; I = 37mm Material: argint aurit; sidef | Obiect liturgic caracteristic cultului ortodox, purtat atârnat pe pieptul preoților, destinat păstrării anafurei (panaghie) în timpul serviciului religios. Este format din două discuri concave, prinse cu balamale. Fiecare disc este decorat pe ambele suprafețe (intern și extern) cu scene biblice. În exterior este reprezentată scena Deisis și Sf. Fecioară cu Iisus, în interior scena Înălțării lui Iisus. Poartă inscripția în limba slavonă a donatorului, boierul Drăghici Vintilescu pentru mănăstirea Snagov și anul 6999 (1492). A făcut parte din tezaurul de la Moscova restituit și figurează la poziția Tz. 6672/490 din PV de restituire. | Muzeul Național de Istorie a României               | Cimec    |
|      | Patenă cu statuetă centrală                                                                               | Datare: Sec. XVI;1/2 Dimensiuni: D = 135 mm; Î = 32mm Material: aramă; aliaj | Suprafața interioară decorată sub linia buzei cu un șir de perle reliefate, urmată de o fâșie desfășurată în șase panouri decorate cu motive animaliere, despărțite de șase coloane. În centru, pe fundul vasului, o rozetă cu șase petale, înscrisă într-un cerc. Peste aceasta este fixată o mică statuetă reprezentând un cerb culcat. | Muzeul Național de Istorie a României               | Cimec    |
|      | Ușă | Datare: Sec. XVI;1/2 Dimensiuni: LA = 790 mm, I = 1230 mm Material: lemn; vopsea | Cu partea centrală mai înaltă, formând un lob; ambele piese sunt bordate de motivul sculptat al frânghiei. Suprafața a fost împărțită în șase panouri pictate policrom: în partea superioară a fost reprezentată scena Bunei Vestiri, îngerul pe batantul stâng și Fecioara Maria pe cel drept, iar pe celelalte patru sunt redați cei patru evangheliști, față în față, Matei, Marcu, Luca și Ioan, scriind Evangheliile, în decor arhitectural. Reprezentarea Bunei Vestiri ilustrează varianta de sorginte elenistică și bizantină în care Fecioara primește vestea ridicată din jilț, unde torcea purpura, ea este binecuvântată de înger și schițează gestul acceptării cu palma descchisă a mâinii drepte, strânse la piept. Această variantă, destul de răspândită în pictura postbizantină, se regăsește în redactarea scenei de pe ușile împărătești de la Cârligul. | Muzeul Național de Istorie a României               | Cimec    |
|      | Plângerea lui Iisus                                                                                       | Datare: 1395 - 1396 Material: mătase colorată pe suport din mătase; fir din argint și argint aurit | Epitaful de la Cozia este cea mai veche broderie datată, din categoria vălurilor de procesiune din colecțiile aflate în țara noastră. Calitățile estetice ale broderiei, date de concizia și echilibrul compozițional, de gama cromatică rafinată, dublate de o execuție tehnică desăvârșită, situează epitaful de la Cozia în ultima epocă de înflorire a artei bizantine și îi dau valoare de unicat în arta medievală românească. Piesa a intrat în circuitul valorilor universale, prin participarea la expoziții internaționale. Este publicată în literatura de specialitate străină. | Muzeul Național de Artă al României                 | Cimec    |
|      | Plângerea lui Iisus                                                                                       | Datare: 1437 Material: mătase colorată și perle pe suport din mătase; fir din argint și argint aurit | Capodoperă a genului, "Epitaful lui Siluan", ilustrează exemplar arta broderiei din timpul voievodului Alexandru cel Bun, perioadă din care ni s-au păstrat foarte puține piese. Prin inovațiile iconografice, echilibrul și expresia plastică a compoziției, prin tehnica desăvârșită, calități izvorâte în urma asimilării elementelor de cultură și artă bizantină, epitaful de la Neamț este un model pentru întreaga evoluție a broderiei moldovenești din a doua jumătate a secolului al XV-lea și al XVI-lea. Piesa a intrat în circuitul valorilor universale prin participarea la expoziții internaționale. Este publicată în literatura de specialitate străină. | Muzeul Național de Artă al României                 | Cimec    |
|      | Plângerea lui Iisus                                                                                       | Datare: 1506 Material: mătase colorată și perle pe suport din mătase; fir din argint și argint aurit | Din punct de vedere iconografic, epitaful de la Dobrovăț se înscrie pe linia tradiției epitafelor moldovenești din secolele XV-XVI, relevând o interesantă sinteză, între tema liturgică a Jertfei lui Iisus și cea istorică a Plângerii. Începând cu secolul al XV-lea, compoziția se amplifică, față de modelul bizantin, prin sporirea numărului de personaje, iar elementul istoric va precumpăni față de cel liturgic. Respectând tradiția bizantină, broderia se distinge prin monumentalitate, un limbaj esențializat, de o rigoare aproape geometrică, ritmică, prin simetria atitudinii personajelor. Epitaful de la Dobrovăț este un produs de excepție al școlii de broderie din timpul lui Ștefan cel Mare. Piesa a intrat în circuitul valorilor universale, prin participarea la expoziții internaționale. Este publicată în literatura de specialitate străină. | Muzeul Național de Artă al României                 | Cimec    |
|      | Plângerea lui Iisus                                                                                       | Datare: 1556 Material: mătase colorată și perle pe suport din mătase; fir din argint și argint aurit | Penultimul din seria celor patru epitafuri datând din secolul al XVI-lea, cel de la mănăstirea Slatina demonstrează prin compoziție și viziune stilistică, evoluția broderiei medievale din Moldova, piesa încadrându-se în "perioada decorativ-picturală". Pentru prima dată își fac apariția motive cu caracter strict decorativ, sugerând forme florale care se apropie de modelul din natură. Totodată, se păstrează și motive mai vechi, preluate din repertoriul ornamental al secolului al XV-lea, cum sunt palmetele din împletituri care încadrează aclamațiile ce însoțesc simbolurile evangheliștilor. Piesa a intrat în circuitul valorilor universale prin publicarea sa în literatura de specialitate străină. | Muzeul Național de Artă al României                 | Cimec    |
|      | Schimbarea la Față                                                                                        | Datare: 1561 Material: mătase colorată pe suport din mătase; fir din argint și argint aurit | Stilistic, vălul de tâmplă de la mănăstirea Slatina se distinge prin narativism, decorativism, picturalitate. Pe fondul brodat în întregime cu fir din argint aurit se detașează scenele care înconjoară icoana centrală reprezentând tema Schimbarea la Față, scene tratate cu minuțiozitatea unor adevărate miniaturi. Vrejul de acant, într-o interpretare realistă, învăluie reprezentările iconografice tradiționale, îmbogățind compoziția cu elemente vegetale și florale, al căror decorativism înlocuiește hieratismul și monumentalitatea broderiilor din secolul precedent. Compoziția trimite la reprezentarea Arborelui lui Iesei din frescele exterioare ale bisericilor din epocă, amintind în același timp și vălul de tâmplă de la 1510 dăruit de Bogdan cel Orb mănăstirii Putna, piesa care a constituit principalul sau model. Piesa a intrat în circuitul valorilor patrimoniului cultural universal prin publicarea sa în literatura de specialitate străină. | Muzeul Național de Artă al României                 | Cimec    |
|      | Schimbarea la Față                                                                                        | Datare: Cca. 1561 Material: mătase colorată pe suport din mătase; fir din argint și argint aurit | Piesa se caracterizează prin narativism și picturalitate. Firul de argint și argint aurit, care acoperă întreaga suprafață a broderiei și cromatica vie a firului de mătase, accentuează nota de somptuozitate a acestei piese, cu adevărat aulice. Un spațiu amplu, în economia compoziției este acordat donatorilor: Alexandru Lăpușneanu și Doamna Ruxandra. Registrul inferior, în care sunt reprezentați aceștia, sugerează un triptic, pe al cărui panou central este brodată inscripția de danie. Pe voleuri, în picioare, apar donatorii, în veritabile portrete de aparat. Reprezentarea minuțioasă a costumelor conferă celor două portrete o semnificație aparte în studiul istoriei costumului și a țesăturilor din evul mediu românesc. Piesa a intrat în circuitul valorilor patrimoniului cultural universal prin publicarea sa în literatura de specialitate străină și prin participarea la expoziții internaționale. | Muzeul Național de Artă al României                 | Cimec    |
|      | Masă | Datare: Înc. sec. XIX Material: lemn de rășinoase; bronz | Blatul circular se sprijină pe trei picioare - cariatide cu terminații în formă de gheare și unite de o traversă plină, cu laturile concave. Decor aplicat din bronz pe centură, sub formă de friză. | Muzeul Național de Artă al României                 | Cimec    |
|      | Pat-gondolă                                                                                               | Datare: Înc. sec. XIX Material: lemn de rășinoase; bronz; mătase | Pat în formă de gondolă. Se sprijină pe patru picioare din bronz în formă de picioare de leu. Tăbliile, arcuite spre interior, au înălțimi. Somiera este îmbrăcată în mătase galbenă cu dungi. Decor aplicat din bronz: cunună de lauri, trofee, elemente vegetale. | Muzeul Național de Artă al României                 | Cimec    |
|      | Masă Autor: Majorelle, Louis                                                                              | Datare: Înc. sec. XX Material: lemn; metal comun | Blatul dreptunghiular, cu laturile mici arcuite, se sprijină pe patru coloane canelate, continuate în partea inferioară cu patru picioare ușor arcuite. Polița mediană, cu profil ondulat, are la extremități două mânere metalice. Decor marchetat, compus din motive vegetale. | Muzeul Național de Artă al României                 | Cimec    |
|      | Autoportret Autor: Carriera, Rosalba                                                                      | Datare: Sec. XVIII Material: guașă pe fildeș; cupru | Autoportret din perioada maturității artistei, reprezentată cu creionul și caietul de desen. | Muzeul Național de Artă al României                 | Cimec    |
|      | Tinerețe Autor: Cros, César Isidore Henri                                                                 | Datare: 1900 Material: pastă de sticlă | Basorelief policrom, reprezentând un bust de tânără. | Muzeul Național de Artă al României                 | Cimec    |
|      | Presse-papier Autor: Argy-Rousseau, Gabriel                                                               | Datare: Cca. 1928 Material: pastă de sticlă | Un cub cu un fluture de noapte în relief. | Muzeul Național de Artă al României                 | Cimec    |
|      | Cupă decorativă Autor: Gallé, Emil                                                                        | Datare: 1900 Material: sticlă în straturi | Cupă cu picior, cu caboșoane. | Muzeul Național de Artă al României                 | Cimec    |
|      | Regele Solomon primind vizita reginei din Saba Autor: Philippe, Maestrul                                  | Datare: Înc. sec. XVI Material: lână | Episod din Vechiul Testament. Compoziție cu multe personaje, îmbrăcate după moda secolului al XVI-lea, grupate în două puncte de interes, regele Solomon și regina din Saba. Colorit albastru, roșu, galben, gri. | Muzeul Național de Artă al României                 | Cimec    |
|      | Dublu sacrificiu                                                                                          | Datare: Sec. XVI Material: lână | Scenă de sacrificiu, adus pe altarul zeului războiului. Colorit puternic, în tonuri de roșu, albastru, galben, verde, griuri. Piesa este fragmentul central dintr-o lucrare mai mare. | Muzeul Național de Artă al României                 | Cimec    |
|      | Solomon și Arca Alianței                                                                                  | Datare: Sec. XVI Material: lână; fir de aur | Compoziție cu opt personaje, cu subiect din Vechiul Testament. Bordură cu elemente vegetale. Colorit rom, verde, galben, brunuri, griuri. O piesă cu subiect asemănător executată la Bruxelles către 1515 se găsește în muzeul din Cluny, Franța. | Muzeul Național de Artă al României                 | Cimec    |
|      | Ospăț de nuntă Autor: Hecke, Jean Frans van der                                                           | Datare: Sec. XVII Material: lână | Compoziție având în prim plan trei personaje, iar în plan secund masa și nuntașii pe un fond peisagistic. Bordură cu elemente vegetale, măști, personaje. Colorit verde, albastru, galben, brun. Elemente ale compoziției prezintă asemănări cu tapiserii executate de Frans Spierings. | Muzeul Național de Artă al României                 | Cimec    |
|      | Convoi regal la vânătoare                                                                                 | Datare: Sec. XVI Material: lână | Compoziție cu multe personaje având în centru un cuplu regal călare. Bordură pe trei laturi cu decor structurat în casete, cu motive antropomorfe, vegetale și altele. Colorit verde, galben, albastru, griuri etc. | Muzeul Național de Artă al României                 | Cimec    |
|      | Scenă de vânătoare                                                                                        | Datare: Sec. XVI Material: lână | Scenă de vânătoare, cu șoimi la care participă o pereche regală cu suita într-un decor cu castele și grădini. Bordură pe trei laturi cu elemente antropomorfe, zoomorfe și vegetale. O piesă asemănătoare a fost lucrată la manufactura Tournai către 1445. | Muzeul Național de Artă al României                 | Cimec    |
|      | Moartea lui Anania Autor: Reggelbrugghe, Abel                                                             | Datare: 1664 Material: lână | Episod din Noul Testament, Faptele Apostolilor. Un grup de personaje primesc ofrande în prim plan, stânga. În plan secund, dreapta, Anania este purtat pe brațe la înmormântare. Bordură pe două laturi. O tapiserie cu subiect similar, lucrată după cartonul lui Rafael între 1515 - 1516 se află la Victoria and Albert Museum. | Muzeul Național de Artă al României                 | Cimec    |
|      | Vânător cu șoimul Autor: Jordanes, Jacob                                                                  | Datare: Jum. sec. XVII Material: lână; mătase | Compoziție aerată cu două personaje: un tânăr călare, ținând pe mâna dreaptă un șoim și un vânător care duce pe umeri o căprioară rănită, înconjurați de câini. Bordură cu elemente arhitectonice. Cercetătorul A. Huilst apreciază că schița acestei lucrări a fost executată în 1635. | Muzeul Național de Artă al României                 | Cimec    |
|      | Surorile lui Phaeton                                                                                      | Datare: Sec. XVII Material: lână; mătase | Lucrarea prezintă legenda surorilor lui Phaeton care au fost transformate în copaci. Colorit brun, albastru, verde, roșu, griuri, galben. Piesa nu are bordură. | Muzeul Național de Artă al României                 | Cimec    |
|      | Scenă de vânătoare Autor: Sinay, Peter van                                                                | Datare: Sec. XVII;1/2 Material: lână | Scenă cu două personaje călări, în stânga îndrumate de un vânător pedestru, însoțit de un câine. Bordură cu decor antropomorf, zoomorf și vegetal dispus în cartușe. | Muzeul Național de Artă al României                 | Cimec    |
|      | Clavecin Autor: Taskin, Pascal                                                                            | Datare: 1767 Material: lemn | Clavecin, cu coadă sprijinit pe opt picioare, arcuite în formă de "pied de bidu", decorat cu buchete de flori, scene de gen și medalioane cu teme muzicale, reprezentând îngerași, pictate. Prezintă inscripția: "Pascal Taskin eleve de Blanchet 1767". | Muzeul Național de Artă al României                 | Cimec    |
|      | Dulap | Datare: Sec. XVIII Material: nuc | Dulap cu două uși cu aplicații metalice și șase casete cu scene reprezentând călăreți și sirene, executate în marchetărie. | Muzeul Național de Artă al României                 | Cimec    |
|      | Cabinet                                                                                                   | Datare: 1825 - 1850 Material: lemn de rășinoase; paltin; furnir nuc; rădăcină de nuc | Piesă de mobilier în formă de liră, cu trei sertare, ce încadrează în partea centrală o ușă rabatabilă, care maschează în interiorul piesei o oglindă înconjurată de șapte sertare. Al treilea sertar, central are partea anterioară rabatabilă și este împărțit la rândul lui în șase sertărașe. În partea superioară, sunt mascate alte patru sertărașe. Are marca Corporației tâmplarilor din Brașov. | Muzeul Național de Artă al României                 | Cimec    |
|      | Fotoliu                                                                                                   | Datare: Înc. sec. XIX Material: paltin; bronz; mătase | Fotoliu cu spătar arcuit, brațele terminate cu sfincși din bronz. Se sprijină pe patru picioare, două arcuite, două în formă de sabie; șezuta, spătarul și cotierele îmbrăcate în mătase galbenă cu dungi; decor aplicat din bronz, motive florale. | Muzeul Național de Artă al României                 | Cimec    |
|      | Ceas Autor: Prior, George                                                                                 | Datare: 1787 Dimensiuni: D: 7,5 cm Material: argint; sticlă; email; baga | Cutie exterioară din argint și baga, carcasă din argint, cadran din email alb, orele cu email negru. Lanț din argint împletit, opt pandantive filigranate mici și unul mare, cu bumbi de baga. Semnat pe cadran, marcat pe carcasă. | Muzeul Național de Artă al României                 | Cimec    |
|      | Cafetieră                                                                                                 | Datare: 1814 - 1816 Dimensiuni: LA bază: 9,5 cm Material: argint; lemn | Vas, de formă aproximativ pătrată, cu patru picioare, gât alungit, țeavă de turnare curbată, capac cu fleuron, ansă din lemn negru. Pe corp și capac decor vegetal. | Muzeul Național de Artă al României                 | Cimec    |
|      | Ceainic                                                                                                   | Datare: 1814 - 1816 Dimensiuni: LA bază: 9 cm Material: argint; lemn | Vas, de formă aproximativ pătrată, cu patru picioare, gât alungit, țeavă de turnare curbată, capac cu fleuron, ansă din lemn negru. Pe corp și capac decor vegetal. | Muzeul Național de Artă al României                 | Cimec    |
|      | Vas de lapte                                                                                              | Datare: 1814 - 1816 Dimensiuni: LA bază: 6,5 cm Material: argint | Vas, de formă aproximativ pătrată, cu patru picioare, gât alungit, cioc de turnare, ansă din argint, capac cu fleuron. Pe corp și capac decor vegetal. | Muzeul Național de Artă al României                 | Cimec    |
|      | Zaharniță                                                                                                 | Datare: 1814 - 1816 Dimensiuni: LA bază: 8 cm Material: argint | Vas, de formă aproximativ pătrată, cu patru picioare, două anse din argint, capac cu fleuron. Pe corp și capac decor vegetal. | Muzeul Național de Artă al României                 | Cimec    |
|      | Farfurie                                                                                                  | Datare: Sec. XVII Dimensiuni: D: 26,3 cm Material: faianță | Medalion central, cu două personaje în peisaj. Pictată în camaieu albastru. | Muzeul Național de Artă al României                 | Cimec    |
|      | Sac de cort                                                                                               | Datare: Sec. XIX Material: lână | Covoarele din Asia Centrală, cunoscute sub numele generic de covoare Bukhara, sunt relativ frecvente în colecțiile românești. În cazul acestei piese, autenticitatea, vechimea și, mai ales, calitatea excepțională a materialelor și a tehnici în care este lucrată justifică încadrarea ei în categoria Tezaur. | Muzeul Național de Artă al României                 | Cimec    |
|      | Bombonieră                                                                                                | Datare: Sf. sec. XIX Dimensiuni: DG: 11,2 cm Material: argint | Bombonieră cu corp evazat, decor cu vrej cu struguri, picior lărgit la bază cu decor vegetal. Piesa este reprezentativă pentru barocul turcesc. Pe corpul vasului - TUGRA (ABDULHAMID II ? șters) și SAH; marcaj pe fund. | Muzeul Național de Artă al României                 | Cimec    |
|      | Bombonieră                                                                                                | Datare: Sf. sec. XIX Dimensiuni: DG: 10 cm Material: argint | Bombonieră cu corp evazat, cu contururi sinuoase și decor fitomorf. Pe capac, corpul și piciorul vasului - TUGRA (ABDULHAMID II) și SAH; zig-zag pe fund. | Muzeul Național de Artă al României                 | Cimec    |
|      | Bombonieră                                                                                                | Datare: Sf. sec. XIX Dimensiuni: DG: 10 cm Material: argint | Corp evazat, cu contururi sinuoase și decor fitomorf, specific barocului turcesc. Pe corpul și piciorul vasului - TUGRA (SULTAN ABDULHAMID II) și SAH. | Muzeul Național de Artă al României                 | Cimec    |
|      | Bombonieră                                                                                                | Datare: Sf. sec. XIX Dimensiuni: DG: 10 cm Material: argint | Corp evazat, cu contururi sinuoase și decor fitomorf, specific barocului turcesc. Pe corpul și piciorul vasului - TUGRA (SULTAN ABDULHAMID II) și SAH. | Muzeul Național de Artă al României                 | Cimec    |
|      | Covor de rugăciune                                                                                        | Datare: Sec. XVII Material: lână | Fragment al unui covor de rugăciune, cu trei arcade, sprijinite pe coloane. Coloanele arcadei centrale sunt duble. Bordură tipică pentru covoarele de curte otomane. | Muzeul Național de Artă al României                 | Cimec    |
|      | Draperie de ușă de moschee                                                                                | Datare: Sec. XVIII Material: mătase; fir de aur | Forma indică funcția de draperie de ușă amintind și mihrabul, nișa sacră din moschee. Inscripțiile în caligrafie thuluth, majoritatea scrise "în oglindă", conțin, probabil, un mesaj religios, lucru sugerat de singurul cuvânt descifrabil, qul (spune!), cuvânt cu care încep mai multe capitole ale Coranului. | Muzeul Național de Artă al României                 | Cimec    |
|      | Covor de rugăciune                                                                                        | Datare: Sf. sec. XVIII Material: lână; mătase; fir metalic; lamelă metalică | Mihrab pe colonete duble, vas cu flori în centru. Bordură foarte lată, motive vegetale. | Muzeul Național de Artă al României                 | Cimec    |
|      | Veșmânt de femeie                                                                                         | Datare: Înc. sec. XIX Material: lână; mătase; fir metalic; lamelă metalică | Veșmânt deschis în față, cu mâneci despicate. Decorul repetă un motiv cu elemente fitomorfe și arhitecturale în stil baroc turcesc. | Muzeul Național de Artă al României                 | Cimec    |
|      | Heftel | Material: argint; aur; turcoaze; perle; pastă de sticla; email | Piesă de formă circulară, bombată, cu o suprastructură formată din două benzi cu elemente decorative, concentrice: în centru, o casetă mare cu piatră roșie mare, înconjurată de un cerc de casete cu pastă de sticlă verde, albastră și roșie, apoi o primă bandă formată din butoni dubli ajurați cu motive vegetale montați cu perle, pastile de sticlă roșie, conuri și email albastru închis și verde, despărțită de următoarea bandă printr-un fir răsucit. Cea de-a doua bandă, similară cu prima ca construcție, prezintă pastile de sticlă roșie, albastră și verde și aceleași culori de email. Piesa este acoperită pe spate de o placă care se mulează formei și de care au fost fixate elementele decorative de pe avers cu nituri cu fluture. Tot de placă a fost lipit acul cu închizător pe care sunt inițialele meșterului. Piesa este deformată cu urme de ciocănire, are lipsă porțiuni din motivul ornamental, metalic lipsă, o perlă la registrul central și o piatră la celălalt, mari porțiuni din email lipsă. | Muzeul Național de Istorie a României               | Cimec    |
|      | Heftel | Material: argint; aur; pastă de sticlă | Pafta - Heftel circulară, bombată în profil, realizată din benzi decorative dispuse circular, retrase treptat de la margine spre centru: pe margine o tresă cu capete de putti și animale, urmată de un șir de opt semisfere florale cu perlă de argint în mijloc, înconjurate de aplicații vegetale traforate, în mijloc o casetă rectangulară cu pastă de sticlă roșie, înconjurată de un volan ajurat cu aplicații de motive vegetale și casete cu pietre roși și una verde. Reversul a fost închis cu o placă de argint articulată la un ac cu închizător, pe care se pot observa capetele niturilor care fixează elementele decorative. Piesa prezintă două marcaje pe acul de închidere. Piesa are trei pietre roșii lipsă din jurul pietrei centrale, cu lipituri cu cositor pe o porțiune, prezintă ușoare deformări ale elementelor decorative, urme de ciocănituri în mai multe locuri unde metalul a plesnit. | Muzeul Național de Istorie a României               | Cimec    |
|      | Heftel | Material: argint; aur; pastă de sticlă | Pafta circulară ale cărei elemente decorative realizate din benzi sunt dispuse în cercuri concentrice: pe margine o bandă traforată cu motive vegetale, spre interior o bandă pe care sunt aplicați opt butoni ajurați floral cu câte o mărgică de argint deasupra, iar în centru o rozetă cu aplicații traforate pe care sunt dispuse patru cochilii conice și patru pietre roșii în jurul unei casete paralelipipedice cu piatră roșie. Pe revers piesa a fost închisă cu o placă de argint care urmează forma exterioară pe care se văd niturile pe care au fost fixate elementele decorative și un ac pe care a fost aplicat marca meșterului. Acului de închidere îi lipsește jumătate; piesa nu prezintă urme vizibile de degradare. | Muzeul Național de Istorie a României               | Cimec    |
|      | Ceainic                                                                                                   | Material: argint; aur; fildeș | | Muzeul Național de Istorie a României               | Cimec    |
|      | Podoabă cu ac Autor: neidentificat                                                                        | Datare: a doua jumătate a secolului al XVI-lea - prima jumătate a secolului XVII-lea Material: argint aurit, granat, sticlă; aurire; ciocănire; filigranare; granulare                                                      | Podoabă cu ac de prindere, având o placă decorativă de formă circulară, stilizată în forma unei flori cu opt petale rotunde, intercalate de opt petale mai mici ascuție. Marginea florii este decorată cu granule. Pe suprafața piesei sunt realizate nouă secțiuni circulare din sârmă decorată cu crestături verticale. Șapte dintre cercurile de pe margine delimitează sfere realizate din filigran, care susțin monturi cu patru gheare în care sunt prinse granate. Pe suprafața piesei se mai păstrează doar cinci monturi cu granate. Cercul din zona centrală a piesei prezintă în centru o decorație circulară supraînălțată, surmontată de o montură pătrată în care este prinsă o sticlă transparentă. În jurul decorației supraînălțate sunt sudate de placa decorativă S-uri realizate din aceeași sârmă groasă decorată cu crestături verticale. Acul original al piesei, care era inițial sudat de spatele plăcii s-a pierdut. Acul păstrat în acest moment a fost atașat ulterior, cu ajutorul unei sfere, sudate în zona centrală de pe spate și care permite ca acul să fie mobil. | Muzeul Național de Istorie a României               | Cimec    |
|      | Placa decorativă a unui ac de văl Autor: neidentificat                                                    | Datare: a doua jumătate a secolului al XVI-lea - prima jumătate a secolului XVII-lea Material: argint, sticlă; ciocănire, cizelare, aurire, granulare, filigranare                                                          | Placa decorativă a unui ac de văl. Placa este realizată în forma unei flori cu patru petale mari dispuse în formă de cruce, intervalate de patru petale mai mici ascuțite. Pe margine petalele sunt ornamentate cu fir răsucit, stilizat în formă de sfoară. Pe cinci dintre cele opt petale sunt prinse mici cârlige din argint, două dintre ele păstrând agățate câte un ornament foliaceu. În mijlocul plăcii, marcat printr-un cerc realizat din fir răsucit, este prinsă o montură cu trei gheare în care este prinsă o sticlă de culoare verde perforată. Pe spatele plăcuței se mai pastrează fragmentul de ac de păr care era sudat în zona centrală. | Muzeul Național de Istorie a României               | Cimec    |
|      | Placa decorativă a unui ac de văl Autor: neidentificat                                                    | Datare: a doua jumătate a secolului al XVI-lea - prima jumătate a secolului XVII-lea Material: argint, cornalină; ciocănire, cizelare, aurire, granulare, filigranare                                                       | Placa decorativă a unui ac de văl. Placa este realizată în forma unei flori cu paisprezece petale alungite, prinsă în interiorul unui cerc realizat din sârmă decorată cu crestături, de care este sudat la exterior un șir de granule. Petalele sunt realizate din fir simplu, în interiorul căreia este sudat un fir răsucit. Petalele sunt dispuse în jurul unei monturi ovale, cu muchia îndoită spre interior, în care este prinsă o cornalină. Pe spatele plăcuței se mai pastrează fragmentul de ac de păr care era sudat în zona centrală. | Muzeul Național de Istorie a României               | Cimec    |
|      | Placa decorativă a unui ac de văl Autor: neidentificat                                                    | Datare: a doua jumătate a secolului al XVI-lea - prima jumătate a secolului XVII-lea Material: argint, sticlă; ciocănire, cizelare, aurire, incizare, perforare                                                             | Placa decorativă a unui ac de văl. Placa de formă circulară are muchia ușor crestată și este ornamentată cu incizii și perforații circulare. În centru este fixate o montură de formă rectangulară, cu muchiile îndoitre spre interior, în care este prinsă o sticlă transparentă. Montura este delimitată la exterior de o sârmă ornamentată cu crestături. Pe spatele plăcuței se mai pastrează fragmentul de ac de păr care era sudat în zona centrală. | Muzeul Național de Istorie a României               | Cimec    |
|      | Ac de văl Autor: neidentificat                                                                            | Datare: a doua jumătate a secolului al XVI-lea - prima jumătate a secolului XVII-lea Material: argint, piatră; ciocănire, cizelare, aurire, presare                                                                         | Ac de văl constituit dintr-un ac de fixare și dintr-o placă decorativă de formă circulară, stilizată în forma unei flori cu nouă petale rotunde, concave-convexe, cu câte o crestătură, intercalate de opt petale mai mici ascuțite. În centrul plăcii, într-o montură circulară cu trei gheare este prinsă o piatră albă opacă, perforată. Acul este ușor deformat. | Muzeul Național de Istorie a României               | Cimec    |
|      | Placa decorativă a unui ac de văl Autor: neidentificat                                                    | Datare: a doua jumătate a secolului al XVI-lea - prima jumătate a secolului XVII-lea Material: argint, piatră; ciocănire, cizelare, aurire, presare                                                                         | Placa decorativă a unui ac de văl, de formă circulară, stilizată în forma unei flori cu nouă petale rotunde, concave-convexe, cu câte o crestătură, intercalate de opt petale mai mici ascuțite. În centrul plăcii, într-o montură circulară cu trei gheare este prinsă o piatră albă opacă, fragmentară. Pe spatele plăcuței se mai pastrează fragmentul de ac de păr care era sudat în zona centrală. | Muzeul Național de Istorie a României               | Cimec    |
|      | Placa decorativă a unui ac de văl Autor: neidentificat                                                    | Datare: a doua jumătate a secolului al XVI-lea - prima jumătate a secolului XVII-lea Material: argint, piatră; ciocănire, cizelare, presare                                                                                 | Ac de văl fragmentar constituit dintr-un ac de fixare și dintr-o placă decorativă de formă circulară, cu marginea vălurită, pe care este fixate o emisferă decorate cu șiruri de globule. În vârful emisferei este fixată o floare, realizată dintr-o placă de argint circulară cu mici crestături pe margine și incizii verticale. În mijlocul florii este atașată o montură cu patru gheare în care este prinsă o piatră albastră. La bază, emisfera este înconjurată de o sârmă răsucită cu aspect de sfoară. Acul, păstrat fragmentar, este prins între plăcuța circulară și emisferă, fiind ușor mobil. | Muzeul Național de Istorie a României               | Cimec    |
|      | Pandantiv relicvar Autor: neidentificat                                                                   | Datare: a doua jumătate a secolului al XVI-lea - prima jumătate a secolului XVII-lea Material: argint; ciocănire, cizelare, gravare                                                                                         | Pandantiv relicvar de formă ovală. Piesa este ornamentată pe margine cu o bară răsucită cu aspect de sfoară, care prezintă atașate în părțile superioară, inferioară, stângă și dreaptă câte un ornament constituit dintr-o globulă sudată pe patru frunze dispuse în formă de cruce. De ornamentul din partea superioară este sudată și o verigă circulară. Una dintre fețele pandantivului este inscripționată cu următoarele texte: „*AGNUS DEI Q TOL: PEC: MVN” – dispus circular pe margine între două cercuri liniare și „LI: / GNVM / VITAE” – dispus liniar, pe trei rânduri, în centru. Pe cea de-a doua față sunt inscripționate următoarele texte: „*ZBRODZIEI*CHRISTOPHE” - dispus circular pe margine între două cercuri liniare și „SHI” - dispus liniar în centru. | Muzeul Național de Istorie a României               | Cimec    |
|      | Inel antic cu camee Autor: neidentificat                                                                  | Datare: secolele I-IV Material: aur, sardonix; ciocănire, cizelare, gravare, sertizare | Inel antic roman constituit din veriga și chatonul care fac corp comun. Veriga este realizată din placă de aur, umerii verigii evazându-se ușor în zona de contact cu chatonul. În montura de formă ovală este prinsă o camee din sardonix, pe care este gravată o figură umană și un animal, orientate spre dreapta. Numeroase deformări pe suprafața piesei. | Muzeul Național de Istorie a României               | Cimec    |
|      | Podoabă cu ac Autor: neidentificat                                                                        | Datare: a doua jumătate a secolului al XVI-lea - prima jumătate a secolului XVII-lea Material: argint; sticlă; ciocănit; filigranare; granulare                                                                             | Podoabă constituită dintr-un ac și o placă decorativă. Placa decorativă de formă circulară are formă de emisferă. Suprafața emisferei este decorată cu fir de argint răsucit, dispus în formă de cercuri pe întreaga suprafață a piesei. Pe marginea piesei sunt lipite șase emisfere realizate din fir de argint surmontate de mici piramide din granule. În partea superioară a emisferei, într-o montură cu patru ghiare este prinsă o sticlă transparentă de formă rectangulară. Acul podoabei este fixat între placă și emisferă și în prezent este puternic deformat, având formă de U. | Muzeul Național de Istorie a României               | Cimec    |
|      | Inel-pecete Autor: neidentificat                                                                          | Datare: a doua jumătate a secolului al XVI-lea - prima jumătate a secolului XVII-lea Material: argint aurit, niello; turnare, cizelare, gravare, aurire, niellare                                                           | Inel constuit din verigă și chaton care fac corp comun. Bara verigii este aplatizată, iar umerii sunt evazați în zona de contact cu chatonul. Veriga și umerii prezintă o decorație vegetală gravată - frunze și ramuri dispuse în volute. Chatonul este supraînălțat și peretele exterior este decorat cu trei benzi o bandă cu decor meandric între două benzi decorate cu linii oblice. Chatonul de formă circulară este decorat cu motive florale - ramuri cu frunze dispuse în volute. Zona centrală este marcată printr-o muchie ușor înălțată în interiorul căreia este reluat decorul vegetal cu frunze și volute. Pe alocuri, pe veriga inelului sunt vizibile resturi de la procesul de niellare. | Muzeul Național de Istorie a României               | Cimec    |
|      | Inel cu piatră Autor: neidentificat                                                                       | Datare: a doua jumătate a secolului al XVI-lea - prima jumătate a secolului XVII-lea Material: argint, cornalină; turnare, cizelare, gravare, sertizare                                                                     | Inel constituit dintr-o verigă ruptă și o montură circulară. Veriga care este realizată dintr-o bară de argint aplatizată este sudată de montură. Montura de formă circulară este gravată având aspectul unei flori. În montură este prinsă o cornalină cabochon. | Muzeul Național de Istorie a României               | Cimec    |
|      | Cercel fragmentar Autor: neidentificat                                                                    | Datare: a doua jumătate a secolului al XVI-lea - prima jumătate a secolului XVII-lea Material: aur, pastă de sticlă; ciocănire, cizelare, sertizare, trefilare, granulare, incizare                                         | Cercel fragmentar constituit dintr-o montură de formă rectangulară, având fața posterioară ușor bombată, iar marginile stilizate asemenea unor petale ridicate. În montură este prinsă o piatră verde deschis (pastă de sticlă). Pe fiecare latură a monturii este sudată câte un tub. De tuburile de pe laturi și de pe partea inferioară sunt atașate câte un lanțișor, fiecare constituit din zale rectangulare. De partea inferioară a lanțișoarelor sunt atârnate câte o sârmă cu o globulă în formă de picătură în partea inferioară, în timp ce partea superioară este înfășurată. Ornamentele din sârmă ale lănțișoarelor exterioare păstrează câte două flori realizate din globule. De tubul sudat de partea superioară a monturii este prinsă o bară de care sunt atașate două mici monturi circulare în care sunt prinse un turcoaz și un granat. | Muzeul Național de Istorie a României               | Cimec    |
|      | Cercel de tâmplă fragmentar Autor: neidentificat                                                          | Datare: secolele XV-XVI Material: argint; ciocănire, cizelare, granulare, filigranare, incizare, aurire | Cercel de tâmplă fragmentar și deformat, constituit dintr-o bară de argint, ușor aplatizat la un capăt și rupt la celălat. O parte a bării este decorată cu crestături intercalate cu pseudo-filigran, având aspect torsionat. Două globule având diametru de 9.75 mm, decorate cu granule înconjurate la bază de fire de argint dispuse circular, flanchează o decorație centrală poliedrică (15.50 mm x 15.40 mm), decorată cu fire de argint torsionate, care marchează muchiile poliedrului, și tuburi de argint sudate pe muchii și pe colțuri. Suprafețele triunghiulare, prezintă în centru câte un cerc realizat din fir de argint torsionat. | Muzeul Național de Istorie a României               | Cimec    |
|      | Cercel tip lunulă Autor: neidentificat                                                                    | Datare: secolele XV-XVI Material: argint; ciocănire, cizelare, granulare, filigranare, incizare, aurire | Cercel fragmentar care păstrează doar pandantivul în formă de lunulă decorat pe una dintre fețe cu tuburi de argint decorate cu crestături fine, pe care sunt lipite câte zece globule dispuse în formă de triunghiuri. Cea de-a doua față a pandantivului este simplă, decorată cu cercuri de diferite dimensiuni realizate din fir de argint torsionat. Pe întreaga suprafață a muchiei inferioare a pandantivului sunt atașate câte trei tuburi de argint cu crestături perpendiculare, lipite între ele. | Muzeul Național de Istorie a României               | Cimec    |
|      | Aplică fragmentară Autor: neidentificat                                                                   | Datare: a doua jumătate a secolului al XVI-lea - prima jumătate a secolului XVII-lea Material: argint, granate; ciocănire, cizelare, granulare, ajurare, aurire                                                             | Podoabă păstrată fragmentar, constituită dintr-o placă circulară, cu muchia păstrată parțial. De placă, e atașată o emisferă ajurată, decorată cu motive vegetale (frunze). Emisfera este atașată de placă cu ajutorul unui ax care unește partea superioară a emisferei și care perforează placa. La bază emisfera este înconjurată de un cerc cu aspect împletit, ale cărui pseudo-fire sunt crestate. Emisfera este decorată cu trei globule și trei monturi cu câte patru gheare. Două dintre monturi păstrează câte o piatră de culoare roșie. Vârful emisferei este decorat cu o montură, a cărei piatră s-a pierdut, iar pe marginea monturii sunt sudate șase globule. Pe spatele plăcii este lipită o altă placă rectangulară. | Muzeul Național de Istorie a României               | Cimec    |
|      | Lingură de împărtășanie Autor: neidentificat                                                              | Datare: a doua jumătate a secolului al XVI-lea - prima jumătate a secolului XVII-lea Material: argint; ciocănire, cizelare, gravare, aurire                                                                                 | Lingură constituită dintr-un căuș și un mâner. Mânerul este evazat în zona de contact cu căușul, iar partea superioară are un aspect torsadat. Elementrul decorativ din partea superioară se păstrează, însă este detașat. Pe spatele piesei, mânerul se prelungește pe întreaga lungime a căușului, unde se subțiază și prezintă o nervură mediană. Căușul de format calotă prezintă în partea superioară o margine rectangulară pe care este inscripționat pe textul - „+КАПЛѢ / ДϵПϵРИ / ШЬ:” | Muzeul Național de Istorie a României               | Cimec    |
|      | Podoabă cu ac Autor: Gerg Kozak                                                                           | Datare: 1596-1626 Material: argint; sticlă; granat; ajurare; aurire; ciocănire; cizelare; fațetat; presare; ștanțare | Podoabă constituită dintr-un ac și o placă decorativă. Placa decorativă de formă emisferică prezintă o decorație vegetală ajurată (frunze) pe care sunt prinse douăsprezece monturi cu patru gheare în care sunt prinse pietre din sticlă transparentă, pietre albe opace și un granat fațetat. Muchia plăcii care susține emisfera este decorată prin presare cu un șir de cercuri concav-convexe, tăiate pe marginea exterioară. Pe această muchie sunt prinse șase monturi cu patru ghiare în care sunt prinse sticle transparente, pietre alb opac și un granat. Vârful emisferei este decorat cu o floare mai mică, cu petale răsfrânte din argint, care susține o montură de formă rectangulară, cu muchiile îndoite spre interior, a cărei piatră nu se mai păstrează. Pe spatele piesei este ștanțată marca de argintar (G-K într-un scut). Emisfera este mobilă, învârtindu-se. Emisfera este susținută de o verigă din argint care este sudată de spatele vârfului emisferei și care perforează placa circulară prin zona în care acul de prindere al podoabei este sudat. | Muzeul Național de Istorie a României               | Cimec    |
|      | Placă decorativă a unei podoabe prevăzute cu ac Autor: neidentificat                                      | Datare: a doua jumătate a secolului al XVI-lea - prima jumătate a secolului XVII-lea Material: argint; sticlă; aurire; ciocănire; cizelare; fațetat; presare; decupat                                                       | Placa decorativă a unei podoabe prevăzută cu ac. Placa de formă circulară, decorată pe margine cu cercuri concav convexe, susține o emisferă mobilă stilizată în formă de floare. Emisfera este constituită dintr-o bază realizată dintr-o foaie de argint aurit, din care au fost decupate petale. Aceasta este decorată cu șase monturi cu patru gheare, cinci dintre ele păstrând pietre de culoare albă, verde și albastră, precum și șase bare de argint verticale, în care erau prinse inițial perle care nu se mai păstrează în prezent. Baza este surmontată de o floare cu șase petale concav convexe și o montură montură cu patru gheare. Placa circulară, baza emisferei, floare și montura sunt unite printr-o bară de argint sudată de montura superioară și care trece prin centrul plăcii circulare. Acul piesei nu se mai păstrează. | Muzeul Național de Istorie a României               | Cimec    |
|      | Placă decorativă a unei podoabe prevăzute cu ac Autor: neidentificat                                      | Datare: a doua jumătate a secolului al XVI-lea - prima jumătate a secolului XVII-lea Material: argint, lapislazuli | Placa decorativă a unei podoabe prevăzute cu ac. Placa este stilizată în forma unei păsări (păun). Marginea prezintă o muchie ușor înălțată, în interiorul căreia este realizat un decor meandric dispus în benzi verticale. Patru monturi circulare cu muchia întoarsă spre interior păstrează câte o piatră de lapislazuli, foarte deterioarată. Monturile sunt dispuse astfel: una în dreptul ochilor, una în dreptul aripii, unul în zona cozii și unul în partea inferioară. Pe marginea inferioară a plăcii sunt sudate mici tuburi din argint în care cel mai probabil erau prinse decorații foliacee. Pe spate este vizibilă partea sudată a acului folosit pentru prinderea podoabei, astăzi pierdut. | Muzeul Național de Istorie a României               | Cimec    |
|      | Placa decorativă a unui ac de văl Autor: neidentificat                                                    | Datare: a doua jumătate a secolului al XVI-lea - prima jumătate a secolului XVII-lea Material: argint aurit; ciocănire, cizelare, aurire, incizare, granulare                                                               | Placa decorativă a unui ac de văl. Placa este realizată în forma unei flori cu șase petale circulare, având în vârf câte o globulă înconjurată o sârmă răsucită din argint. Pe margine fiecare petală este decorată cu o sârmă ornamentată cu crestături. Trei dintre petale prezintă câte o montură cu patru gheare în care nu se mai păstrează pietrele, în timp ce celelalte trei petale sunt decorate în mijloc cu câte o globulă înconjurată de o sârmă răsucită. Centrul este marcat prin același tip de sârmă crestată dispusă în formă circulară, având în mijloc o montură circulară cu muchiile îndoite spre interior. Trei tuburi cu crestături sunt sudate pe marginea monturii. Pe spate se observă urma acului de prindere care a fost inițial sudat. | Muzeul Național de Istorie a României               | Cimec    |
|      | Placa decorativă a unui ac de văl Autor: neidentificat                                                    | Datare: a doua jumătate a secolului al XVI-lea - prima jumătate a secolului XVII-lea Material: argint, turcoaze; ciocănire, cizelare, aurire, granulare, filigranare                                                        | Placa decorativă a unui ac de văl. Placa este realizată în forma unei flori cu șase petale ascuțite. Pe margine placa este ornamentată cu granule și fir de argint răsucit. În vârful fiecărei petale este sudată câte o globulă mai mare. Trei dintre petale prezintă câte o montură cu patru gheare, două două dintre ele mai păstrează turcoaze. Celelalte trei petale prezintă în mijloc câte o verigă din argint, în mijlocul unui cerc realizat din fir de argint răsucit, de care erau inițial prinse perle, care astăzi nu se mai păstrează. În mijlocul plăcii, marcat printr-un cerc realizat din fir răsucit, este prinsă o montură cu patru gheare în care este prins un turcoaz. Pe spate se mai pastrează fragmentul de ac de păr care era sudat de spatele plăcuței. | Muzeul Național de Istorie a României               | Cimec    |
|      | Placa decorativă a unui ac de văl Autor: neidentificat                                                    | Datare: a doua jumătate a secolului al XVI-lea - prima jumătate a secolului XVII-lea Material: argint, turcoaze; ciocănire, cizelare, aurire, granulare, filigranare                                                        | Placa decorativă a unui ac de văl. Placa este realizată în forma unei flori cu șase petale ascuțite. Pe margine placa este ornamentată cu granule și fir de argint răsucit. În vârful fiecărei petale este sudată câte o globulă mai mare. Trei dintre petale prezintă câte o montură cu patru gheare, două două dintre ele păstrează în interior câte un fragment de ceramică cu smalț albastru închis. Celelalte trei petale prezintă în mijloc câte o verigă din argint, în mijlocul unui cerc realizat din fir de argint răsucit, de care erau inițial prinse perle, care astăzi nu se mai păstrează. În mijlocul plăcii, marcat printr-un cerc realizat din fir răsucit, este prinsă o montură cu patru gheare în care este prins un turcoaz. Pe spate se mai pastrează fragmentul de ac de păr care era sudat de spatele plăcuței. | Muzeul Național de Istorie a României               | Cimec    |
|      | Placa decorativă a unui ac de văl Autor: neidentificat                                                    | Datare: a doua jumătate a secolului al XVI-lea - prima jumătate a secolului XVII-lea Material: argint, sticlă; ciocănire, cizelare, aurire, granulare, filigranare                                                          | Placa decorativă a unui ac de văl. Placa este realizată în forma unei flori cu patru petale mari dispuse în formă de cruce, intervalate de patru petale mai mici ascuțite. Pe margine petalele sunt ornamentate cu fir răsucit, stilizat în formă de sfoară. Pe șase dintre cele opt petale sunt prinse mici cârlige din argint, patru dintre ele păstrând agățate câte un ornament foliaceu. În mijlocul plăcii, marcat printr-un cerc realizat din fir răsucit, este prinsă o montură cu trei gheare în care este prinsă o sticlă de culoare verde. Pe spatele plăcuței se mai pastrează fragmentul de ac de păr care era sudat în zona centrală. | Muzeul Național de Istorie a României               | Cimec    |
|      | Zaharniță                                                                                                 | Material: argint; aur | Zaharniță cu capac pe tavă fixă, aurită. Recipientul ovoidal împărțit în patru sectoare prin motivul decorativ foliat, în relief, al picioarelor reduse, format labă de leu, care urcă pe vas până la buză. Cele patru sectoare decorate, la rândul lor, cu panouri și motive vegetale prezintă pe lungimea recipientului câte un scut cu cifra regelui Carol I încoronată. Capacul conic, scund, în retrageri succesive decorat cu o bandă circulară de ove are butonul executat dintr-un mănunchi de fructe, fixat cu șurub; capacul are o decupare circulară pe margine, pentru lingură. Tava ovală de care se prinde vasul prin șuruburi are marginea festonată cu șase panouri cizelate cu mănunchiuri de fructe legate cu panglici și motive vegetale. Piesă marcată pe fundul tăvii și seria 6258. Capacul ușor deformat nu se așează perfect pe buza recipientului; piesa prezintă mici defecțiuni precum: orificiul (din turnare) cca 0,02 cm la unul din picioare, sub baza vasului; urme de lovituri în interiorul vasului; numeroase zgârieturi pe toată suprafața metalului; urme de scrijelire, cca 0,6 cm și 0,4 cm, pe capac. | Muzeul Național de Istorie a României               | Cimec    |
|      | Zaharniță                                                                                                 | Material: argint; aur | Zaharniță cu capac pe tavă fixă, aurită. Recipientul ovoidal împărțit în patru sectoare prin motivul decorativ foliat, în relief, al picioarelor reduse, format labă de leu, care urcă pe vas până la buză. Cele patru sectoare decorate, la rândul lor, cu panouri și motive vegetale prezintă pe lungimea recipientului câte un scut cu cifra regelui Carol I încoronată. Capacul conic, scund, în retrageri succesive decorat cu o bandă circulară de ove are butonul executat dintr-un mănunchi de fructe, fixat cu șurub; capacul are o decupare circulară pe margine, pentru lingură. Tava ovală de care se prinde vasul prin șuruburi are marginea festonată cu șase panouri cizelate cu mănunchiuri de fructe legate cu panglici și motive vegetale. Piesă marcată pe fundul tăvii și seria 6258. Capacul ușor deformat nu se așează perfect pe buza recipientului; lipsește una dintre piulițele cu care se prinde vasul de tavă; piesa nu prezintă alte urme vizibile de degradare. | Muzeul Național de Istorie a României               | Cimec    |
|      | Cană de breaslă Autor: meșter M.H. Schweidnitz                                                            | Datare: mijlocul secolului al XVII Material: cositor | Cană cu marcă de meșter și de oraș pe reversul capacului. | Muzeul Național de Artă al României                 | Cimec    |
|      | Cană ceremonială de breaslă                                                                               | Datare: începutul secolului al XVII-lea Material: cositor | | Muzeul Național de Artă al României                 | Cimec    |
|      | Cană ceremonială de breaslă Autor: meșter I.C.T. (Johann Christian Trüber)                                | Datare: începutul secolului al XVII-lea Material: cositor | Cană cu marcă de meșter și de oraș pe bază în interior. | Muzeul Național de Artă al României                 | Cimec    |
|      | Cană clopot cu țeavă Autor: meșter AM                                                                     | Datare: 1792 Material: cositor | Cană cu marcă de meșter și de oraș, datată 1792 pe capacul ciocului. | Muzeul Național de Artă al României                 | Cimec    |
|      | Cană humpen Autor: meșter GK                                                                              | Datare: 1712 Material: cositor | Cană cu marcă de meșter și de oraș, datată 1712 pe ansă. | Muzeul Național de Artă al României                 | Cimec    |
|      | Cană prismatică cu țeavă Autor: meșter Andreas Wügger IV                                                  | Datare: sfârșitul secolului al XVIII-lea Material: cositor | Cană cu marcă de meșter și de oraș pe capacul ciocului. | Muzeul Național de Artă al României                 | Cimec    |
|      | Cană pentru vin broc Autor: meșter Leonard Wehrlen II                                                     | Datare: mijlocul secolului al XVIII-lea Material: cositor | Cană cu marcă de meșter, de oraș și de control pe bază. | Muzeul Național de Artă al României                 | Cimec    |
|      | Chiuvetă Autor: meșter AB                                                                                 | Datare: 1761 Material: cositor | Cană cu marcă de meșter, de oraș, datată 1761, pe suportul de prindere. | Muzeul Național de Artă al României                 | Cimec    |
|      | Clondir cilindric                                                                                         | Datare: 1754 Material: cositor | Clondir- pe capac, marcă de oră; datată 1754. | Muzeul Național de Artă al României                 | Cimec    |
|      | Clondir cilindric                                                                                         | Datare: secolul al XVII-lea Material: cositor | Clondir cu marcă de calitate pe capac. | Muzeul Național de Artă al României                 | Cimec    |
|      | Cupă | Datare: a doua jumătate a secolului al XVIII-lea Material: cositor | Cupă cu marcă de calitate pe bază. | Muzeul Național de Artă al României                 | Cimec    |
|      | Cupă cu capac                                                                                             | Datare: a doua jumătate a secolului al XVIII-lea Material: cositor | Cupă cu marcă neidentificată pe bază, în interior. | Muzeul Național de Artă al României                 | Cimec    |
|      | Emblemă de breaslă a cositorarilor din Viena                                                              | Datare: 1709 Material: cositor | | Muzeul Național de Artă al României                 | Cimec    |
|      | Emblemă de breaslă lăcătușilor din Hamburg                                                                | Datare: sfârșitul secolului al XIX-lea Material: cositor | Piesă cu ștanțe pe bază. | Muzeul Național de Artă al României                 | Cimec    |
|      | Pocal ceremonial de breaslă Autor: meșter I.G.M. Neisse (?)                                               | Datare: prima jumătate a secolului al XVIII-lea Material: cositor | Piesă cu trei mărci pe bază. | Muzeul Național de Artă al României                 | Cimec    |
|      | Pocal ceremonial de breaslă Autor: meșter Johann Jacob von Füren                                          | Datare: începutul secolului al XVIII-lea Material: cositor | Pocal cu mărci de meșter și de oraș pe reversul capacului. | Muzeul Național de Artă al României                 | Cimec    |
|      | Pocal ceremonial de breaslă                                                                               | Datare: 1747 Material: cositor | | Muzeul Național de Artă al României                 | Cimec    |
|      | Pocal de onoare cu capac                                                                                  | Datare: începutul secolului al XVIII-lea Material: cositor | Pocal cu trei mărci de calitate pe reversul capacului. | Muzeul Național de Artă al României                 | Cimec    |
|      | Nasture mare                                                                                              | Material: argint aurit; turcoaze; turnare; cizelare; șlefuire | Nasture mare, cilindric, cu calotă semisferică, cizelat și ajurat cu motive vegetale și șapte turcoaze, una mai mare în mijloc și șase mai mici împrejur. În porțiunea bazei a fost lipită o foaie metalică cu un inel de prindere în partea centrală. | Muzeul Național de Istorie a României               | Cimec    |
|      | Nasture mare                                                                                              | Material: argint aurit; turcoaze; turnare; cizelare; șlefuire | Nasture mare, cilindric, cu calotă semisferică, cizelat și ajurat cu motive vegetale și șapte turcoaze, una mai mare în mijloc și șase mai mici împrejur. În porțiunea bazei a fost lipită o foaie metalică cu un inel de prindere în partea centrală. | Muzeul Național de Istorie a României               | Cimec    |
|      | Nasture mare                                                                                              | Material: argint aurit; turcoaze; turnare; cizelare; șlefuire | Nasture mare, cilindric, cu calotă semisferică, cizelat și ajurat cu motive vegetale și șapte turcoaze, una mai mare în mijloc și șase mai mici împrejur. În porțiunea bazei a fost lipită o foaie metalică cu un inel de prindere în partea centrală. | Muzeul Național de Istorie a României               | Cimec    |
|      | Nasture mare                                                                                              | Material: argint aurit; turcoaze; turnare; cizelare; șlefuire | Nasture mare, cilindric, cu calotă semisferică, cizelat și ajurat cu motive vegetale și șapte turcoaze, una mai mare în mijloc și șase mai mici împrejur. În porțiunea bazei a fost lipită o foaie metalică cu un inel de prindere în partea centrală. | Muzeul Național de Istorie a României               | Cimec    |
|      | Nasture mare                                                                                              | Material: argint aurit; turcoaze; turnare; cizelare; șlefuire | Nasture mare, cilindric, cu calotă semisferică, cizelat și ajurat cu motive vegetale și șapte turcoaze, una mai mare în mijloc și șase mai mici împrejur. În porțiunea bazei a fost lipită o foaie metalică cu un inel de prindere în partea centrală. | Muzeul Național de Istorie a României               | Cimec    |
|      | Nasture mare                                                                                              | Material: argint aurit; turcoaze; turnare; cizelare; șlefuire | Nasture mare, cilindric, cu calotă semisferică, cizelat și ajurat cu motive vegetale și șapte turcoaze, una mai mare în mijloc și șase mai mici împrejur. În porțiunea bazei a fost lipită o foaie metalică cu un inel de prindere în partea centrală. | Muzeul Național de Istorie a României               | Cimec    |
|      | Nasture mare                                                                                              | Material: argint aurit; turcoaze; turnare; cizelare; șlefuire | Nasture mare, cilindric, cu calotă semisferică, cizelat și ajurat cu motive vegetale și șapte turcoaze, una mai mare în mijloc și șase mai mici împrejur. În porțiunea bazei a fost lipită o foaie metalică cu un inel de prindere în partea centrală. | Muzeul Național de Istorie a României               | Cimec    |
|      | Nasture mare                                                                                              | Material: argint aurit; turcoaze; turnare; cizelare; șlefuire | Nasture mare, cilindric, cu calotă semisferică, cizelat și ajurat cu motive vegetale și șapte turcoaze, una mai mare în mijloc și șase mai mici împrejur. În porțiunea bazei a fost lipită o foaie metalică cu un inel de prindere în partea centrală. | Muzeul Național de Istorie a României               | Cimec    |
|      | Nasture mare                                                                                              | Material: argint aurit; turcoaze; turnare; cizelare; șlefuire | Nasture mare, cilindric, cu calotă semisferică, cizelat și ajurat cu motive vegetale și șapte turcoaze, una mai mare în mijloc și șase mai mici împrejur. În porțiunea bazei a fost lipită o foaie metalică cu un inel de prindere în partea centrală. | Muzeul Național de Istorie a României               | Cimec    |
|      | Covor de rugăciune                                                                                        | Datare: secolul al XIX-lea Material: urzeală lână albă, băteală lână roșie, nod simetric (turcesc/Ghiordes) din lână, capete chilim                                                                                         | mihrab pe fond roșu, cu laturile vârfului în trepte. În centru, medalion romboidal înconjurat de șiruri paralele de mici octogoane. Ecoansoanele pe fond verzui cu două motive vegetale stilizate și două octogoane conținând câte un motiv stelar. Bordura principală, decorată cu motive florale stilizate, dispuse pe fond ocru, este încadrată de două borduri secundare. | Muzeul Național de Artă al României                 | Cimec    |
|      | Covor de rugăciune                                                                                        | Datare: 1910 Material: urzeală mătase albă, băteală bumbac albastru, nod asimetric (persan/Senneh) din mătase | câmp central cu fond galben auriu, cu compoziție luxuriantă cu flori și arbori printre care sunt reprezentate animale și păsări. Compoziția este dispusă simetric în jurul unei axe centrale. În partea de sus, prezența unui arc evocă mihrabul covorelor de rugăciune. În colțurile inferioare, motivul munților, stilizați în maniera artei chineze, se alătură chiparoșilor, antilopelor și leilor care flanchează un vas cu flori. Bordura principală, pe fond roșu, este decorată cu două tipuri de cartușe poligonale conținând motive zoo- și avimorfe. | Muzeul Național de Artă al României                 | Cimec    |
|      | Covor de rugăciune                                                                                        | Datare: secolul al XIX-lea Material: urzeală lână galbenă, băteală lână și bumbac alb, țesătură chilim | mihrab pe fond brun, cu laturile vârfului în trepte. Suprafața mihrabului decorată cu motive arhaice, stilizate, într-o compoziție care nu ține seama de axa de simetrie a câmpului central. Bordura principală, decorată cu un vrej continuu, stilizat, încadrată de două borduri de dimensiuni aproape identice, cu motive geometrice pe fon galben. | Muzeul Național de Artă al României                 | Cimec    |
|      | Placă pătrată                                                                                             | Datare: 1525-1550 Material: ceramică pictată cu albastru de cobalt și albastru turcoaz sub glazură transparentă | placă de formă pătrată, cu decor pictat în albastru de cobalt și albastru turcoaz, sub glazură. Într-un compartiment de formă romboidală, cu vârfurile atingând mijlocul laturilor plăcii, opt palmete de lotus dispuse simetric în jurul unei rozete centrale. În colâurile plăcii, pe fond albastru cobalt, câte un ornament în formă de nor chinezesc. | Muzeul Național de Artă al României                 | Cimec    |